# Histoire de la plomberie
Vous pouvez aider à l'améliorer ou bien discuter des problèmes sur sa page de discussion.
- Il peut contenir un travail inédit ou des déclarations non vérifiées. Vous pouvez l’améliorer en ajoutant des références. (Marqué depuis septembre 2017)

Vous pouvez aider à l'améliorer ou bien discuter des problèmes sur sa page de discussion.
- Son ton est trop lyrique ou dithyrambique. Le texte doit adopter un ton neutre et encyclopédique (aide). (Marqué depuis octobre 2019)
- Il adopte un point de vue régional ou culturel particulier et nécessite une internationalisation. (Marqué depuis septembre 2017)

- Il est peut-être trop long. Sa lecture et la navigation peuvent poser des problèmes, ainsi que son chargement. Vous pouvez raccourcir certains passages en les résumant ou en déplaçant leur contenu vers des articles dédiés. (Marqué depuis septembre 2017)

 (avril 2024).
Motif : La structure de l'article et l'enchainement des paragraphes peut mériter un peaufinage
 (avril 2024).
L'histoire de la plomberie remonte à la construction des pyramides en Égypte antique, attesté par des tuyaux en cuivre vieux de 4 500 ans.
En Grèce antique, l'alimentation urbaine en eau passait par des puits, citernes ou fontaines . L'apogée de la distribution de l'eau dans l'Antiquité est l’œuvre de Rome dans tout l'Empire romain, dont subsistent encore de nombreux vestiges. Après les grandes invasions des Ve et VIe siècles, le métier de plombier renaît[à recycler] et se réoriente vers la couverture en plomb des palais puis des cathédrales, avant que ne reviennent l'alimentation des fontaines et autres jeux d'eau des châteaux de la Renaissance. Le XIXe siècle voit lentement l'eau monter dans les immeubles, et l'arrivée du gaz à tous les étages[style trop lyrique ou dithyrambique]. Le XXe siècle est celui de l'eau pour tous dans les pays développés, dans la cuisine et la salle de bains des villes et des campagnes.

## Activités
Le métier de plombier est varié et complexe, en raison des différents matériaux[Lesquels ?] et matériels utilisés, ainsi que du nombre de travaux que le plombier est amené à exécuter :
- installations pour l'eau et pour le gaz à l'intérieur des bâtiments,
- mise en place de systèmes de protection contre les incendies,
- mise en place de systèmes de distribution de gaz à usage médical,
- travaux sur des systèmes d'arrosage en agriculture,
- travaux en géothermie,
- recyclage et valorisation des déchets ménagers par la méthanisation, et d'autres fluides[Lesquels ?].

Jusque vers 1850, le métier couvre aussi les couvertures en plomb des cathédrales, églises et autres bâtiments publics ou privés. Le travail du plombier ne se limite pas à travailler sous un évier, à boucher les fuites, réparer des gouttières, ou à refaire les salles de bains.[à recycler]

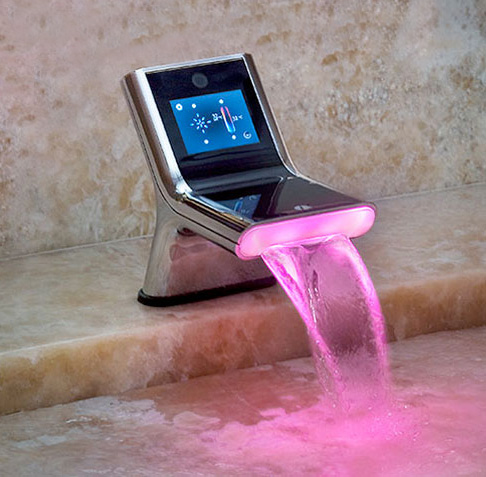
Robinetterie moderne pour salle de bains.

D'après Jean Bernard, compagnon du devoir au XXe siècle : « En affirmant ceci nous ne dénigrons en rien le travail de la main qui tient l'outil. Le travail des mains est l'apprentissage de l'honnêteté. Que le travail de vos mains soit une marque de reconnaissance et un hommage à la condition humaine. » Bien qu'il s'agisse d'une partie importante du métier de plombier de réparer les fuites et d'apporter l’hygiène et le confort dans les logements, les usines ou les centres de loisirs, son travail est également de participer à d’autres réalisations beaucoup plus complexes et qui demandent un grand nombre de connaissances[Lesquelles ?] dans de nombreux domaines de la technique[Lesquels ?] et des années d’expérience[Combien ?] dans le métier.[évasif]
Les entreprises de plomberie dans lesquelles travaillent les plombiers peuvent réaliser de nombreux ouvrages de plomberie, chacune d'entre elles pouvant avoir sa spécificité et sa spécialité dans un ou plusieurs domaines de la profession :
- Les hôtels avec des sanitaires toujours plus agréables et plus spacieux, notamment dans les hôtels de grand luxe du monde entier où le marbre côtoie l'or. « Le décorateur a réussi une parfaite alchimie envoûtante entre le bois, le marbre, l’or et la soie [...] les sols et les murs sont recouverts d’un magnifique marbre de Carrare au veinage rare, les meubles vasques, grandioses, sont entièrement plaqués de feuilles d’or 24 carats. Sur le luxe des salles de bain « le marbre au sol et sur les murs, robinetterie en or, voire dotée de diamants ». Au Georges-V : « ce grand palace est doté de superbes salles de bain avec robinetterie en or [...] les marbres sont donc de rigueur, cela va de soi[N 2]. »
- Les centres commerciaux aux très nombreuses boutiques, avec fontaines, protection incendie, restaurants et sanitaires, sans oublier la reconduite de ces eaux usées vers les stations de traitement.
- La construction des grandes tours de béton, de verre et d'acier qui s'élancent vers les cieux et auxquelles il faut apporter l'eau potable, mais aussi les besoins en eau pour l'arrosage et la protection incendie.

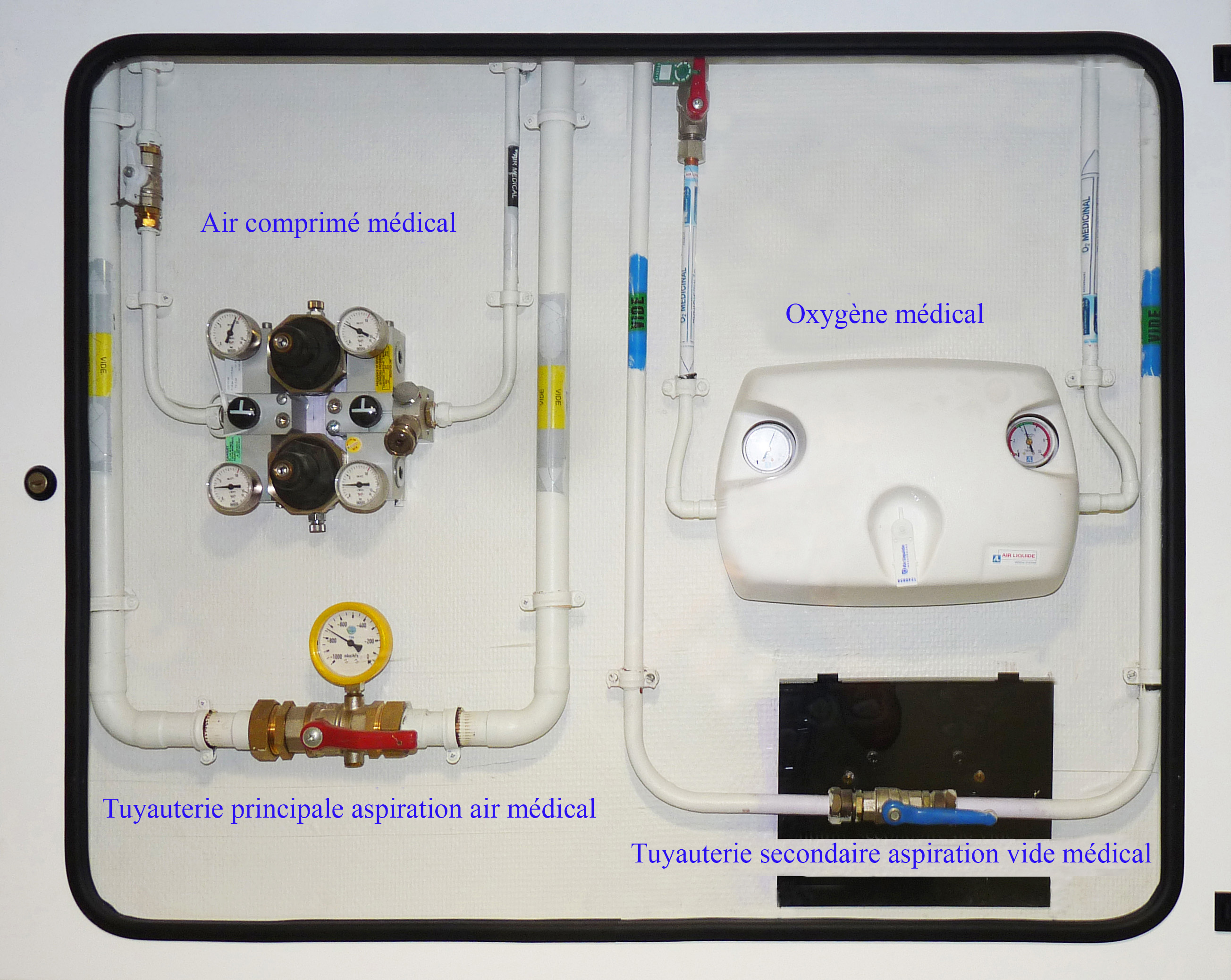
Armoire de distribution de gaz à usage médical dans un hôpital.

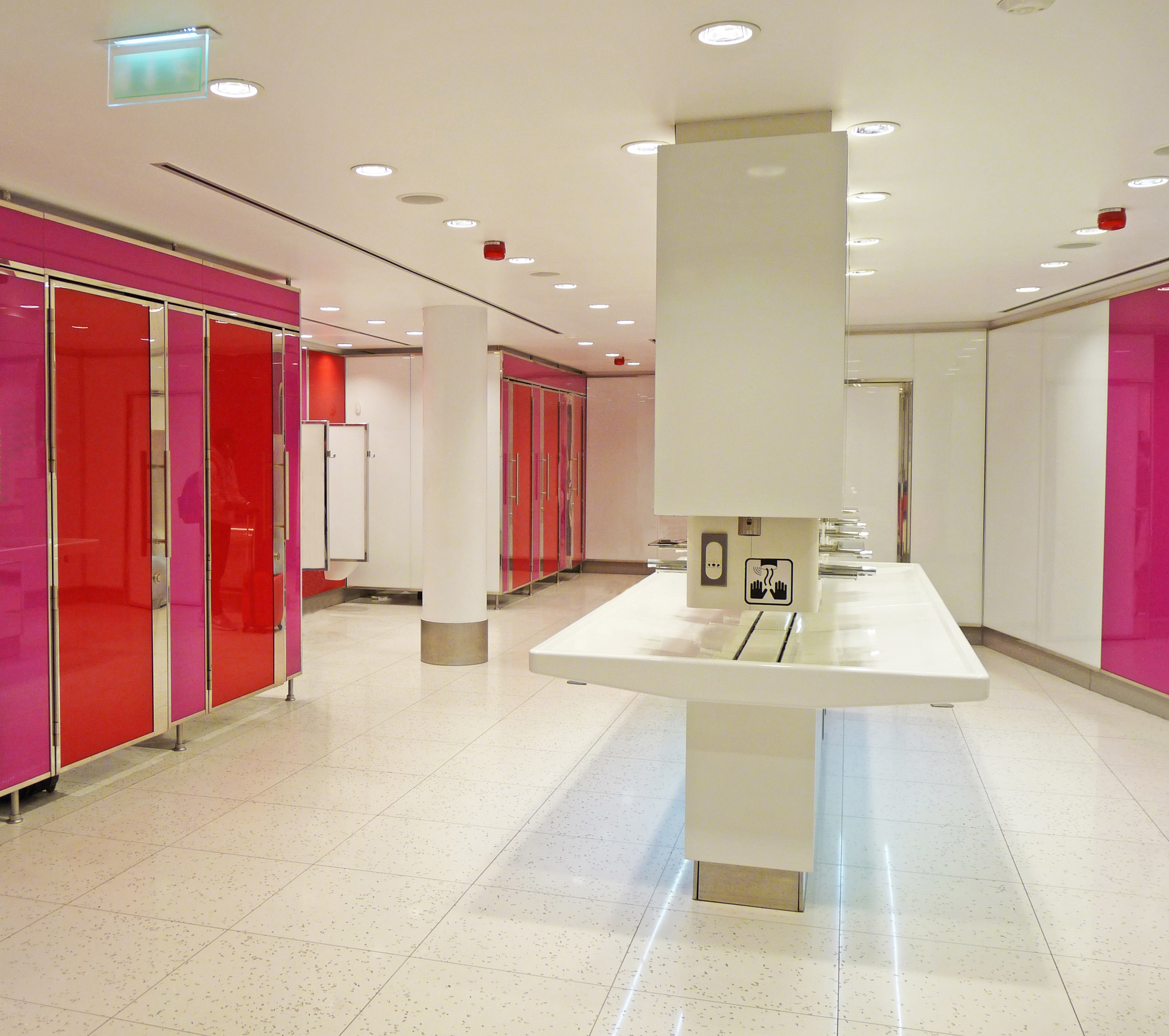
Sanitaires modernes dans un aéroport international.

- Les hôpitaux avec les eaux froides brutes, les eaux traitées pour satisfaire la technique des appareils de soins toujours plus spécialisés, les réseaux d'eaux chaudes aux températures plus ou moins importantes, pour les besoins des chambres, cuisines et buanderies. Ce sont aussi les évacuations de ces eaux plus ou moins chargées de produits et matières polluantes diverses, qui doivent être traitées dans des stations ou des bacs de traitement, avant leur rejet dans les réseaux des égouts ou autres déversoirs[5].

Par ces travaux exceptionnels que sont les installations en milieu hospitalier, les plombiers montrent dans ces réalisations les qualités indiscutables de professionnalisation et de compétences que nécessite leur métier,. Ce problème de la propagation de la légionellose en milieu hospitalier se réfère davantage aux travaux des concepteurs et des bureaux d'études techniques, qu'à celui des exécutants, lesquels suivent scrupuleusement les plans qui leur sont donnés pour la mise en place des matériels fournis ; ceci sous le contrôle des bureaux d'étude de contrôle technique,.

## Étymologie
Le mot plombier, nom dérivé du mot plomb avec le suffixe - ier - du latin plumbum, ou molybdus du grec molybdos (μόλυϐδος masse de plomb), a évolué au cours des âges, avec des incohérences suivant les documents consultés : chez les Romains, on l'appelait Plumbārĭus, dans la France du XIIe siècle il était Plunmier, mais pas encore reconnus comme corporation ; il était déjà Plommier au XIVe siècle et Plombeur au XVe siècle. Dans les statuts de 1549 promulgués par Henri II, ils sont des Plombmiers, alors que dans les statuts de 1648, le Maistre est nommé comme Maistre Plombier. La féminisation du nom plombier en tant que métier, intervenue à la fin du XXe siècle, est plombière, cependant Le Robert Langue Française de 1986, en indique un emploi exceptionnel et lui préfère la définition de : elle est plombier[à recycler].
En Europe, le mot pour définir le métier de plombier se rapporte soit à sa racine latine issue du plomb, plumbum, soit à la fonction d'installateur. Au Royaume Uni c'est un plumber, en Espagne il se nomme fontanero - ou plomero dans les états d'Amérique latine de langue espagnole - au Portugal c'est un canalizador, alors qu'en Italie on l'appelle idrolico ; en Allemagne c'est un klempner, qui se traduirait par le mot ferblantier, ou un installateur. En langue bretonne, le plombier se dit plomer de plom, le plomb.
Aujourd’hui, en France, le plombier se fait également appeler installateur sanitaire.

## Histoire

### Dans les temps anciens[évasif]

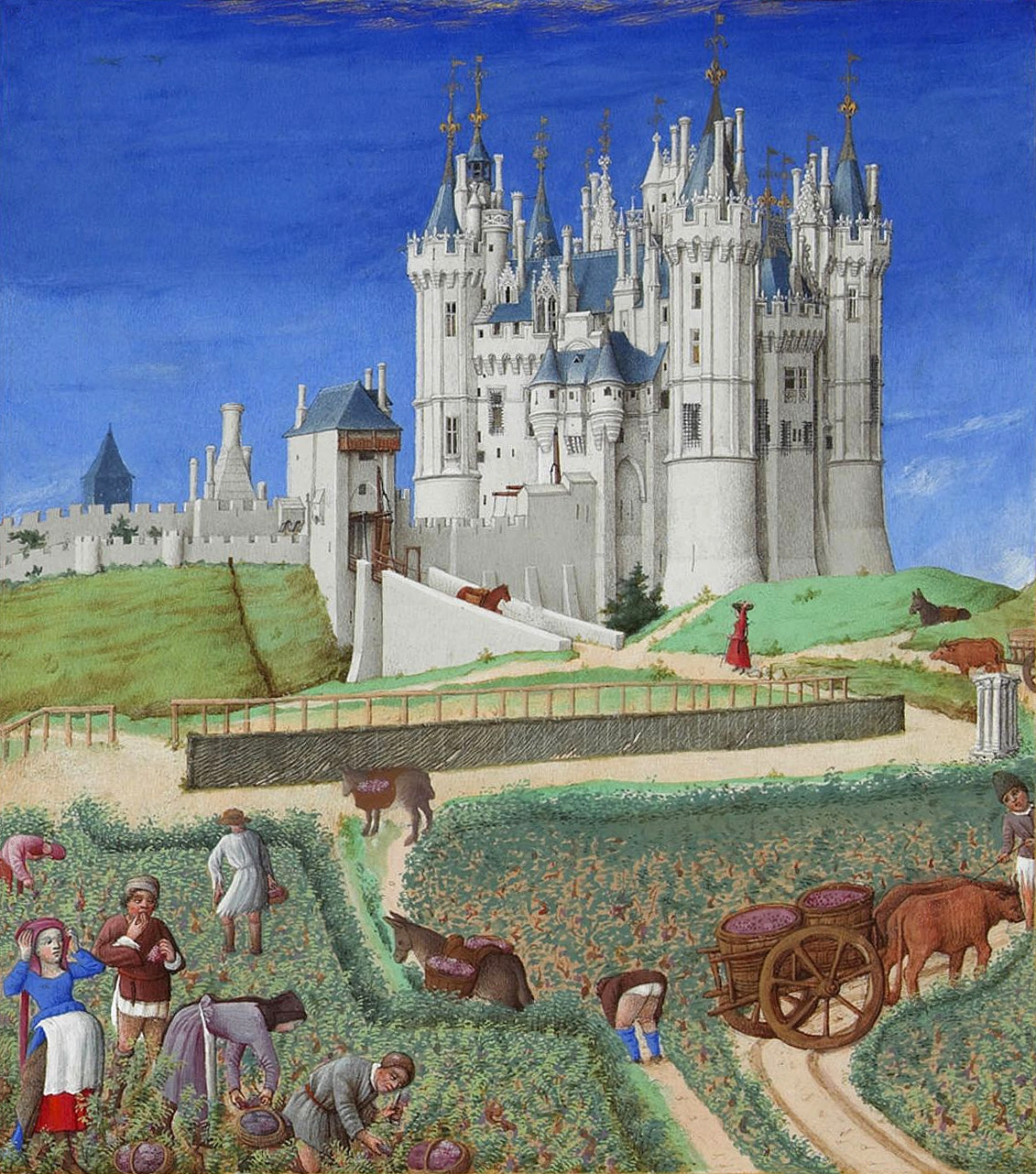
Les Très Riches Heures du duc de Berry. Les flèches couvertes en plomb.

D’après le registre de la taille de Paris, il y avait en 1292 un Mestre Ploumier, du nom de Mestre Raoul, seul artisan de son état à porter le nom de plombier. L'histoire ne le dit pas quel était son travail : couler des plaques de plomb à partir de lingots, ou transformer les plaques de plomb en tuyaux, ou utiliser les plaques de plomb pour en couvrir les édifices et poser les tuyauteries en plomb, faire un travail de plombier.

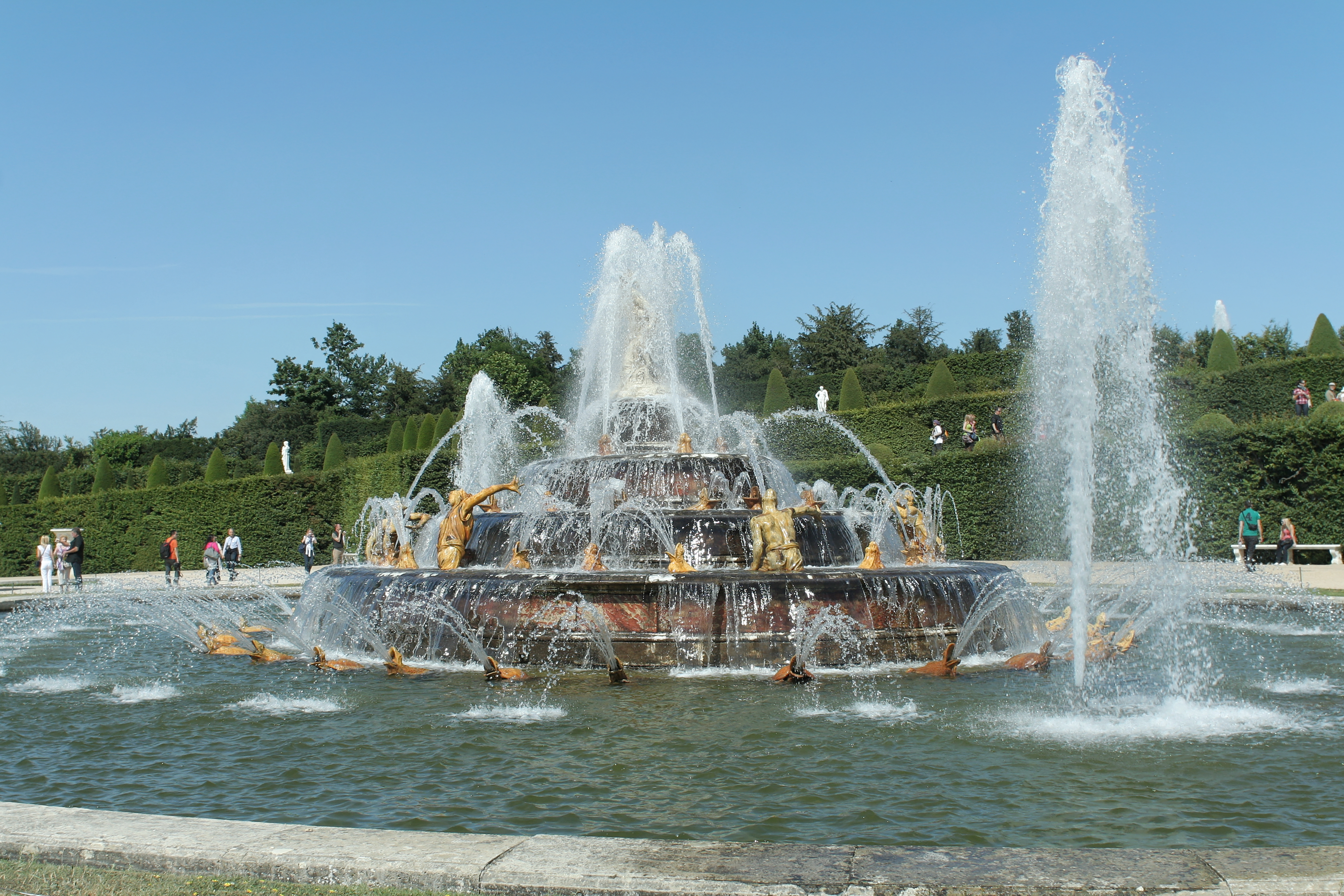
Parc des Jardins de Versailles. Bassin de Latone.

Lorsque l’on remonte dans les temps anciens, dont les techniques sont venues directement jusqu’à nous, les vestiges mis au jour par les archéologues permettent d’avoir des preuves concrètes de l’existence, à la fois de réseaux d’eau, des matériaux transportant cette eau et des hommes qui assuraient la fabrication et la mise en place de ces réseaux. Ces réseaux de tuyauteries trouvés dans plusieurs parties du monde sont directement liés aux installations d’eau actuelles, ceci par l'apport de techniques et de compétences des nouvelles générations de plombiers au cours des millénaires : « Transmettre, voilà l'objectif. C'est ce que l'on ne remplace pas, pas plus pour la famille que pour le métier par l'école. Au cœur du problème se place le devoir des générations qui exige l'effort d'éducation et de transmission, cet effort par quoi l'humanité ne sombre pas [...] La transmission des valeurs d'un métier ne correspond pas, quant au fond, à la transmission d'une technique... » Aujourd'hui disparues, plusieurs grandes civilisations autour de la Méditerranée ont depuis des millénaires contribué à la lente progression des techniques de captation, de traitement et de distribution de l’eau et donc au métier de plombier.

#### En Égypte

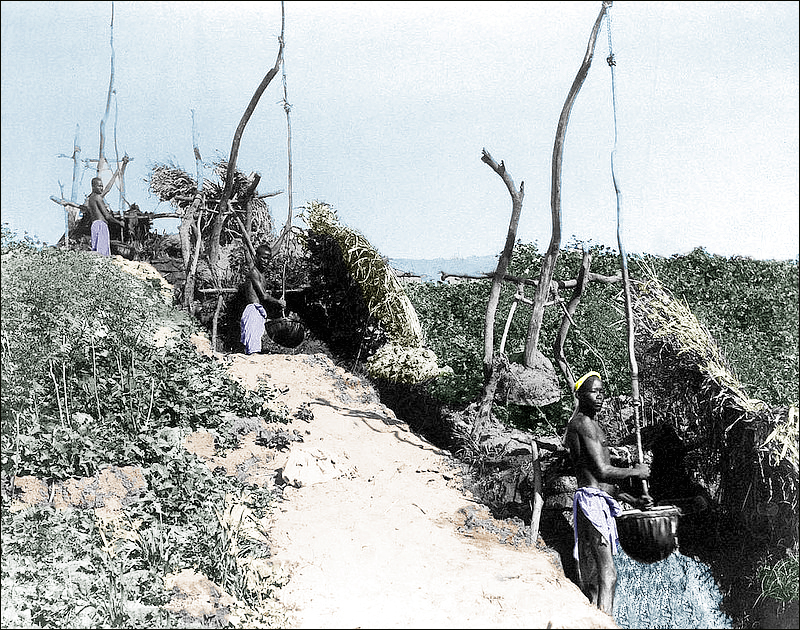
Premier système de pompage de l'eau en trois étapes à l'aide de chadoufs.

En Égypte, au début du IIIe millénaire avant J.-C., les temples dédiés aux pharaons des premières dynasties n'ont pas de réseaux d’eau ; dans l’ancienne capitale Memphis (IIe dynastie, 2 750 ans av. J.-C.), les maisons-palais de la haute bourgeoisie sont encore alimentées en eau à partir d’un puits-citerne qui recueillait l’eau de pluie ou l'eau du Nil, apportée par les serviteurs et les ânes.

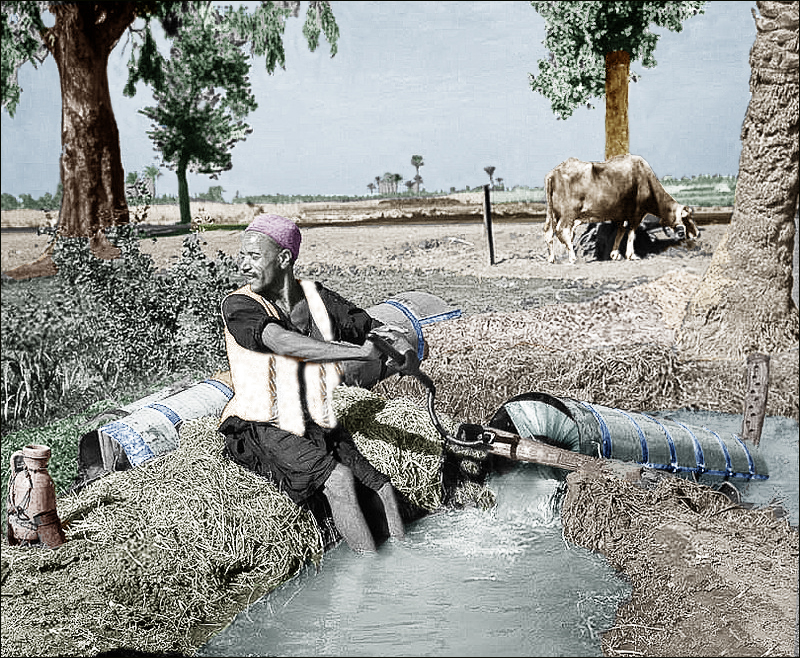
Élévation de l'eau à l'aide d'un tambour ou vis d'Archimède en Égypte.

Le pharaon Djéser inaugure avec son complexe de Saqqarah un nouveau concept dans la construction des ensembles pyramidaux, qui resteront à peu près identiques pour tous les monuments funéraires royaux construits par la suite. Un des éléments important sera la construction du Temple Haut, généralement contigu à la pyramide, et dont une partie sera destinée à la purification rituelle des offrandes faite à pharaon. Des canalisations sont placées dans le sol du temple afin d'évacuer les eaux lustrales qui seront versées sur les offrandes, puis généralement évacuées avec les eaux pluviales vers le Nil ou le désert. L'archéologue Ludwig Borchardt avec les découvertes d'Abousir, précise que dans ce Temple Haut se trouvaient des locaux pouvant servir à la préparation des corps avant l'embaumement. Cependant, à ce jour[Quand ?], aucun autre réseau de tuyauteries métalliques n'est décrit dans les différents temples mortuaires explorés par les archéologues, autre que celui du temple mortuaire du pharaon Sahourê à Abousir, seuls des réseaux en poterie sont décrits sur les sites de fouilles, à Amarna, Deir el-Bahari (dans la grande cour du temple), El-Lahoun et le temple de Sésostris II, etc..

##### Les découvertes d'Abousir
Le complexe du temple mortuaire du pharaon Sahourê, souverain de la Ve dynastie à Abousir en Basse-Égypte, dont le règne se situe entre 2458 et 2446 avant J.-C., est une source d'informations majeure pour les plombiers.
L'archéologue allemand Ludwig Borchardt a découvert lors des fouilles réalisées de 1902 à 1908 à Abousir, sous le plancher du rez-de-chaussée du palais mortuaire du pharaon Sahourê, un réseau de tuyauteries d'évacuation en cuivre assez exceptionnel.

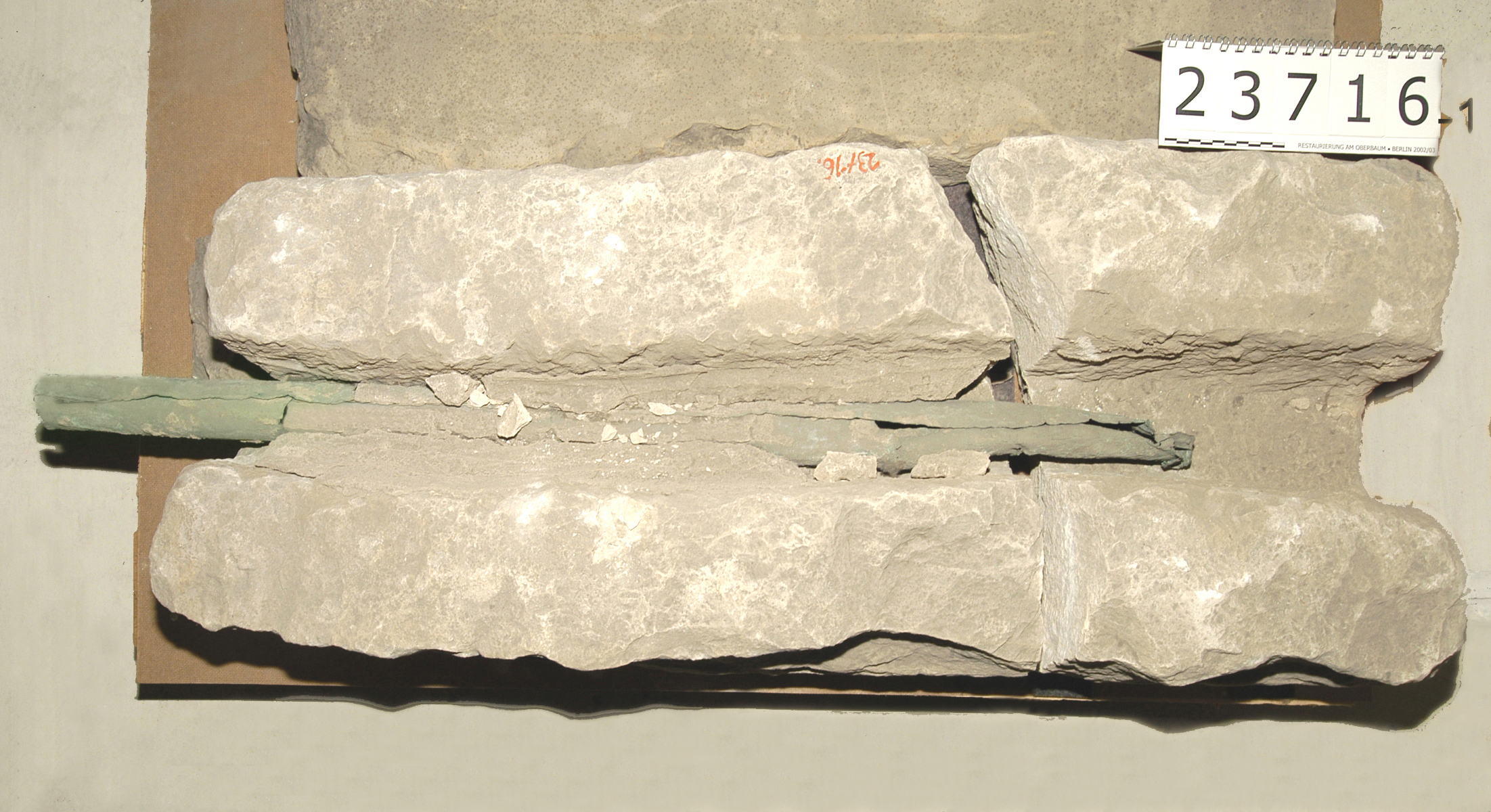
Tuyau de cuivre engravé dans la pierre - vers 2500 av. J.-C. Découvert au temple d'Abousir, en Égypte. Musée national d'égyptologie de Berlin.

Dans plusieurs locaux du temple mortuaire dit en amont, proche de la pyramide principale, ainsi que dans celui dit en aval, pour la purification au bout de la galerie, un réseau de tuyauteries d'évacuation en cuivre, d’un diamètre de 47 mm, de 1,4 mm d'épaisseur et de plusieurs dizaines de mètres de long, datant de -2500, a été mis au jour. Ce réseau de tuyauteries servait à l'évacuation de l'eau, de l'huile et des graisses de plusieurs bassins utilisés pour la préparation des corps des défunts lors de l'embaument ainsi qu'au nettoyage des outils. La pente des tuyauteries était d'environ 1,5 %. Un élément de la tuyauterie est exposé au sein de la collection du Ägyptisches Museum à Berlin. La tuyauterie de cuivre était engravée dans un caniveau de pierre et pour sa protection, posée et recouverte par un lit de mortier, des dalles de pierre recouvraient l'ensemble.
 (avril 2024).
Dans son ouvrage relatant ses découvertes, Ludwig Borchardt précise :

« Nous devons consacrer une subdivision particulière pour cette installation, qui n'avait encore jamais été découverte sur aucun monument égyptien de cette époque, avec une telle qualité pour l'ensemble du système d'évacuation des eaux. »

« Chaque bassin se composait d'une auge de pierre [...] avec une bonde conique en plomb avec un œillet en cuivre martelé et un anneau en bronze, lorsque la bonde était tirée, l'eau s'écoulait dans une conduite de cuivre souterraine qui commençait du bassin le plus éloigné [...] et qui sur son parcours prenait l'eau des autres bassins »

« Nous avons déjà évoqué les installations de drainage à l'intérieur des locaux, mais nous les reprenons plus en détail. Les fluides évacués sont de l'eau et probablement des huiles et des graisses qui venaient des défunts... »

« Nous avons parlé jusqu'à maintenant d'un conduit creusé dans le calcaire. Cependant, ce n'est que le support pour la conduite, celle-ci reposant sur un lit de mortier de plâtre. Sur le pourtour cylindrique de cette couche de mortier, il y avait beaucoup de traces de vert-de-gris, parfois même de cristallin et enfin dans la partie d, 6 et e, 3, de plus gros morceaux de feuilles de cuivre oxydé... »

« Il est clair que c'est là l'empreinte de tube de cuivre ronds, d'environ 0,047 m (47 mm) de diamètre extérieur [...] et d'une épaisseur de 0,001 4 m (1,4 mm). Un examen plus précis a permis à certains endroits, (d, 6 et e, 5-6) de déterminer la longueur des éléments de tube à 1,02 m. Les tubes étaient emboîtés les uns dans les autres, la longueur de l'emboîture n'était pas reconnaissable. La jonction latérale (servant à l'étanchéité du tube) se faisait par un simple recouvrement de 0,026 m (26 mm) de large »

« D'après le Maître plombier Heinrich, la soudure du cuivre ne semble pas avoir été connue des Égyptiens de l'Ancien Empire... » (D'après Heinrich, les tubes ont été réalisés à partir de feuilles de cuivre brutes, martelées, amincies, puis roulées pour former un tube. L'étanchéité latérale du tube, placée en partie haute, se faisait par un recouvrement martelé, le mortier faisait le reste.) « L'analyse des tubes cuivre a donné : 96,47 % de cuivre, 0,18 % de fer ainsi que des traces d'arsenic, de chlore... »

« Suivant le morceau de tube de 0,85 m de long trouvé...la jonction latérale était placée en dessus, ce qui permettait une étanchéité jusqu'au remplissage maximum du tube. La pente de la canalisation était faible mais régulière, environ 1,5 %, qui correspond approximativement à une pente de 1 pouce pour une aune égyptienne... » . Par rapport au système métrique, 1 doigt = 1,89 cm et 1 aune égyptienne = 5 m environ. »

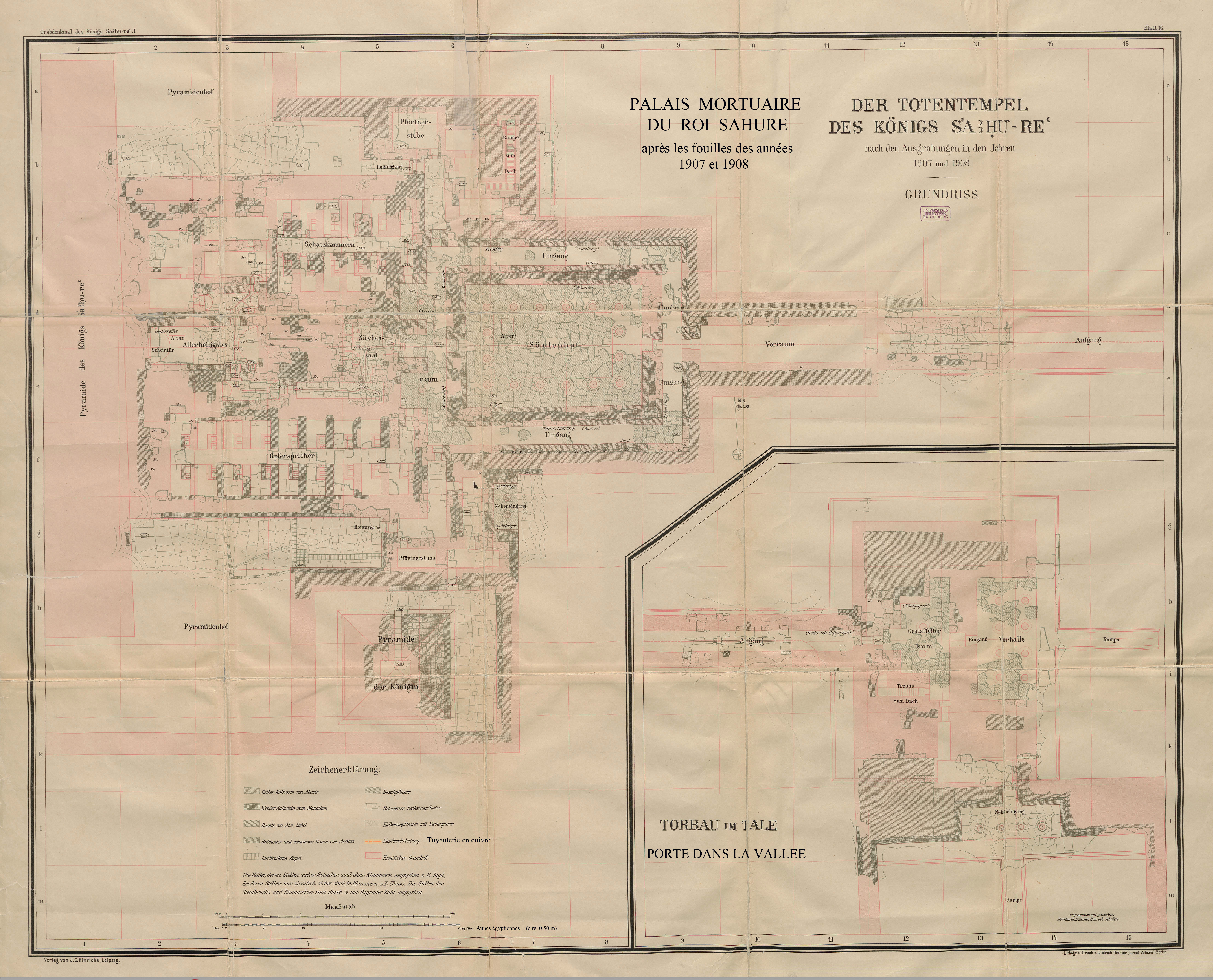
Carte du temple mortuaire du pharaon Sahourê à Abousir en Haute Égypte. Le trait rouge représente le tracé du réseau de tuyauteries en cuivre trouvées par Ludwig Borchardt.

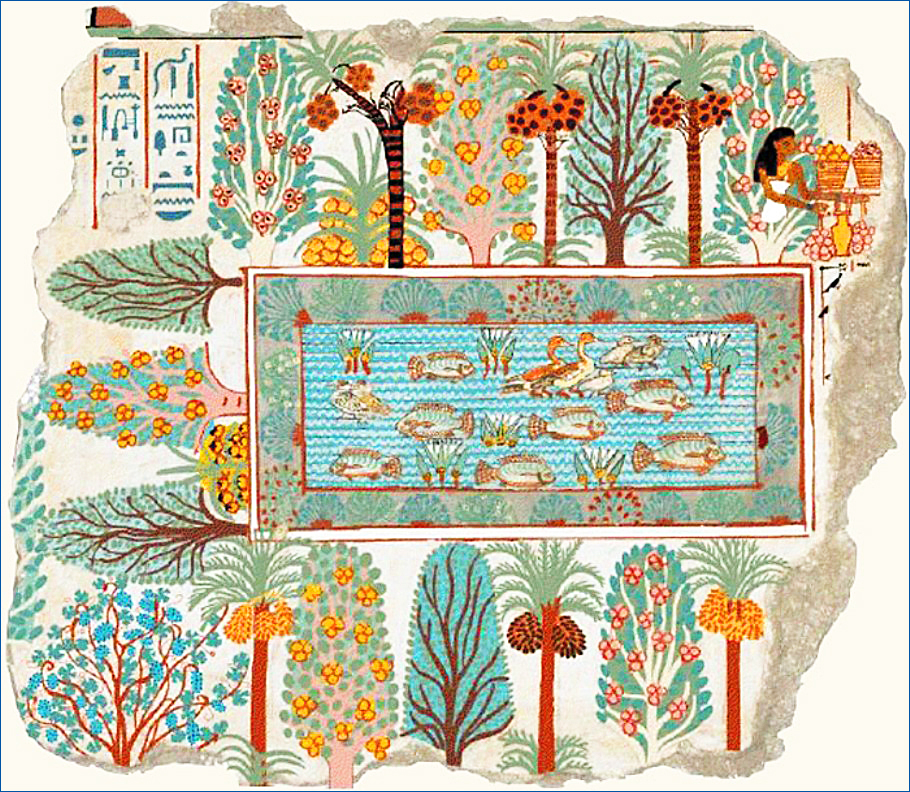
Le jardin et la piscine de. Égypte, 1350 av. J.-C

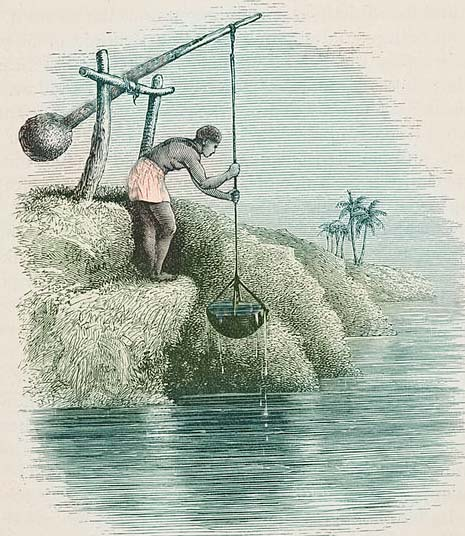
Chadouf égyptien, dessin de voyageur de 1890.

Dans son livre, Ludwig Borchardt conclut ses nombreuses pages de texte, de croquis et de photos prises directement sur le site de ses découvertes par cette phase : « L'ensemble de l'exécution d'un drainage ainsi ramifié est dans l'histoire de l'architecture égyptienne d'une nouveauté complète ». Puis termine par :

« Voici juste les faits. Considérez ceci : l'installation d'une conduite métallique de cette importance, créée au milieu du troisième millénaire avant Jésus Christ, c'est probablement la chose la plus particulière, la plus inattendue et la plus extraordinaire que l'histoire de la construction ait donnée. »

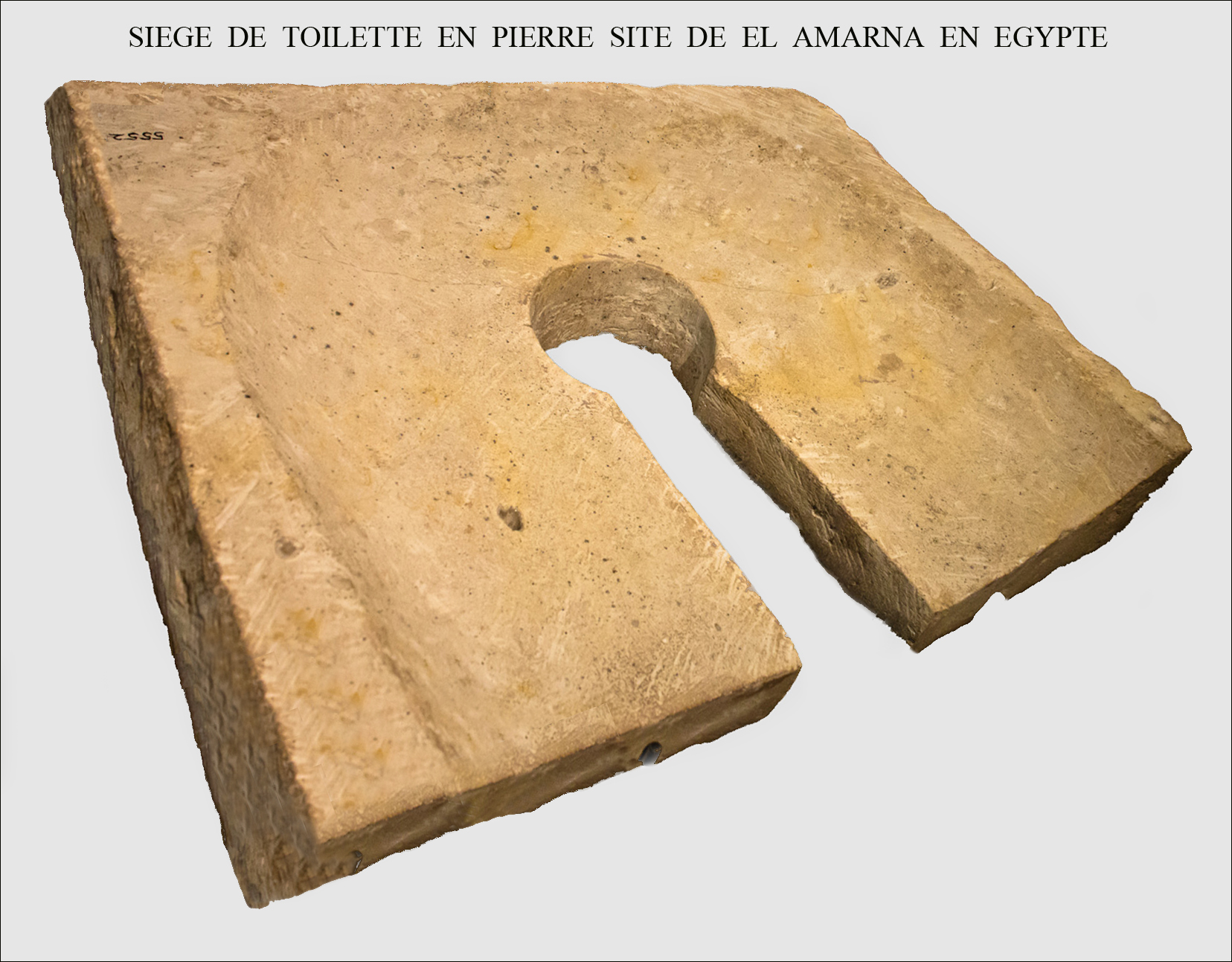
Siège de toilette du règne d’Akhenaton

La fabrication et la mise en forme des tuyaux, ainsi que la fixation longitudinale, de même que la pose d'un réseau de plusieurs centaines de mètres, ne peuvent être que l’œuvre d’ouvriers hautement qualifiés, qui ne s'appelaient pas encore plombier, mais en avaient l’expérience et la qualification. Une fresque, dans une des tombes, montre la fabrication d’une feuille de cuivre avant son utilisation, depuis la fonte du minerai et le coulage sur lit de sable, jusqu’à son amincissement par martelage puis sa découpe en feuille.

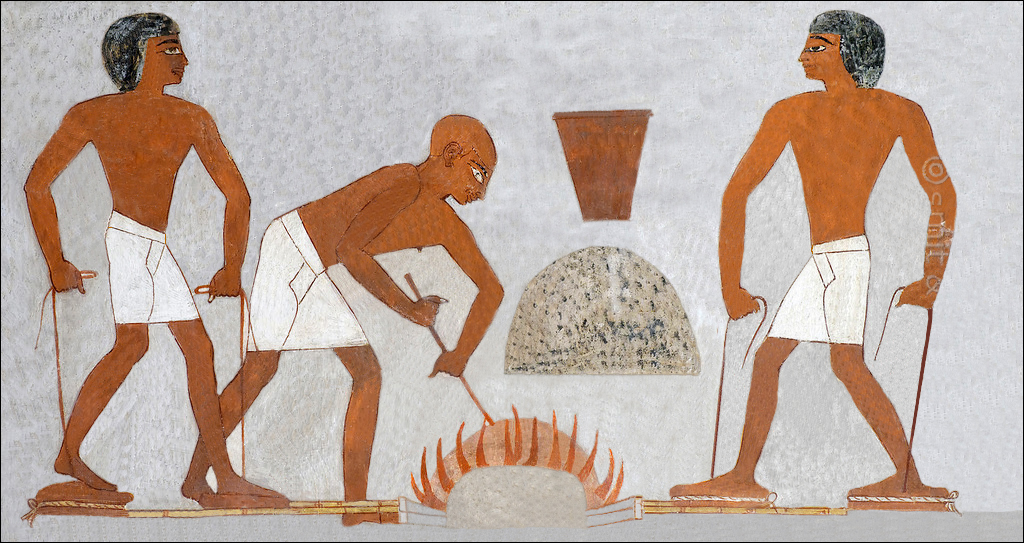
La fonte du minerai de cuivre en Égypte. Nettoyage du parchemin pour une meilleure compréhension du système de soufflerie. Original sur le site du British Museum.

Sur ce même site d'Abousir, des réseaux d'évacuation d'eau pluviale en pierre ont été mis au jour par Ludwig Borchardt. Le réseau découvert comportait des gargouilles d'entrée d'eau et des caniveaux en pierre, mis en place à l'air libre, ou enterrés et recouverts de dalles de pierre.
Au IVe siècle av. J.-C., sur les pas d'Alexandre le Grand, lequel avait chassé les Perses d’Égypte, commence la dynastie ptolémaïque et l’occupation de l'Égypte par les Grecs. Au Ier siècle av. J.-C., ce sont les Romains qui occupent le pays. Lors de cette présence romaine, les plombiers-soldats romains ont appris des plombiers égyptiens la fabrication et l'utilisation du cuivre pour les réseaux d'adduction d'eau, comme le faisaient les plombiers de l'Égypte antique, depuis des millénaires. Plus de deux millénaires plus tard, les plombiers de Rome, travailleront le plomb et réaliseront les fistulae, les tuyaux de plomb, de la même manière que les plombiers de l'Égypte ancienne travaillaient la feuille de cuivre, afin de réaliser des tuyaux pour les besoins des installations de plomberie de l'Empire romain.
Les différentes fouilles entreprises sur les sites d'Égypte depuis les découvertes de Ludwig Borchardt, n'ont pas apporté, à ce jour, d’autres preuves concrètes de l’utilisation de tuyauteries en cuivre pour les réseaux d'eau, autres que celles du palais d’Abousir. Les pillages et la réutilisation des matériaux, ne permettent que difficilement la restitution de certaines techniques du passé, que ce soit pour la fabrication ou la pose de tuyauteries métalliques.
L'exploitation du cuivre dans les régions du pourtour de la Méditerranée date de 2 300 ans av. J.-C. sur l’île de Chypre, d'où son nom latin : cyprium.

#### En Perse

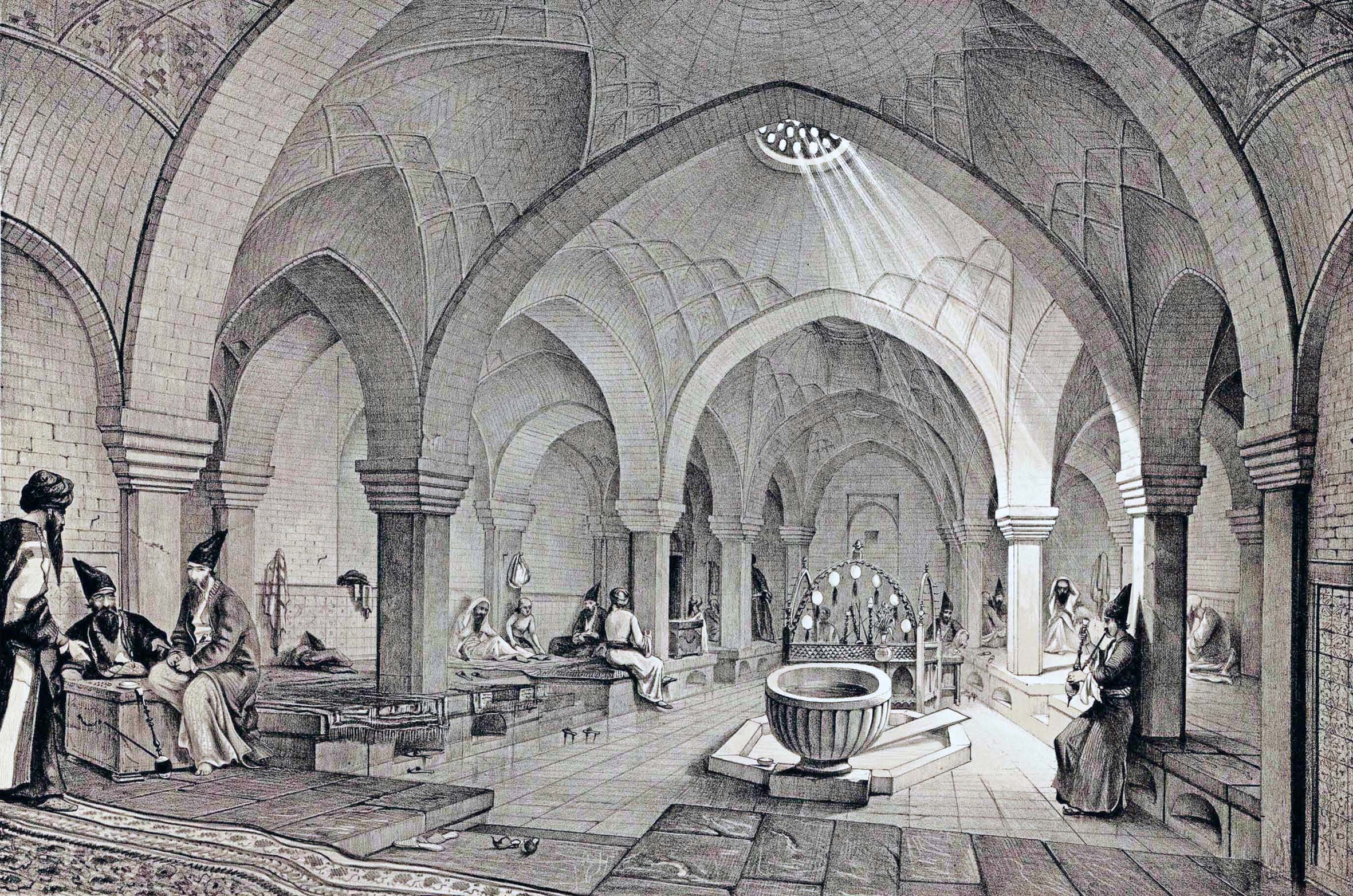
Les bains publics de Kachan en Perse au XVIe siècle.

Le cuivre, un des plus anciens métaux utilisés par l’homme, aurait été découvert sur les plateaux d'une des premières civilisations du monde et avant que le pays ne s'appelle la Perse puis l’Iran. Le début de son utilisation remonterait au VIe millénaire. Lors des fouilles effectuées sur le site de la ville de Dur-Untash (ou complexe de Chogha Zanbil), dans la province du Khouzistan iranien, il a été mis au jour plusieurs réseaux d'eau, en pierre et en poterie. Certaines des jonctions de ces tuyaux en poterie étaient particulières, elles étaient réalisées au plomb fondu. Cette technique du joint au plomb fondu sur des tuyaux en poterie, sera utilisée près d'un millénaire plus tard, au VIe siècle av. J.-C., lors de la construction de la canalisation d'amenée d'eau, dite de l'aqueduc Persistratis, pour l'alimentation de la ville d'Athènes. À Dur-Untash, d'autres poteries souterraines pour l'évacuation des eaux de pluie des maisons, étaient en poterie recouverte de goudron naturel (naphte) pour en réaliser l'étanchéité.

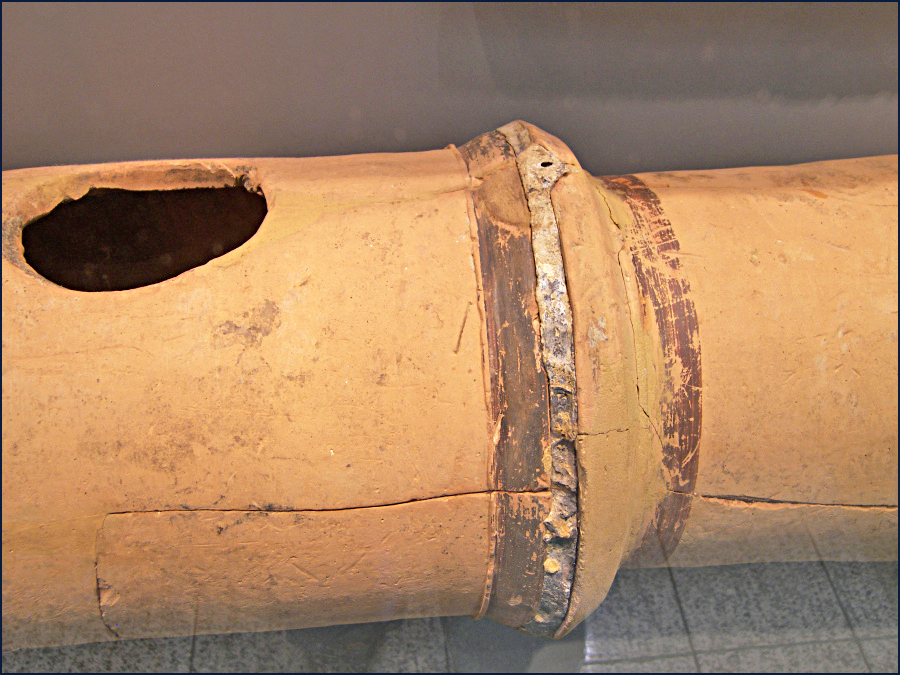
Tuyauterie en poterie avec joint au plomb coulé.

Les ruines de plusieurs palais ont été mises au jour ; le palais numéro III était particulièrement soigné, chaque appartement était équipé d'une salle de bains avec une cuve-baignoire et des canalisations d'évacuation en poterie. La proximité avec la cuisine avait pour but de fournir de l'eau chaude et froide. Les hommes qui fabriquaient les tuyauteries - probablement des potiers - ainsi que les hommes qui les préparaient et les mettaient en place, le faisaient avec un professionnalisme qui se rapprochait beaucoup de celui des plombiers, qui dans les millénaires futurs vont travailler le plomb pour réaliser les conduites de distribution de l'eau dans l'Empire romain. 

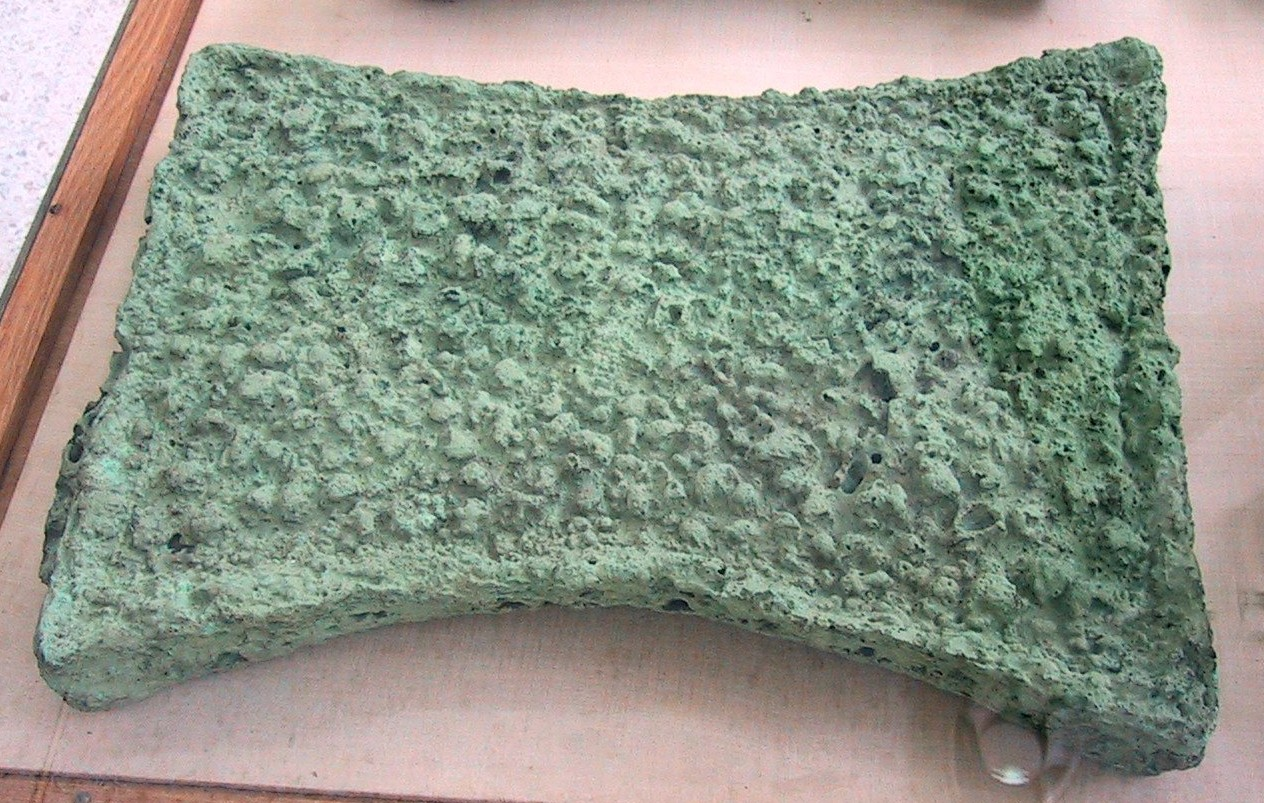
Plaque corrodée de cuivre fondu provenant de Crète.

Au cours des fouilles sur le site du complexe de Chogha Zanbil, aucune trace de tuyaux métalliques, en cuivre ou en plomb pour l'adduction ou l'évacuation des eaux, n'a été mise au jour par les archéologues. Après captation, décantation et l'amenée de l'eau par des aqueducs et des caniveaux de pierres et en poterie, l'alimentation des différentes parties des thermes devait se faire par les esclaves et les animaux. Sur le site de la ville de Dûr Untash, les archéologues ont découvert un ensemble important de bassins servant à la décantation des eaux du fleuve, fortement chargées en sédiments, ce qui en fait la plus ancienne station de traitement de l'eau du monde.

#### Vallée de l'Indus
Au IIIe millénaire, alors que naissaient les premières civilisations dans les grands bassins fluviaux de la Méditerranée et de la Mésopotamie, se développait dans la vallée de l'Indus, vers 2800 – 2600 av. J.-C. dans le Pakistan actuel, la civilisation dite Harappéenne. Deux grandes métropoles émergèrent de cette partie du monde et depuis plus d'un siècle, elles sont l'objet de fouilles à l'initiative de plusieurs pays : ces villes sont Mohenjo-daro et Harappa. Les différents archéologues qui ont travaillé sur les fouilles de ces deux villes, ont été surpris par le développement de l'hygiène sanitaire, de l'alimentation en eau et des réseaux d'évacuation des eaux usées. Des réseaux qui pour l'époque ont une technique si élaborée, qu'ils sont les seuls en ces temps à avoir été construits dans une autre cité dans le monde ; il faudra attendre, plus de deux millénaires et la civilisation romaine, pour atteindre un tel degré de développement dans ce domaine de l'alimentation et de l'évacuation des eaux usées.

##### Mohenjo-Daro

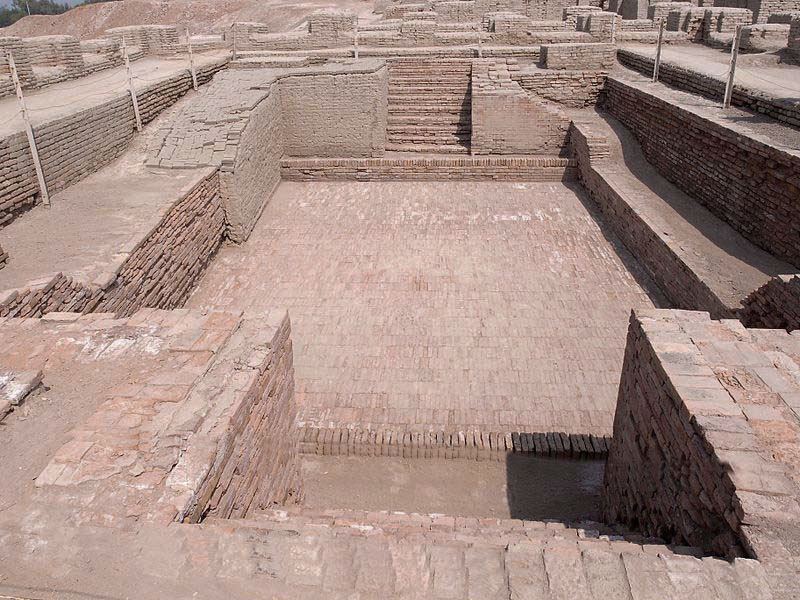
Les Grands Bains de Mohenjo-daro.

La ville qui à son apogée avait 35 000 habitants, était divisée en deux : la ville haute ou Citadelle, et la ville basse. La Citadelle, comportait des maisons d'habitation plus confortables, où vivait une population riche, de gouvernants et de marchands ; chaque maison, construite le long des grandes rues de la cité, comportait une salle de bain et des latrines individuelles, avec un système de drainage des eaux usées, à la fois vertical pour rejoindre le niveau du sol et horizontal pour se raccorder sur le réseau général placé le long des rues principales. Les réseaux intérieurs étaient en poterie finement ajustées, alors que le réseau principal le long des rues était en pierre et couvert de pierres non scellées pour permettre un entretien plus facile. Un regard en brique, ou un rétrécissement au niveau de la tuyauterie, était placé avant le raccordement sur le réseau principal afin de récupérer les dépôts important. L'égout principal se déversait dans le fleuve. La ville basse, habitée par des populations plus pauvres, était située vers l'extérieur de la ville, dans des immeubles de deux ou trois étages. L'évacuation de l'eau de ces immeubles était réalisée suivant le même principe que celui des maisons particulières.

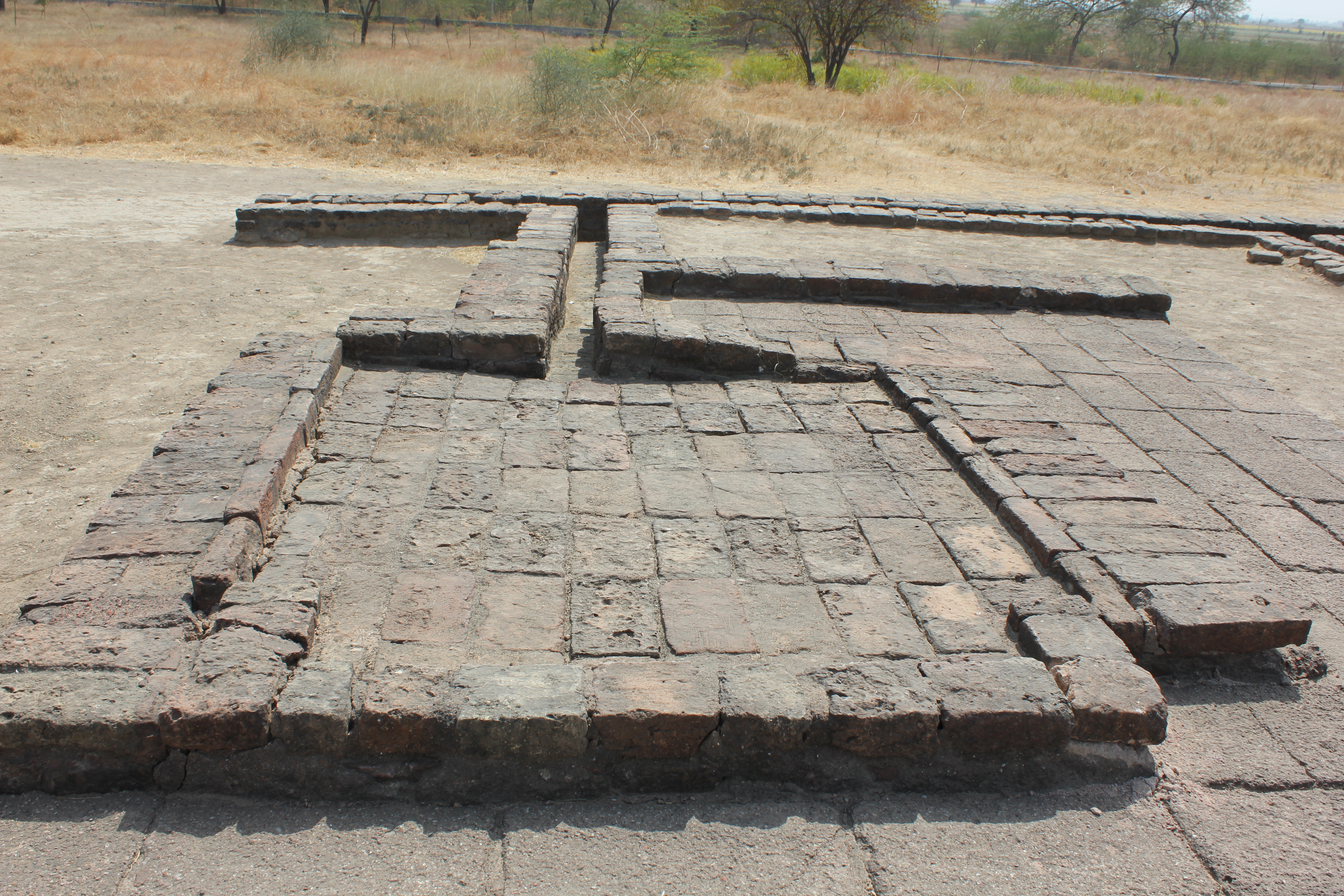
Vestiges de salle de bains avec réseaux d'évacuation à Mohenjo-daro.

L'alimentation en eau des maisons se faisait à partir d'un puits privé, construit en brique jusqu'au-dessus du sol. Dans la ville basse et concernant l'habitat populaire, certains écrits parlent de réseaux d'adduction d'eau, mais sans référence valable. Cet habitat collectif était plutôt alimenté en eau à partir d'un réservoir central élément lui-même alimenté par des puits collectifs.
Sur le site de Mohenjo-daro, la construction la plus spectaculaire et la mieux conservée, reste les Grands Bains, avec douches, peut-être pour une utilisation rituelle. Ces bains étaient étanchés par plusieurs couches de bitume (naphte) de deux centimètres d'épaisseur et la pose de briques finement ajustées ; les relevés étaient étanchés à l'identique et recouverts de briques pour la finition, afin d'éviter les remontées d'eau dans les murs. Les bains étaient alimentés par un puits proche, ainsi que par la récupération de l'eau de pluie, ce qui nécessitait des bacs de décantation dont aucun archéologue ne parle. Le sol des Grands Bains est légèrement en pente et la vidange du bassin se fait par un tuyau traversant le mur vers le réseau extérieur. Un bâtiment accolé au bain, comportait un hypocauste, technique de chauffage de l'eau, probablement ici pour le chauffage de l'eau du bain et des douches ; le dr Srikanta Sastri indique la possibilité de bains de vapeur (sauna) ou hammam. Cette technique de l'hypocauste assez surprenante dans cette région à cette époque, était en avance de deux millénaires sur cette même technique qui sera largement employée par les Romains.

#### Ville d'Harappa

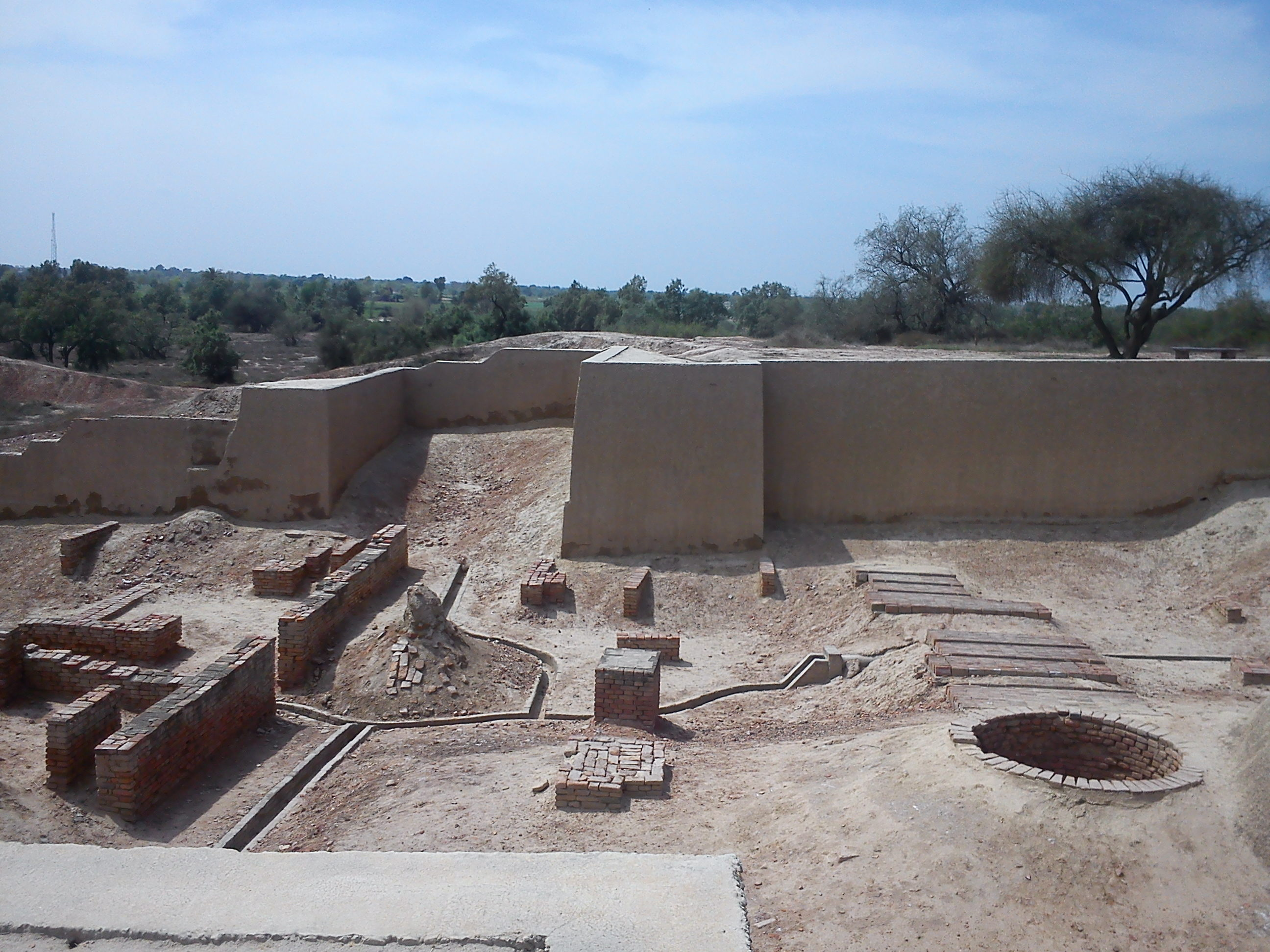
Le puits, les plate-formes de bains et les réseaux d'évacuation à Harappa.

La cité d'Harappa fut construite avant Mohenjo-Daro, mais sur le même modèle d’urbanisation : une cité quadrillée par des rues principales et secondaires, qui aurait compté jusqu'à 40 000 habitants. Les maisons de la Citadelle ou ville haute, habitée par la bourgeoisie dirigeante et de marchands, comportaient un niveau de confort et d'hygiène avancé, avec salles de bains pavées de briques cuites au feu et parfaitement ajustées, ainsi que des latrines au sol lui aussi étanché. Les latrines comportaient un élément fait d'une jarre sans fond qui servait de receveur et se raccordait avec une tuyauterie en poterie sur le réseau horizontal de la maison, lui-même raccordé sur le réseau sur la rue. Le long des rues principales étaient construits des réseaux d'évacuation des eaux usées en pierre, avec regards de visite et raccordement de chaque maison en tuyaux de poterie, sur le même modèle que les réseaux de Mohenjo-Daro.

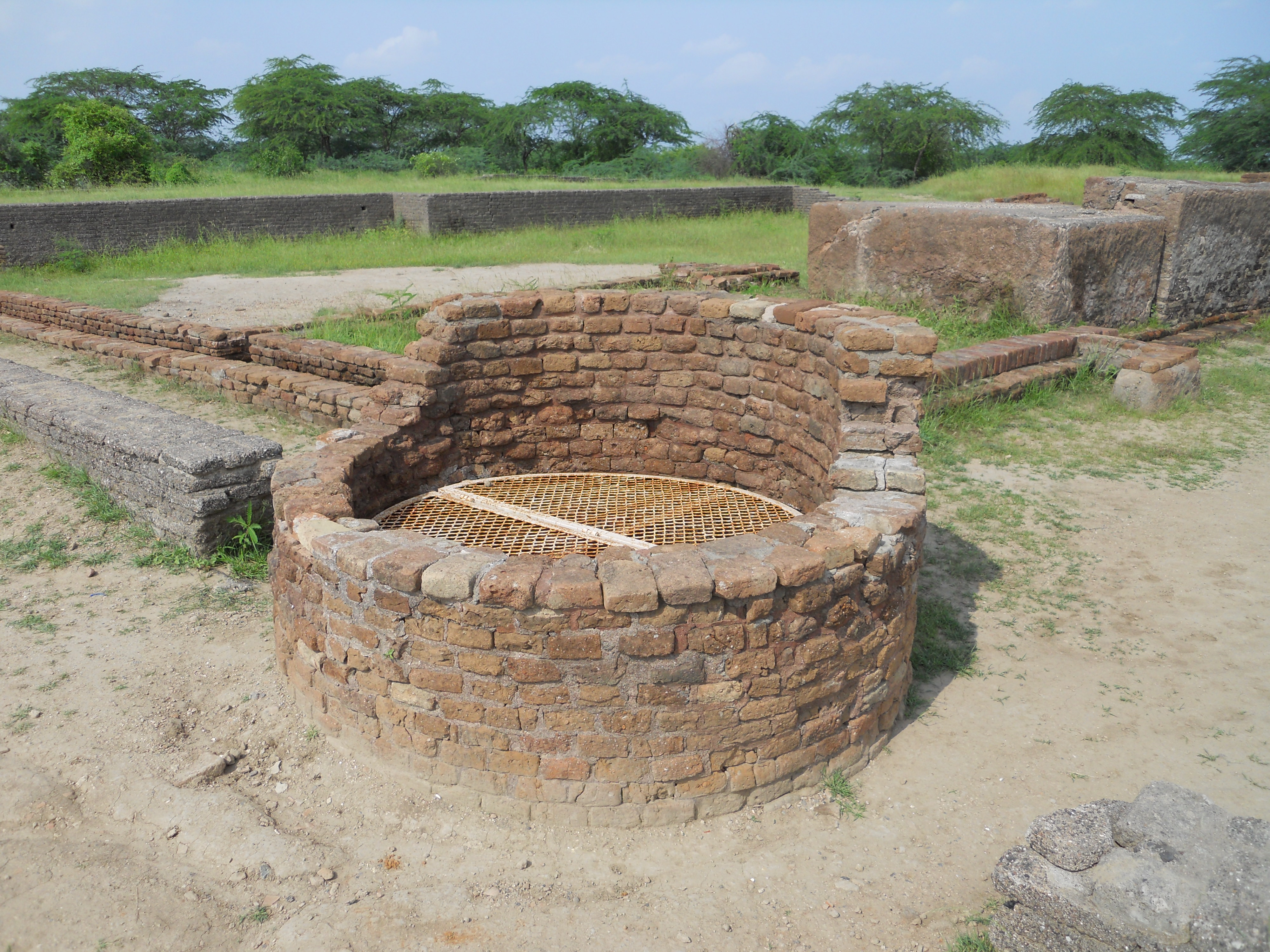
Principe d'un ancien puits avec réseau d'évacuation à Harappa.

Les eaux usées, à partir des réseaux principaux, étaient dirigées vers le fleuve par un conduit enterré de forme rectangulaire et la partie supérieure arrondie. Cette sortie sur le fleuve était fermée la nuit pour éviter toute intrusion de personnes ou d'animaux.
L'alimentation en eau potable et les eaux en général étaient abondantes dans la cité, comme pour Mohenjo Daro, elles se faisaient par des puits individuels et collectifs suivant les différentes parties de la ville, le puisage de l'eau se faisait au moyen d'une corde et d'une poulie en bois. Le Dr Ghani-Ur-Gahman précise que 700 puits ont été découverts dans la ville de Mohenjo-Daro, alors que trente seulement ont été mis au jour dans la cité d'Harappa.
Dans la ville de Dholavira, autre grande cité de la civilisation harapéenne, un ensemble de quatre-vingts latrines collectives a été mis au jour. Chaque maison y avait son puits et sa salle d’eau dallée. Les eaux étaient rejetées dans des caniveaux couverts en pierre, le long des rues principales, qui aboutissaient dans des jarres sans fond, sortes de puits perdus.
Mais, à part des réseaux construits en poteries et en pierre, pour l'adduction et l'évacuation des eaux usées, aucune tuyauterie en matériaux métalliques tels que le plomb ou le cuivre, pour l'amenée de l'eau vers les lieux proches de leur utilisation, n'a été découverte par les archéologues. Cependant, la préparation et la pose de ces réseaux de tuyauteries en poterie, dont les éléments sont ajustés avec une telle précision pour éviter les fuites au moment de la mise en eau, ainsi que le principe d'étanchéité des parois, laissent à penser à l’existence d'une corporation d'ouvriers hautement qualifiés dans les domaines hydrauliques.

#### En Mésopotamie

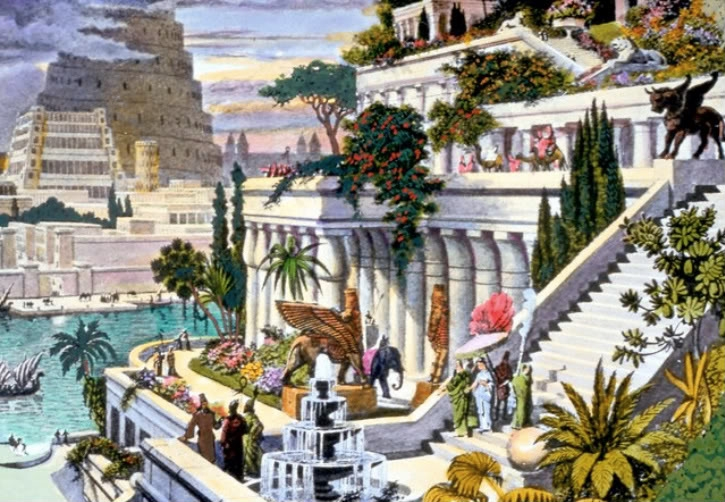
Les hypothétiques jardins suspendus et la Tour de Babel à Babylone.

Babylone, est une ville antique de la Mésopotamie située dans l'Irak actuel. On situe le début de sa construction au IIIe millénaire, mais sa profonde transformation et son apogée datent du Ve siècle av. J.-C., avec le roi conquérant Nabuchodonosor II et la construction de palais, temples, ziggourats et des grandes voies de circulation. Babylone, ville plusieurs fois détruite et reconstruite au cours des âges, est l'objet de fouilles depuis une centaine d'années par plusieurs équipes internationales dont des allemandes. La ville était construite sur la partie gauche de l'ancien lit de l'Euphrate, des fossés et canaux remplis par l'eau du fleuve constituaient à la fois un rideau défensif, mais également permettaient le drainage des eaux de pluie et l'évacuation des eaux usées vers le fleuve. Des réseaux d'adduction d'eau de la ville il subsiste peu d'informations, soit par la destruction du site au cours des différentes invasions, anciennes ou plus récentes, soit également par les recherches archéologiques non terminées ou pas encore entreprises.

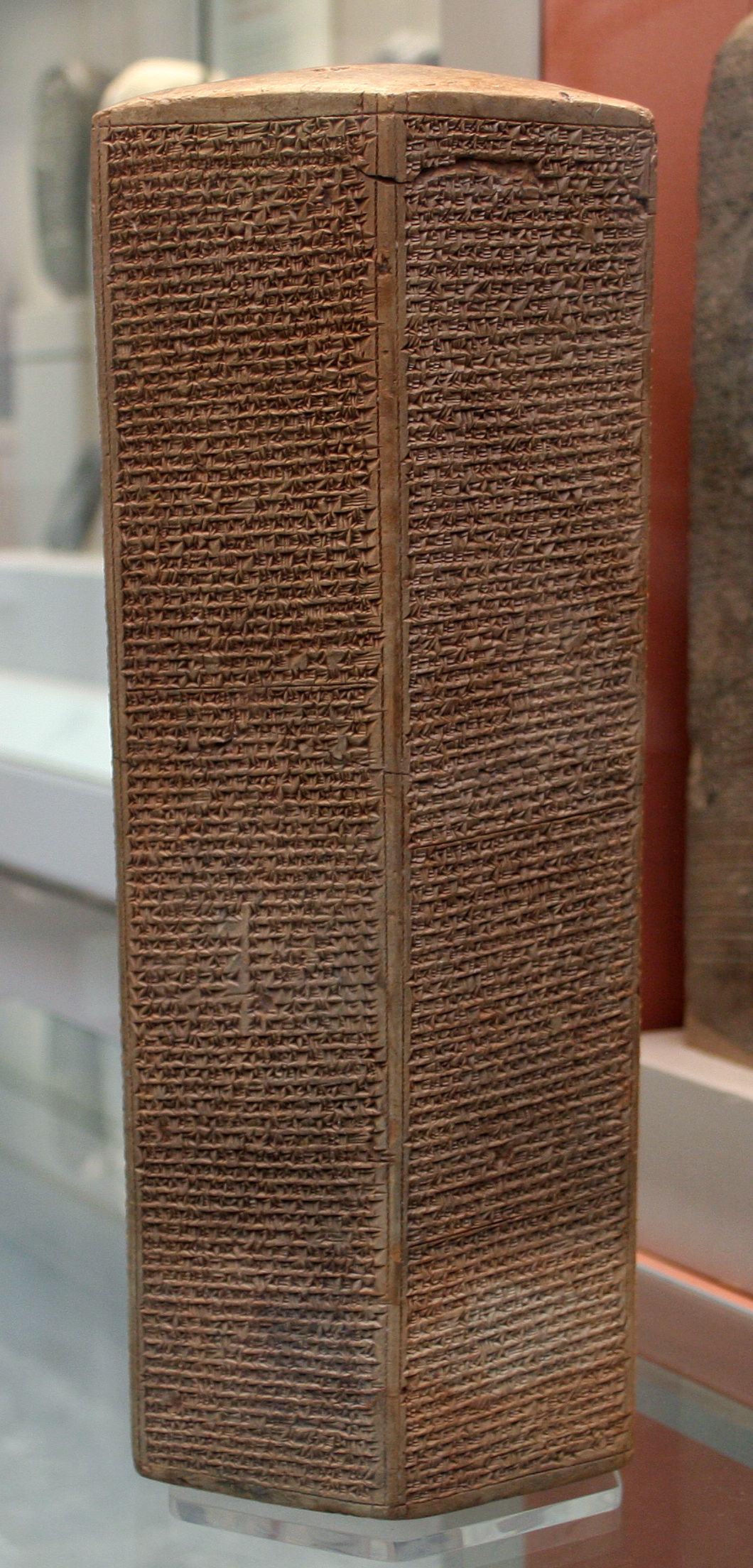
Prisme de Sennachérib. Daté de 691 av. J.-C. Conservé au British Museum.

Si l'on se réfère aux indications données par les équipes d'archéologie qui ont travaillé sur Ninive, la sœur jumelle de la Cité de Babylone et dont les populations avoisinaient les 50 000 habitants au temps de sa splendeur, de grands travaux hydrauliques ont été entrepris tout au long de la construction de la ville. Pour la construction et l'entretien de la ville, un nombre important d'ouvriers était nécessaire. Un quartier d'artisans a été découvert à Ninive ; Babylone devait en avoir un également. Sur l’artisanat en Mésopotamie au XVIIIe siècle av. J.-C. avant notre ère, les spécialistes se réfèrent au Code de Hammurabi, daté de 1750 av. J.-C., découvert par l'archéologue Jacques de Morgan en 1901 et qui se trouve au musée du Louvre. Ce code donne d’excellentes informations sur l'artisanat dans cette région du monde, car c'est à la fois un code de justice, une œuvre d'art par sa gravure en écriture cunéiforme et en langue akkadienne, c'est aussi une partie de l'histoire de la région en ces temps anciens.
Dans son livre Les croisades vues par les Arabes, Amin Maalouf confirme que Bagdad, la ville fabuleuse des Les Mille et Une Nuits avait d’excellentes canalisations d’eau ainsi que le tout-à-l’égout.... À Babylone, une dizaine de villas de nobles ont été mises au jour, mais aucune trace d'installations sanitaires. Par contre des jardins, des bassins et que dire des très contestés Jardins suspendus construits par Nabuchodonosor pour son épouse, dont aucune preuve archéologique n'a pu - au début du XXIe siècle - être trouvée. Des archéologues suggèrent un bâtiment de deux ou trois niveaux avec des plantations en terrasse. L'arrosage des jardins était réalisé au moyen d'une machine du genre vis d'Archimède, roue à godets ou autres moyens mécaniques. Les spécialistes se penchent sur le sujet.
« Des canalisations conduisent les eaux depuis le haut : tantôt elles s’élancent et s’écoulent en suivant tout droit la pente, tantôt on les contraint à remonter en spirales, à l'aide des mécanismes qui la font courir autour de l’hélice des machines. » À la suite de récentes recherches sur ces fameux jardins suspendus, l'archéologue Stéphanie Dalley de l'université d'Oxford, les placerait non pas à Babylone, mais à Ninive où des ruines de jardins auraient été découvertes. C'est en déchiffrant le prisme de Sennachérib, roi d'Assyrie de 705 à 681 av. J.-C., que Stéphanie Dalley a fait cette remarque. Senachérib, lui aussi, a lancé de grands travaux à Babylone et à Ninive sa nouvelle capitale. Un des passages du prisme précise : « J'ai construit à côté du Palais un jardin surélevé qui imite les scènes...  ». Selon Stéphanie Dalley, la confusion dans la localisation des jardins, pourrait venir des travaux hydrauliques et de jardinage dans ces deux villes sœurs de son royaume.
Sur le site de Nippur, en Mésopotamie, J. H. Haynes archéologue américain, découvrit en 1892 sur le site du temple de Bel, des robinets de fontaines en poterie, clay water-cocks, datés de 2500 av. J.-C. environ. Leur fonctionnement était simple : alimenté par une fontaine, l'eau s'écoulait normalement par la partie basse du robinet et pour boire, il suffisait de boucher avec la paume de la main la partie basse du robinet et l'eau s'écoulait pas le haut. Une crapaudine en pierre et des tuyauteries de descentes d'eau pluviale en poterie ont également été retrouvées sur le site.

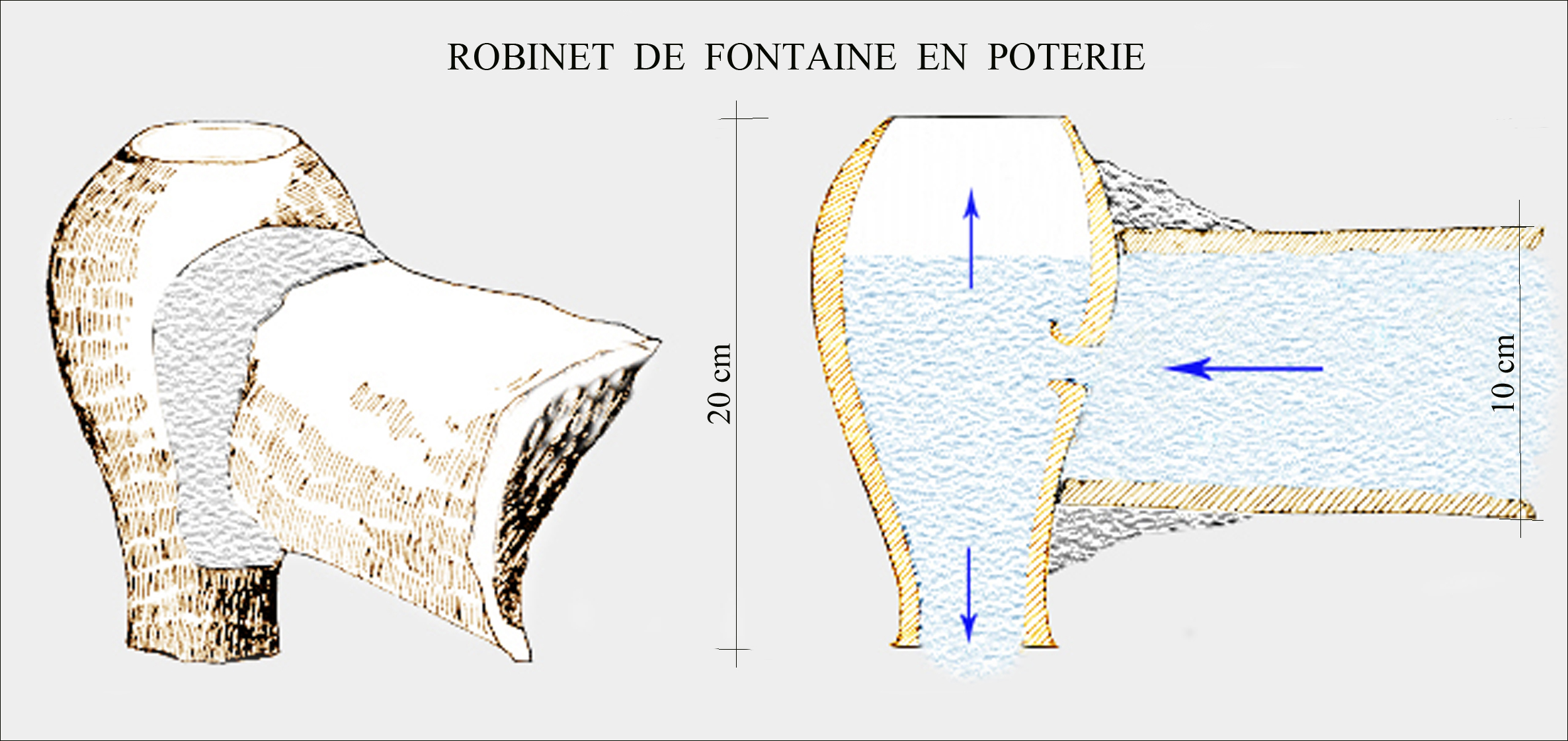
Robinet de fontaine en poterie temple de Bel à Nippur en Mésopotamie. 2500 av. J.-C.

Au-delà des réseaux d'adduction d'eau primaires, on sait peu de chose sur la distribution de l'eau à Babylone. À Ninive ou dans d'autres villes de Mésopotamie, au-delà des sources de captation, aqueducs de transport et stockage dans la ville de Ninive, aucune précision concernant les raccordements vers les maisons et les bâtiments publics, n'a pu être fournie à ce jour par les archéologues. Cependant un passage du prisme de Sennachérib parle de la capture des artisans lors de la prise de Babylone par le roi Sennashérib, ce qui laisse à penser que les artisans faisaient partie intégrante de la société babylonienne au VIIe siècle av. J.-C. Certains de ces artisans avaient dû participer à la mise en place des réseaux d'eau ainsi qu'à leur entretien. Il faudra attendre le travail difficile des archéologues dans cette région du monde, pour permettre de mieux appréhender les matériaux utilisés par les plombiers de Mésopotamie. Il fallait de toute façon alimenter en eau, la population d'une ville de 50 000 à 100 000 habitants suivant les époques, qui ne pouvait vivre sans eau, et de ce fait sans plombiers.

#### En Crète minoenne
L'île de Crète, dans la mer Égée, proche de la Grèce continentale, fut habitée dès le VIe millénaire, mais c'est à partir de l'Âge du Bronze, au IIIe millénaire, que la civilisation minoenne se développa dans l’île de Crète et dans d'autres îles des Cyclades come Délos, Pylos ou Santorin. À la différence des civilisations anciennes : égyptienne, perse, mésopotamienne, vallée de l'Indus, etc., qui se développèrent dans des zones où l'eau était abondante, les hommes de la civilisation minoenne s'établirent dans des lieux de sécheresse importante, où les ressources en eau étaient rares. Ces conditions climatiques particulières, obligèrent les plombiers minoens à une gestion stricte des eaux disponibles : eaux de surface – eaux de pluie – et les eaux souterraines – eaux de sources, et à l'invention des premières techniques de l'hydraulique, adaptées aux besoins de villes importantes. Vers le XVIe siècle av. J.-C., l'explosion du volcan de Santorin, entraînant une série de séismes dévastateurs, aurait à la fois détruit l’île et sa flotte et serait une des raisons du déclin de la civilisation minoenne.

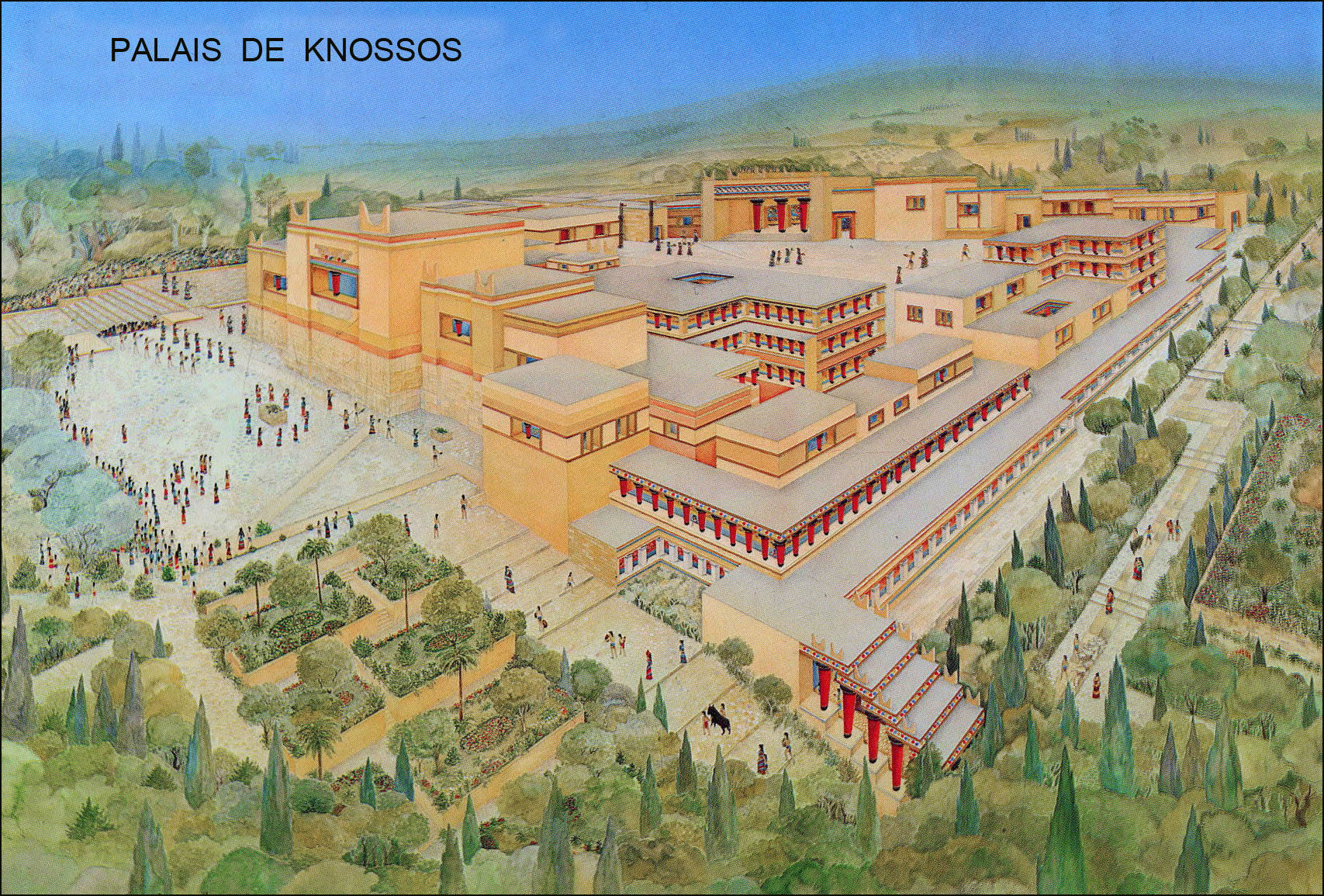
Le Palais de Cnossos en Crète. Reconstitution.

Vers 1200 avant J.-C., les Grecs venant de la Grèce continentale, envahissent l'île et instaurent une nouvelle culture grecque classique : l'ère dite mycénienne. L’île fut envahie à nouveau en 67 avant J.-C. et fit partie de l'Empire romain jusqu'en 395 après J.-C., puis de l'Empire Romain d'Orient ou byzantin jusqu'en 824. La Crète passe ensuite sous domination arabo-musulmane, puis byzantine, vénitienne, ottomane, égyptienne, avant d'être rattachée à la Grèce en 1913.
Entre les années 3000 et 1500 avant J.C., les échanges culturels et technologiques avec l’Égypte, la Mésopotamie, la Perse et la vallée de l'Indus, furent nombreux, à la fois au travers du commerce entre ces régions, mais également par les guerres amenant des échanges de savoir-faire entre les artisans et soldats-ouvriers. L'archéologue anglais, Sir Arthur Evans, spécialiste de la civilisation minoenne précise : « Mais les poteries minoennes de Kahun semble une connexion avec la présence d'ouvriers crétois en moyenne Égypte, employés par les Pharaons (Amenemhat II et Amenemhat III – 1895 à 1797 avant J.-C.) pour leurs grands travaux architecturaux et d’ingénierie. À cette époque et les suivantes, à Knossos et ailleurs (pyramides de Illahun et Hawara et le port de l'île de Pharos), ces travaux ne peuvent s'expliquer que par la présence d'éléments minoens sur le sol d’Égypte lui-même. »

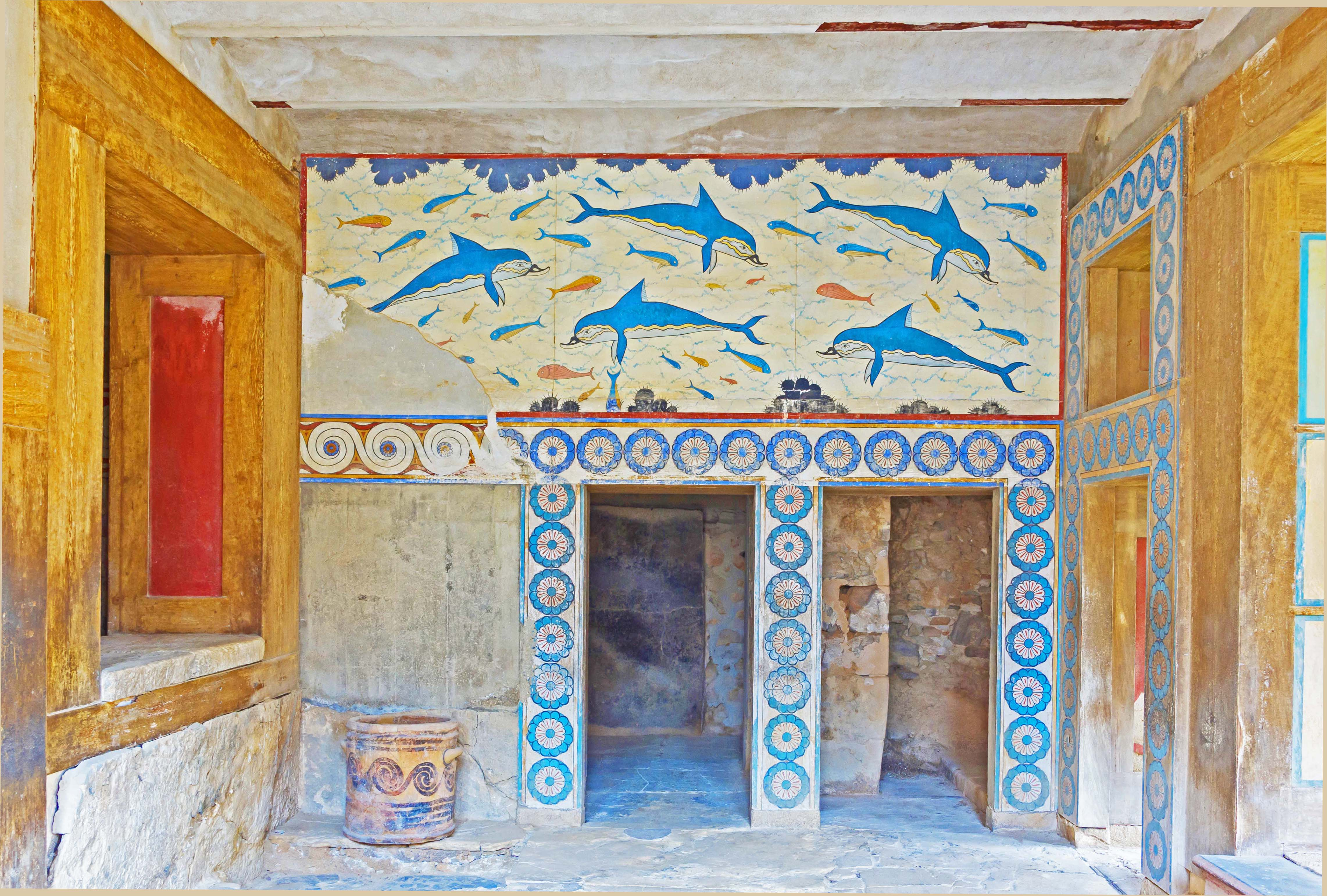
La salle des dauphins ou salle de bains de la Reine au Palais de Cnossos en Crète.

#### Palais
Les hydrauliciens et les plombiers crétois de l'époque minoenne ont déployé dans les palais de l'île de Crète, toute leur ingéniosité technique, dans l'élaboration et l'installation des systèmes d'adduction d'eau, d'évacuation des eaux usées et des eaux pluviales, comportant de nombreuses similitudes avec ceux des régions du sud de la Méditerranée et de l'est de l'Europe ainsi que des grands principes de base des réseaux modernes.

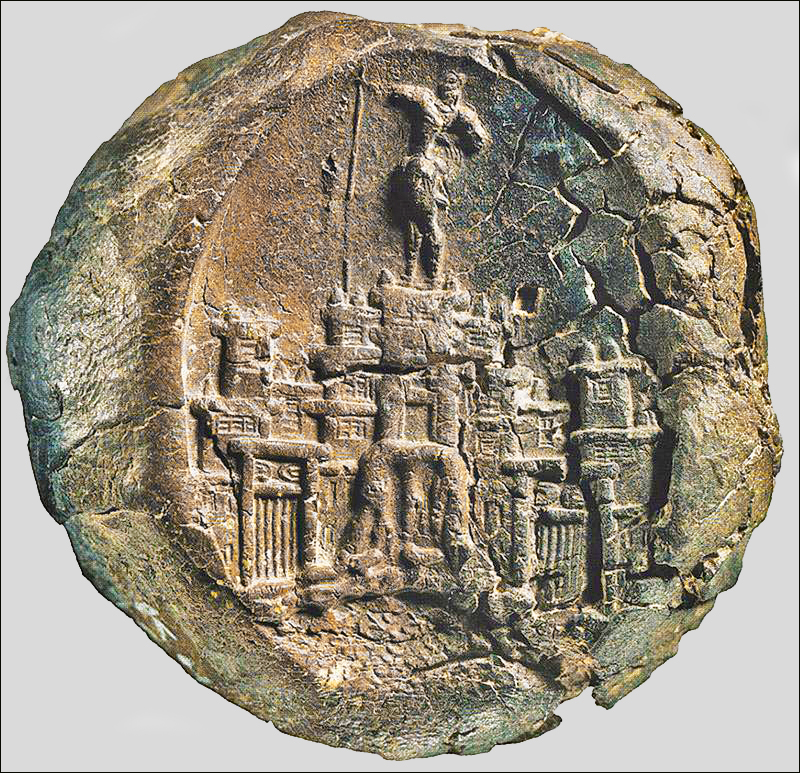
Sceau d'argile d'un immeuble de plusieurs étages. Époque minoenne.

C'est au cours de la civilisation minoenne, que sont construits les palais de Phaistos, Mallia, Zakros et le palais de Minos à Cnossos, le plus significatif des palais sur le plan de l'hydraulique, et du travail des plombiers crétois. Le palais de Cnossos, celui-ci d'ailleurs était plus un complexe de locaux, qu'un palais avec ses lieux de stockage des marchandises, ses moulins à huile, ses ateliers d'artisans, son palais avec ses dépendances, des bâtiments de logements de plusieurs étages et des bâtiments publics, comme les ensembles de détente avec bains publics et bars. L'ensemble comprenait 1 500 pièces. Une sorte de cité-État plus qu'un palais classique. L'ensemble de l'île comportait près de 100 000 habitants. La construction du vieux palais à Cnossos date de 2200 avant J.-C., puis après sa destruction en 1800 avant J.-C., le nouveau palais, au cours du VIIe siècle av. J.-C., fut construit plus moderne, plus vaste et comportait plusieurs étages. Le manque d'eau dans l'île, consécutif à un environnement climatique très sec, a obligé la civilisation minoenne à développer des standards d'hygiène, d'hydraulique et de plomberie, qu'aucune autre civilisation n'avait jusque là atteinte. Les plombiers crétois ont élaboré et installé à partir des eaux disponibles, comme l'exploitation des eaux souterraines, ainsi que la récupération des eaux de pluie, des systèmes d'adduction, de filtration et de transportation des eaux potables, ainsi que le traitement des eaux usées et des eaux pluviales, avec un niveau technique exceptionnel pour l'époque. Les archéologues ont mis au jour lors de leurs travaux, des vestiges de réseaux de canalisations en pierre et en terre cuite - terra-cotta -, qui peuvent s'apparenter, dans une moindre mesure, aux installations hydrauliques mises au jour dans les villes de Dur-Untash, dans la province du Khouzestan iranien - 2400 à 539 avant J.-C. - et les villes de la civilisation de la Vallée de l'Indus, comme Mohenjo-Daro et Harappa - 2800 – 2600 avant J.-C.

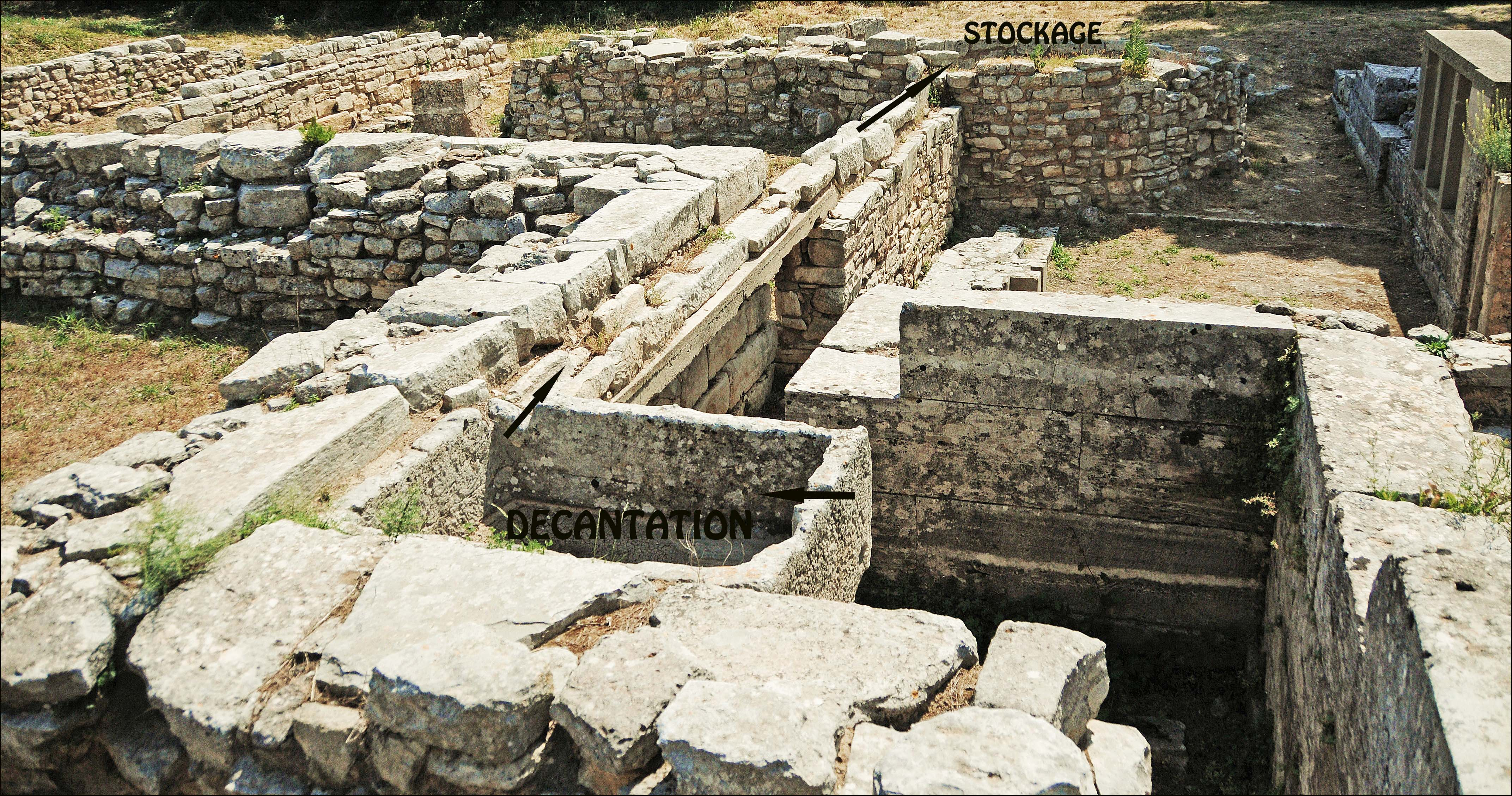
Complexe de traitement et de stockage des eaux à Tylissos en Crète.

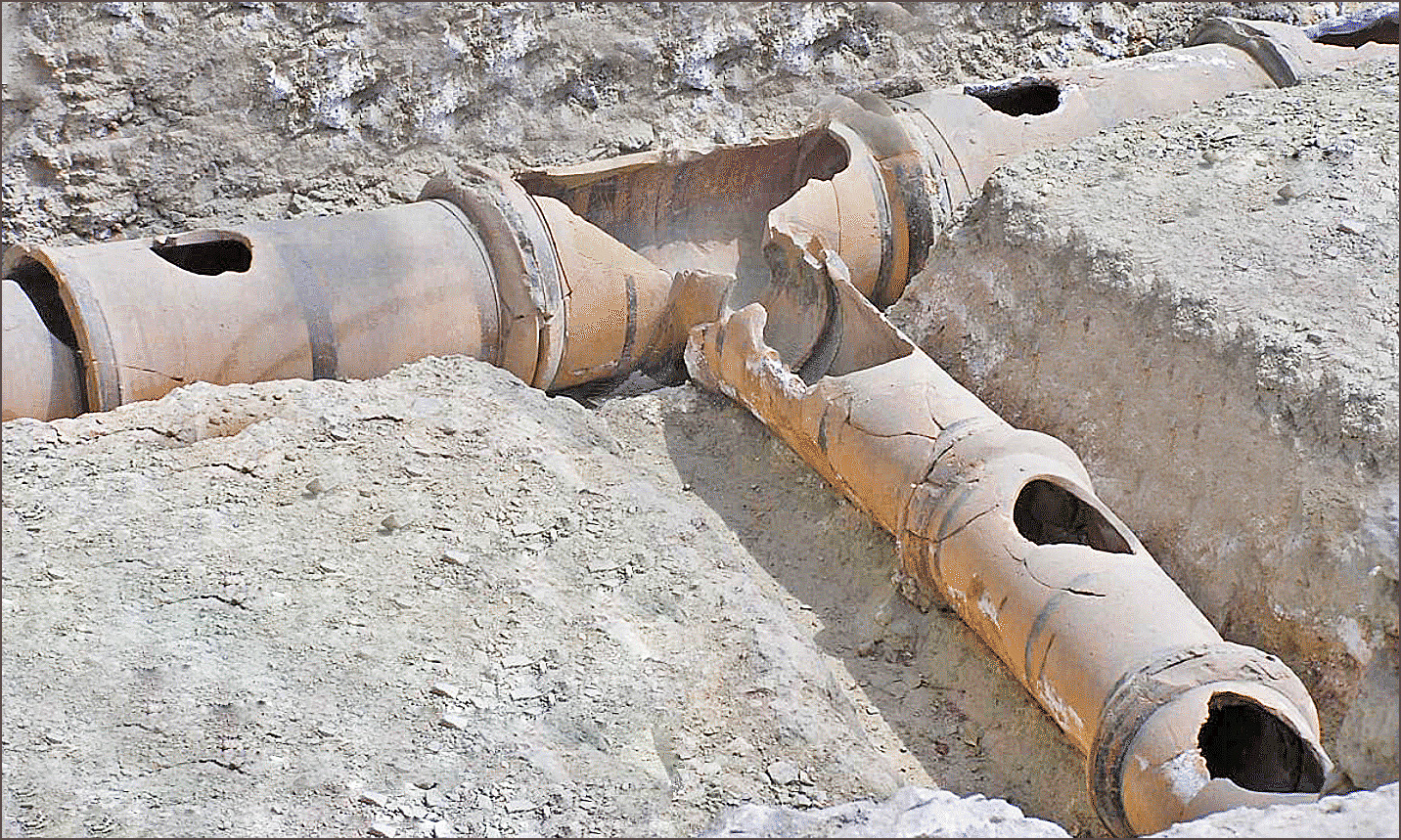
Réseau de tuyauterie ancienne en poterie à Athènes.

Ces eaux collectées et transportées servaient à l'alimentation des fontaines publiques, des salles de bains et des latrines des palais et autres maisons de la bourgeoisie minoenne, ainsi que pour l'alimentation des thermes, fontaines et autres jeux d'eau, utilisés pour l'hygiène et les plaisirs de la population crétoise. Ces installations montrent un niveau d'hygiène, de gestion et d'utilisation de l'eau très développé, par rapport aux mêmes concepts dans l'Europe de l'Ouest à cette même époque.
La source principale alimentant en eau le palais de Cnossos, ainsi que les fontaines et les autres besoins de la cité, provenait dans un premier temps de la source de Mavrokolymbos, proche du palais, puis par la suite de la source de Fundana et des monts Juktas. Ces deux derniers lieux de capture de l'eau, étaient distants d'une dizaine de kilomètres des lieux d'utilisation. L'eau était amenée par des conduites en terre cuite, ainsi que des tuyaux et caniveaux en pierre, pour le raccordement aux citernes de décantation, de filtration et de stockage de l'eau. Quelques autres sources proches du palais fournissait également l'eau potable.
Concernant les tuyauteries retrouvées dans le caravansérail au sud du palais de Cnossos, il est suggéré par Andreas N. Angelakis, reprenant les textes de Sir Arthur John Evans que : « L'alimentation de ce bâtiment se faisait depuis une source sur la colline de Gypsades et que l'eau devait d'abord descendre de cette colline, puis remonter pour l'alimentation du caravansérail, suivant le principe des vases communicants. Les artisans – plombiers – minoens avaient la connaissance des vases communicants et du principe du siphon. » Ce système hydraulique sera utilisé par les plombiers romains un millénaire plus tard, pour l'alimentation de la ville de Pergame, actuellement en Turquie, au IIe siècle av. J.-C. et pour l'alimentation de la ville de Lugdunum (Lyon) au IIe siècle av. J.-C., avec notamment les siphons de l'aqueduc du Gier.

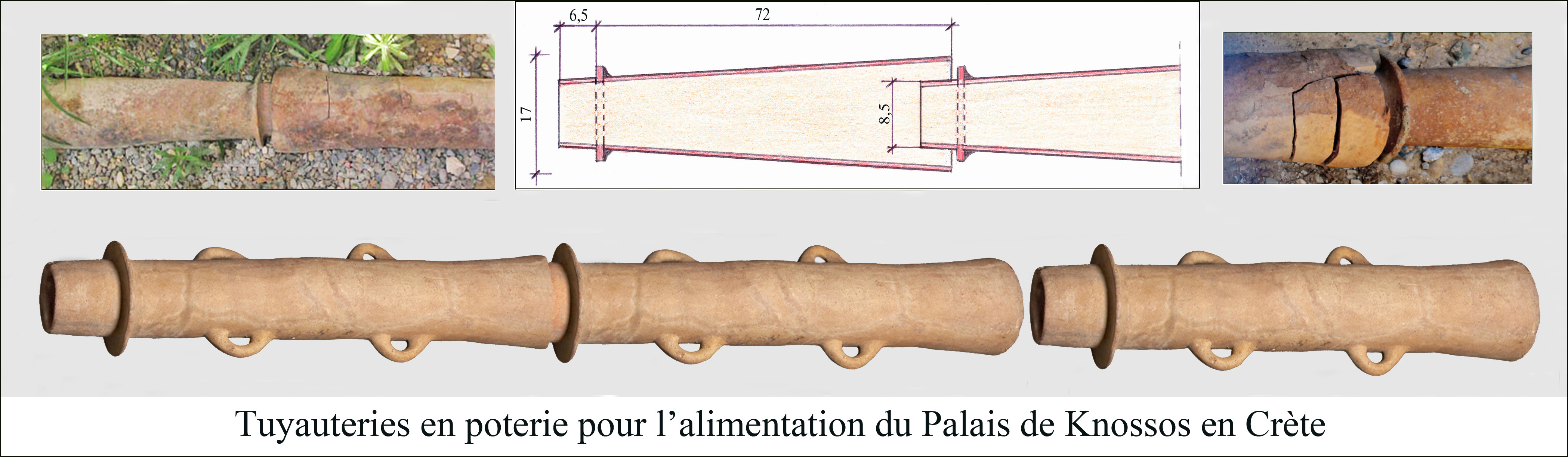
Tuyaux de poterie et jonctions sur le réseau d'eau sous pression à Cnossos.

Les tuyauteries les plus utilisées par la civilisation Minoenne, pour le transport des eaux dites sous pression, furent les tuyauteries en terre cuite, réalisées avec des éléments tronconiques de soixante-dix centimètres environ de longueur et d'une section intérieure moyenne de treize centimètres. La finition des emboîtures était d'une grande précision eu égard aux deux parties tronconique ; le joint d'étanchéité était réalisé au moyen d'un ciment spécial, probablement à base de chaux et de poudre de terre cuite « ...for the clay cement of the joints was not broken ». Ce type de tuyauterie de forme tronconique, n'avait encore jamais été utilisé par aucune autre civilisation et ne sera plus jamais utilisé pour d'autres réseaux de tuyauteries, généralement de forme cylindrique. Les tuyaux coniques en poterie son unique dans la Crète minoenne et utilisés pour les réseaux d'alimentation d'eau en faible pression. L'archéologue anglais Arthur John Evans, précise en 1913 : « La magnifique construction des tubes en terre cuite pour l'eau (terra-cotta) [...] Ceux avec leurs poignées et collerettes sont d'une admirable construction et la forme conique de chaque section, donne à l'eau un mouvement d'accélération bien adapté pour prévenir l'accumulation de sédiment. »

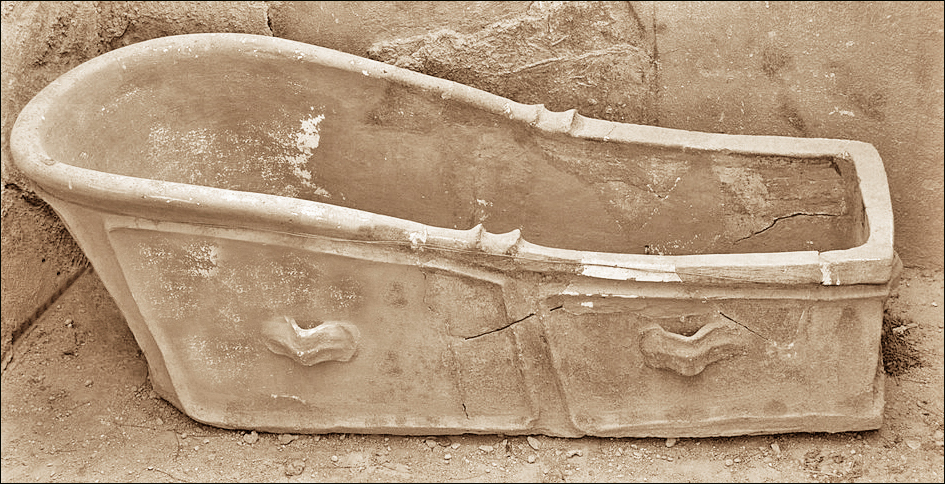
Baignoire en poterie de la Reine à Cnossos.

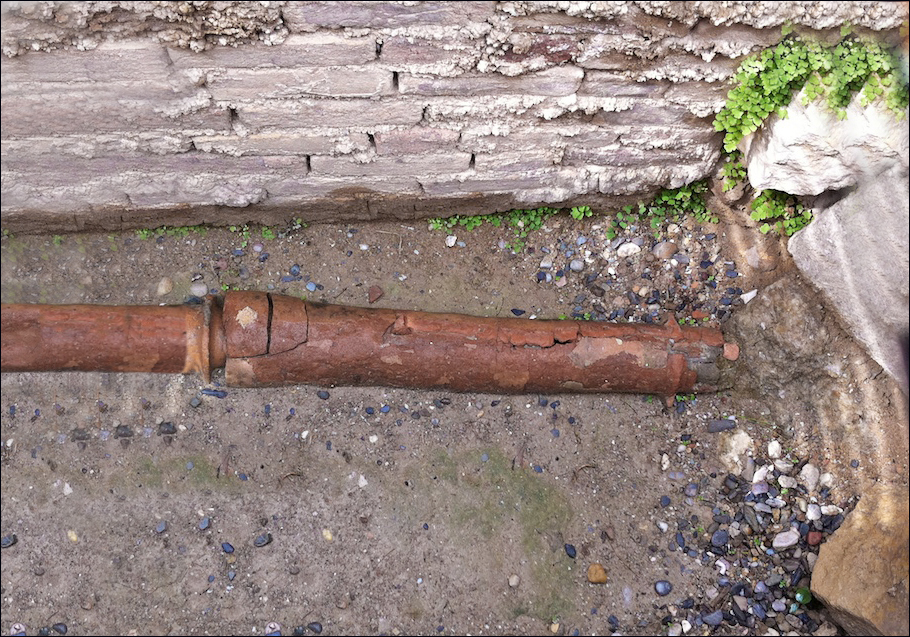
Jonction de tuyaux en poterie pour réseaux d'eau à Cnossos.

Des études hydrauliques ont été réalisées[Quand ?] par un laboratoire de Melbourne[Lequel ?], sur des tuyauteries tronconiques reconstituées, afin de comparer la différence de perte de charges sur les deux types de tuyauteries. Les pertes de charges étaient plus importantes sur les tuyauteries tronconiques. Les avis des experts sont partagés sur le pourquoi de la fabrication et l'utilisation de tuyauteries tronconiques, à la place de tuyauteries cylindriques classiques.
Cependant, ce modèle de tuyauteries tronconiques, ayant été utilisé sur l'île de Crète, dont la morphologie du relief du terrain est assez particulière, aurait été préféré aux tuyauteries d'un modèle cylindrique, pour les raisons suivantes :
- facilité de fabrication et principalement dans le processus de démoulage ;
- facilité pour la réalisation de courbes lors des changements de direction ;
- possibilité de réduire la vitesse de l'eau lorsque la morphologie du terrain le nécessitait ;
- entraîner les impuretés et diminuer l'encrassement et l'entartrage des canalisations[68].

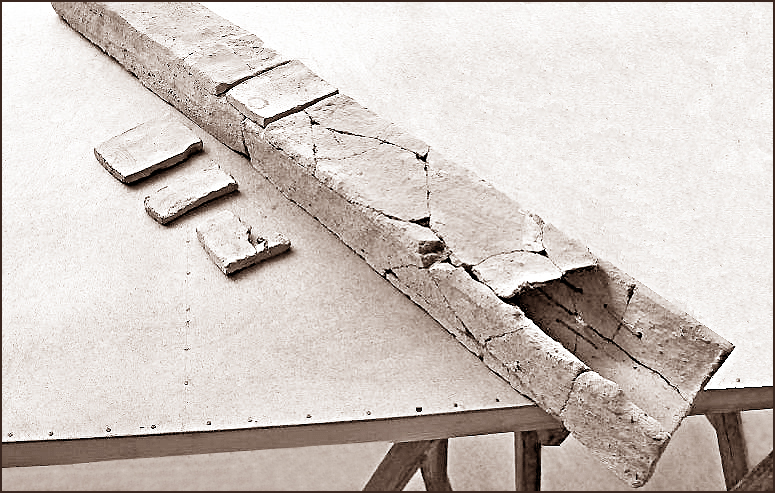
Tuyau rectangulaire pour la distribution de l'eau minoenne crétoise.

À Cnossos, Phaistos, Tylissos, Aghia Triadha, Myrtos, etc., des structures hydrauliques pour la collecte des eaux pluviales ont été mises au jour : réseaux de récupération des eaux des terrasses, bassins de décantation et de filtration, conduites gravitaires jusqu'aux citernes de réserves de l'eau. Ces eaux d'origine pluviale, étaient utilisées lors de l'assèchement des sources d'eau potable habituelles, ainsi que pour les besoins de l'hygiène et des plaisirs de l'eau : thermes, latrines, fontaines.

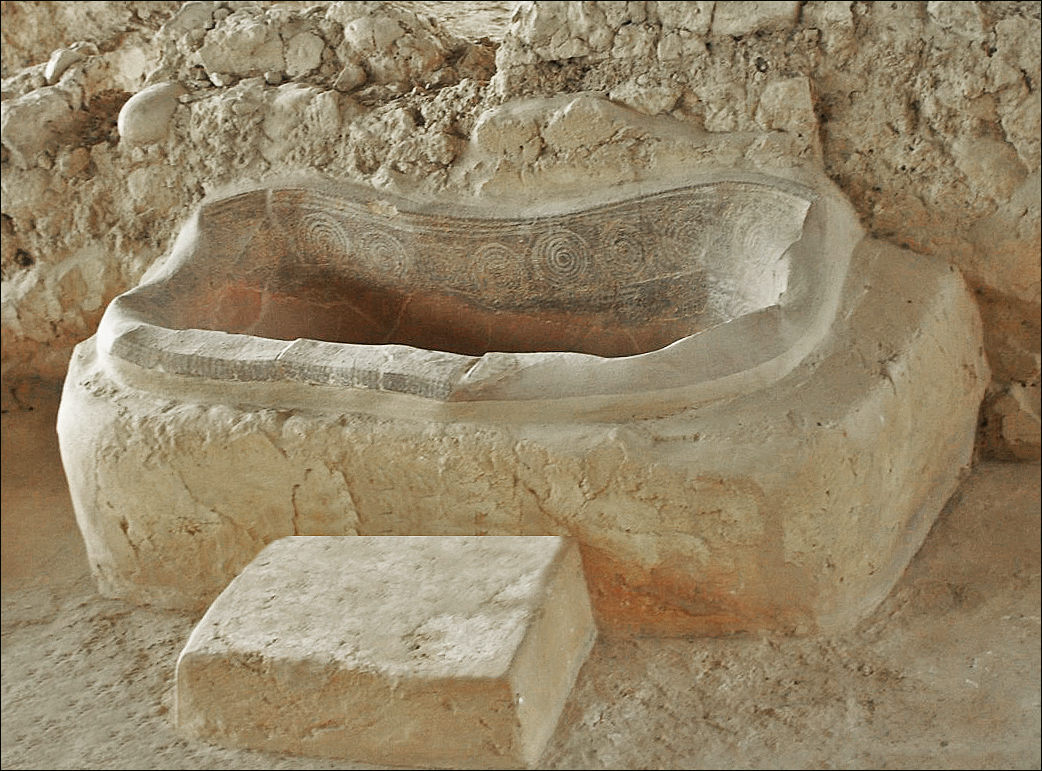
Baignoire de Nestor à Pýlos en Grèce.

Certaines des îles des Cyclades ne comportaient pas de réseaux d'adduction d'eau et des puits publics mettaient l'eau à la disposition des populations, qui ne possédant pas leur propre puits. Les eaux de pluie étaient également récupérées et stockées dans des citernes, chaque maison avait sa propre citerne enterrée. L'île de Délos, lieu de naissance — selon la légende — d'Apollon et d'Artémis, possédait en plus une grande citerne collective, alimentée par un ruisseau aux eaux éphémères, provenant du mont Cynthus qui approvisionnait le temple d'Apollon.
Pour la récupération et le transport des eaux usées et des eaux pluviales, les archéologues ont retrouvé des réseaux de tuyauteries en pierre et en poterie, de section circulaire pour les réseaux horizontaux et de section rectangulaire pour les descentes d'eaux pluviales en provenance des terrasses des bâtiments, comme sur le site de Myrtos-Pyrgos au sud de la Crète. Des réseaux d'eaux usées et d'eaux pluviales, ont été mis au jour à des profondeurs atteignant plus de trois mètres, afin de conserver une pente satisfaisante à l'écoulement des eaux.

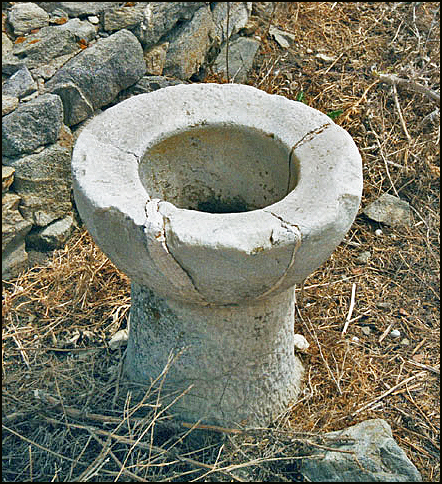
Latrines sur l'île de Délos.

Les recherches archéologiques ont montré l'importance de l'eau dans l'hygiène et les plaisirs de la civilisation minoenne. En plus des fontaines et des thermes publics, les appartements des palais étaient équipés de salles de bains, avec l'eau courante et des toilettes alimentées en eau. Dans le Domestic quarter du Palais de Cnossos, plusieurs latrines, en rez de chaussée et au premier étage, étaient alimentées en eau à partir de réservoir en étage ou en terrasse et comportaient une tuyauterie d'évacuation ventilée et raccordée au réseau principal. Les lavabos retrouvés par les archéologues, étaient des vasques de pierre à fond plat et poignées pour être transportées. Ces vasques, finement décorées, s'apparentent aux larnax de petites dimensions, utilisés à la fois de baignoire et de cercueil. Dans certaines maisons privées, ont été découvertes dans l'île de Santorin, encore utilisées lors de l'irruption du volcan Théra, des salles de bains où étaient installées des baignoires.

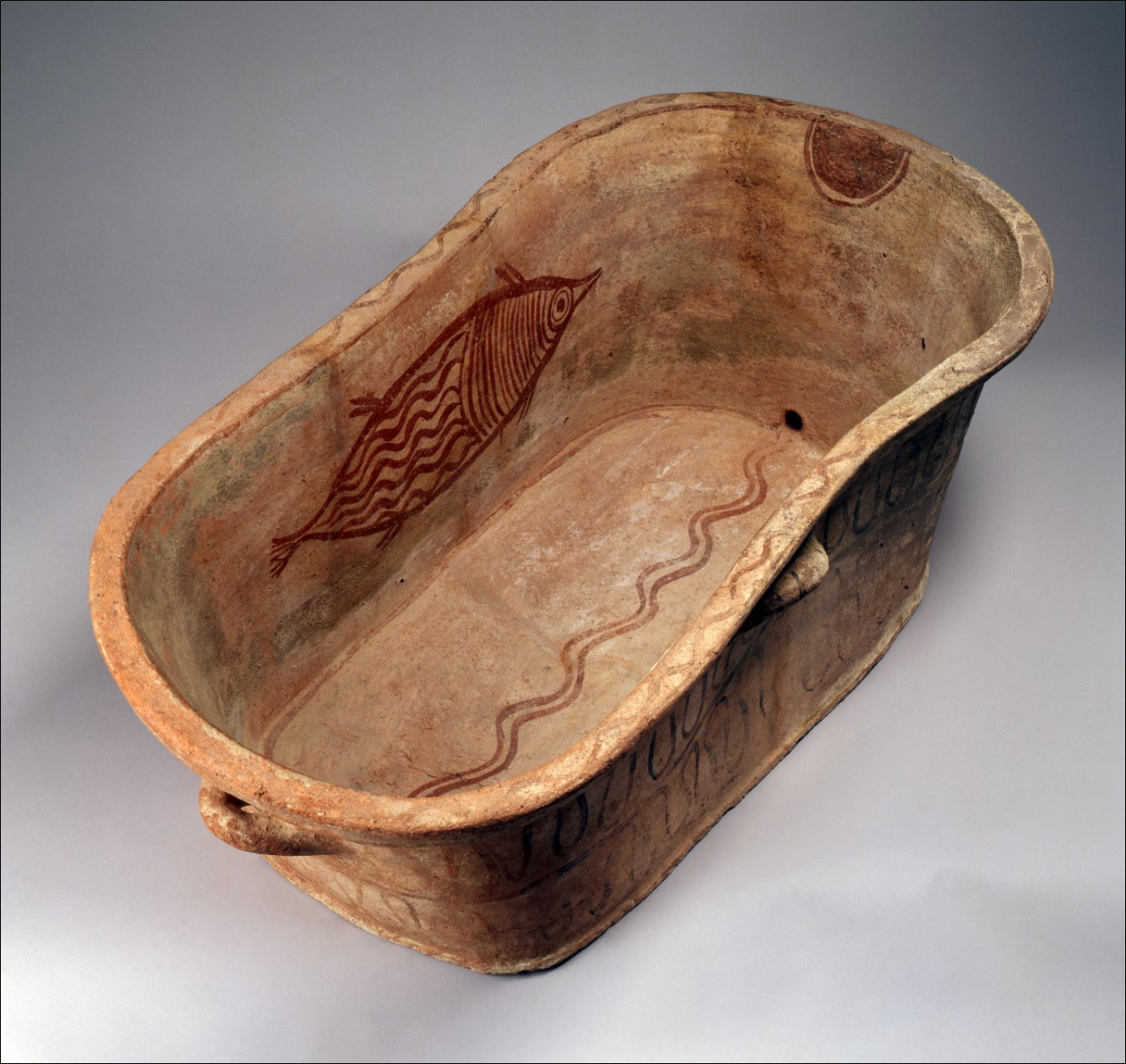
Baignoire – Larnax au Palais de Cnossos au

Le cuivre était utilisé en Crète ; au moment de la construction des palais, les Thraces, proche de la mer Égée, commerçaient leur cuivre avec plusieurs régions comme le delta du Danube et l'est de la Méditerranée. Dans l’Antiquité, l’île de Chypre appartient à un large monde hellénistique. Dès le XIVe siècle av. J.-C., le cuivre de Chypre fait l’objet d’un commerce maritime - épaves du Cap Gelidonya, d’Ulu Burun.
Les relations commerciales étaient importantes entre le monde crétois minoen et la Grèce pré-mycénienne, ainsi qu'avec l’Égypte, surtout avec le Delta ; commerçants, artisans, soldats, mercenaires et esclaves sillonnaient le sud de la Méditerranée, échangeant leurs techniques de construction et leur savoir, et notamment dans le domaine de la construction, l'hydraulique et de la plomberie, dans le cadre des nouvelles techniques en hydraulique en raison des nouvelles exigences dans l'hygiène de ces palais.
Sans doute, l'interdépendance culturelle et technologique existait entre les Minoens, les Égyptiens, les Mycéniens, les pré-Etrusques.
Il est surprenant de trouver les mêmes matériaux et techniques de construction, utilisés dans la Crète minoenne et les cités de Perse ou de Mésopotamie : tuyaux en terre cuite avec joint au plomb, morphologie des réseaux d'adduction d'eau et d'évacuation, traitement des eaux par décantation, que l'on retrouve à la fois au palais de Phaistos en Crète et à Dur-Untash du complexe de Chogha- Zanbil en Perse. Sur le site d'Hagia Triada, au sud de la Crète, des objets ont été retrouvés dont les isotopes du plomb révèlent des origines afghanes.

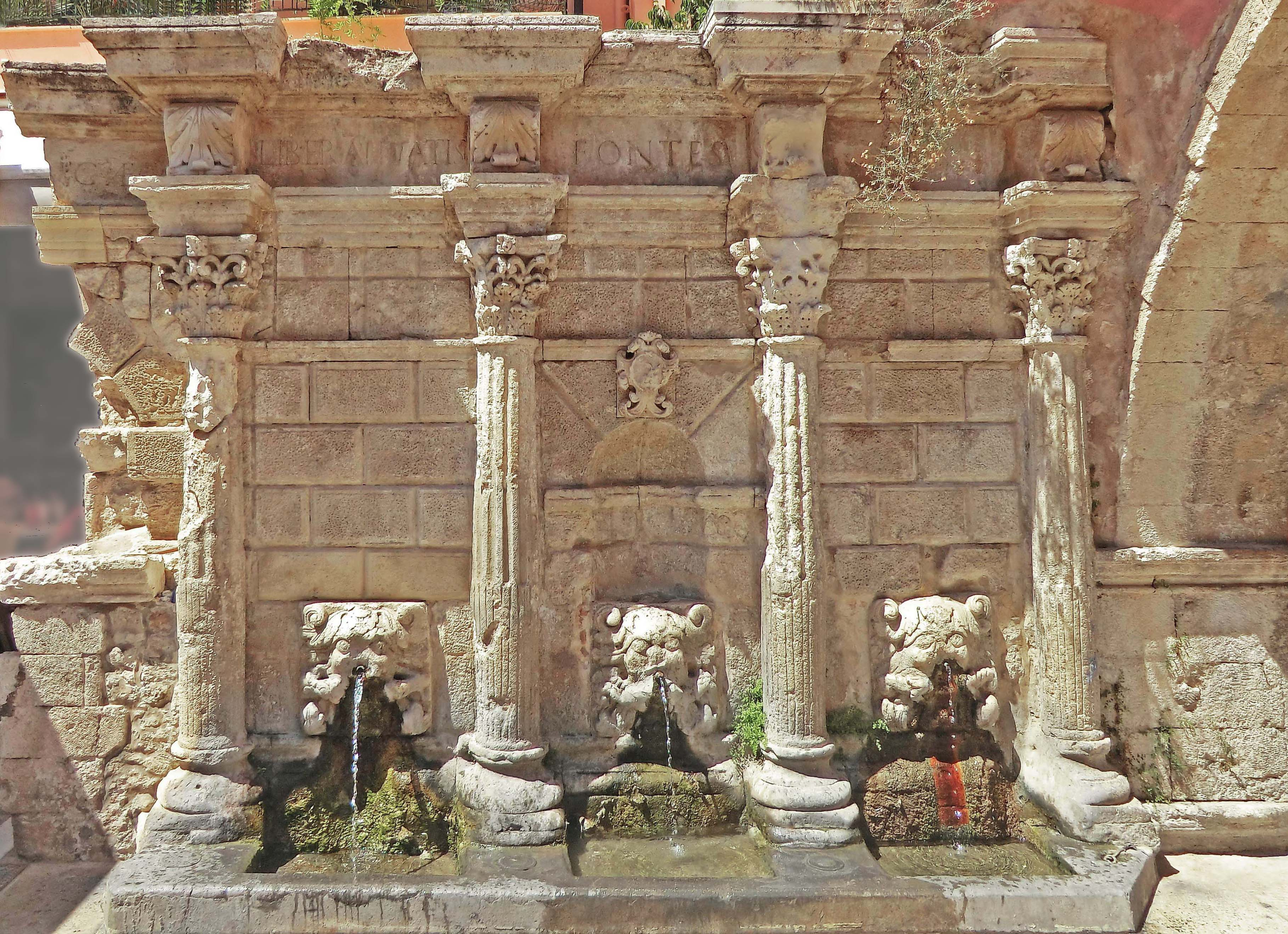
Fontaine vénitienne Rimondi à Réthymnon en Crète.

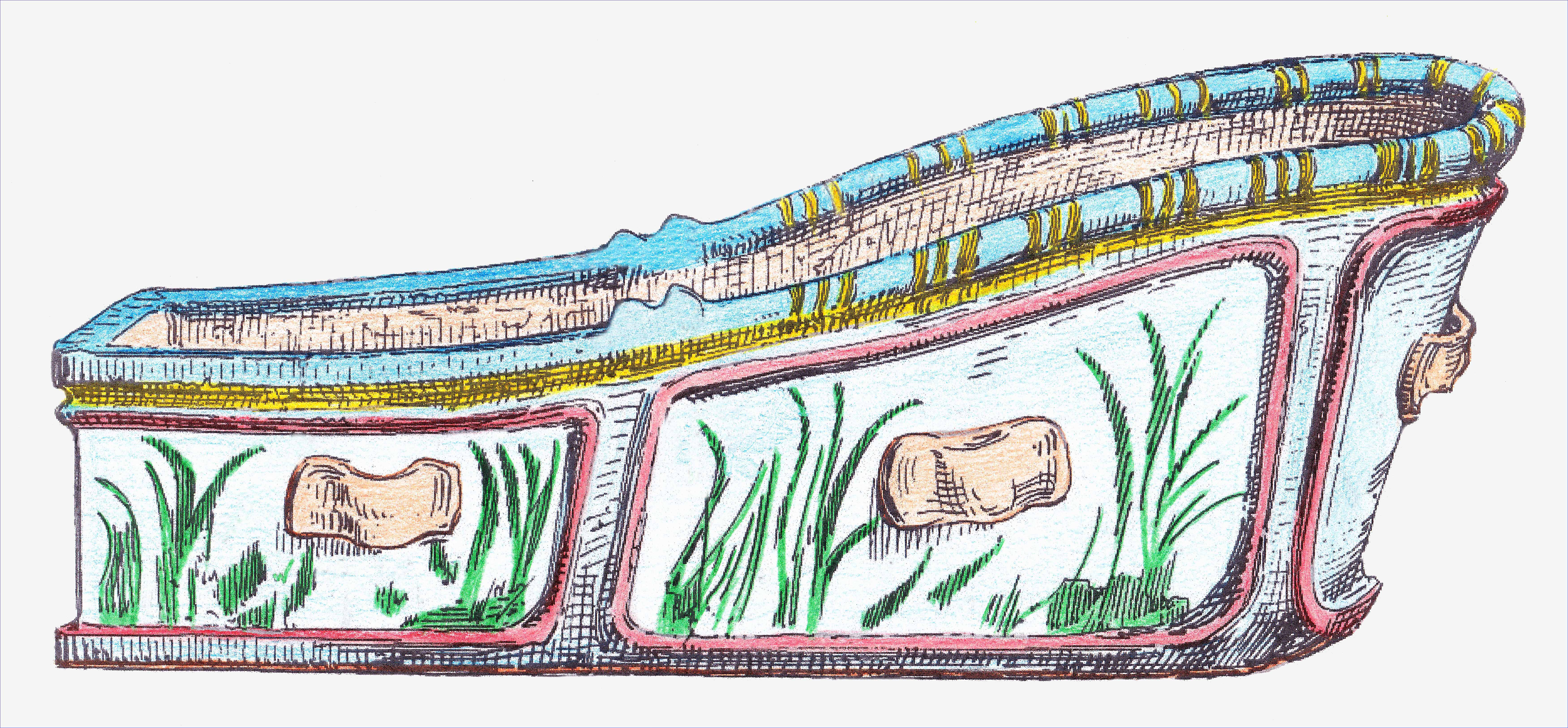
Baignoire en poterie peinte du Palais de Cnossos.

La civilisation minoenne fut une époque florissante pour la Crète, avant de tomber dans l'oubli et être redécouverte au XXe siècle, par la mise au jour du Palais de Cnossos. À la suite du déclin de la civilisation minoenne, remplacée par les Grecs continentaux - la civilisation mycénienne -, les Romains, puis les Vénitiens, Ottomans et autres envahisseurs, des vestiges de fontaines ont complété la richesse et le développement culturel et technique de l'île de Crète au cours des âges, sans toutefois atteindre le niveau des techniques hydrauliques atteintes au cours de la civilisation minoenne par les plombiers crétois.
Certains experts font d’ailleurs le lien entre les techniques hydrauliques des plombiers de l'île de Crète de l'époque minoenne et ceux des techniques des plombiers de la Grèce mycénienne, ayant eux-mêmes retransmis leurs savoirs aux plombiers romains ; puis la conquête par César de ce qui devint la Gaule, amenant avec lui les plumbarii, permis aux Celtes romanisés puis francisés de former des plombiers gaulois.

#### En Grèce

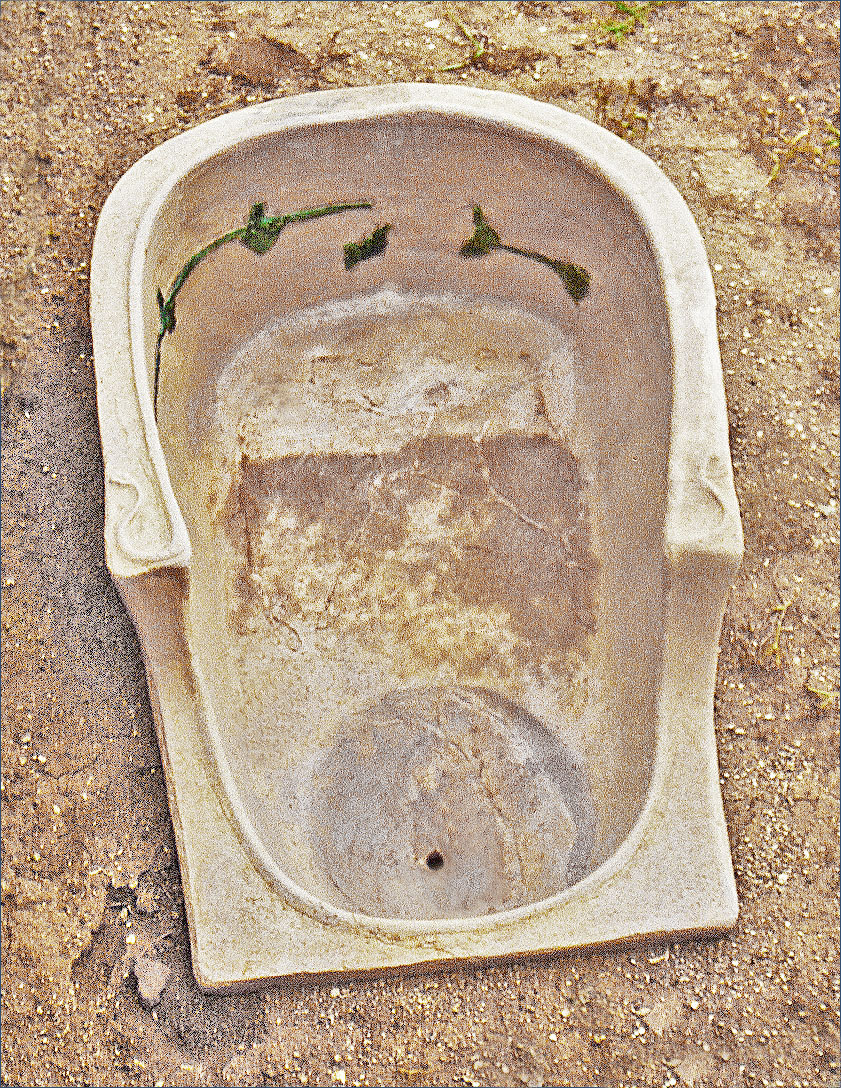
Baignoire reconstituée en terre cuite à Olynthe en Grèce.

La Grèce antique avait pour l'eau un véritable culte. Les protectrices des eaux et des sources étaient les nymphes. Les anciennes fontaines sont célèbres comme la fontaine de Castalie à Delphes, la Fontaine aux neuf bouches (la Fontaine Ennéacrounos) de l'Agora d'Athènes.... Ils (les Pelasges) s'en prirent aux jeunes filles qui allaient chercher de l'eau à la fontaine Ennéacrounos....

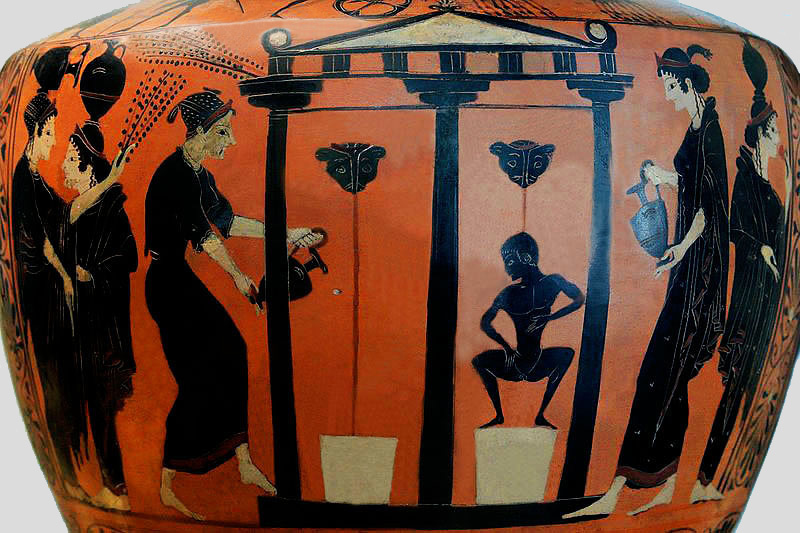
Vase de la fontaine Ennéacrounos à Athènes où l'on peut noter la présence de deux douches.

Les cités helléniques étaient généralement alimentées par des puits ou des sources, la cité d'Érétrie avait une canalisation qui partait de l'Acropole et longeait l'avenue principale afin d'aller alimenter une fontaine publique. Concernant la période hellénique, de nombreuses sources archéologiques sur les jardins et leurs jeux d'eau, ainsi que sur les fontaines publiques sont disponibles ; mais il y a peu d'informations sur la nature des tuyauteries utilisées : poterie, plomb, cuivre. Les eaux après captage étaient dirigées par des aqueducs ou des tunnels, jusqu'à des citernes légèrement en hauteur. Depuis les citernes, des réseaux en poteries enterrées et en pierre, protégés au-dessus par des dalles de pierre, amenaient l'eau par gravité vers des fontaines publiques. La sortie de l'eau se faisait généralement par une tête d'animal en bronze ou mascaron.
De par les installations publiques et privées mises à jours par les archéologues, la civilisation grecque appréciait l'eau et ses vertus thérapeutiques, ces plaisirs de l'eau ont été diffusés dans tout le bassin méditerranéen, jusque dans le centre de l’Égypte ptolémaïque, avant d'être supplantée par les thermes romains. Cependant, dans Nuées d'Aristophane, sa température entre eau chaude et eau froide est un sujet assez controversé :
Dialogue entre le JUSTE (le Raisonnement supérieur adepte de l'éducation ancienne) et l'INJUSTE (le résonnement inférieur adepte de l'éducation nouvelle).

« ...L'INJUSTE :
Il dit d'abord qu'il ne te permettra pas de prendre des bains chauds. Mais quelle raison as-tu de blâmer les bains chauds ?...
...LE JUSTE :
Parce qu'ils sont très mauvais et qu'ils amollissent l'homme....
...L'INJUSTE :
Où as-tu jamais vu des bains froids portant le nom de Héraclès ? Et cependant qui a été plus courageux ?... »

— 

##### Érétrie
À Érétrie, une ville de la Grèce antique sur l'île d'Eubée, une équipe d'archéologues de l'École Suisse d’Archéologie en Grèce, a découvert en 1991 lors des fouilles du quartier de la Maison aux Mosaïques, dans la partie nord-est du sanctuaire d'Apollon, une canalisation en terre cuite avec des joints au plomb. Cette canalisation placée sous la rue, alimentait la fontaine au nord de l'Agora.
La date de la pose et de la mise en service de cette canalisation est actuellement assez imprécise, à la suite des dernières fouilles et datations ; certains archéologues en situent la pose au IVe siècle av. J.-C.. En ce qui concerne l'abandon de la canalisation, elle est également imprécise, mais on peut penser que la destruction de la fontaine, ou l'obstruction de la canalisation par les dépôts de sédiments, en auraient arrêté son utilisation.
« Quant aux conduites d'amenée ou d'évacuation des eaux, elles sont toutes faites en terre cuite, les jonctions sont réalisées en plomb. Le plomb est employé sans compter dans les anneaux de cerclage de la grande conduite amenant l'eau à une fontaine publique, située non loin de l'Agora. »
« La qualité de cette conduite, la durée de son utilisation attestée par des traces de réparations... tout laisse supposer qu'il s'agissait de l'amenée d'eau potable à la fontaine publique située au nord de l'Agora... la conduite ayant été repérée sur plusieurs points de son tracée. » Cette conduite était constituée par des éléments de tuyaux en terre cuite d'un mètre de longueur, de treize centimètres de diamètre intérieur et de 5,5 cm d'épaisseur, soit un diamètre extérieur d'environ vingt-quatre centimètres. D'autres éléments de canalisation découverts près de la maison du sud, ont une longueur de soixante centimètres, un diamètre intérieur de onze centimètres et une épaisseur de deux centimètres. La tuyauterie est posée avec une pente de 1,6 % sur un lit de pierres creusées en leur centre, à la fois afin de stabiliser la tuyauterie dans l'éventualité d'un tassement du terrain et permettre un support bien plat, qui évitait un porte-à-faux favorisant les fuites au niveau des joints, pouvant aller jusqu'à la rupture de la tuyauterie. 

« Dans sa portion est-ouest la canalisation repose sur un lit de blocs de calcaire gris… ces blocs de calcaire sont creusés au centre de cavités, destinées à faciliter l'installation du cerclage de plomb qui joint les tuyaux entre eux et à permettre les réparations fréquentes et aisées. »

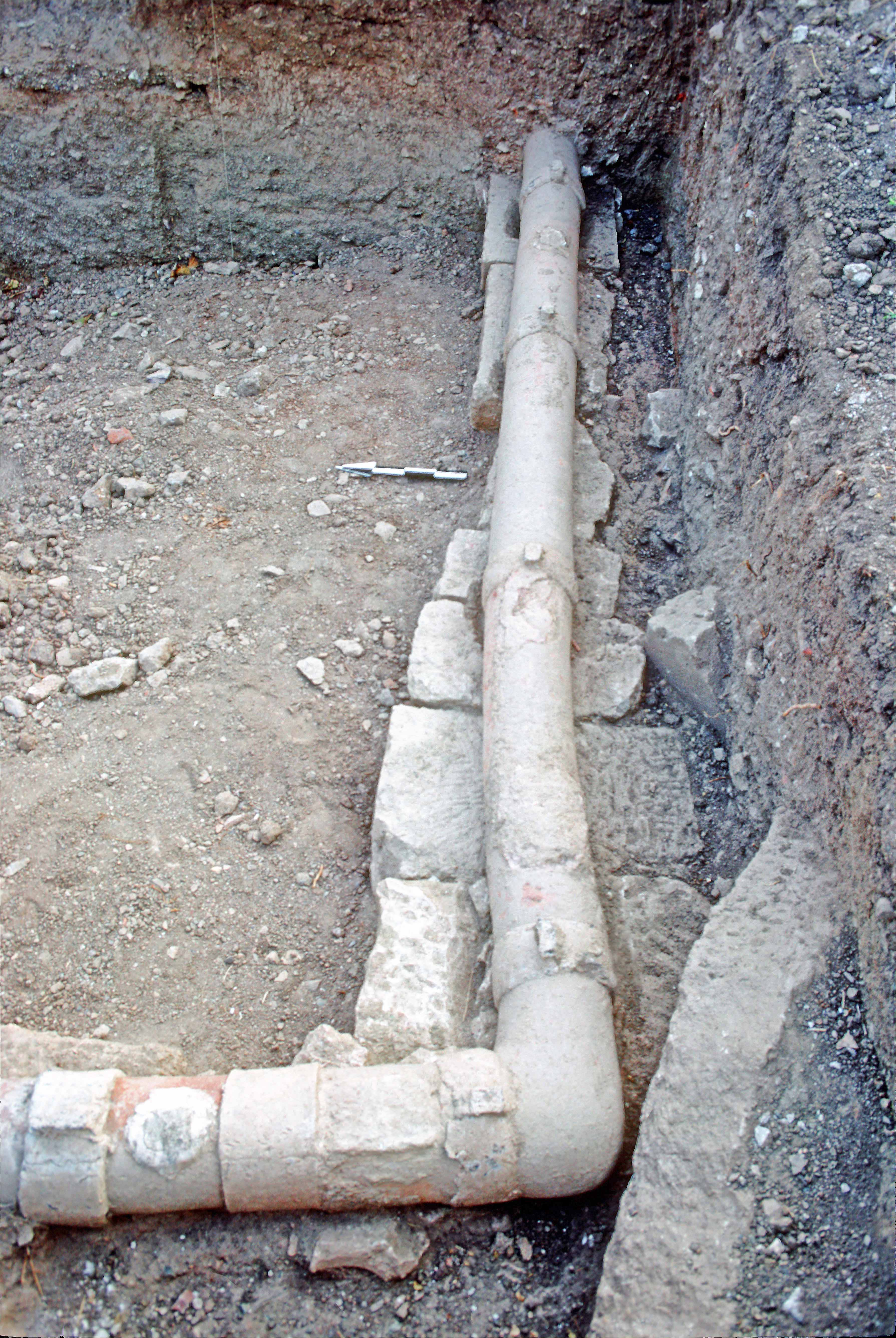
Érétrie. Tuyauterie en terre cuite avec son coude. École suisse d'archéologie en Grèce.

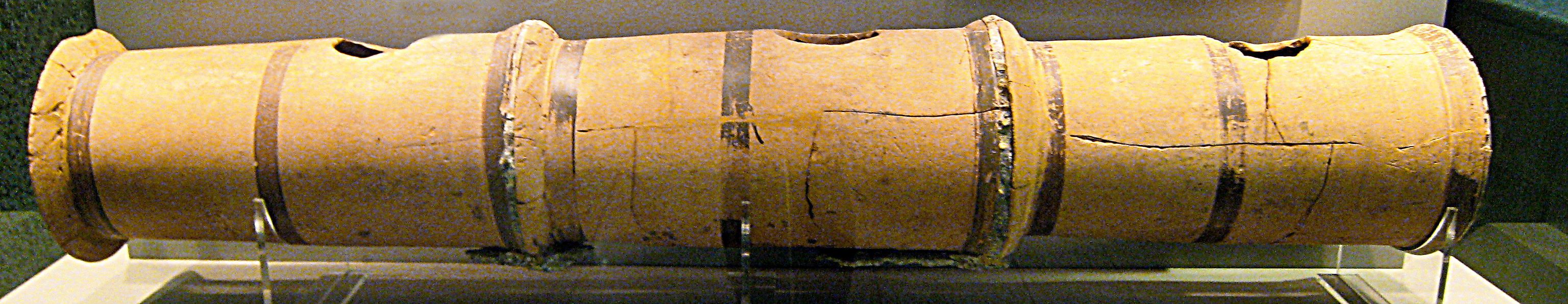
Tuyauterie en poterie avec joints en plomb coulé pour l'alimentation en eau de la ville d'Athènes au

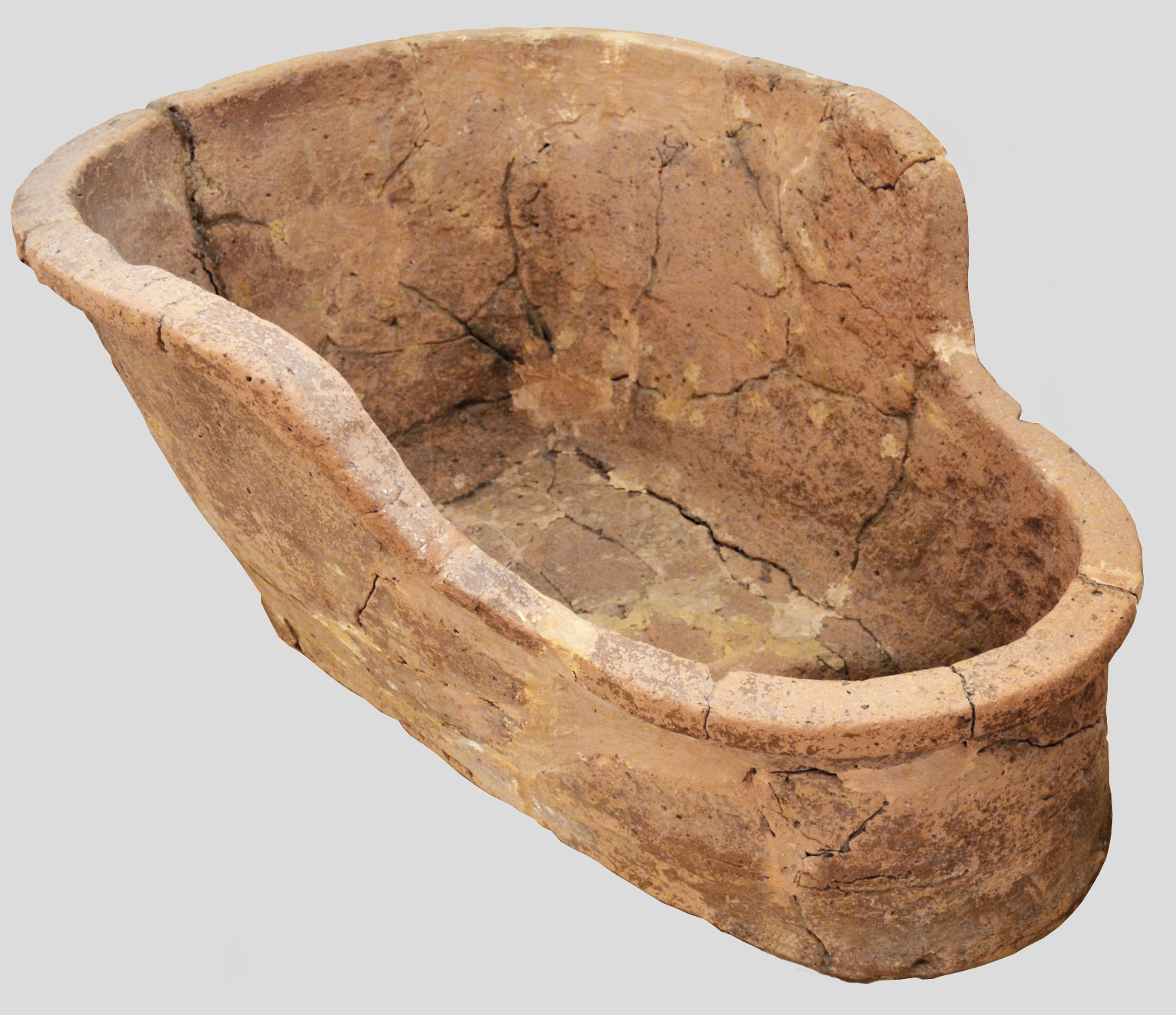
Baignoire en terre cuite période mycénienne.

Les différentes photos du site prises par les archéologues, ainsi que les rapports de fouilles, permettent de définir au moins quatre particularités dans la conception de cette canalisation : l'absence d’emboîture des tuyaux, la nature des jonctions, le cerclage de plomb des tuyaux et le type de coude de changement de direction.
Les tuyaux ne comportent pas d’emboîture et sont placés bout à bout, d’où la nécessité d'un support bien plat. Méthode parfois utilisée pour les réseaux gravitaires, mais rarement pour des canalisations sous pression, comme le précise les archéologues pour cette canalisation.

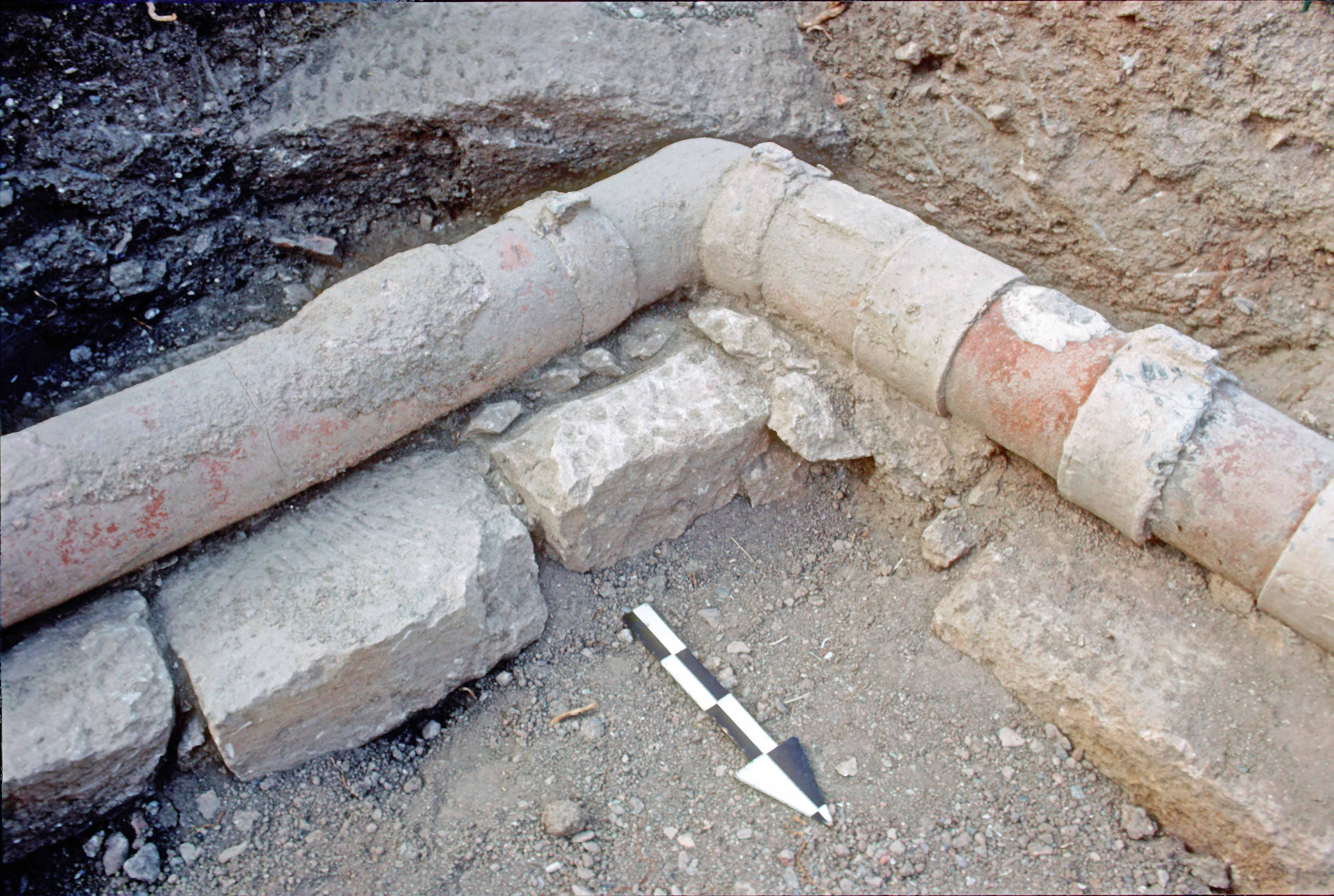
Érétrie. Détail du coude vu de l'intérieur. École suisse d'archéologie en Grèce.

Les jonctions sont réalisées par les plombiers au moyen d'une bande de plomb assez irrégulière, d'environ dix centimètres, enroulée autour du tuyau et terminée par deux plis, probablement soudés, afin de les maintenir serrés, (dans le principe de la jonction longitudinale des tuyaux de plomb, que réaliseront les Romains quelques siècles plus tard).

« Il faut remarquer, sur le tracé nord-sud, à proximité de l'angle, une augmentation du nombre des anneaux de plomb, qui ne sont plus uniquement placés aux jointures des tuyaux, mais également au centre, afin de pallier la très forte pression causée par la réorientation du tracé de la conduite. »

À certains endroits de la canalisation, des bandes de renforcement en plomb de cinq à dix centimètres de large, sont placées autour de la tuyauterie et soudées en bout. Le renforcement d'une canalisation en terre cuite par des bandes de plomb, paraît assez illusoire, à la fois par l'élasticité du plomb et par le fait que dans le cas de surpression dans la canalisation, les joints, peu fiables, auraient cédés les premiers. Ces bandes de plomb, comme le note Sandrine Huber, « ...la conduite ayant été réparée sur plusieurs points de son tracé... » les bandes de plomb auraient pu servir à réparer des fissures sur les tuyaux, occasionnées au moment de la pose, ou par la mauvaise qualité des tuyaux en terre cuite.
« Quant aux conduits d'amenée ou d'évacuation des eaux, ils sont tous faits en terre cuite, les joints en plomb. Le plomb est employé sans compter dans les anneaux de cerclage de la grande conduite amenant l'eau à une fontaine publique située non loin de l'Agora. »

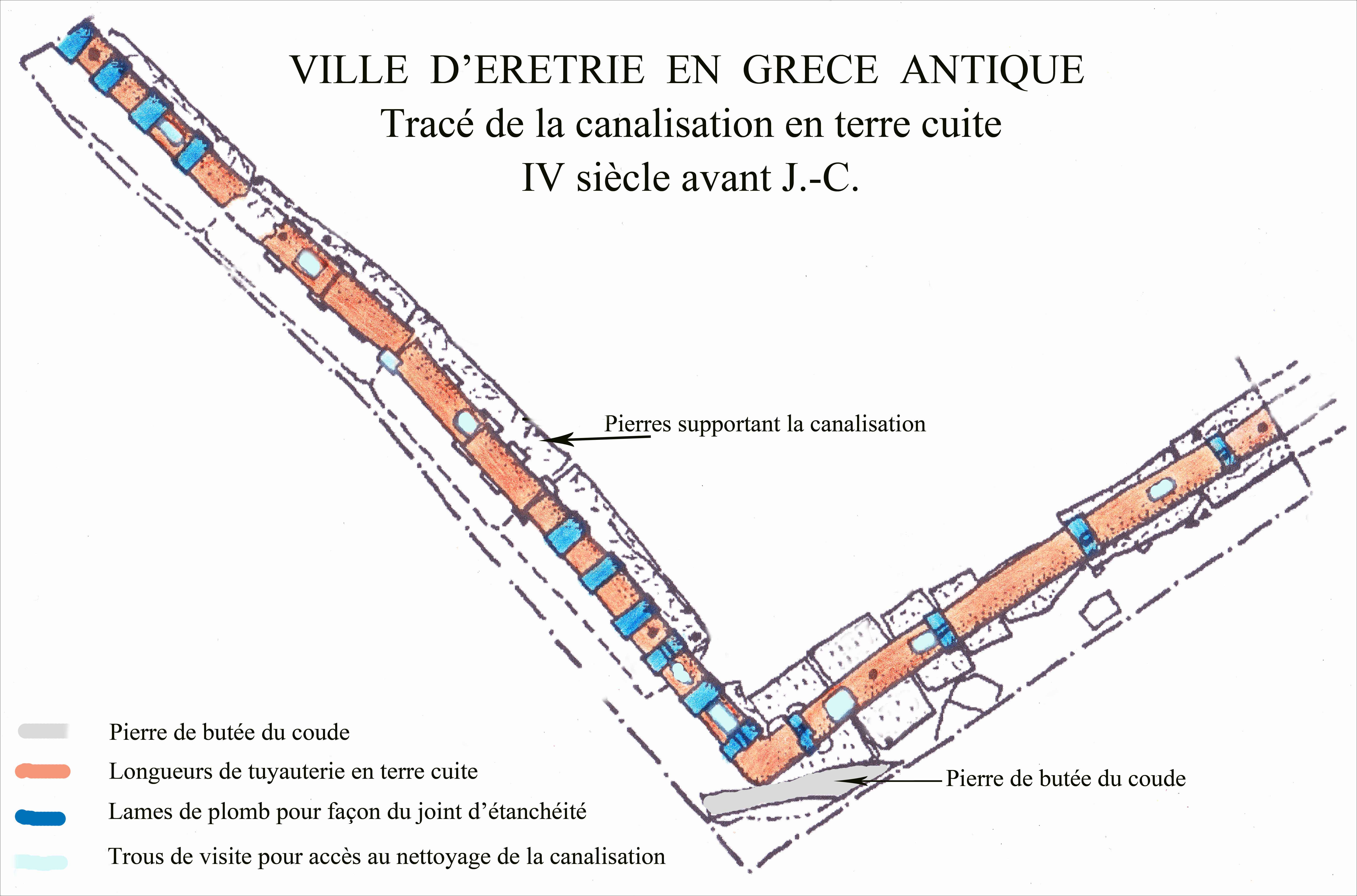
Croquis d'une tuyauterie en terre cuite à Érétrie en Grèce.

Le changement de direction est réalisé par un coude en poterie de 90°, très serré, du même diamètre que la tuyauterie. «... Nous pouvons remarquer que le virage est formé d'une seule pièce de terre cuite façonnée en coude ». À cette époque, sur les réseaux en terre cuite, les changements de direction se faisaient, soit au moyen d'un cube de pierre percé à angle droit en son centre, soit par des emboîtures coniques, comme au Palais de Cnossos en Crète.
« Dans le fond de la tranchée où était posée la canalisation, les installateurs (plombiers) avaient placé à l'intérieur de l'angle (du coude) une petite colonne cannelée qui a été enlevée et à l'extérieur un long bloc de pierre incliné. Ces blocs sont appuyés contre la (tuyauterie de) terre cuite, certainement afin d'éviter que les tuyaux se déboîtent ou cèdent sous la très forte pression l'eau. »
« Les tuyaux de poterie étaient épais de deux doigts : ils étaient joints enſemble avec de la chaux détrempée avec de l'huyle ; Et quand ils devoient faire quelque coude, ils ſe ſervoient d'une pierre de rocher rouge, qu'ils perçoient pour recevoir les deux extremitez des tuyaux. » Précision intéressante de l'archéologue concernant la pose de la canalisation, qui indique le niveau de connaissance des plombiers érétriens, dans les précautions prises lors la mise en place de canalisations d'eau sous pression et les éventuels « coups de bélier », avec la mise en place des points d'ancrage au niveau des changements de direction. Cependant, le mot « sous pression », concernant ce type de tuyauterie en terre cuite, doit être sous-entendu pour une faible pression, voire de transport de type gravitaire, car le type de jonction tel que défini par les documents en notre possession ne permet pas de « tenir » à une pression élevée sans d'importantes fuites, voire la destruction de la jonction en plomb.

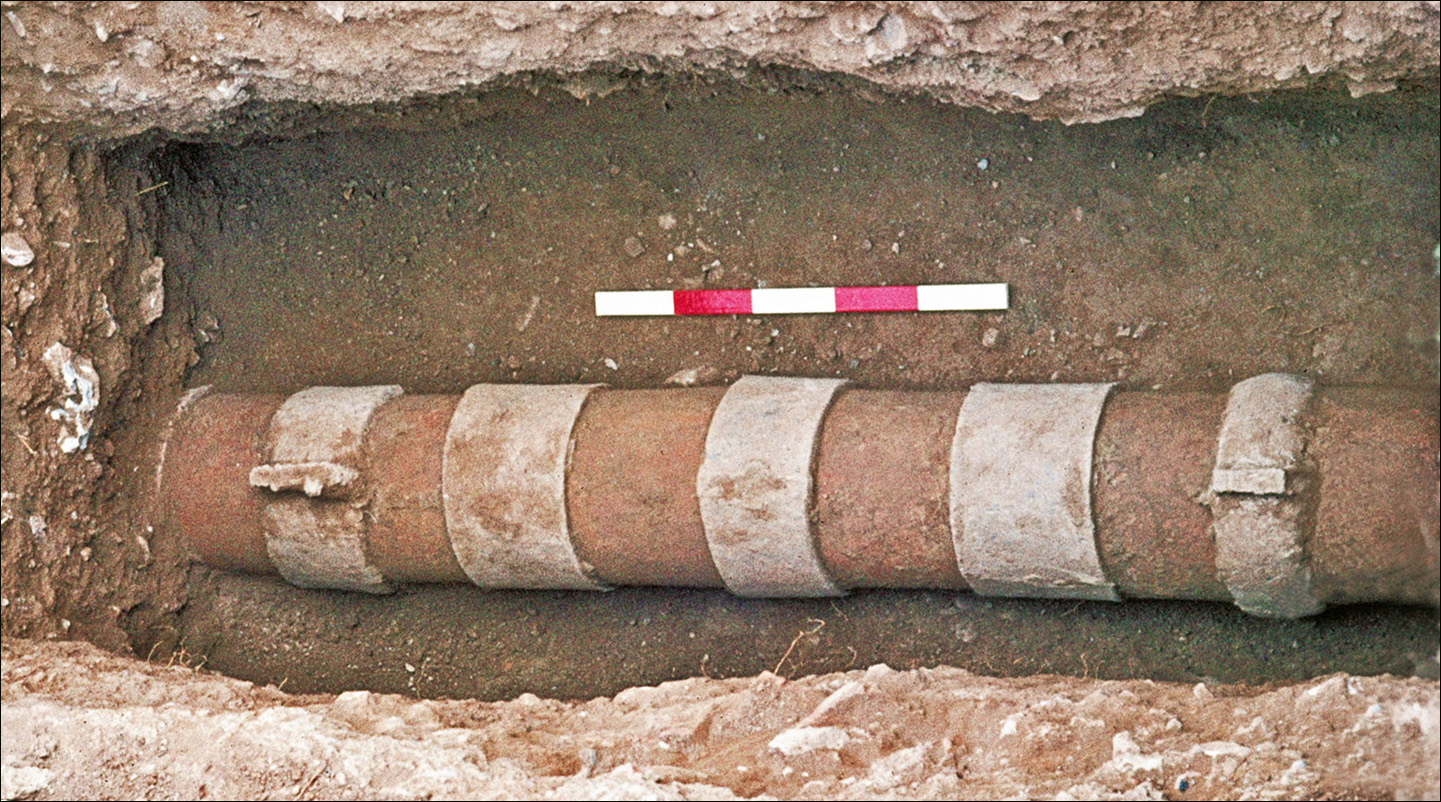
Érétrie. Partie de la tuyauterie avec les jonctions et les bandes de plomb. École suisse d'archéologie en Grèce.

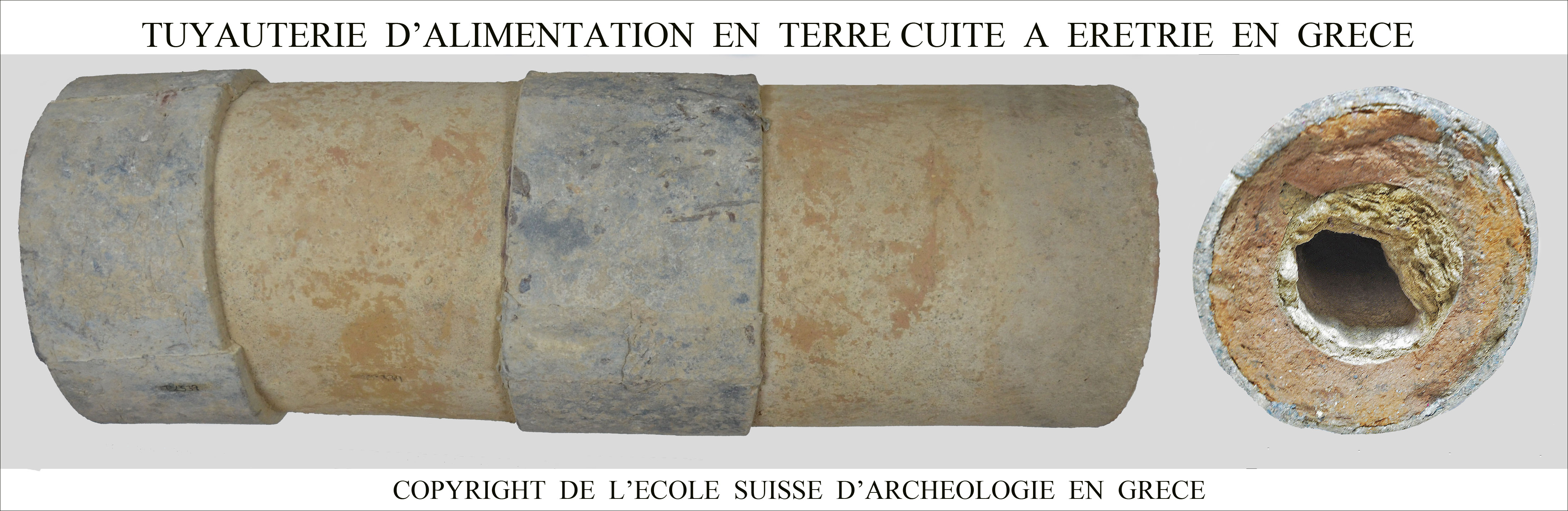
Érétrie. Montage de la tuyauterie avec coupe transversale. École suisse d'archéologie en Grèce

De nombreux trous, souvent de forme ovale, sont visibles en partie supérieure de certains tuyaux, parfois sur chaque tuyau près de la jonction. Comme le suggère le professeur Renate Tölle-Kastenbein, ces trous pouvaient servir au nettoyage de la canalisation, mais également pour reprendre de l'intérieur l'étanchéité de la jonction.
L'état intérieur des tuyaux indique une utilisation prolongée de la canalisation. On peut observer trois couches de dépôts de différentes couleurs sur la paroi intérieure, pouvant provenir de la captation et de l'utilisation de sources différentes au cours du temps, au fur et mesure de leur assèchement.

##### Eupalinos
Dans l’île de Samos, le tunnel d'Eupalinos, long de plus d’un kilomètre, a été creusé dans la montagne et prenait l’eau dans deux sources afin d’alimenter l’ancienne capitale. Ce tunnel avait la particularité d'être double : un tunnel d'accès en partie haute et un tunnel pour conduire l'eau à une douzaine de mètres en dessous du premier. Dans ce deuxième tunnel l'eau était amenée par une conduite en poterie. Cette eau une fois arrivée en ville, était distribuée pour alimenter les fontaines, les thermes, les latrines publiques et les maisons bourgeoises. L'alimentation principale se faisant au moyen de canaux et d'aqueducs en pierre. Aucune indication sur les réseaux secondaires ; très certainement comme dans les autres parties de la Grèce, au moyen de caniveaux en pierre et de poterie, mais aussi des tuyauteries en plomb ou en cuivre pour raccorder les mascarons des fontaines, qui ont depuis disparues, comme beaucoup d'autres tuyauteries métalliques.

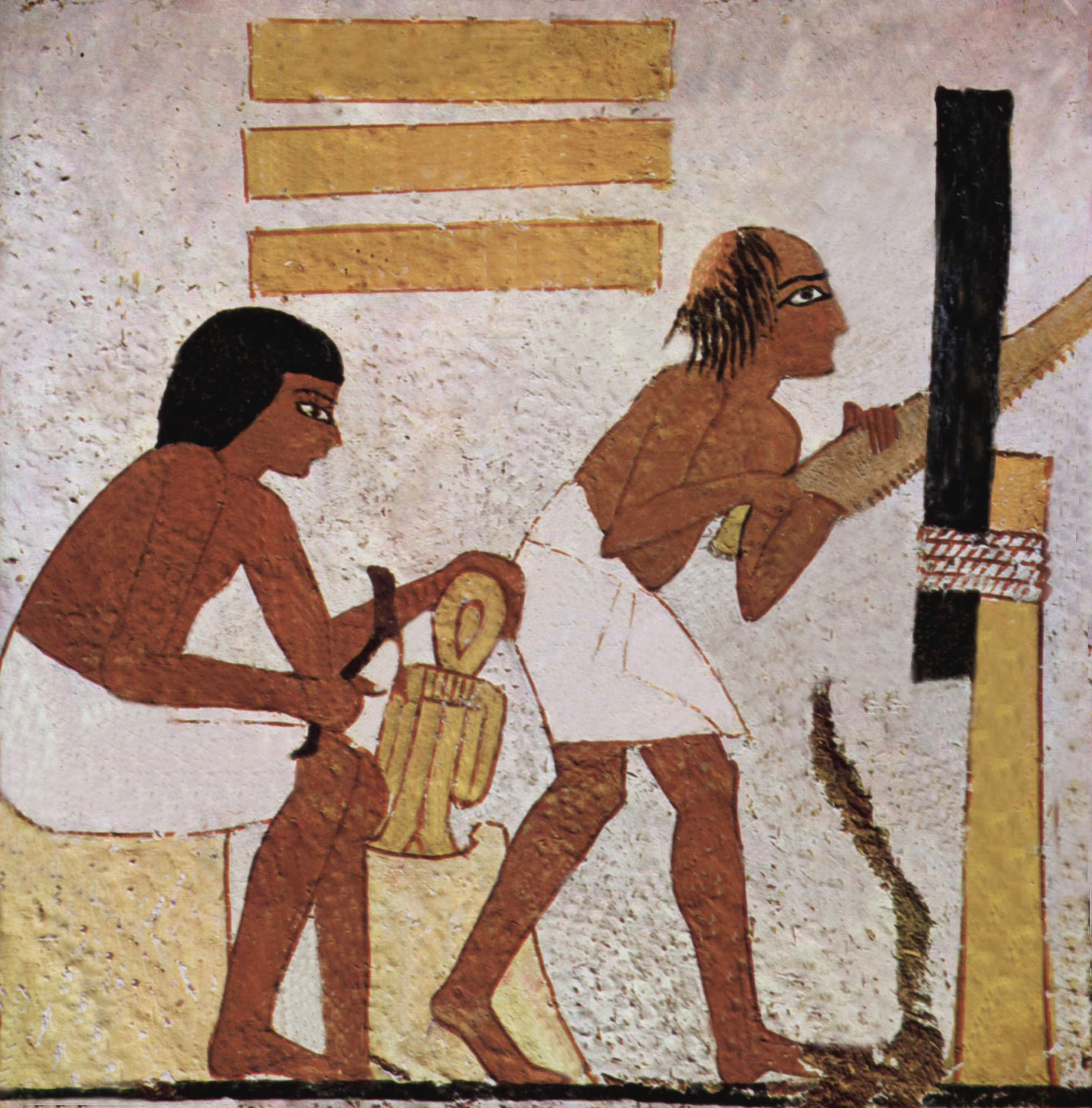
Artisans égyptiens. Chambre funéraire dans la tombe de Nebamon, Thèbes, Égypte, 1350 av. J.-C.

Concernant l'organisation des métiers, on trouve dans la Grèce antique des références à des métiers qui se transmettent de père en fils, mais les traces de l’existence de corporations en Grèce datent d’une époque où la conquête romaine était achevée ; au IIe siècle av. J.-C. il est difficile de savoir si ces corps de métiers avaient une origine grecque ou romaine. Les quartiers d'artisans étaient concentrés près des réseaux d'approvisionnement en eau, cet accès à l'eau constitue dans de nombreuses villes un facteur déterminant pour l'installation de certains artisans. Les plombiers helléniques romanisés et les plombiers romains hellénisés amenaient et raccordaient en eau, non pas uniquement ces ateliers mais également les fontaines publiques proches. Ces plombiers helléniques étaient des hommes libres et des esclaves, car les grecs méprisaient le travail manuel et il y avait beaucoup d’esclaves à l’époque classique, ceux-ci pouvaient être soit des artisans indépendants travaillant seuls, soit des petits patrons employant des compagnons et des apprentis.
Les esclaves pouvaient pratiquer tous les métiers, certains très habiles et appréciés pour leur art. Un esclave plombier qui avait eu la même formation au métier qu'un ouvrier libre, était aussi qualifié qu'un plombier libre. Mais comme le dit Aristote : « Si les navettes tissaient d'elles-mêmes et les plectres jouaient tout seuls de la cithare, alors les ingénieurs n'auraient pas besoin d'exécutants, ni les maîtres d'esclaves. »

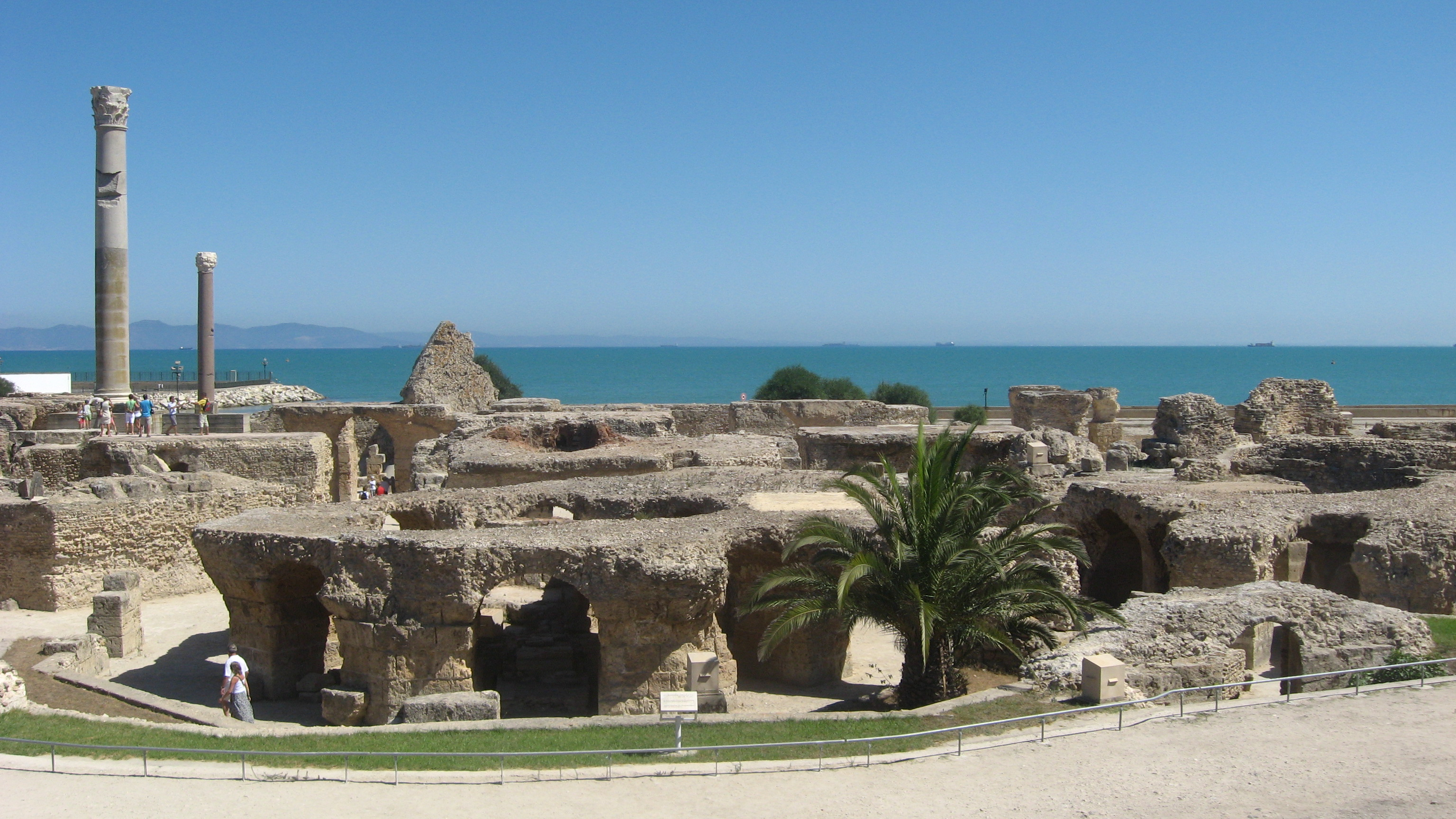
Ruines des thermes d'Antonin à Carthage.

C’est à partir du milieu du IIe siècle av. J.-C., que les armées de Rome occupèrent la Grèce, ainsi qu’une grande partie des pays du bassin méditerranéen. À Athènes, les Romains construisirent des canaux et des aqueducs pour une meilleure alimentation de la ville en eau, ce dont elle avait un besoin urgent. Des fouilles récentes ont mis au jour des réseaux de canalisations en poteries et en plomb, datant des premiers siècles de notre ère.

#### Carthage

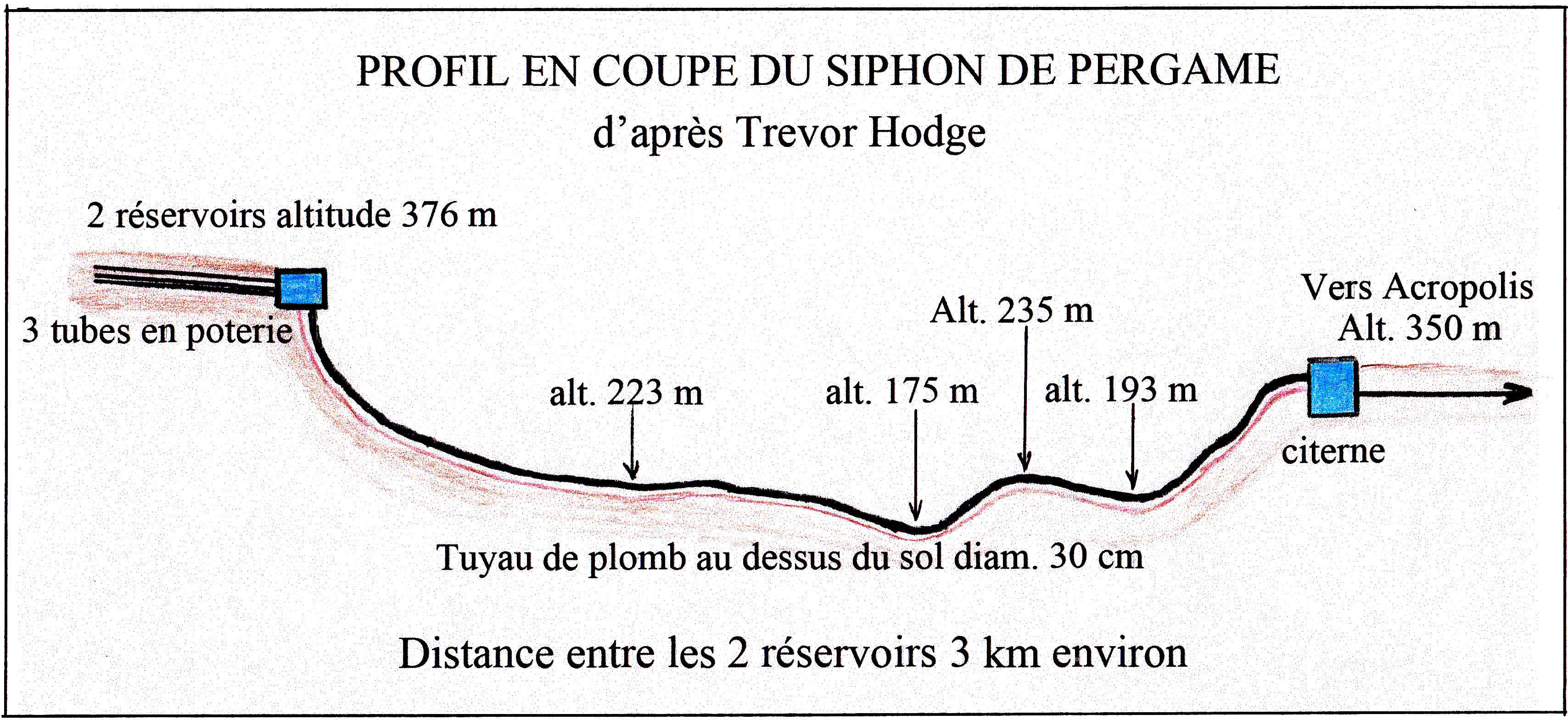
Coupe longitudinale du siphon en tuyau de plomb pour l'alimentation de la ville de Pergame.

Carthage, l'ancienne capitale romaine en Afrique, située au nord-est de la Tunisie actuelle, avait des maisons bourgeoises avec réservoir en sous-sol pour la récupération des eaux de pluie à des fins domestiques, ainsi que la captation et le stockage des eaux de sources. C’est à Carthage que furent construits les fameux thermes d'Antonin, « le plus vaste ensemble thermal romain construit sur le sol africain ». À partir de l'aqueduc de Zaghouan alimentant la cité, des réservoirs d'eau d'une contenance suivant les bassins de trente à 60 000 mètres cubes d'eau, permettaient au moyen de canalisations, l'alimentation des douches, latrines et de plusieurs piscines, dont une de près de cinquante mètres de long. La destruction du complexe au cours des siècles et donc des réseaux de canalisations intérieures, ne permet pas d'en connaître la nature. De la pierre, du plomb et du cuivre certainement, en fonction des réseaux, en grande partie mis en place par des plombiers gréco-romains.

##### Syracuse
Syracuse, ville au sud-est de la Sicile, fut fondée au VIIIe siècle av. J.-C. par des colons grecs venant de Corinthe. Elle était alimentée en eau à partir de nappes souterraines et un système d'adduction d'eau classique dans le monde grec de l'époque : les puits pour les habitations, des citernes pour le stockage de l'eau utilisée pour les bâtiments d'une certaine importance et alimentés par des réseaux de distribution réalisés par des tunnels et des aqueducs creusés dans la roche de la montagne. Ces aqueducs servaient à alimenter les fontaines, comme la fontaine monumentale de la Piazza della Victoria destinée aux besoins de la population. Des réseaux secondaires existaient pour le raccordement final des habitations ou des fontaines, notamment des tuyauteries de plomb qui ont été retrouvées au cours de fouilles.

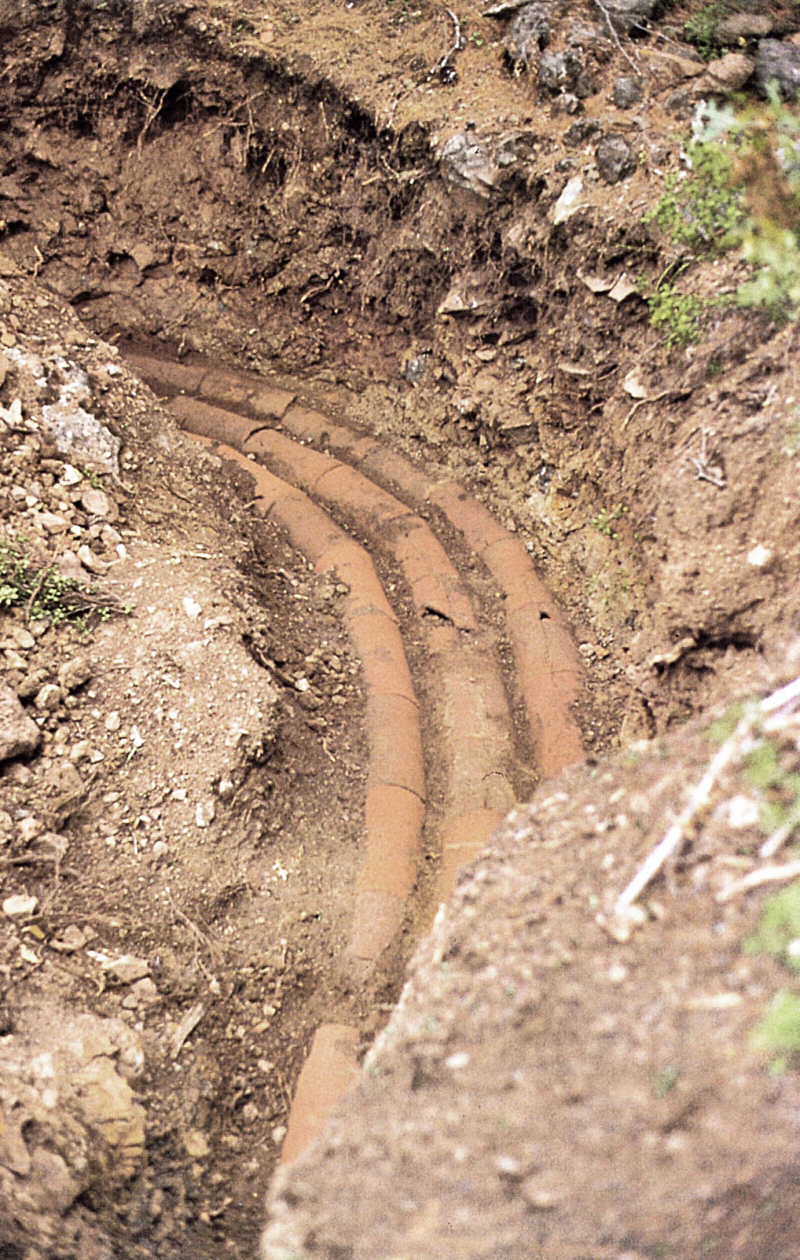
Tuyaux en poterie pour alimentation du siphon de Pergame.

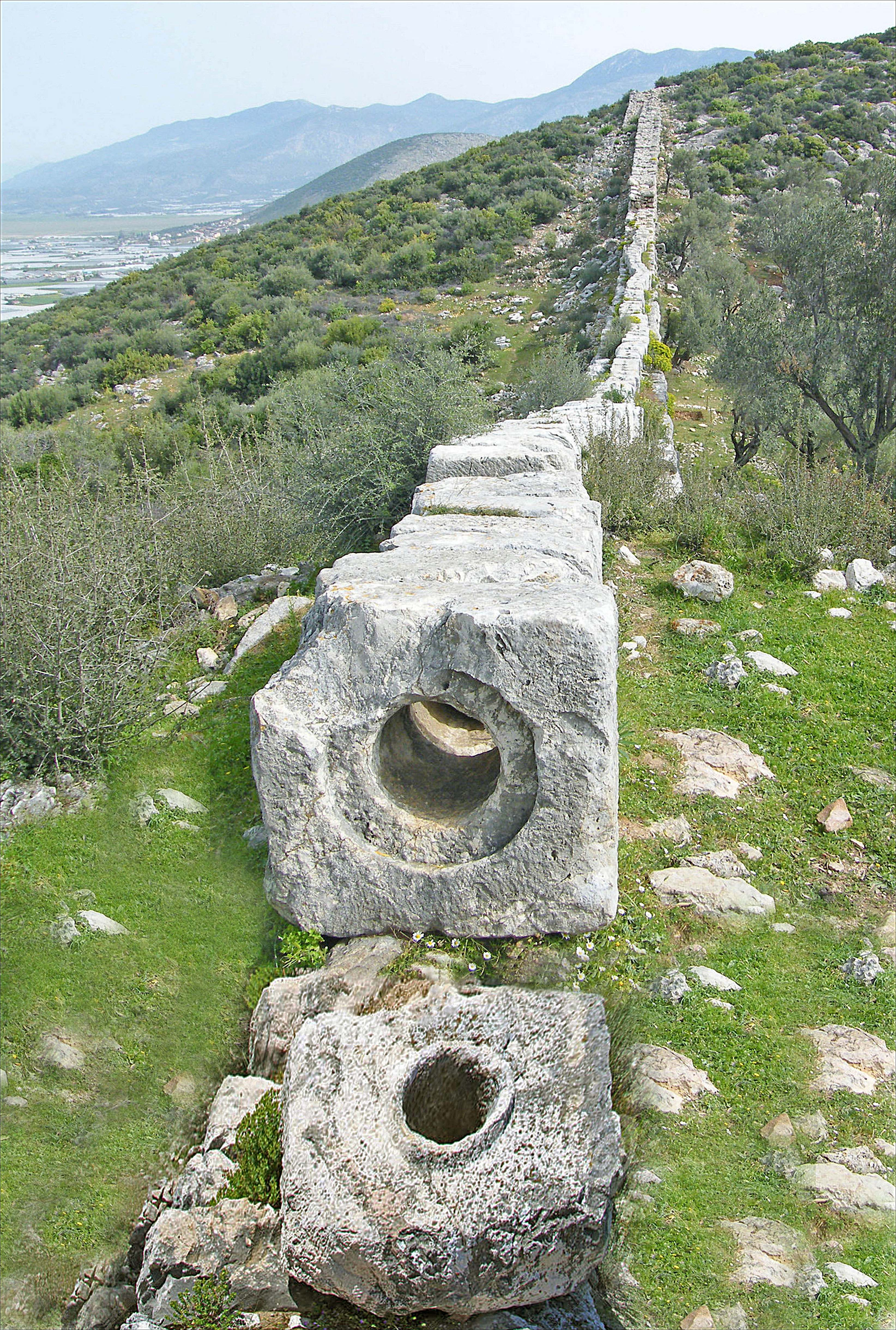
Canalisation en pierre de l'aqueduc siphon de Patara Turquie.

Au IIe siècle av. J.-C., devenue une cité puissante, la citadelle de Pergame en Asie Mineure, a besoin d'un nouvel approvisionnement en eau. La compréhension technique du système hydraulique du siphon dit inversé, ainsi que la maîtrise de la métallurgie du plomb, ont permis de réaliser un ouvrage hydraulique sans précédent pour l'époque.

##### Pergame
Le système d'adduction d'eau de Pergame est composé de deux parties :
- La première partie du réseau était réalisée par trois tuyauteries parallèles composées de 200 000 éléments de poterie, emboîtés et jointoyés avec un mélange de sable, d'argile et de naphte. Ce réseau amenait l'eau depuis la source à 1 250 m d'altitude, sur quarante kilomètres de distance en écoulement libre, jusqu'à un réservoir à trois kilomètres en face de la citadelle, à 376 m d'altitude.
- La deuxième partie conduisait l'eau depuis le réservoir à 376 m de hauteur, jusqu'à la citadelle sur la colline en face, distante de trois kilomètres à vol d'oiseau et située à une altitude de 350 m, et nécessitant le franchissement d'un vallon dont la hauteur la plus basse est de 175 m. Soit 200 m de dénivelé.

Le siphon qui franchissait la vallée, était constitué par une tuyauterie en plomb de trente centimètres de diamètre extérieur et d'une épaisseur supposée de cinq centimètres. La conduite était posée sur des supports en pierre au-dessus du sol, avec des systèmes d'ancrage pour reprendre les efforts thermiques et hydrodynamiques de la conduite. La tuyauterie en plomb a disparu, seuls restent les ancrages permettant de présumer de la section des tubes et des traces de plomb retrouvées sur le tracé de la conduite. Le principe de fabrication et de fonctionnement des tubes en plomb sont inconnus. Le débit estimé de la conduite est de 45 l/s.

#### Au temps des Celtes

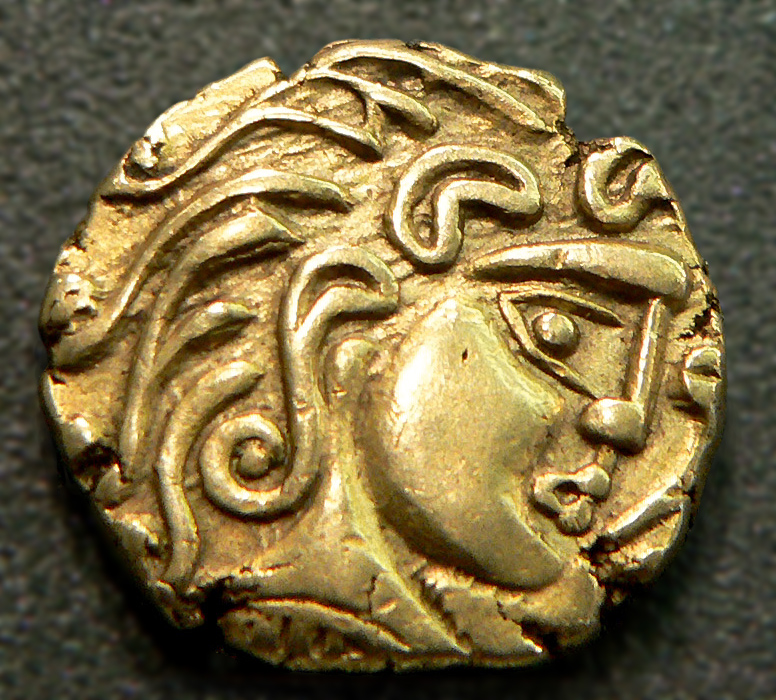
Statère d'or du peuple des Parisii.

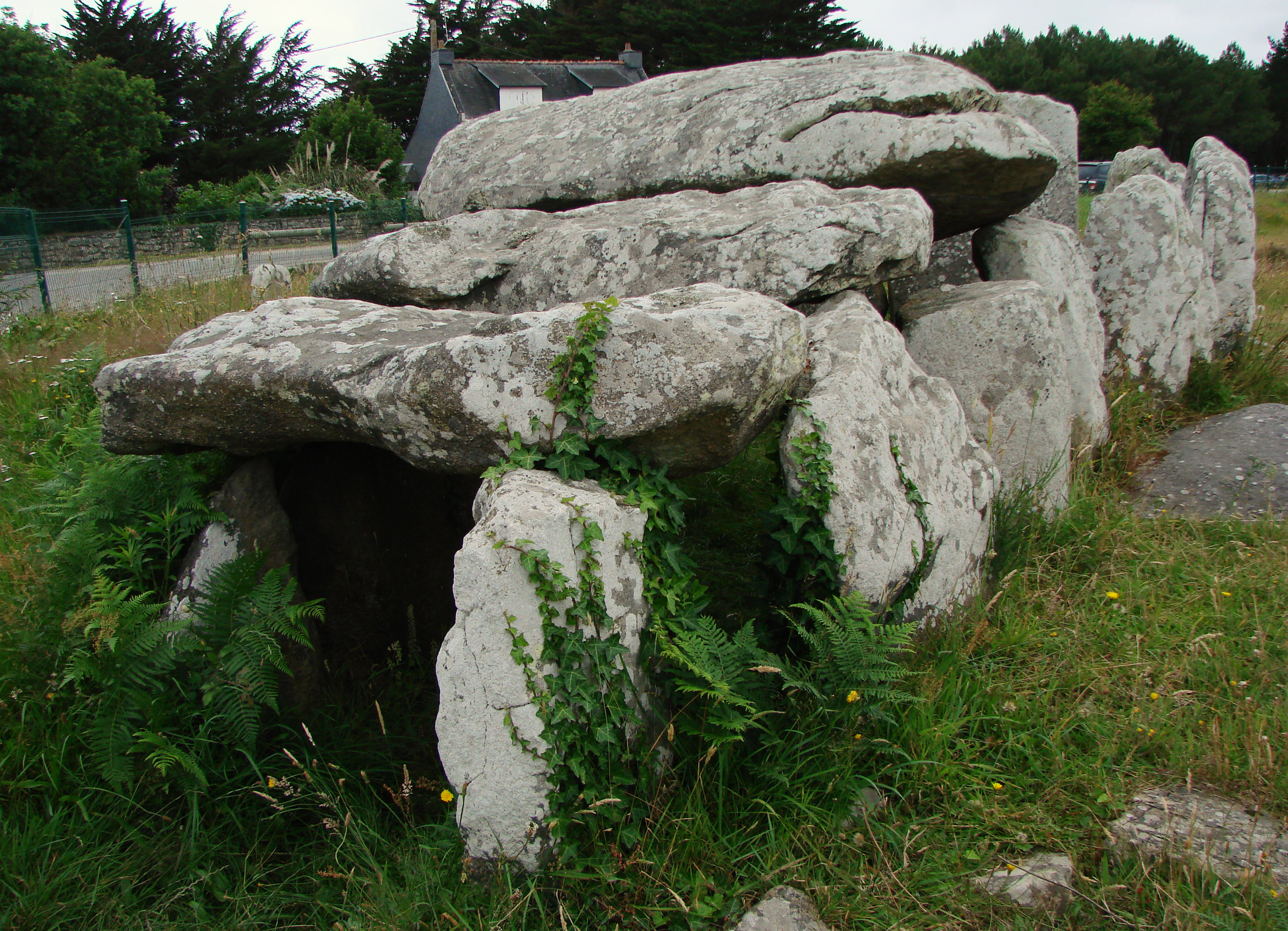
Les constructions en Europe au

Les Celtes étaient un peuple de l'âge des métaux, mais ils ne bâtirent pas, comme les grecs et les romains des ensembles urbains, leur habitat était la hutte de torchis avec une couverture de chaume ; la maison du chef pouvait être en bois ; ces « bourgades » étaient parfois fortifiées. Il existe cependant quelques « villes » celtes, qui font encore l'objet de fouilles, telles Bibracte et Avaricum (actuellement Bourges). Les besoins en eau étaient directement pris dans la rivière proche, dans les ruisseaux et les sources qui pouvaient alimenter des fontaines. Un réseau d'égout a été trouvé à Bibracte, mais pas de technique ou de matériaux particuliers d'amenée d'eau et donc pas d'artisan pouvant s'apparenter à des plombiers.

#### Durant l'Empire romain
La plomberie a suivi une évolution dans le temps et dans l'espace ; il y a une continuité dans le métier au fil des civilisations et des générations. Continuité dans l'évolution des matériaux et des techniques de fabrication et de pose et donc dans les hommes qui ont servi le métier de plombier.

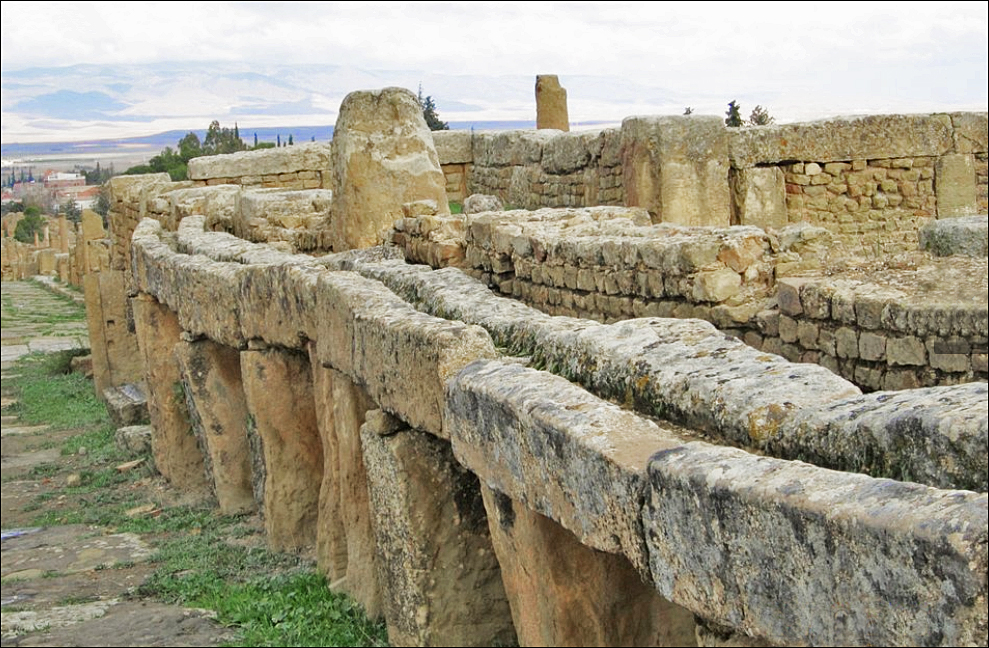
Aqueduc romain du site de Timgad en Algérie.
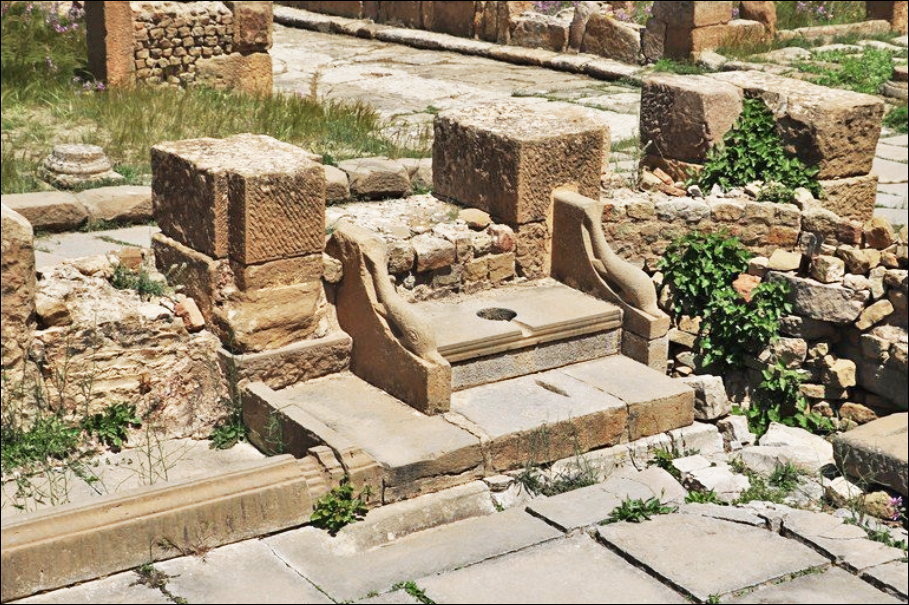
Latrines simples sur le site romain de Timgad en Algérie.
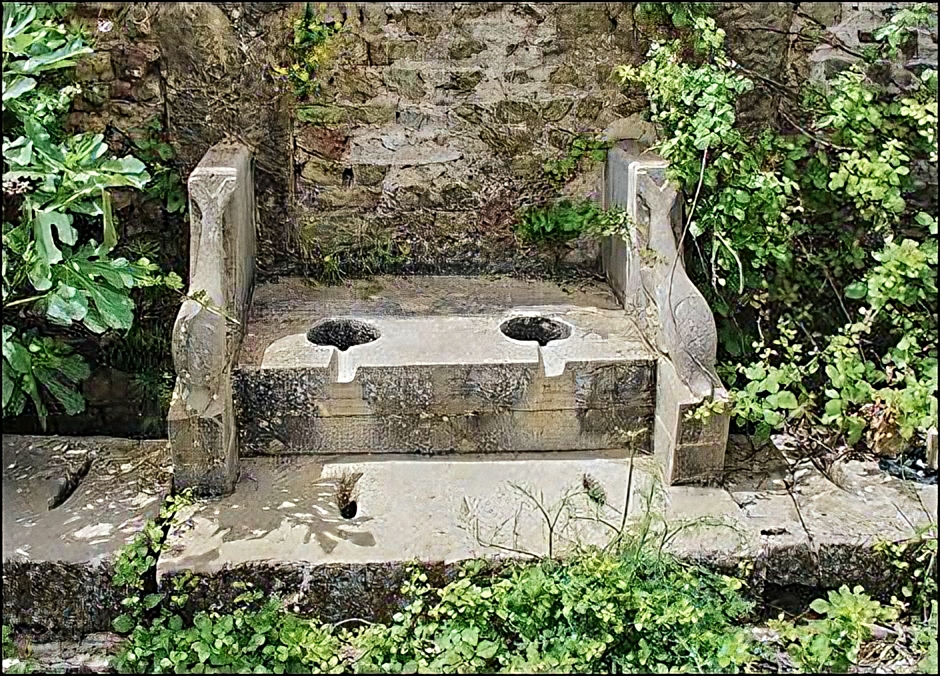
Latrines doubles romaines sur le site de Timgad en Algérie.
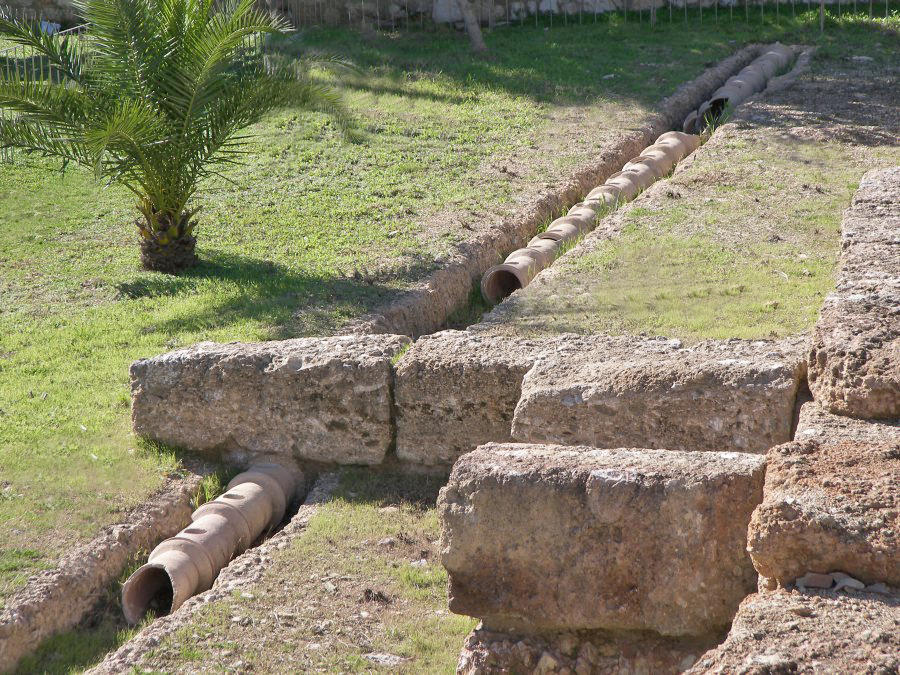
Section de tuyauterie en terre cuite de la ville romaine d’Éphèse.
L'aqueduc romain du Pont du Gard.

L’Égypte, après être passée de dynasties en provenance de Haute et Basse-Égypte, connue le règne de Toutânkhamon et de Néfertiti, libyenne en 950 av. J.-C., éthiopienne, puis perse avec Darius et le règne des Grecs avec Alexandre le Grand et la dynastie des Ptolémées au IVe siècle av. J.-C., et enfin les Romains et le couple célèbre César et Cléopâtre[style à revoir].
Avec l’arrivée des armées d'Alexandre le Grand en Égypte, remplacées par les armées romaines et avec elles les artisans-soldats de Rome, va se mettre en place toute une formation, des échanges et une retransmission des techniques de construction des Égyptiens vers les artisans des armées conquérantes. « Les Étrusques ont beaucoup faits pour le développement de Rome, et la Grèce n'a jamais nié sa dette envers la Crète et l'Égypte. » Ces échanges porteront notamment dans la construction des thermes et des réseaux d'alimentation en eaux ainsi que la fabrication et l’utilisation de tuyaux en plomb. Ces matériaux et techniques seront reprises et utilisées par les collèges d’artisans de Rome, puis de l’Empire romain. « ...une trentaine d'édifices de tradition grecque datés majoritairement de l'époque hellénistique [...] l'autre moitié est formée d'établissements thermaux principalement de l'époque byzantine [...] alors que l'époque du Haut empire est peu représenté. » Voici qu'arrivent les Plumbarii....
Les plombiers ne sont pas directement impliqués dans la construction et l'entretien des aqueducs romains, à l’exception dans certains cas, du revêtement intérieur de la partie supérieure de l'aqueduc où coule l'eau, et la construction des siphons pour la traversée de certaines vallées. Les siphons, dans le système des aqueducs, est un travail beaucoup plus important pour eux, notamment ceux construits en tuyaux de plomb sous l'Empire romain. Le siphon est une conduite sous pression, permettant de franchir des vallées dont l'espace ou la profondeur nécessiteraient un ouvrage d'art trop coûteux, sinon techniquement impossible.

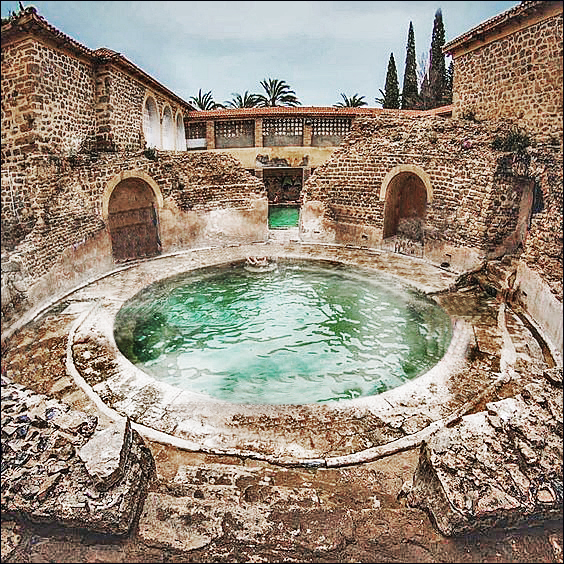
Bain romain circulaire d'Essalhine Khenchela Algerie.
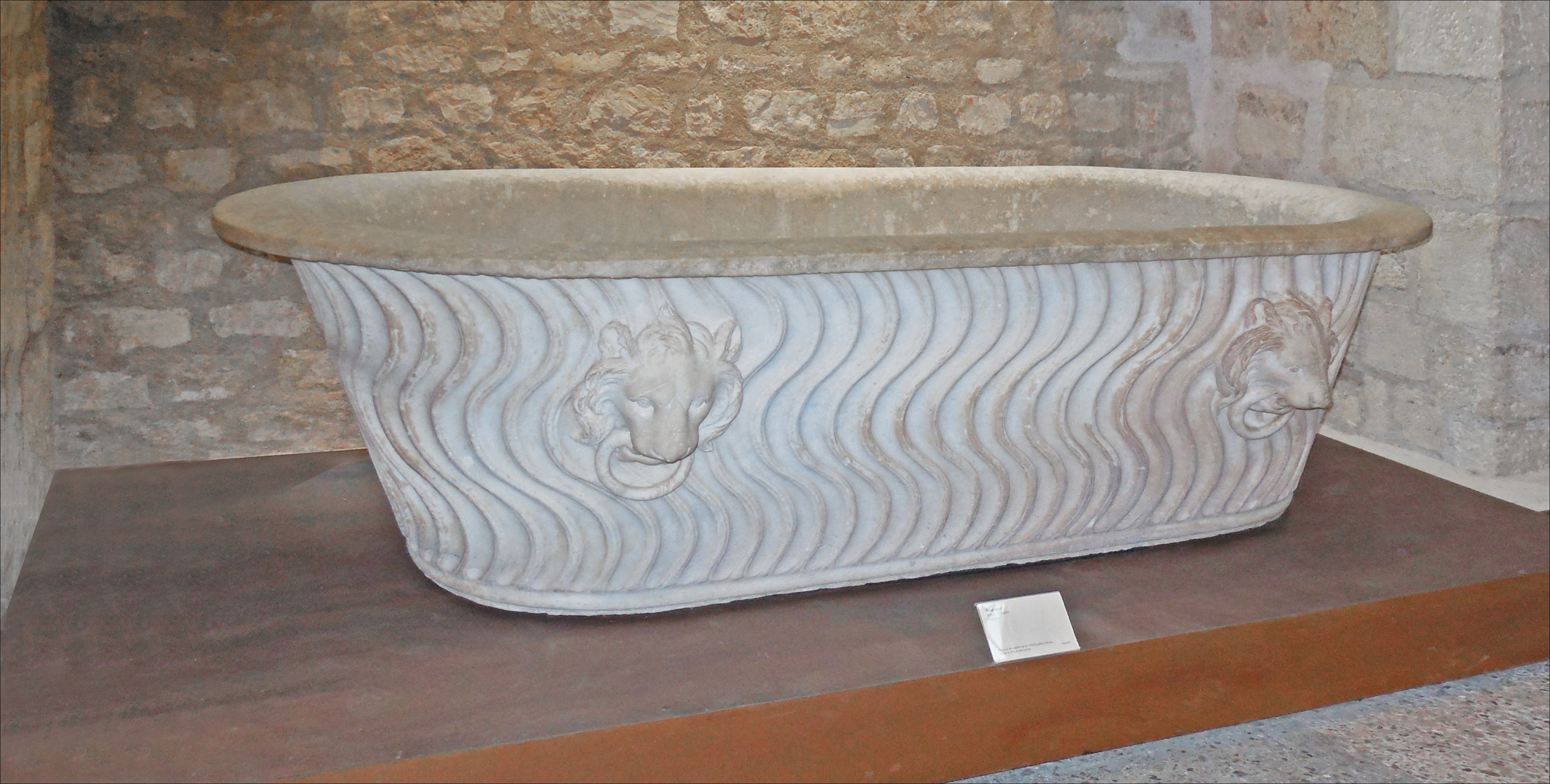
Baignoire en marbre. Italie Ier – IIIe siècle.
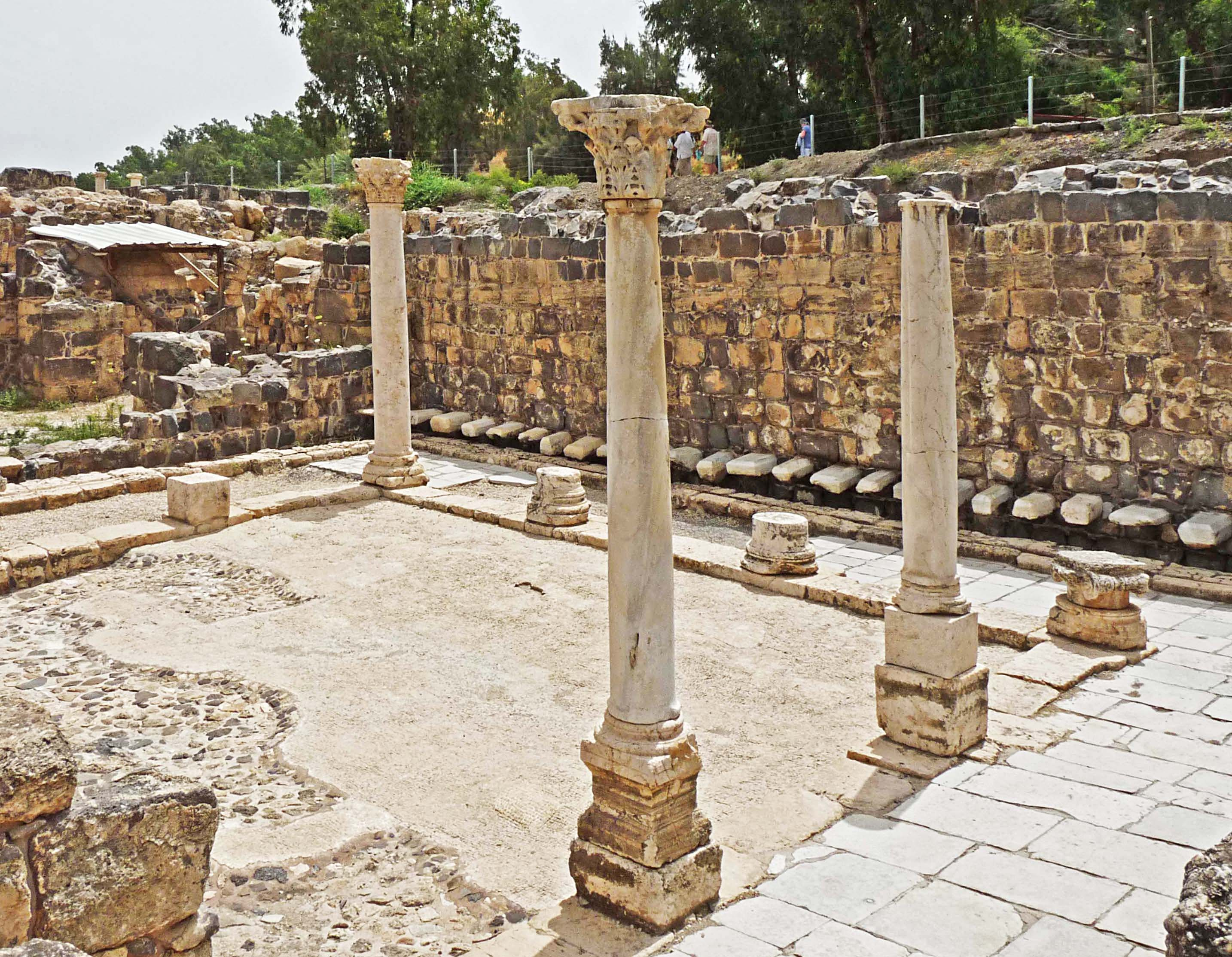
Latrines romaines à Beit She'an, Israël.
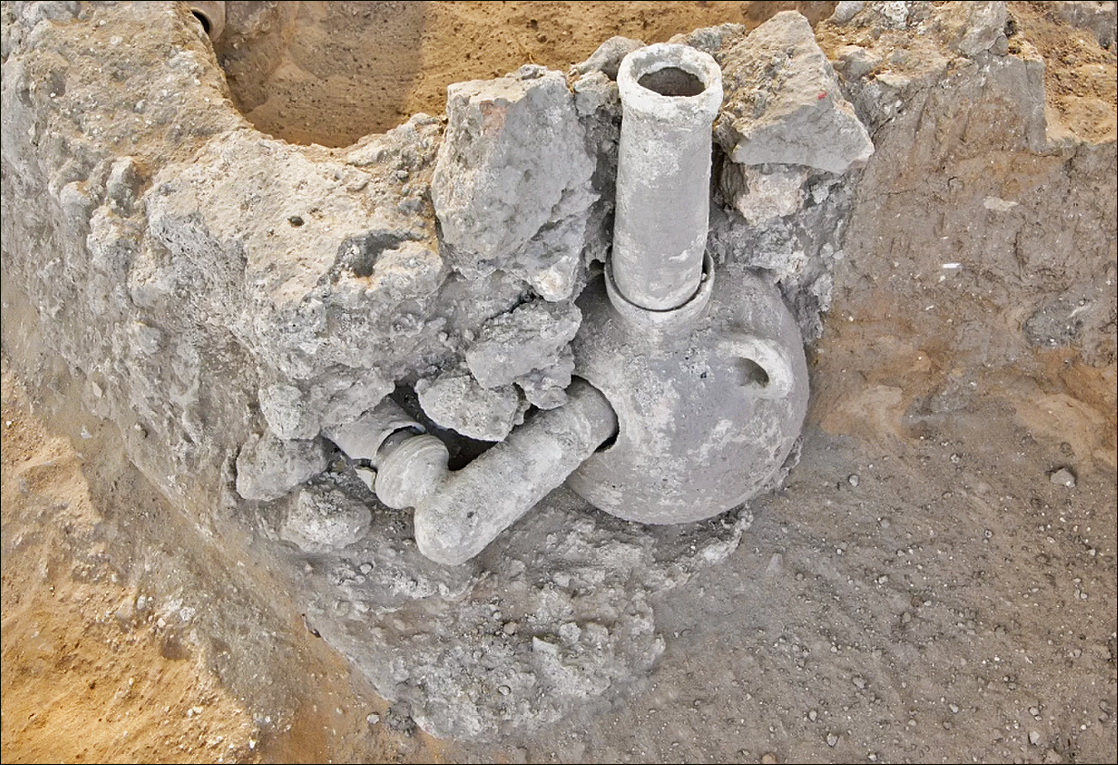
Collecteur d’eau romain en terre cuite à Jérusalem.
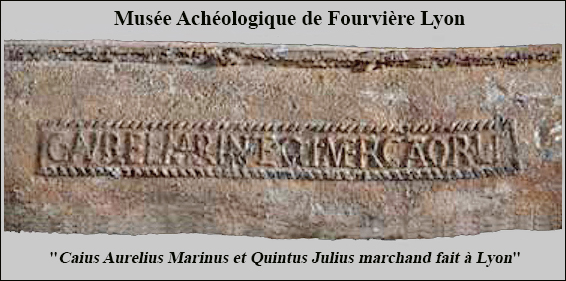
Tuyau de plomb romain avec inscription. Musée de Fourvière à Lyon.

##### Découvertes de Pompéi

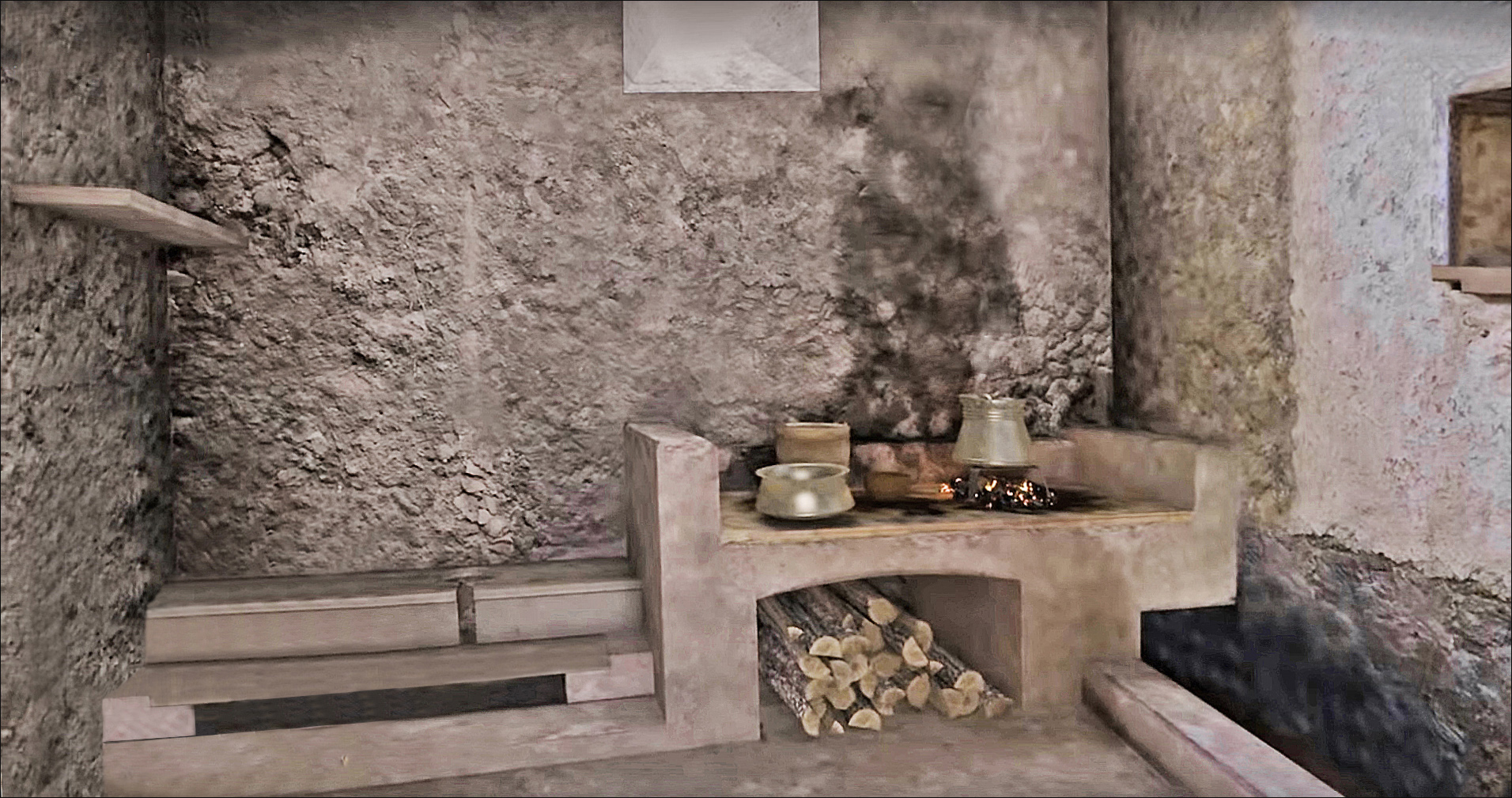
Cuisine de la "Maison du Jardin" Pompéi.

L'Empire romain et sa capitale Rome « avait ses plombiers, ses couvreurs, etc. »
Sur le site de fouilles de Pompéi, région VII, 5, 28, suivant le quadrillage archéologique de la cité, un local a été identifié comme étant un atelier de plomberie. L'identification du métier pratiqué en ce lieu, s'est faite tout d'abord en fonction de l'aménagement du local : un bloc de pierre réutilisé et servant d'établi, mais également d'un grand nombre de déchets d'alliage à base de plomb, de fer, d’alliage cuivreux trouvés dans une partie du local. Nicolas Monteix dit que pour l'occupant de cet atelier, la spécialisation dans le travail du plomb, est évidente ainsi que celle sur d'autres métaux. Sur un site proche un fer à braser (à souder) a été trouvé, avec des limes, une tenaille, des forets, trois marteaux et une scie. Le fer à souder a une pellicule de plomb (peut-être de soudure) sur la face servant à souder.
Le réseau d'adduction d'eau de Pompéi partait de l'aqueduc de Serino qui alimentait également en eau la ville de Naples, vers un château d'eau principal qui alimentait plusieurs châteaux d'eau secondaires — quatorze ont été retrouvés — au moyen d'un réseau de tuyauteries en plomb de gros diamètres, pouvant aller jusqu'à trois cents millimètres. À partir de ces châteaux d'eau, un réseau secondaire de tuyauteries en plomb, les fistulae, alimentait des fontaines et des maisons particulières. Une quarantaine de fontaines ont été mises au jour par les archéologues. « Ces fontaines étaient généralement en basalte, parfois en travertin ou en marbre. Elles étaient formées d'une vasque rectangulaire, surmontée d'une pierre sculptée en forme de mascaron.... »

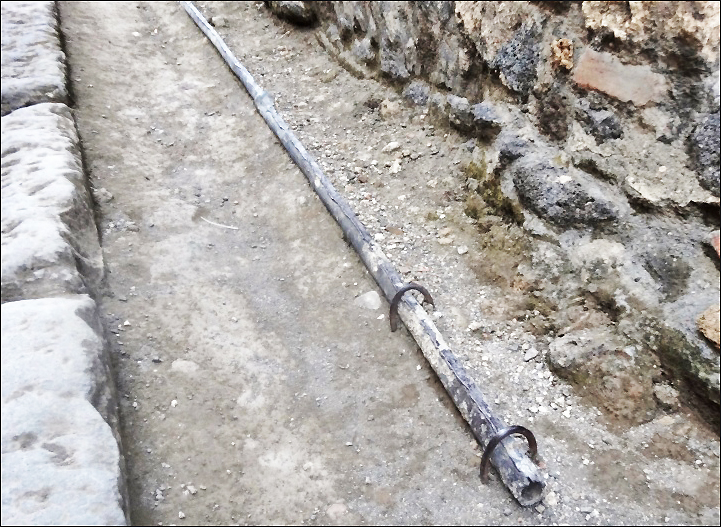
Tuyau de plomb pour alimentation en eau des latrines à Pompéi.
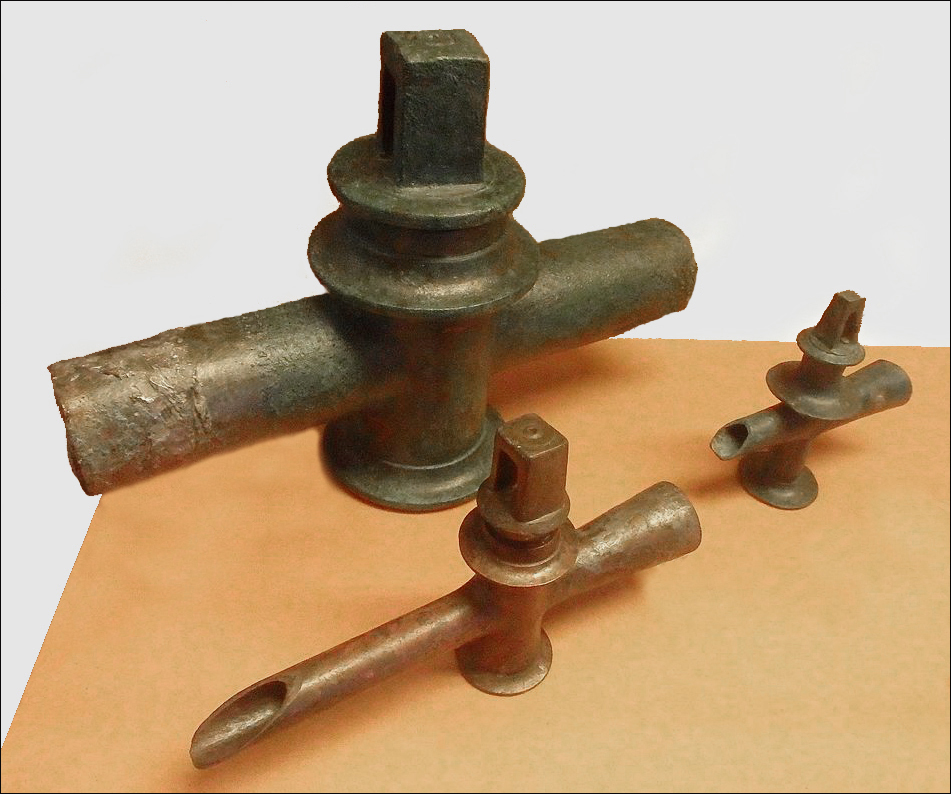
Robinets à boisseau romains. Musée archéologique de Naples.
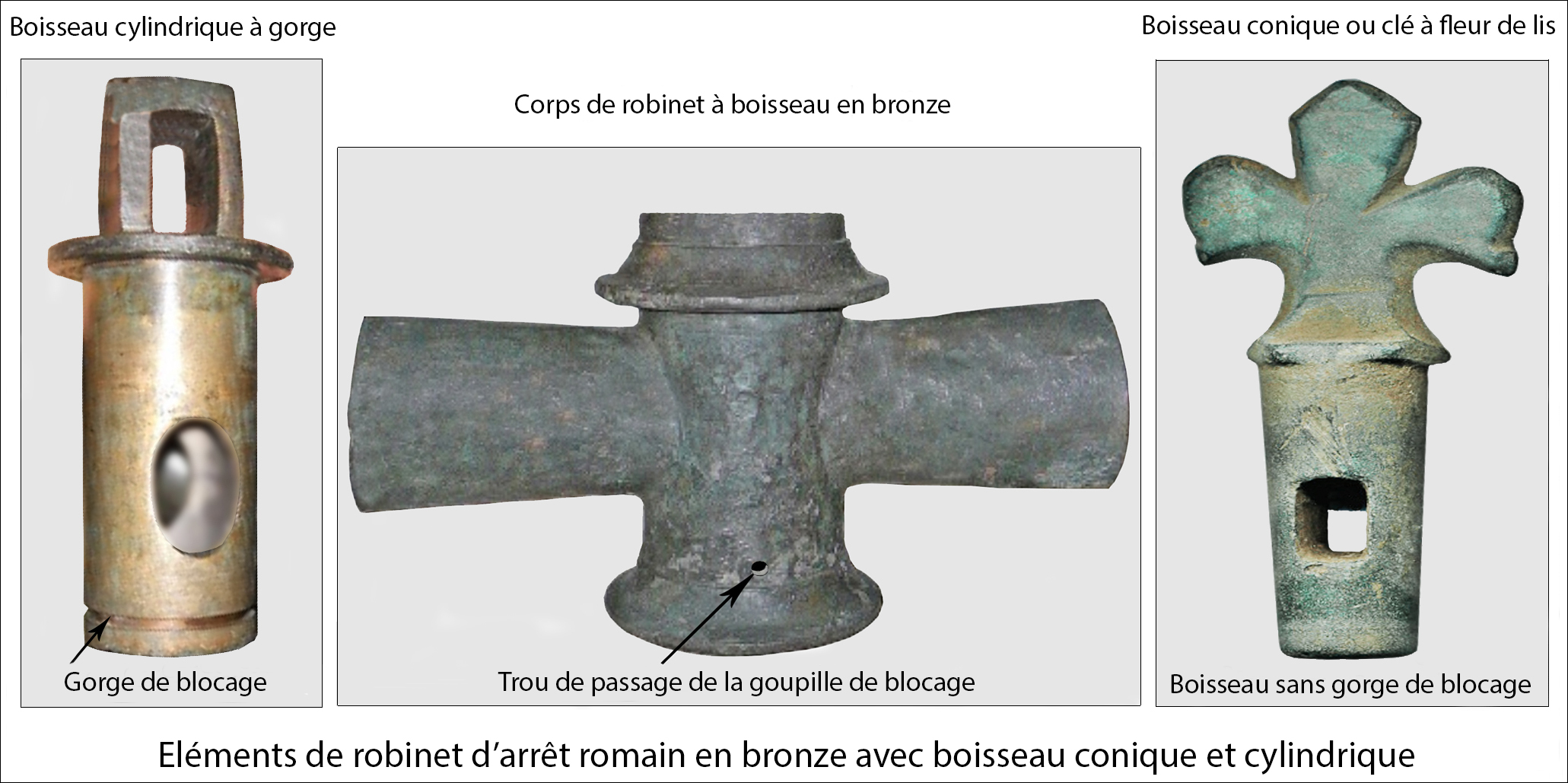
Différents éléments de robinet d'arrêt à boisseau, modèle romain conique et cylindrique.
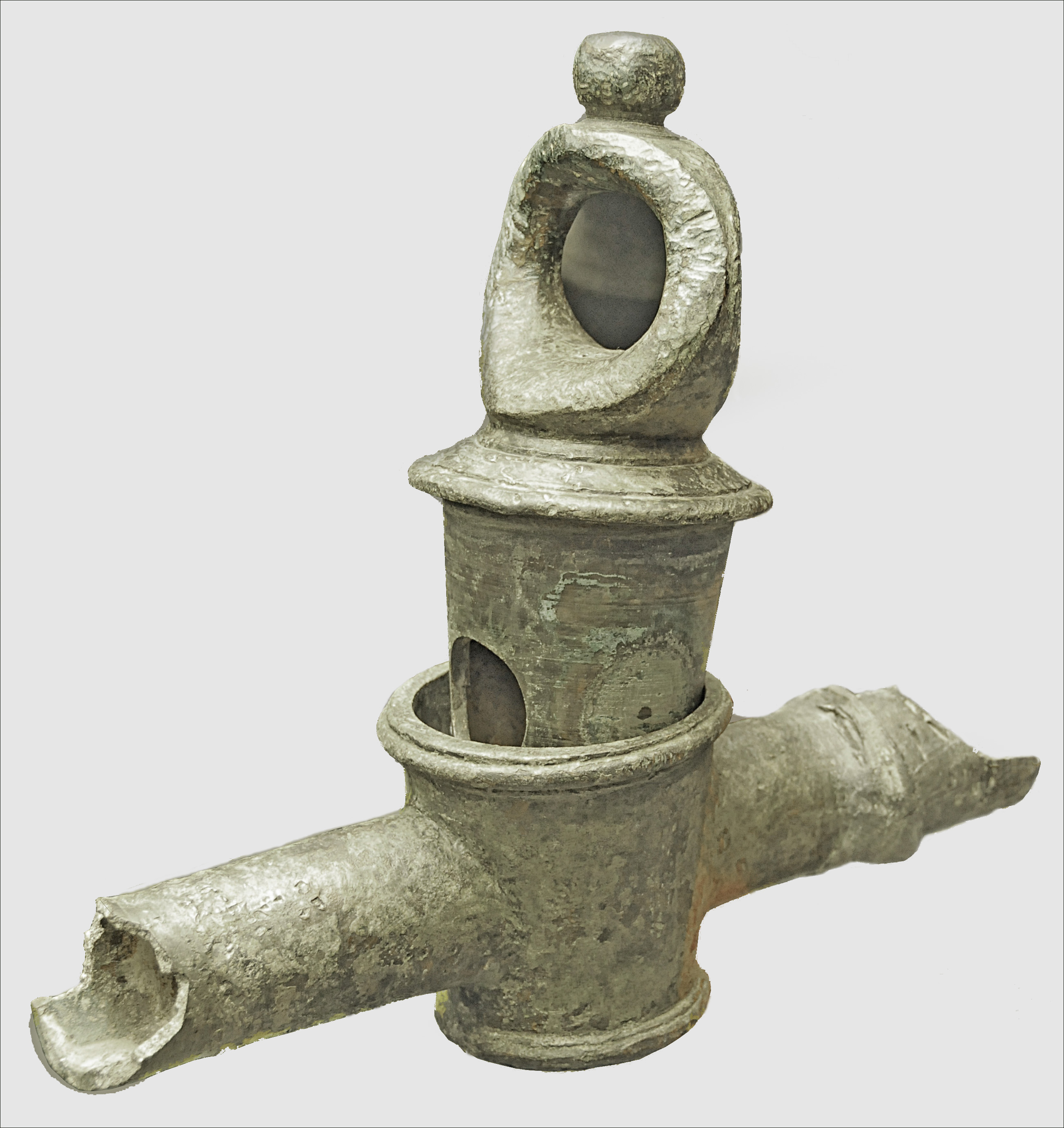
Robinet d'arrêt à boisseau romain en bronze.
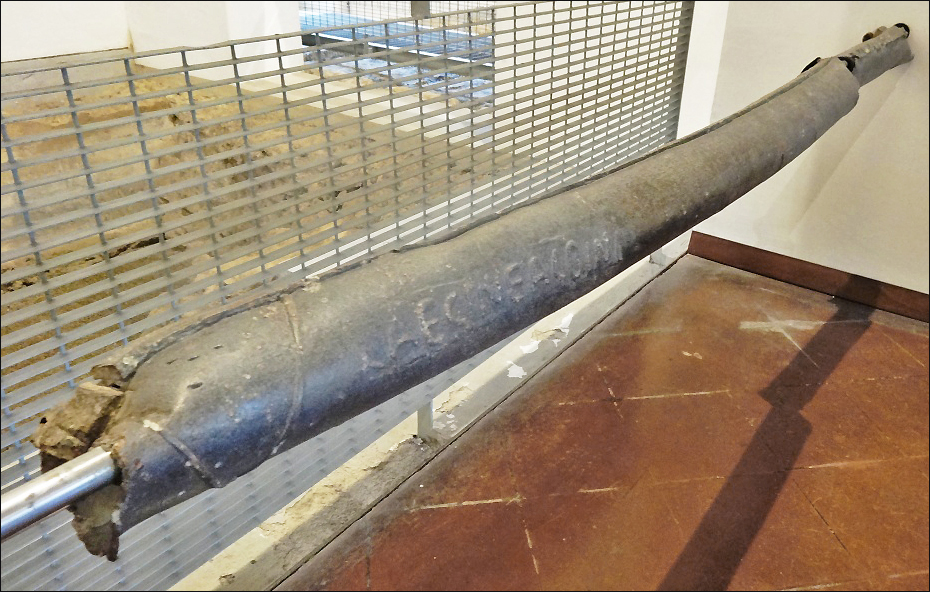
Tuyau en plomb pour alimentation des thermes de Santa Chiara.

Depuis la canalisation sur la rue, les maisons étaient raccordées à un réservoir individuel, lequel par un réseau de tuyauteries en plomb alimentait les fontaines intérieures, les cuisines et les latrines, les thermes publics ou bains, avec parfois des thermes privés avec bains chauds, tièdes et froids, une piscine extérieure et les jardins. Parfois un tuyau en cuivre raccordait la sortie en bronze plus ou moins ouvragé, le raccordement sur la maison se faisait au moyen d'un tuyau de diamètre pré-calibré ne laissant passer que le débit d'eau définit par le service des eaux de la ville, une sorte de compteur, le calix ou mesureur d'eau. Le réseau secondaire alimentait également certaines boutiques ou ateliers comme les blanchisseries ou fullonica, des restaurants (découverts en 2014) . On peut facilement imaginer le nombre important de plombiers, libres ou esclaves, qui travaillaient à la fabrication, à l'installation et à l'entretien de tous ces réseaux d'adduction d'eau dans les villes romaines.

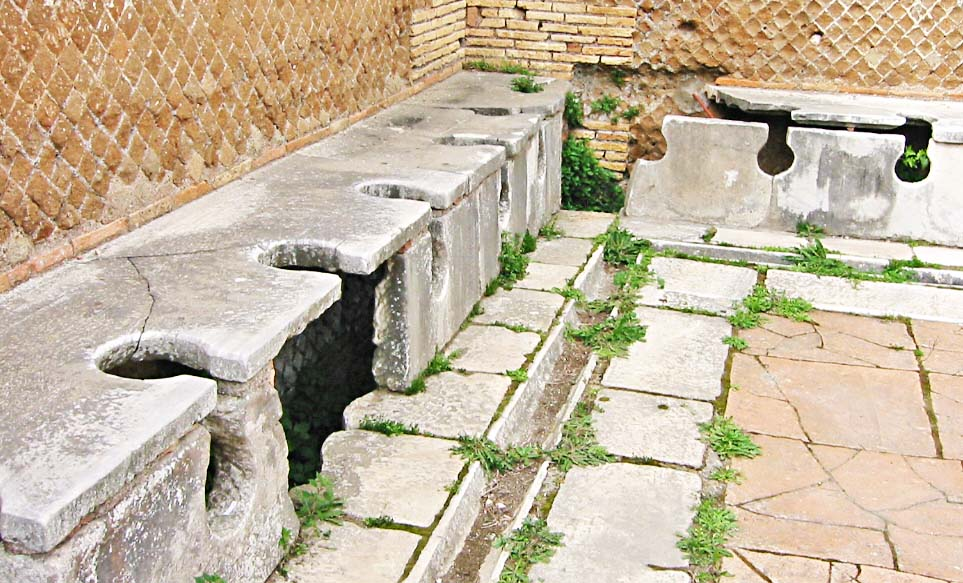
Latrines publiques romaines à Ostie en Italie.

L'évacuation des eaux résiduelles n'est pas nouvelle, de même que l'accès à l'eau, l'évacuation des eaux usées sont des problèmes majeurs des pays dits en voie de développement. Dans la ville de Mohenjo-daro bâti au IIIe millénaire au Pakistan actuel, les archéologues ont mis au jour des réseaux d'égout en pierre et en poterie. C'est des Étrusques que les Romains auraient appris ces techniques d'évacuation des déchets humains.

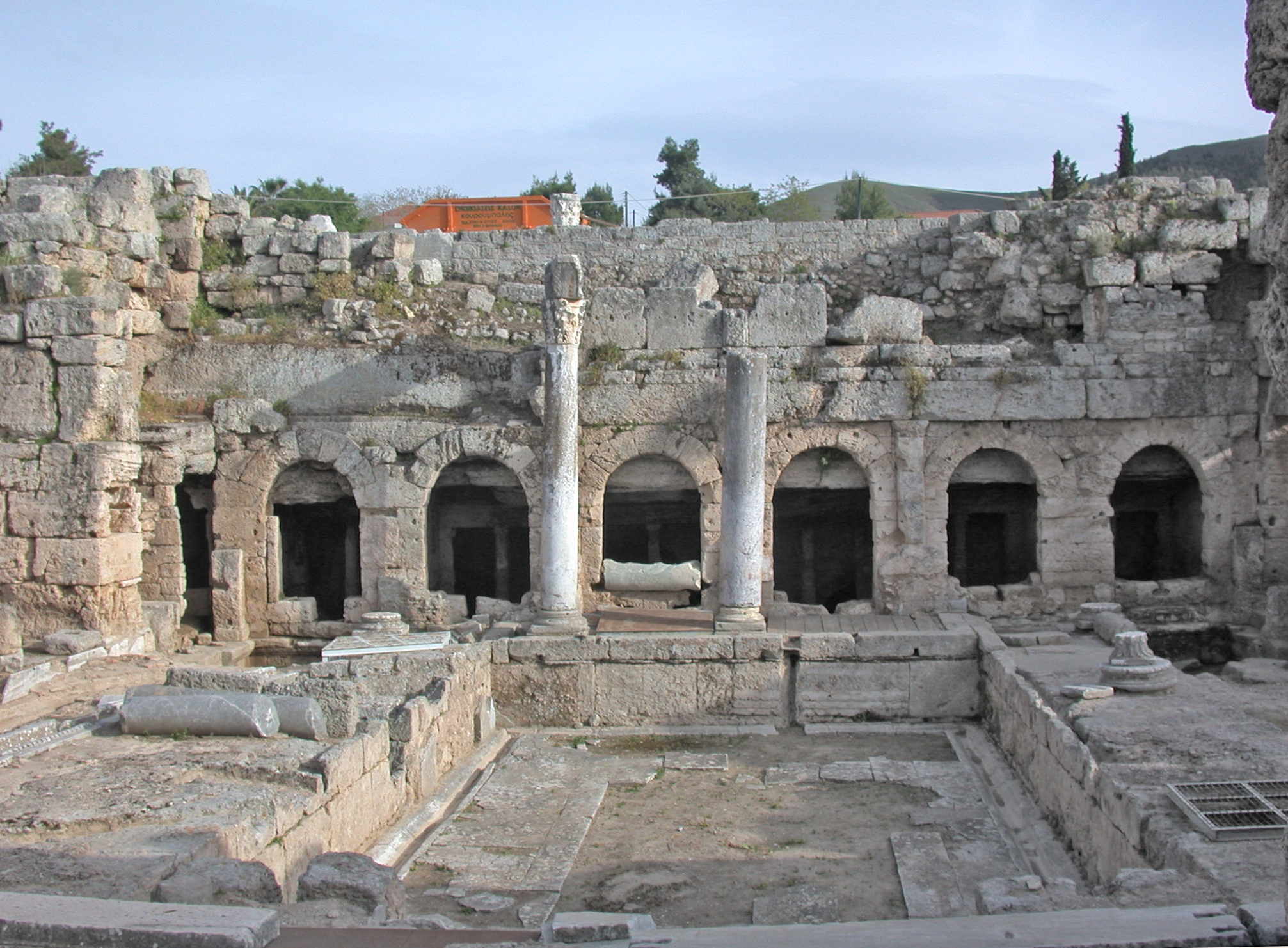
Thermes romains de Corinthe en Grèce.

Dans les ruines d'Ostie, le grand port de la Rome antique, les archéologues et les historiens, indiquent la même chose concernant les réseaux de distribution principale d'eau et les raccordements aux maisons, thermes et latrines. Les tuyauteries étaient en plomb de différents diamètres, formées à partir de tables de plomb d'un centimètre d'épaisseur, roulées sur une forme probablement en bois. Après formage, les tuyaux étaient soudés sur toute leur longueur (voir croquis), avant d'être assemblés et placés dans des tranchées le long des voies de circulation. Les eaux usées étaient également évacuées par des réseaux de poteries vers la mer. Le plomb était également utilisé dans les descentes d'eaux pluviales, notamment à Rome.

##### Découvertes de Trinquetaille
Trinquetaille, est une ville romaine englobée dans l’agglomération actuelle d'Arles, mais qui pour les plombiers est très importante en raison des découvertes qui y ont été faites. Déjà en 1570, un premier manuscrit rédigé par monsieur Rebattu antiquaire à Arles, et propriété de la Bibliothèque de l'Université de Harvard, parle d'un tuyau de plomb remonté du fleuve avec des inscriptions en latin. Puis en 1650, 1707, 1708 et 1822 d'autres tuyaux ont été retirés du Rhône, souvent par les bateliers lors du relevage des ancres de bateaux. Les tuyaux retirés du Rhône et sauvés du pillage, sont dans les musées de la région.

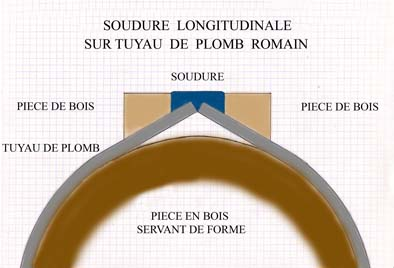
Croquis de soudure longitudinale sur tuyau de plomb de l'époque romaine.

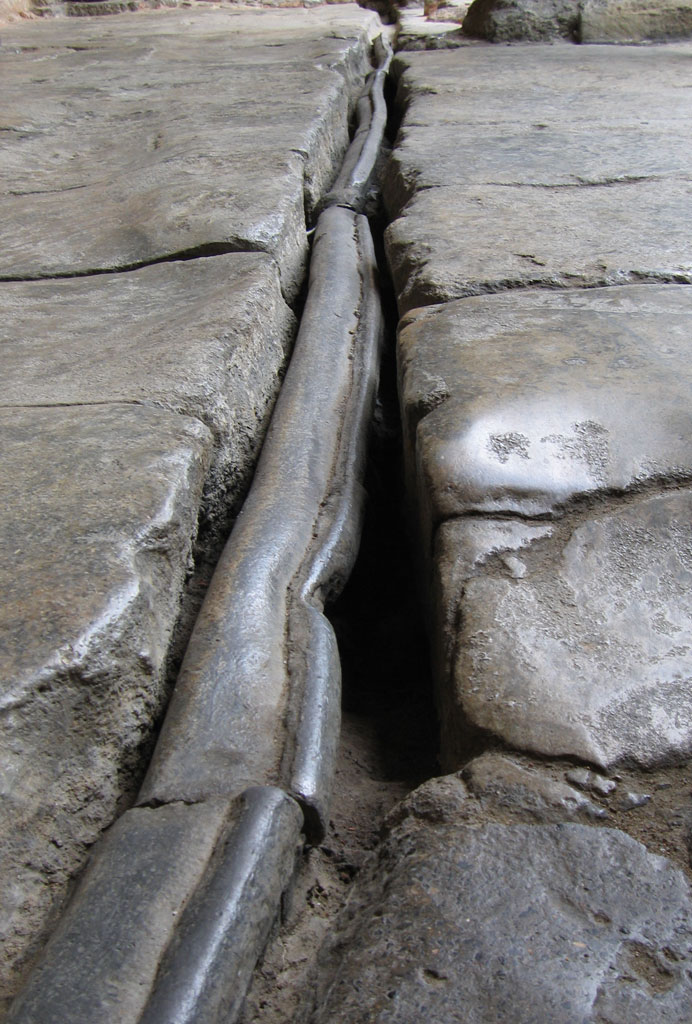
Tuyau de plomb romain à Bath en Angleterre.

Ces tuyaux, suivant le mémoire de la Société royale des Antiquaires de France en 1823, sont de différentes longueurs, entre six et dix pieds, soit entre deux et trois mètres et de plusieurs diamètres : entre treize et quinze pouces de circonférence extérieure, soit environ onze et treize centimètres de diamètre. Les épaisseurs varient elles aussi et elles se situent entre cinq et huit lignes, soit entre seize et vingt-cinq millimètres. Les tuyaux retirés en 1708, auraient un pied de diamètre, près de trente-trois centimètres (peut-être une erreur entre le diamètre et la circonférence) et une toise de longueur, environ 1,95 m de long.
D'après les études d'André Cochet en 1993, ces tuyaux en longueur de deux à trois mètres, avaient une emboîture de trois à quatre centimètres et un nœud de soudure à l'étain, roulé en olive. Avant soudure et afin d'avoir une meilleure tenue à la traction au moment de l'immersion, un clou en fer était enfoncé de part en part de la jonction (surprenant). La fabrication des tuyaux était faite à partir d'une table de plomb roulée sur un mandrin qui pouvait être en bois, avec les bords légèrement relevés, probablement pour avoir un meilleur assemblage au moment de la soudure longitudinale. Celle-ci se faisait par coulage de soudure entre deux planchettes servant de coffrage. La soudure longitudinale devait se faire directement sur la forme en bois, avec une légère remise en forme à la batte tant que le métal était chaud (voir le croquis). La fabrication devait se faire en atelier, peut-être au bord du fleuve, près du lieu de la mise en place et les tuyaux assemblés par longueur de quatre ou six mètres, ou plus, afin d'éviter un trop grand nombre de soudures en position avant l'immersion dans le Rhône.

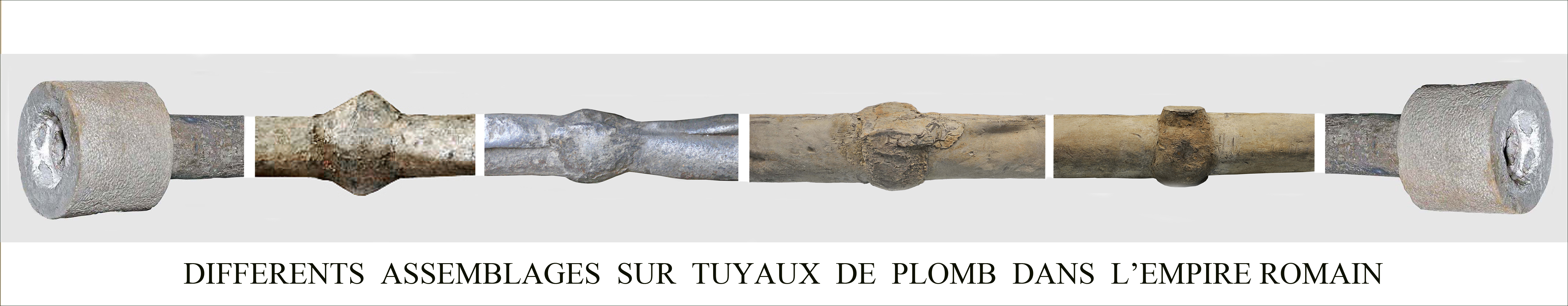
Différents types de jonction sur tuyaux de plomb dans l'Empire Romain

On ne connait pas la technique pour la mise en place de ces réseaux au fond du fleuve voici deux millénaires, le Rhône n'étant pas par définition, un fleuve tranquille. Il ne semble pas qu'à ce jour une quelconque hypothèse ait été faite à ce sujet.

Depuis l'utilisation des tuyaux de plomb, sa fabrication se faisait à partir de lingots de plomb, lesquels étaient fondus pour réaliser des plaques, ou dalles, amincies par martelage, puis au laminoir, pour être roulées et soudées pour former des tuyaux.

« ...La fabrication des tuyaux de plomb s'est effectuée jusqu'en 1825 à l'aide de laminoirs qui préparaient le métal en bandes de certaines longueurs qu'on réunissait au moyen d'une soudure longitudinale... »

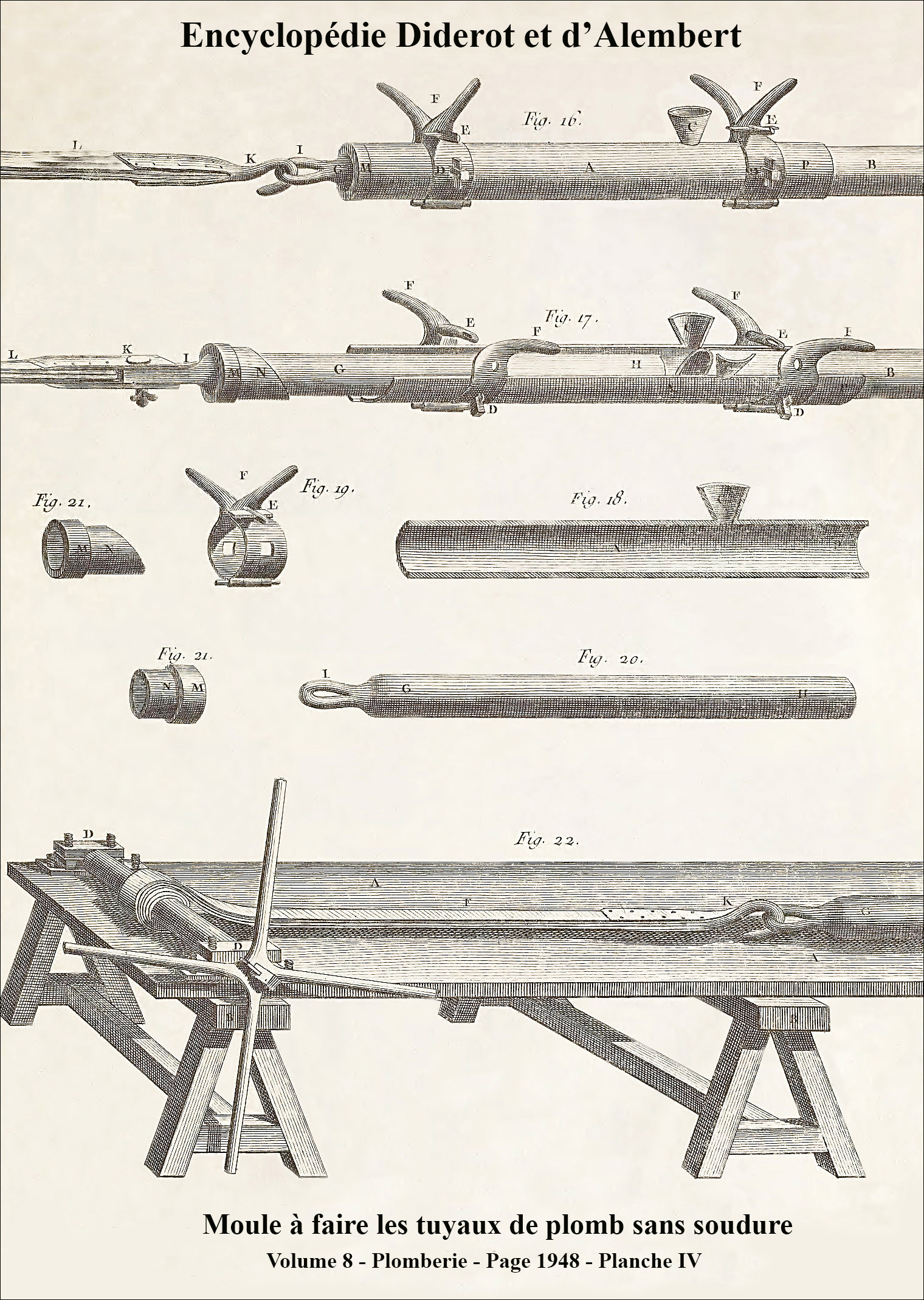
Moule à faire les tuyaux de plomb sans soudure.

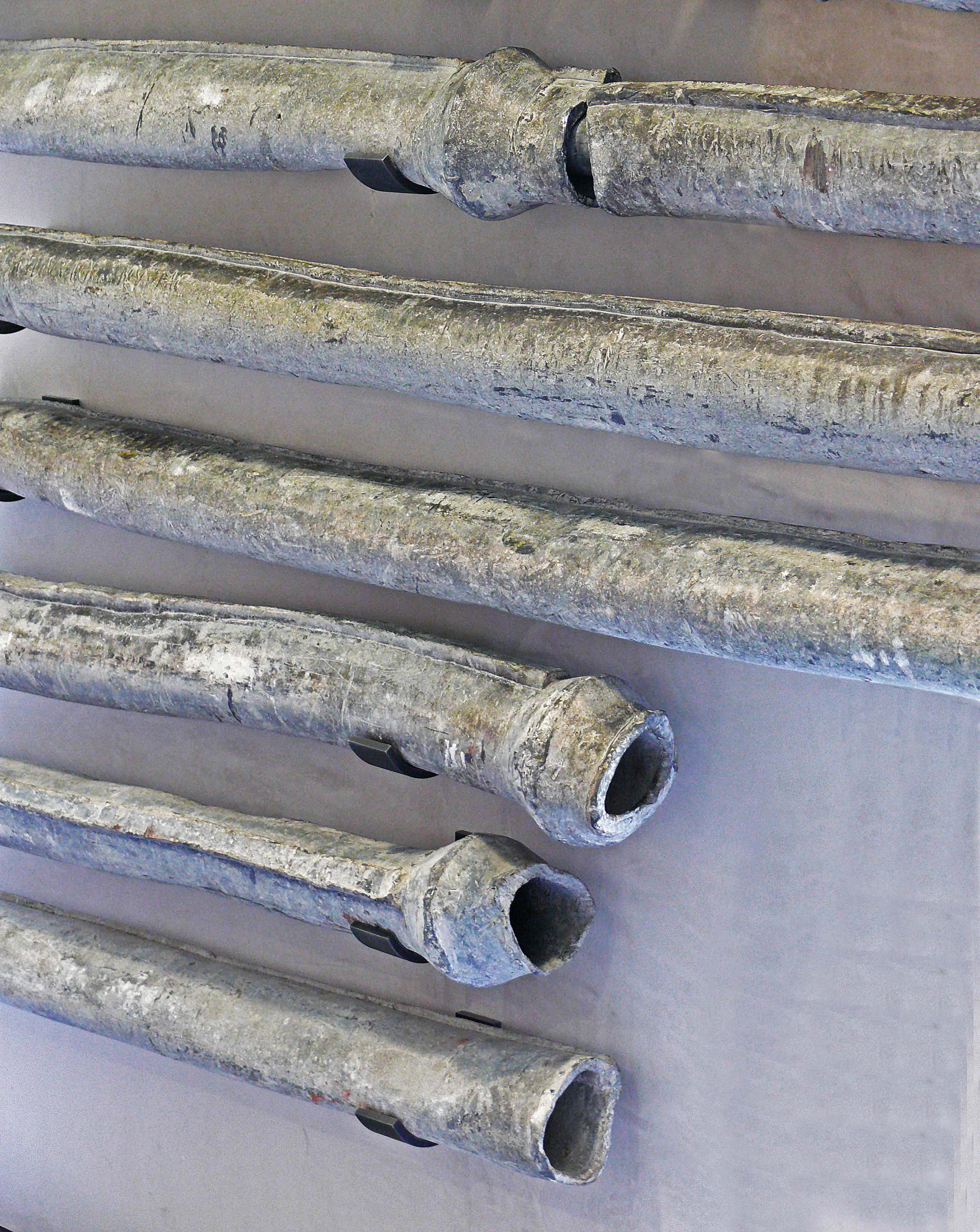
Tuyaux de plomb romains retirés du Rhône près d'Arles.

La première presse à réaliser des tuyaux de plomb sans soudure et de grandes longueurs, fut construite à Milan par M. Sieber en 1825/1826. C'est en 1837, que les premiers tuyaux sans soudure furent fabriqués en France. Les presses hydrauliques furent perfectionnées au cours des années suivantes et les tuyaux de plomb largement utilisés, avec les nouveaux besoins pour la distribution de l'eau et du gaz.
On remarquera que le principe de fabrication des tuyaux de plomb romains et gallo-romains par la suite, les fistulae, est le même que les tuyaux de cuivre de l'Égypte ancienne. Le cuivre fut peu utilisé par les Romains dans la fabrication des tuyauteries ; le cuivre devait être trop coûteux, alors que le minerai de plomb était disponible dans plusieurs pays de l'Empire. Il est possible qu'à l'époque de l'invasion romaine en Égypte, les mines de cuivre du Sinaï et de Palestine ne soient plus en exploitation.
S’il y avait des tuyaux, il y avait obligatoirement des hommes pour les fabriquer et pour les mettre en place : les Plumbarii.

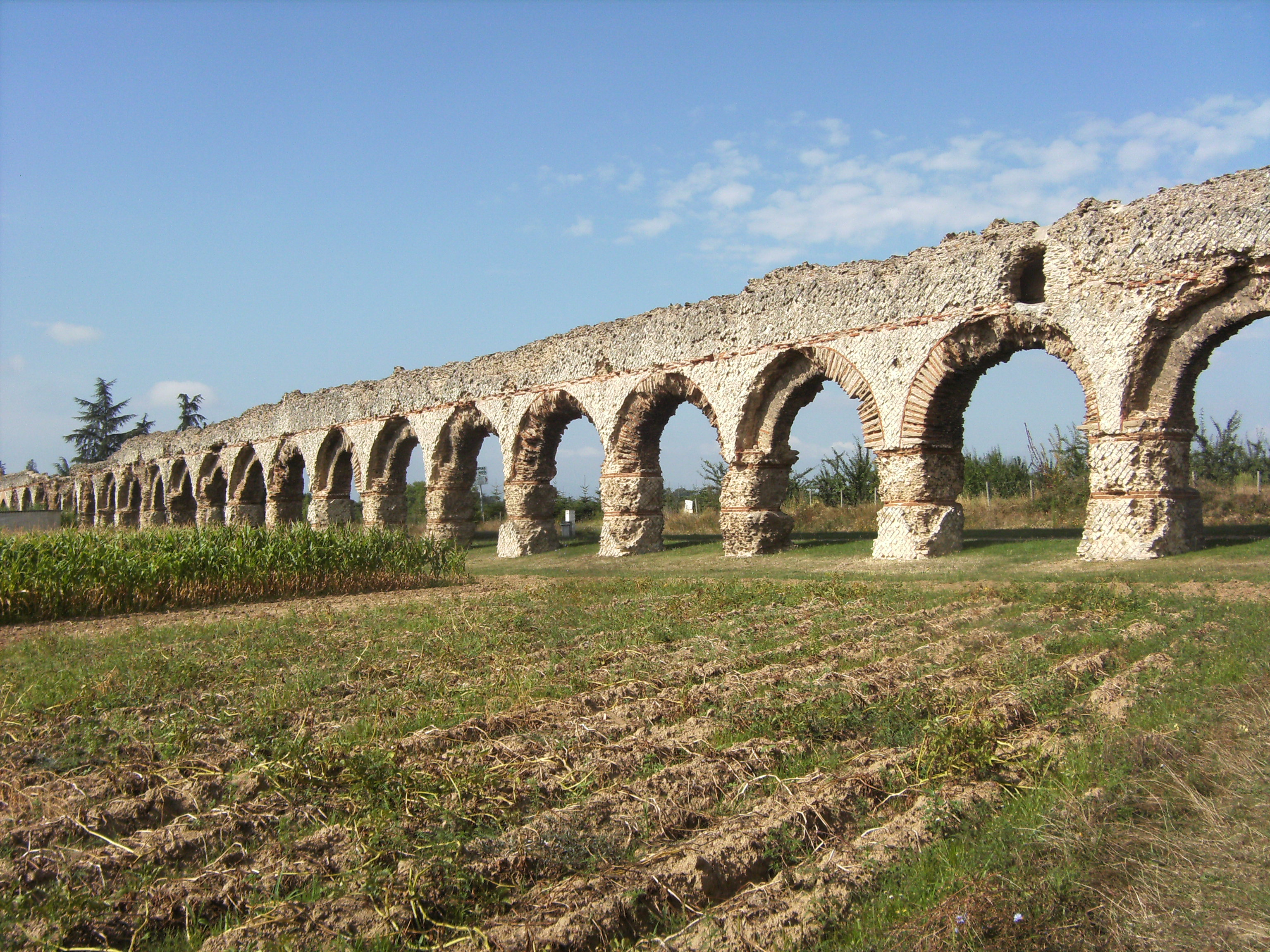
Aqueduc du Gier. Chaponost, le Plat de l'Air. Conduite sur arches.

À l'époque de l'Empire Romain, ces hommes faisaient partie de cette branche des laboratores (ceux qui travaillent). Le roulage de forme ovoïde et l'étanchéité par un cordon de soudure longitudinale, ne pouvaient être faits que par des hommes de métiers. Sans oublier la pose de ces tuyauteries, fragiles, lourdes et souvent mises en place dans des conditions difficiles. Ces hommes s’appelaient Plumbarii, c’étaient les hommes qui travaillaient[style à revoir] le plumbum, c'est-à-dire le plomb.

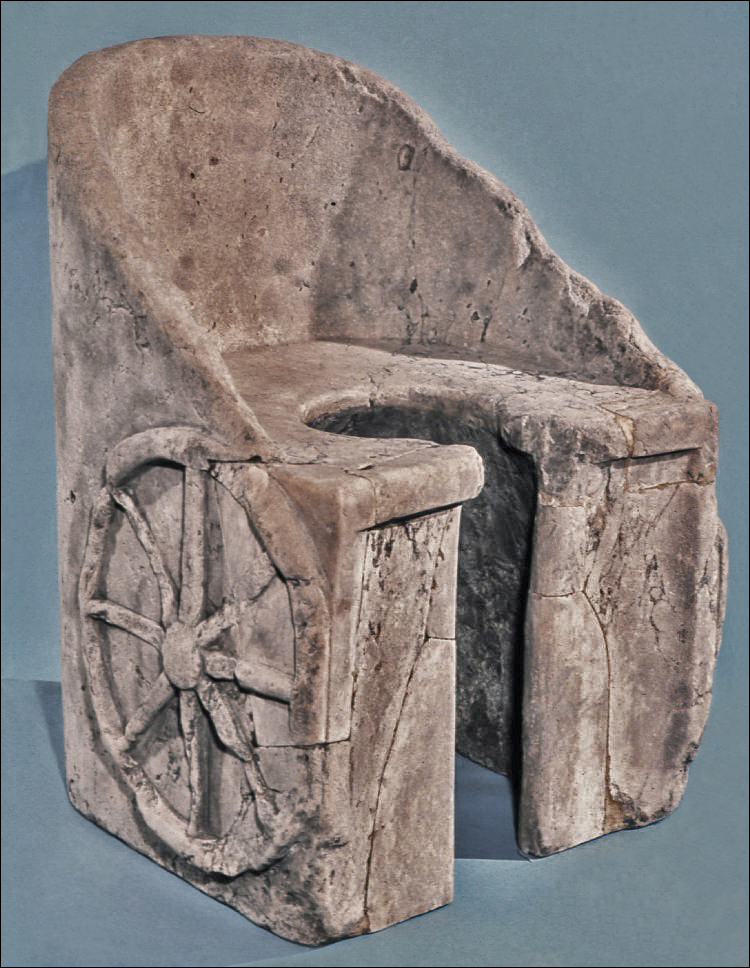
Latrines en marbre. Thermes d'Antonin (Caracalla) à Rome. British Museum.

Le travail sur un tuyau de plomb de 200 ou 300 millimètres de diamètre, ne se fait pas sans une parfaite connaissance du métier de plombier. Sans oublier qu'à cette époque il n'y avait pas de chalumeau pour chauffer et souder le plomb, tout se faisait au fourneau placé près des soudures à réaliser. Picages droits et obliques, coudes en tranches de melon, peut-être pré-soudure du plomb au fer rouge, avant de terminer avec une belle soudure à l'étain, coulée à la louche et finie au fer chaud, dans le style qui sera celui des fontainiers des Jardins du château de Versailles, quinze siècles plus tard.
Ces tuyaux en plomb portaient presque tous des inscriptions en latin, gravées probablement avant la mise en forme, il est indiqué aussi moulé (inscrite au moment de la fonte de la table de plomb). Ces inscriptions comportent des noms de personnes, des chiffres (romains) qui pourraient être l'indication du poids d'un ensemble de réseau. Par contre, certains portent des noms de personnes : C.CANTIVS. POTHINVS.FACIT. Facit étant le diminutif de faciebat qui en latin signifie, fait, c'est-à-dire par extension : « réalisé par C. Cantius Pothinus » et un autre avec le nom de T.VALERIVS SVRRILIO. D'après le correspondant de la Société des Antiquaires, le comte Christophe de Villeneuve-Bargemont, ancien Préfet du département des Bouches-du-Rhône (1771 - 1829), ces noms seraient ceux des ouvriers ayant fabriqué ces tuyaux. Les plombiers-soldats que César avaient envoyés en 43 av. J.-C. avec la VIe légion romaine, pour fonder la nouvelle colonie d'Arles.

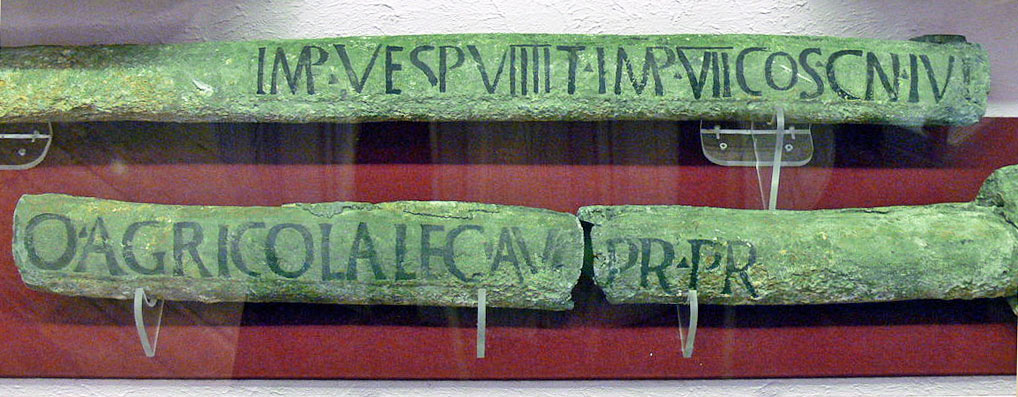
Inscriptions peintes sur tuyaux de plomb de l'époque romaine.

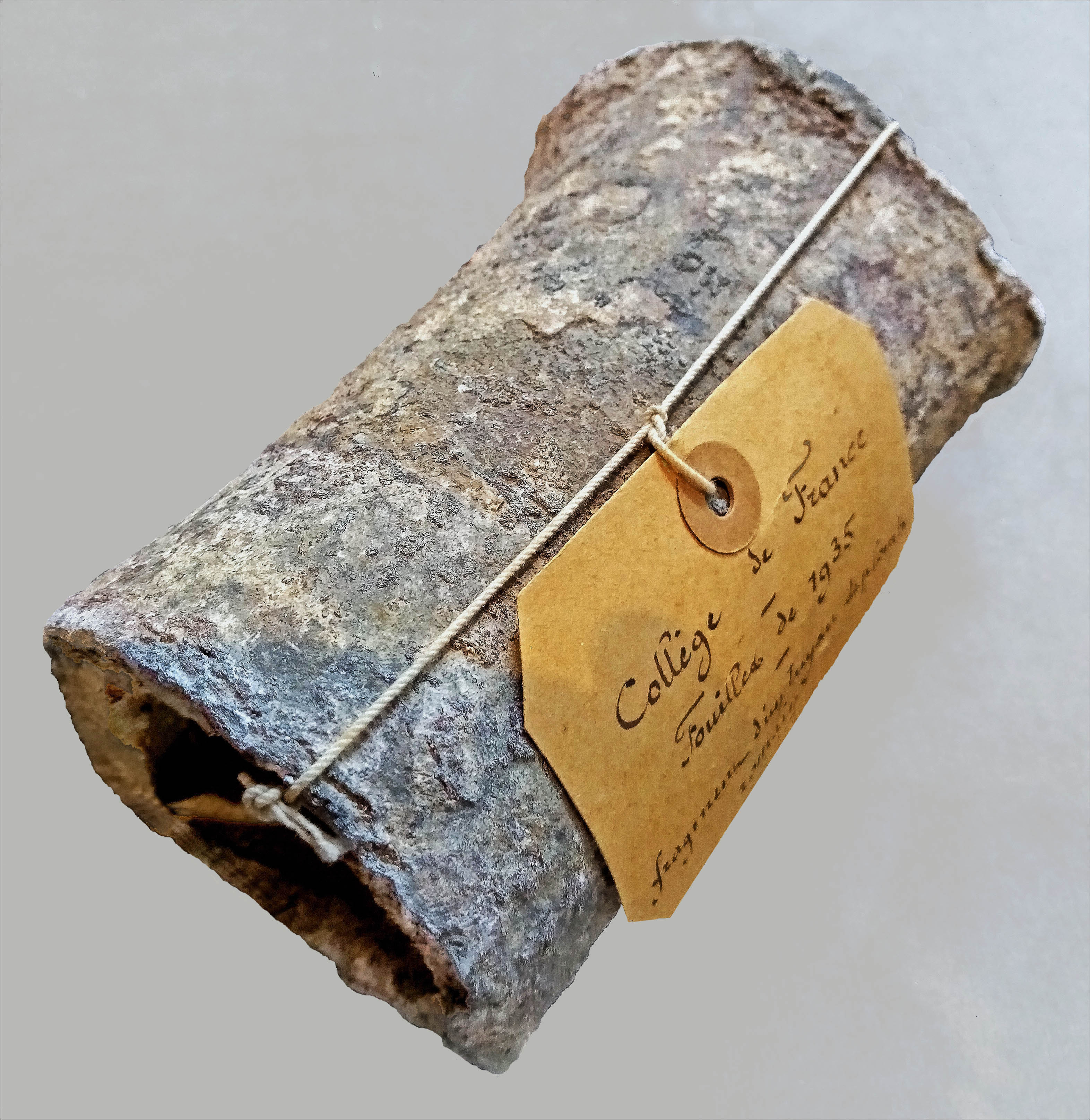
Tuyau de plomb romain à Lutèce. Fouilles de 1935.

Les Romains ont peu parlé des plombiers, comme des autres métiers d'ailleurs, même si les collèges d'artisans étaient bien connus, mais le travail manuel n'était pas, à l'époque, la préoccupation première des Italiens. « ...l'esprit romain a toujours été dédaigneux du travail manuel dans lequel il voyait un abaissement, une sorte de prostitution de la dignité de l'homme libre, comme d'ailleurs les Grecs avant eux. » Pour les Romains, seuls comptaient les soldats qui défendaient ou soumettaient les nations et les paysans qui procuraient la nourriture du peuple et de l'armée du César. Comme le dit le poète Virgile par la voix d'Anchise : Toi, Romain, souvient-toi de régir les nations, ce seront là tes arts. C'est-à-dire que le soldat gagne les guerres qui procurent des esclaves, lesquels travailleront pour les plombiers. Cependant, si peu d'écrits sont parvenus jusqu'à nous, de nombreux vestiges, édifices et matériaux sont toujours là pour montrer l'art des anciens et rappeler que le métier de plombier, au même titre que le tailleur de pierre ou le charpentier, est un métier très ancien.

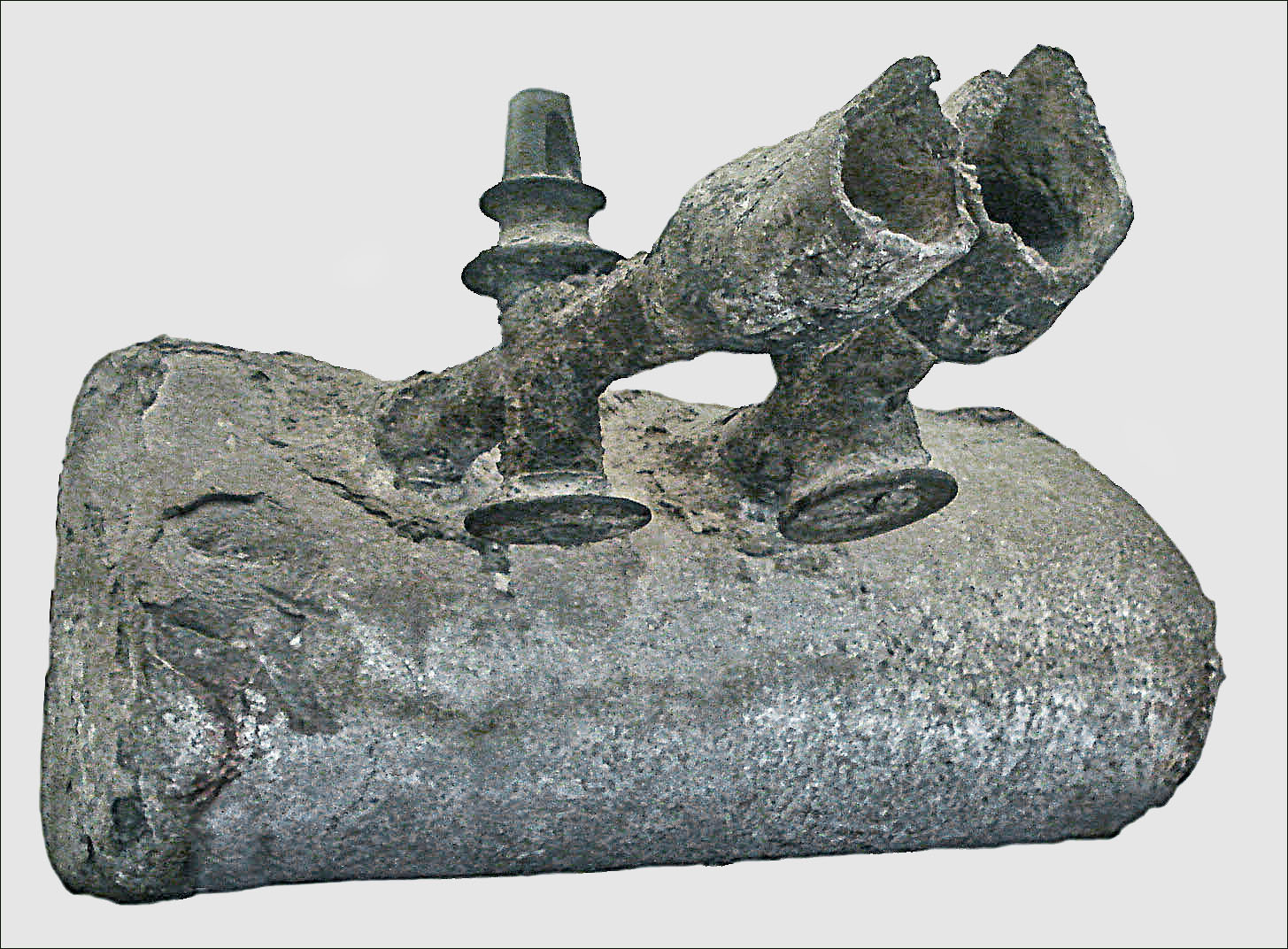
Nourrice en plomb avec robinets d'arrêt en bronze. Époque romaine.

Un tuyau de plomb a été retrouvé sur le site des fouilles entreprises à l'occasion de la construction du laboratoire de biologie du développement pour l'institut Curie à Paris en 2006. Ces fouilles ont livré de précieuses informations sur la fondation de la Lutèce romaine. Ce tuyau, partie d'un réseau plus important d'adduction d'eau, a été fabriqué et posé très certainement par des plombiers gaulois, lesquels avaient appris le métier auprès des artisans romains.

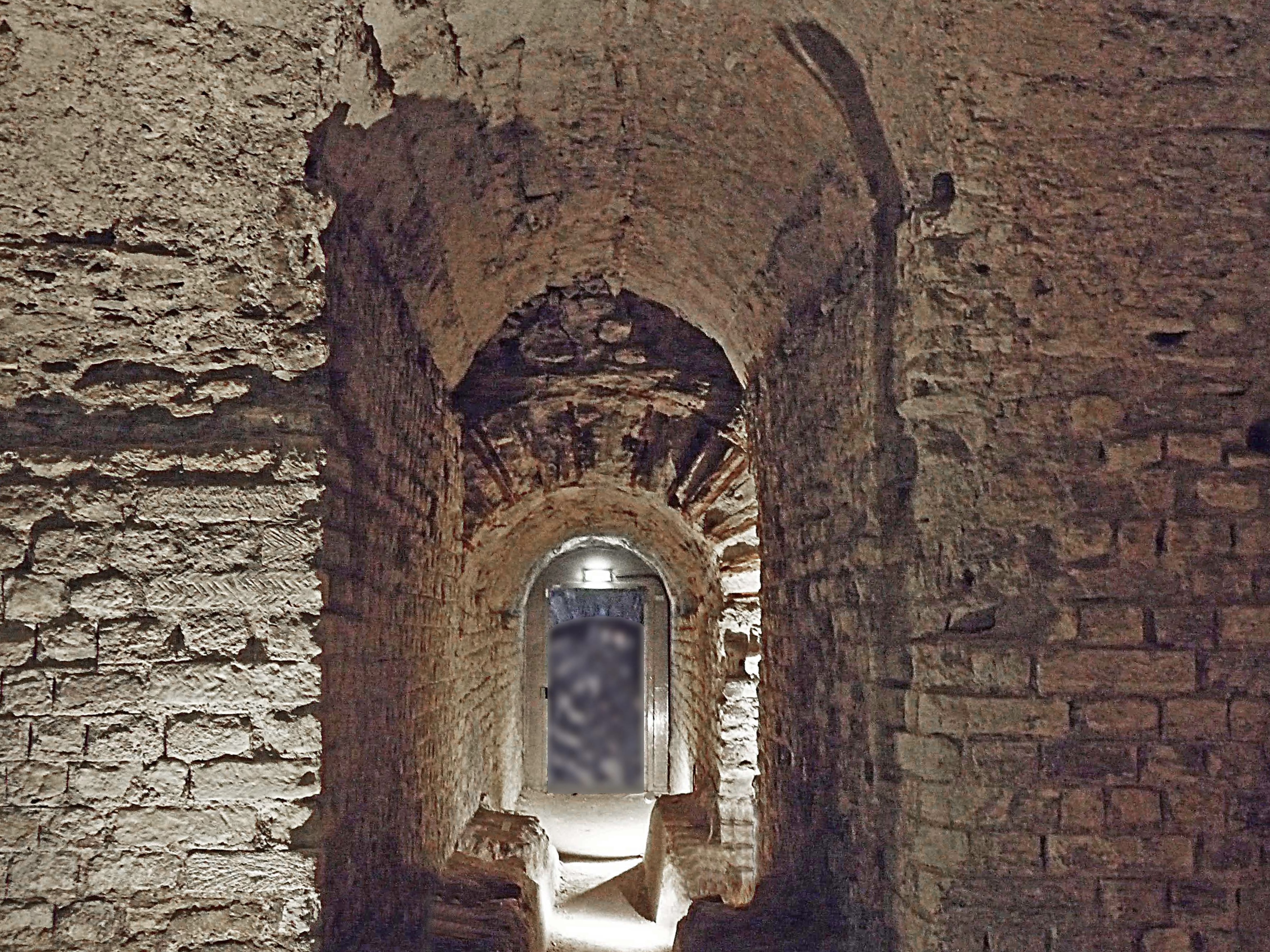
Lutèce. Les thermes de Cluny. Partie nord de l'égout. Avec cunette et trottoirs.

Au musée lapidaire de Bordeaux, à la fin du XIXe siècle, a été retrouvé un tuyau de plomb d'origine romaine, une fistula, très certainement en provenance de la cité de Voconces (peuple gaulois installé sur le territoire actuel de la Drome, Isère, Vaucluse, etc.). Ce tuyau de quarante-cinq centimètres de diamètre, portait une inscription gravée en latin : THERAPIVS F. Une plaque de plomb avec la même inscription avait été retrouvée à Vinsobres près de Nyons en 1876. D'après les spécialistes de l'époque... THERAPIVS serait selon toute vraisemblance un plombier de la cité des Voconces.... Pour la construction de ces réseaux amenant l'eau dans les villes, puis le raccordement des villas et des thermes, il fallait des hommes, simples exécutants, esclaves ou hommes de peine, laboratores, et des hommes de métiers : tailleurs de pierres, maçons et plombiers : les plumbarii. Certains de ces ouvriers vinrent avec les armées romaines, souvent soldats eux-mêmes. « Ces ouvriers-soldats étaient dirigés par les Mensores, Architectes, eux-mêmes sous les ordres du Præfectus castrorum, préfet responsable des constructions et des outils ». Ces hommes de métier formèrent les meilleurs des ancêtres de la profession ; les Romains sont restés près de cinq siècles en Gaule. Venu de l'Égypte ancienne, puis de Rome, en passant par la Grèce, le métier de plombier fut transmis aux Gaulois. Ces laboratores gaulois apprirent vite auprès des maîtres plombiers romains venus de tout l'Empire, lesquels au fil des siècles d'occupation romaine ont transmis le métier aux autres générations ; c'est à eux que l'on doit ce travail du plomb que l’on retrouve lors de fouilles en France et dans - presque - toute l'Europe.

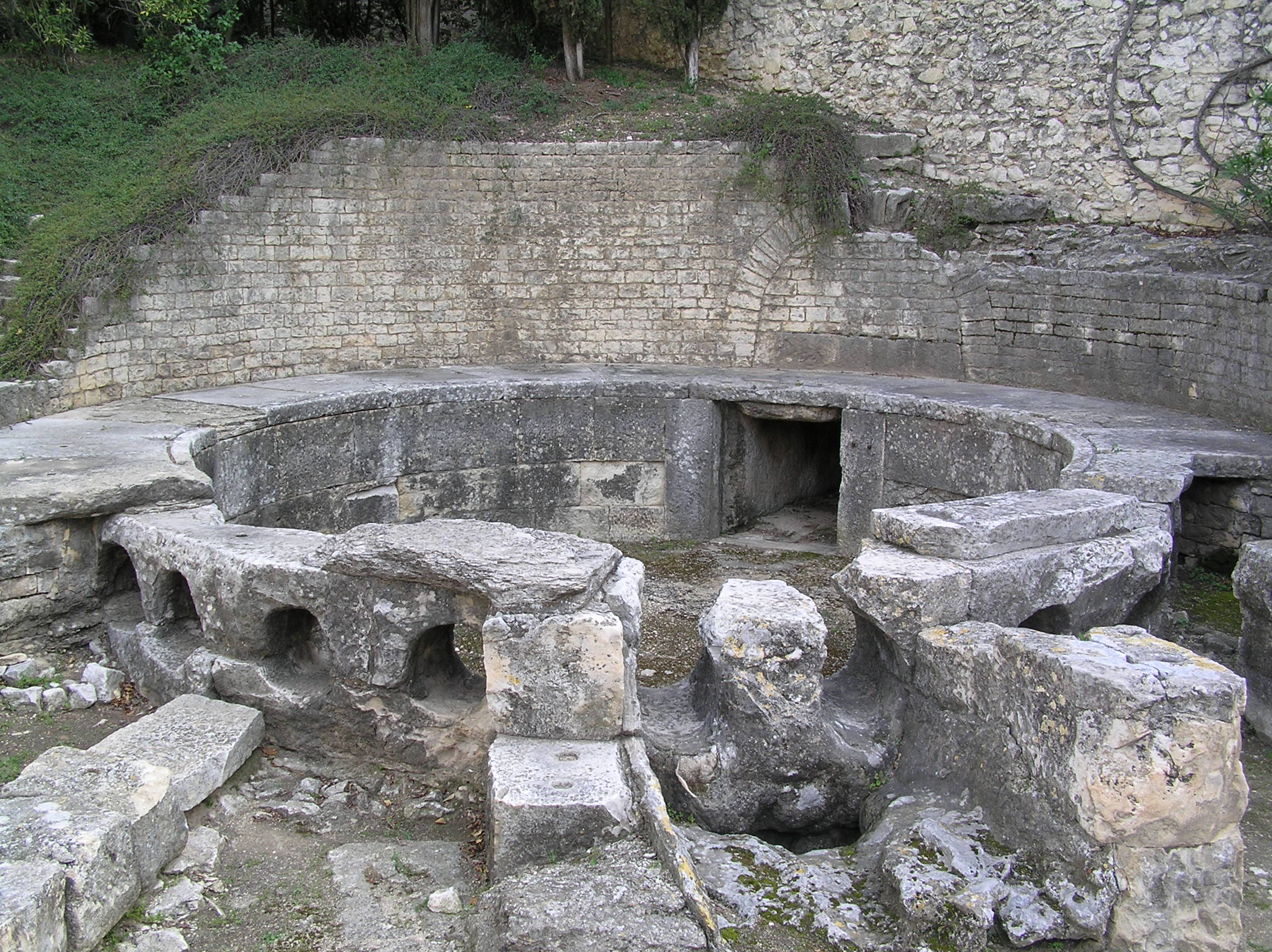
Vestiges du castellum divisorium de Nîmes.
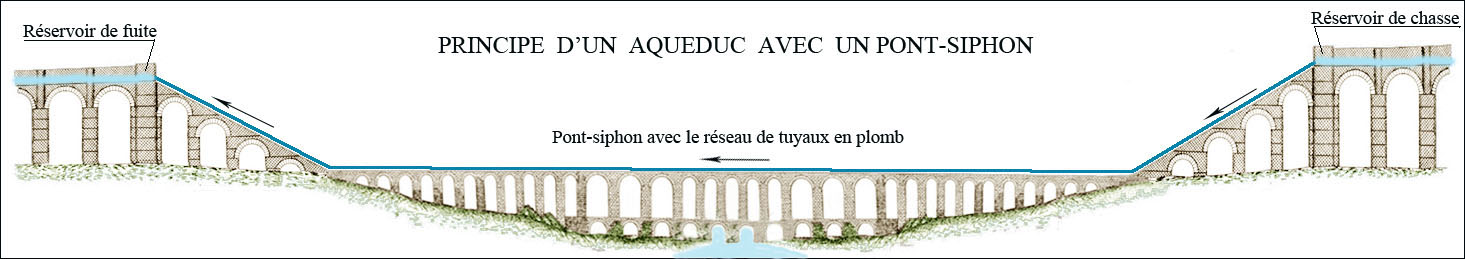
Principe d'un aqueduc avec un pont-siphon.
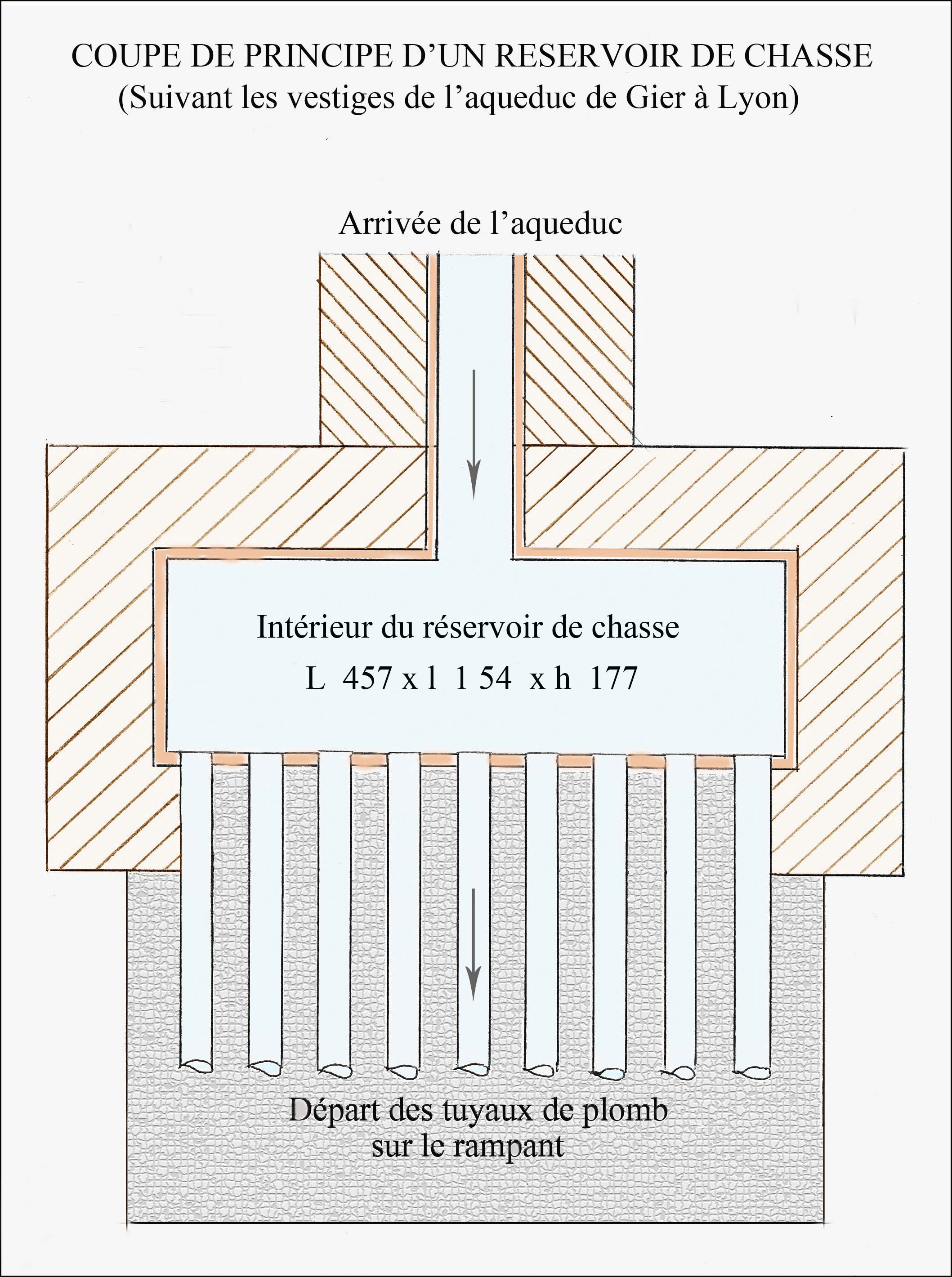
Coupe horizontale d'un réservoir de chasse.
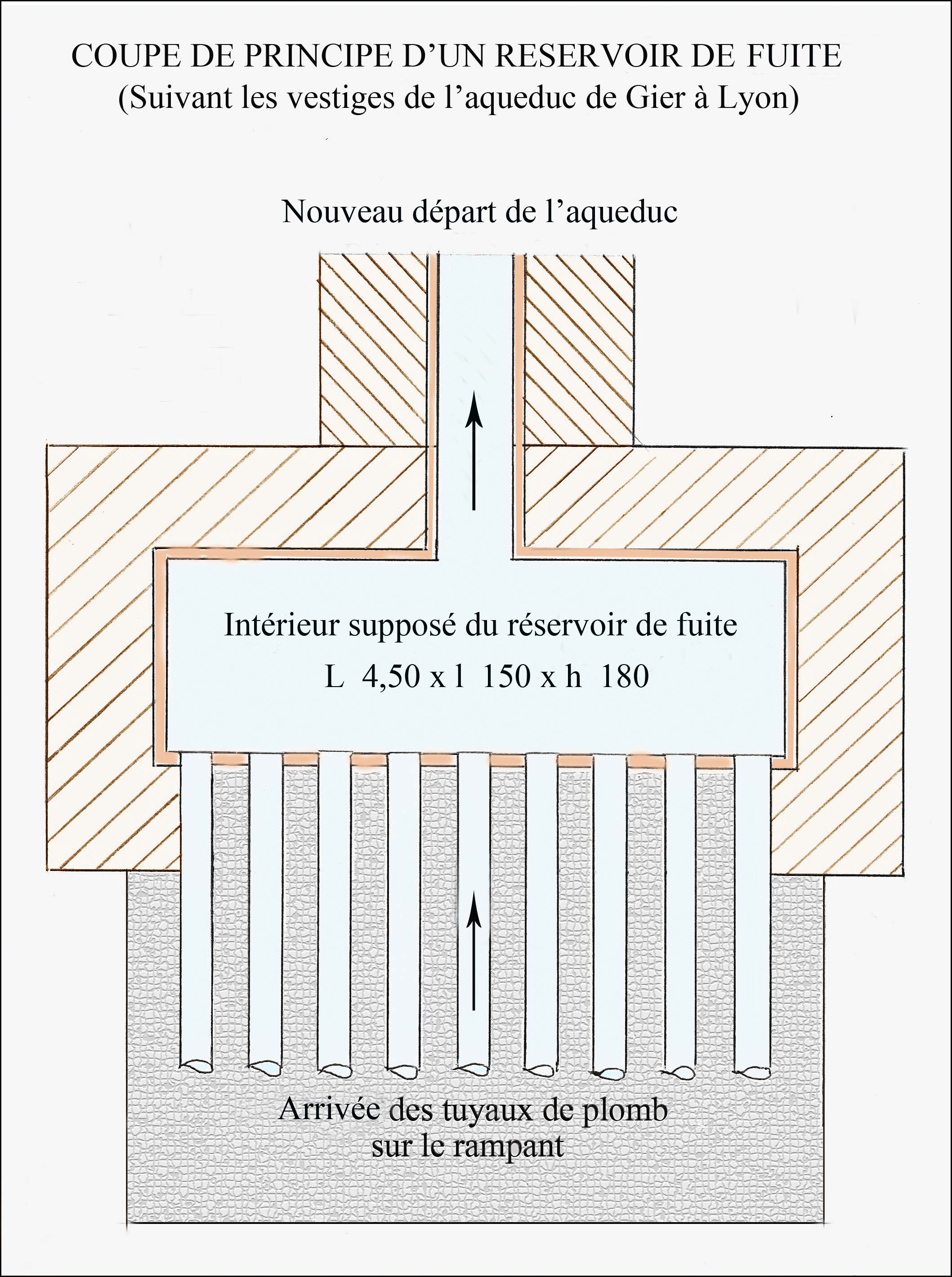
Coupe horizontale d'un réservoir de fuite.
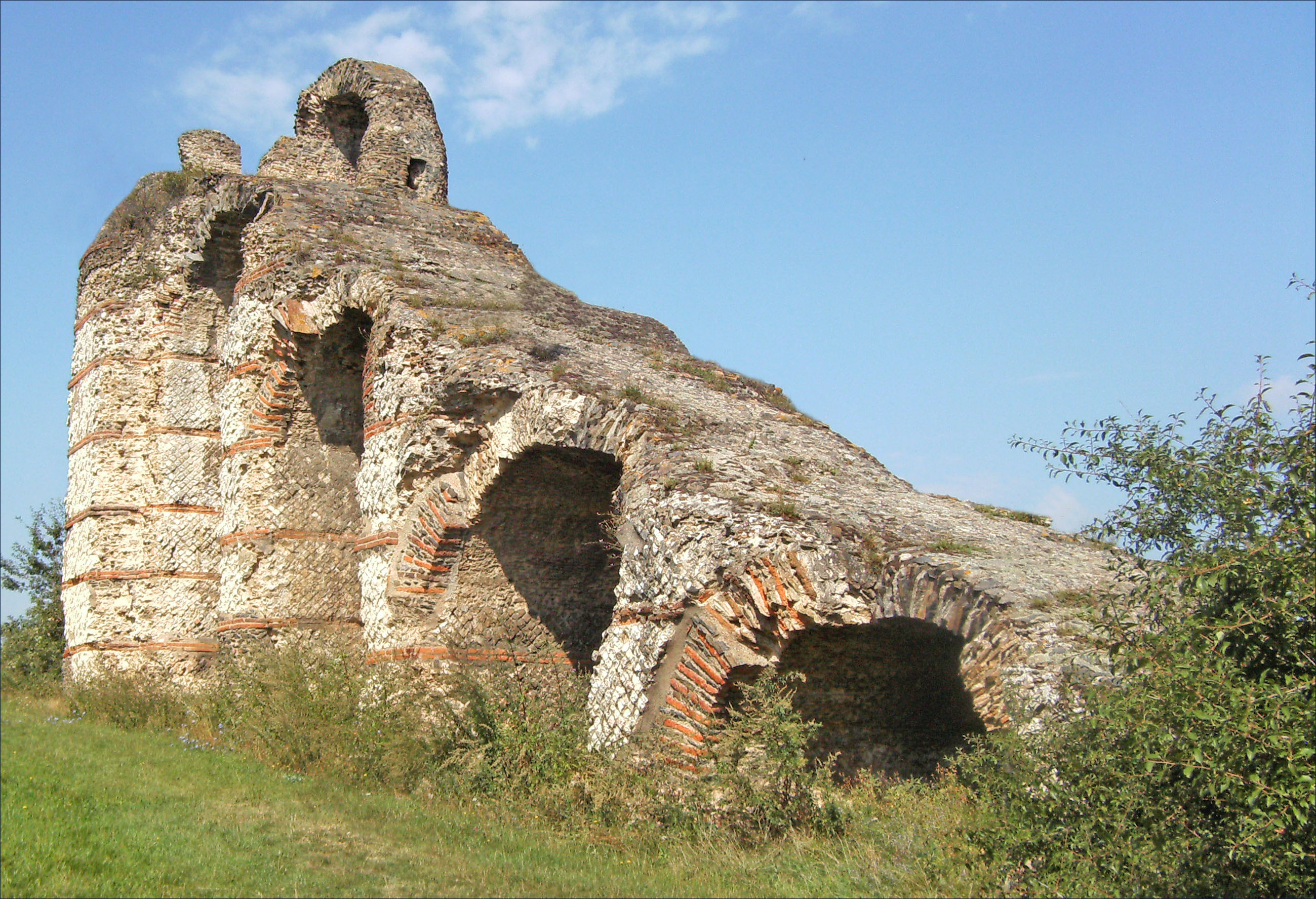
Aqueduc romain du Gier. Réservoir de chasse et rampant.

### Durant le Haut Moyen Âge

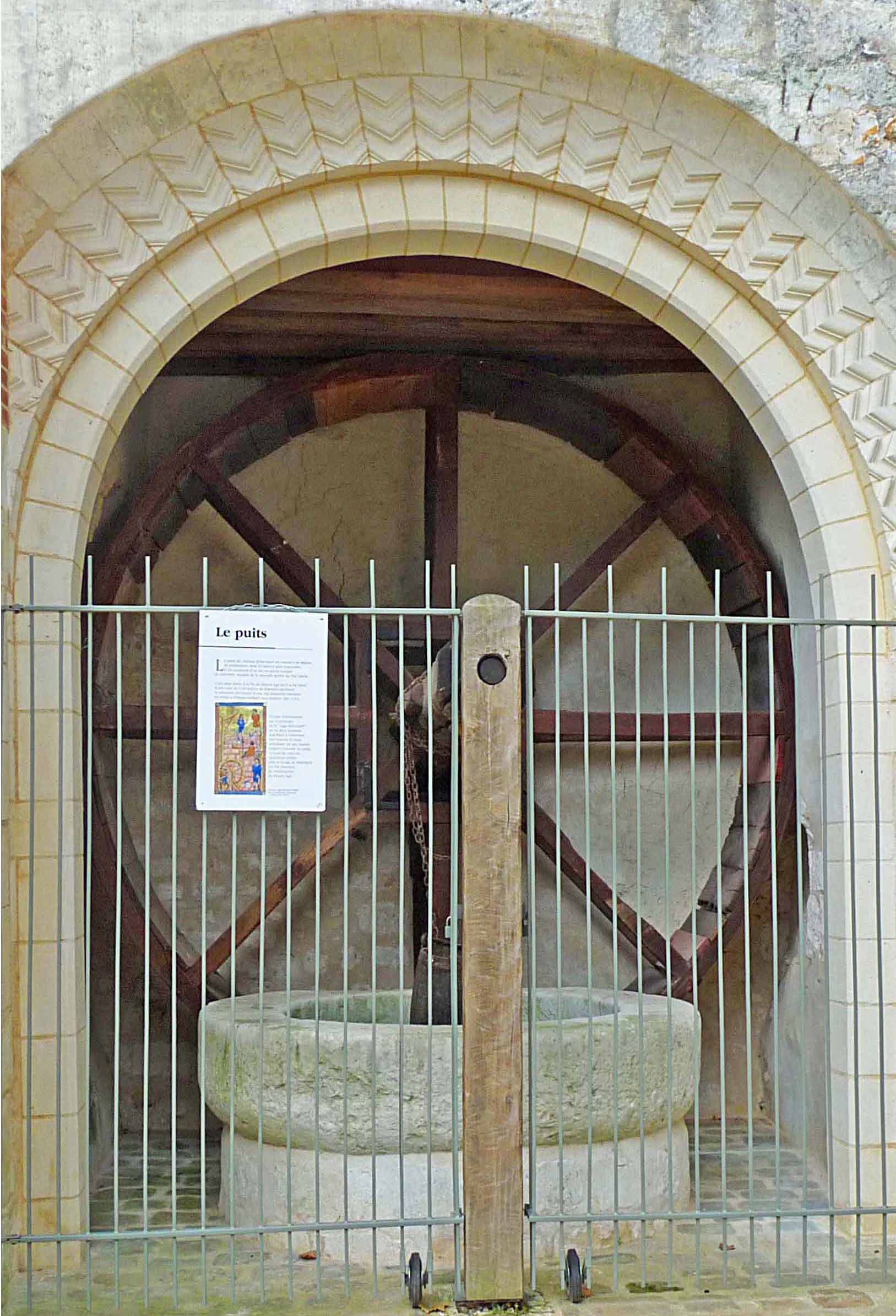
Puits avec sa cage à rouet au château d'Harcourt dans l'Eure.

À la fin de l’occupation romaine, dans le courant des IVe et Ve siècles et le retour des plombiers transalpins dans leur pays, les territoires occupés par les Romains lentement se replièrent sur eux-mêmes et subirent pendant des siècles les invasions barbares. Ceci eut plusieurs conséquences dans la vie des plombiers gaulois : l’arrêt de la construction, les grands travaux de construction et de modernisation des infrastructures s’arrêtent, ensuite l’abandon de l’entretien des grandes sources de captation et de distribution de l’eau, les réseaux de transport de l'eau ne sont plus entretenus, tels que les aqueducs, les réservoirs et réseaux de canalisations. De plus, l’abandon des villas romaines avec les bassins, les fontaines et les thermes, limite les besoins en eau, lesquels faisaient la fierté des habitants et procuraient du travail aux plombiers.
Ceux-ci lentement, génération après génération délaissent l’apprentissage de leur métier, quittent les grandes villes au profit des campagnes. Il faudra attendre plusieurs siècles pour que reviennent les plombiers. À une certaine époque, les rois de France eux-mêmes avaient quitté leur capitale pour retourner dans leur domaine provincial.

#### Église et château-fort

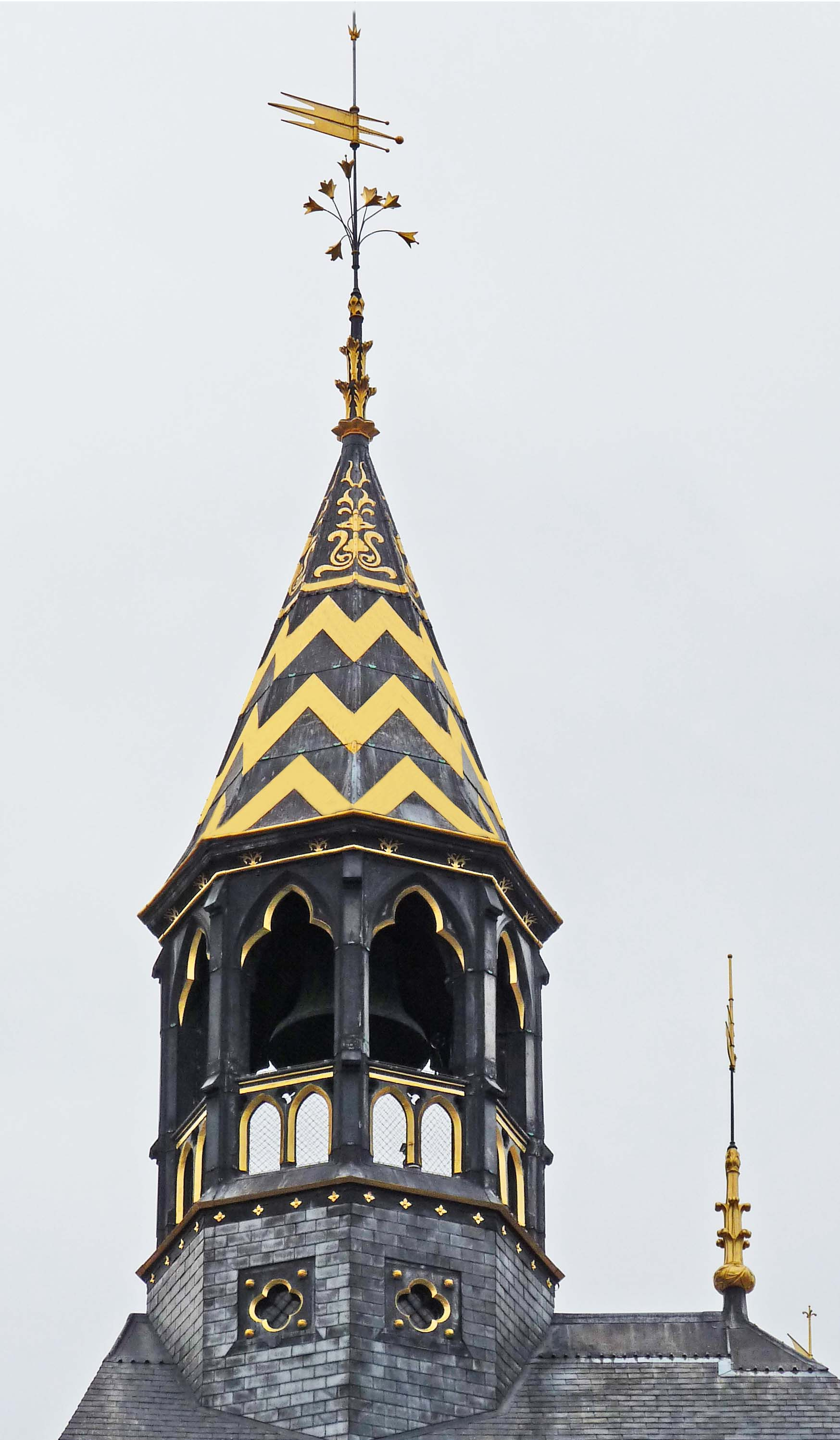
Clocheton en plomb doré et ardoises. Travail de rénovation.

La construction des châteaux-forts ne procure pas beaucoup de travail aux plombiers. Certains châteaux possèdent tout de même des latrines sur plusieurs niveaux du donjon, à la fois pour la famille et la suite du seigneur, mais également pour les soldats et la garde du château ; c'est le cas pour le château de Pierrefonds chef-d'œuvre du XIIe siècle. Pour l'approvisionnement en eau, un puits au milieu de la cour près du donjon, des seaux en bois que montent les hommes dans les étages et les besoins en eau, encore faibles, sont vite couverts. Certains châteaux qui ne possédaient pas de puits, avaient un petit réseau d’aqueducs enterrés, préservant l'approvisionnement en cas d'attaque ou de siège, collectant les eaux de sources.

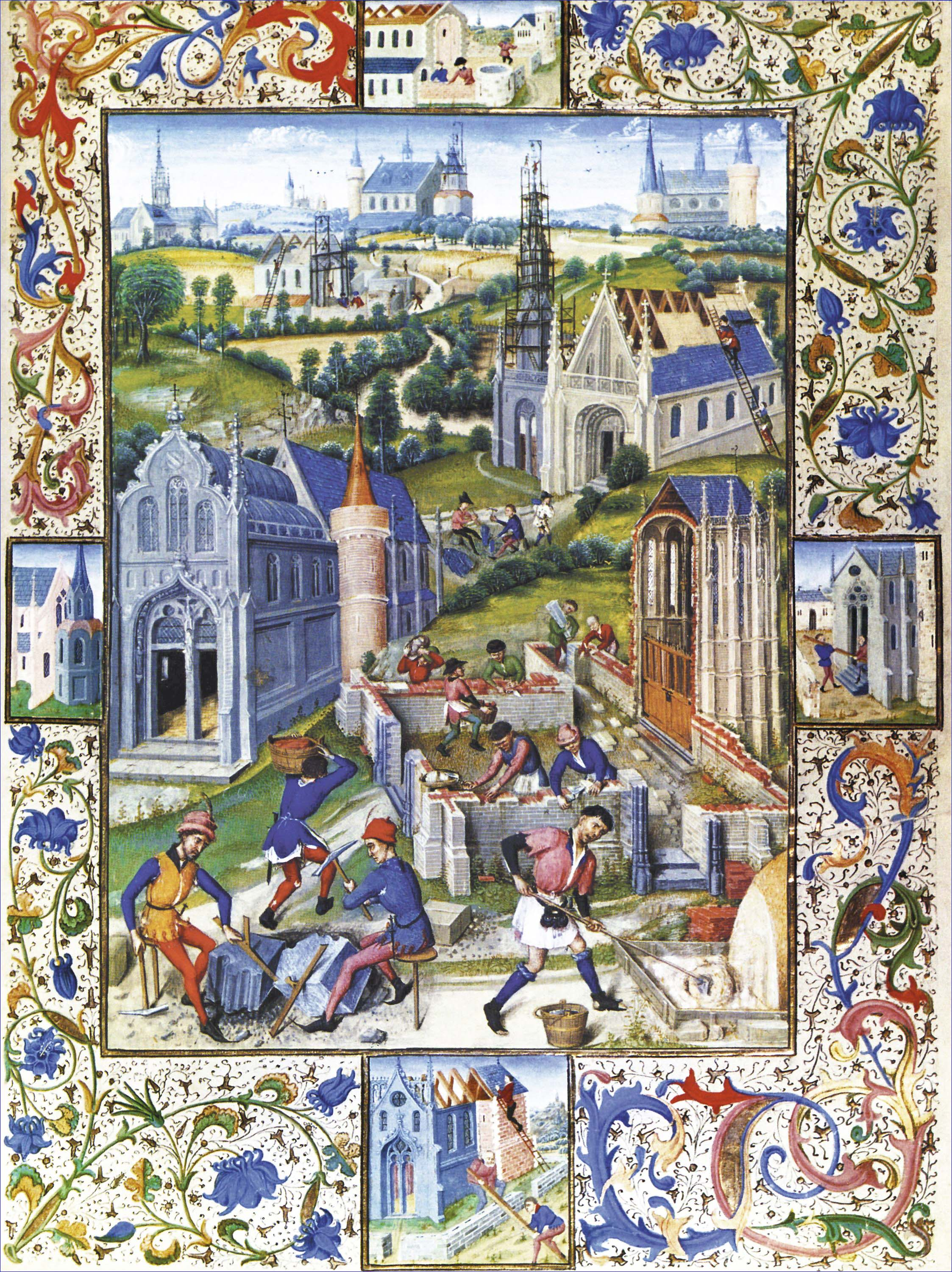
Travail de couverture sur des églises. Enluminure du XIIIe siècle.

Les châteaux ne sont plus couverts en plomb ; celui-ci est trop cher et trop dangereux en cas d’incendie. La toilette du matin et les toilettes sont plus que rudimentaires. Placées en surplomb, les toilettes des châteaux-forts manquent beaucoup de confort. Mais il semblerait qu’à cette époque se laver serait un signe de luxure. Mais passons vite cette époque, qui fut pour les plombiers gaulois le néant de la nuit mérovingienne avant de revenir sur la scène de leurs exploits.
Au fil des siècles et dans la nuit des invasions barbares, la tradition se perpétue tout de même un peu chez les plombiers, en effet, le clocher de la première église Saint-Jean-du-Marché de Troyes était « ...entourée d’une couronne en plomb doré... », un don, semble-il, du roi Louis II dit Le Bègue, lors de son sacre par le pape Jean VIII dans cette même église en l’an 877. Au début du XIIe siècle, l’abbé Étienne de Tournai fait reconstruire l’église Sainte Geneviève avec une couverture en lames de plomb. Le plombier recouvre les combles et les terrasses, ainsi que certaines parties de façades en bois afin de les protéger des intempéries et de ne pas perdre la main.

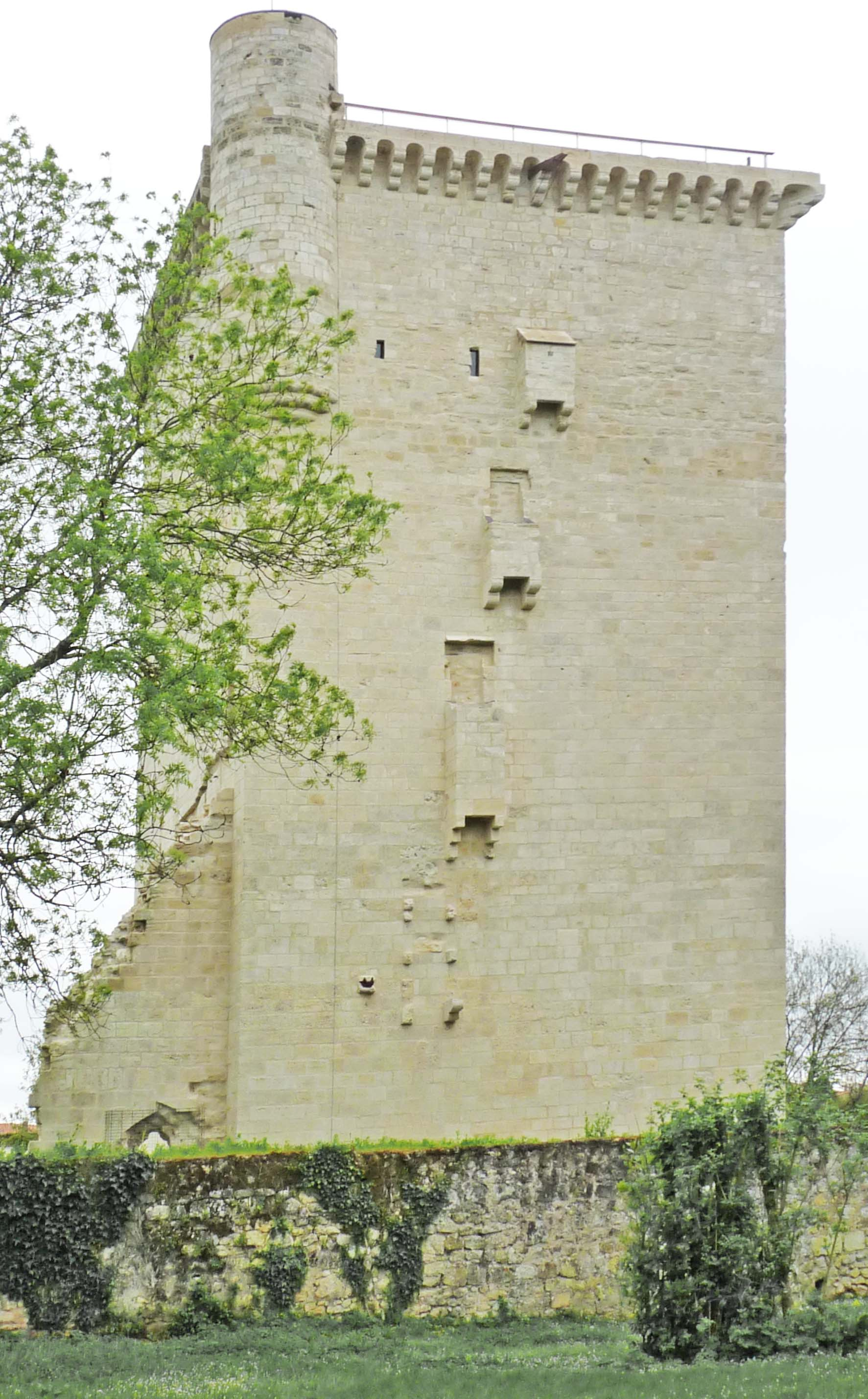
Extérieur des latrines de la Tour de l'Honneur de Lesparre-Médoc.

En l'an 852, l'abbé Loup de Ferrières, ou Loup Servat, abbé de l'abbaye de Ferrières-en-Gâtinais, s'adresse à Æthelwulf, roi de Wessex — royaume Anglo-Saxon au sud-ouest de l'Angleterre — pour obtenir le plomb nécessaire à la couverture du clocher de l'église abbatiale Sainte Marie. L'habitude d’appeler un édifice religieux Notre Dame, date du XIIe siècle, au moment de la christianisation de la Gaule on employait plutôt le terme de Sainte Marie. Ayant eu satisfaction, à son achèvement le clocher fut recouvert de feuilles de plomb, ce qui le protégea jusqu'à son incendie en 1426.
« ...Au Roi Ethelwulf, pour la louange et la gloire de Dieu [...] depuis que votre ferveur dans le culte de Dieu m'a été révélé par Félix, qui remplissait auprès de vous l'office de secrétaire [...] nous nous efforçons de couvrir de plomb l'église de notre monastère, qui est situé à l'intérieur des terres qu'on appelle Ferrières [...] si vous le jugez bon aidez-nous pour l'honneur de Dieu, à achever notre tâche, eu égard non à notre mérite, mais à la récompense divine parce que nous intercédons en votre faveur [...] Loup de Ferrière. Lettre XIII. »

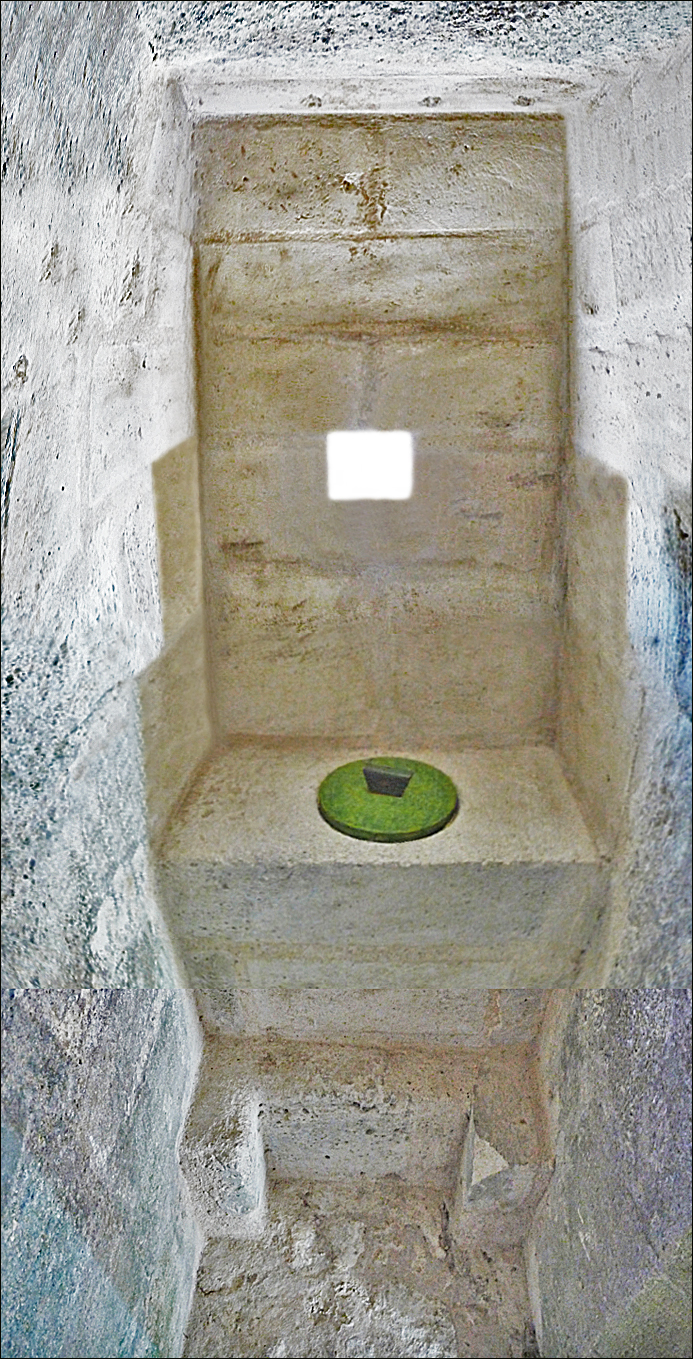
Intérieur des latrines de la Tour de l'Honneur de Lesparre-Médoc.

Il fut restauré au XVIIe siècle, mais frappé par la foudre il s'écroula en 1739. Rapidement reconstruit il devint bien de la République de l'An II (1793 - 1794) et la couverture en plomb fut fondu pour les besoins de la guerre ; reconstruit en 1840, le clocher et sa couverture en plomb sont démolis par mesure de sécurité suivant décision du Conseil Municipal du 21 août 1852.
« Des travaux urgents et indispensables sont réclamés pour l'église de Ferrières [...] pour prévenir un éboulement dans la charpente [...] ainsi que la chute d'un clocher de plomb qui se trouve au-dessus du cœur [...] Le clocher fut rasé à sa base, une plate-forme construite et recouverte d'ardoises, mais le clocher n'a jamais été reconstruit. » « Comme le dit Viollet le Duc, « La plomberie remplit un rôle important dans l'architecture du Moyen Âge ; c'était d'ailleurs une tradition antique [...] L'industrie du plombier remonte donc aux premiers siècles du Moyen Âge... »

#### Cathédrales

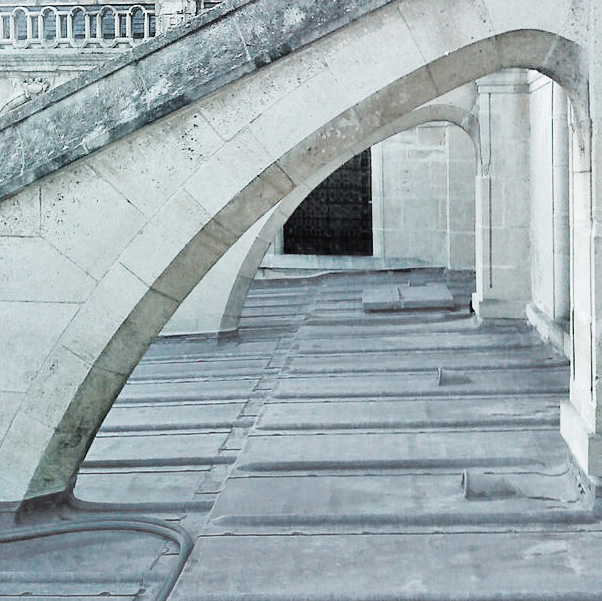
Couverture en plomb sous arcs-boutants. Cathédrale du Havre. Travaux de rénovation.

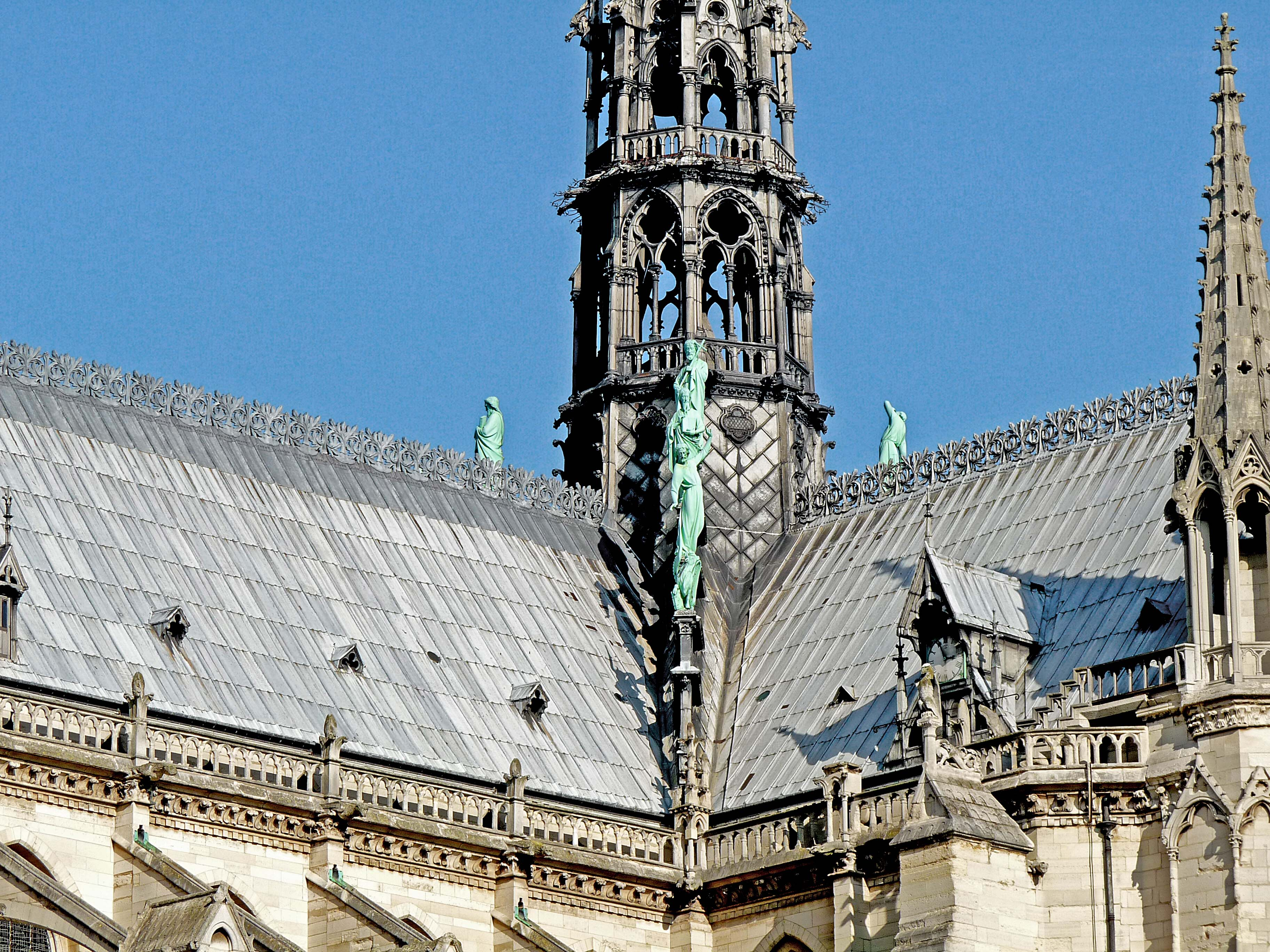
Couverture en plomb sur la cathédrale Notre-Dame de Paris..

La cathédrale de Chartres, partiellement ravagée en 1194, le clocher nord fut repris et surélevé au XIIIe siècle, avec une flèche à la charpente en bois et une couverture en plomb. Lors de sa construction, la cathédrale Notre-Dame de Paris a nécessité 1 320 plaques de plomb ; l'importance et le chef-d'œuvre de sa charpente que l'on nomme – la forêt – supporte une couverture en plomb d'un poids de 210 tonnes.
La cathédrale Saint-André de Bordeaux, consacrée par le pape Urbain II le 1er mai 1096, avait une couverture en plomb. Le samedi 25 août 1787, l'imprudence d'un couvreur travaillant sur la voûte principale, déclencha un incendie qui consuma en moins de deux heures la charpente du chœur. Elle fut recouverte en 1812 avec des matériaux moins fragiles en cas d'incendie.
Les plombiers allaient montrer leur art dans les maisons de Dieu. Pas de pierre évier ou de salles de bains en ces lieux, mais ces constructions ont un toit et ce toit était souvent en plomb et le plomb en ces temps c’est l’affaire du plombier, même si à cette époque il s’appelle encore couvréeur. Couvreur il l’est et son travail est la recouverture des mésons, mais le métier est encore régi par la corporation des charpentiers et placé sous l’autorité du Premier Charpentier du Roi.

#### Corporations
Le Livre des Métiers ou Établissements des Métiers de Paris, ordonné par Louis IX (Saint Louis) et réalisée en 1258 par le prévôt des marchands Étienne Boyleaux, sur les corporations de Paris précise que :
« ... les couvreurs faisaient partie de la réglementation (corporation) des charpentiers, car il s'agissait des couvreurs en merrain (chêne), la couverture en tuiles et en ardoises s'exécutant très probablement, à cette époque, par les maçons qui avaient, sans doute, des ouvriers couvreurs attachés à leurs ateliers ». Le Livre des Métiers ne s'occupe que des couvreurs en bardeaux concernant les charpentiers [...] et toutes manières d'autres ouvriers euvrent du tranchant en merrien […] c'est-à-dire les couvreurs ou recouvreurs de mesons, chapitre XLVIII du statut des charpentiers.

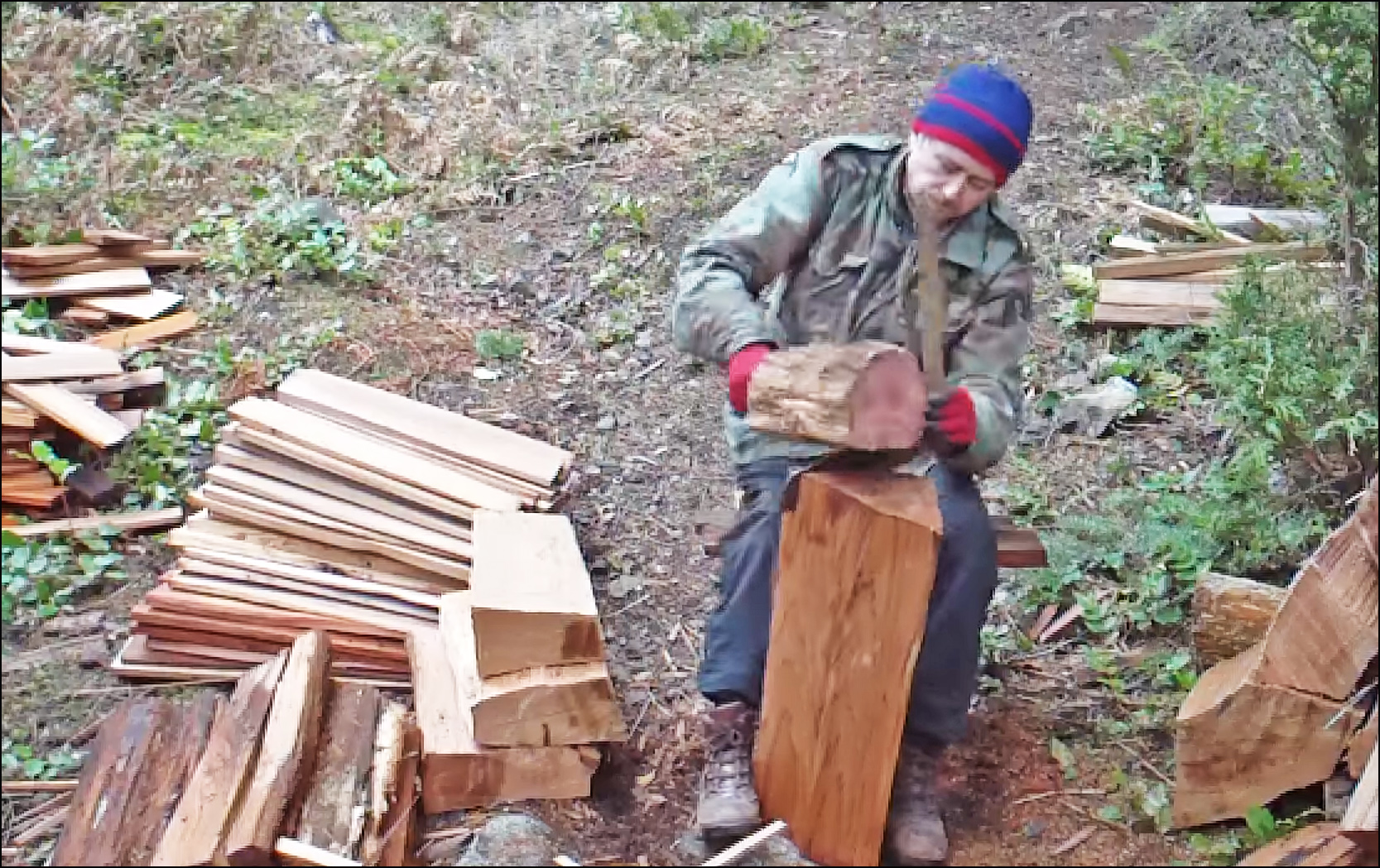
Fendeur traditionnel de bardeaux de cèdre rouge.

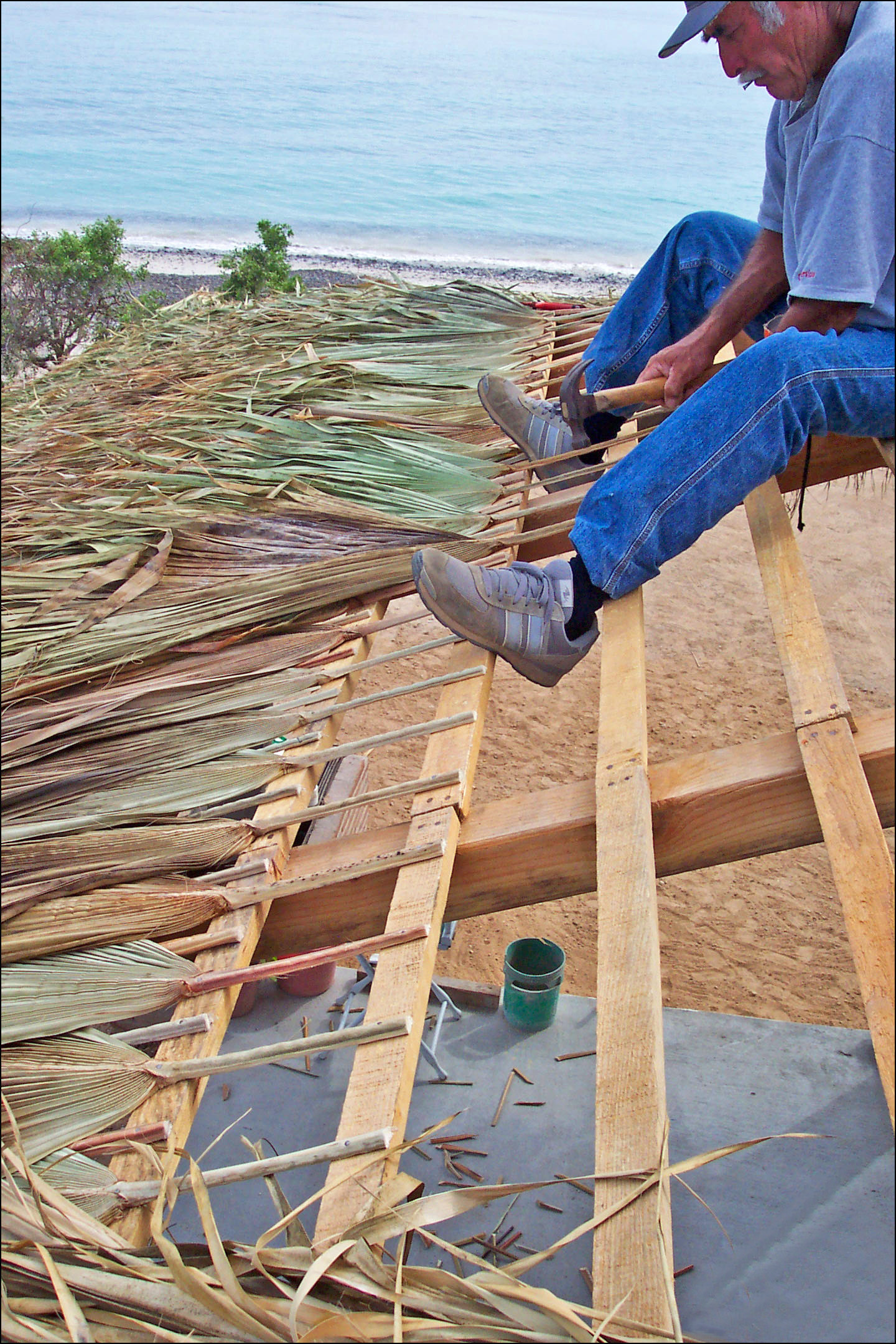
Couverture traditionnelle mexicaine en feuilles de palmier.

Dans le Livre des Métiers, aucun ouvrier ne porte le nom de plombier, il ne recense même pas encore les couvreurs et ne parle que des charpentiers au sein de la même organisation juridique. « La création d'un Maître Charpentier du Roi, placé au-dessus des jurés de chaque communauté, fut un réseau jeté sur elles par le despotisme ombrageux du monarque. Le peuple devenait fort, il inquiétait le pouvoir. On voulut s'immiscer dans ses affaires intimes, connaître ses secrets, les ressources de la grande famille industrielle, et sous la pompe d'un mot, sous le vernis de l'honneur prétendu que la cour voulait faire à la classe industrielle, disparurent beaucoup de libertés qui devaient lui être chères... » Le privilège du Premier Charpentier du Roi fut aboli sous Philippe le Bel par un arrêté du Parlement en 1314. Au XIIIe siècle, les statuts des charpentiers sont particuliers et le couvreur y figure au même titre que les charrons, les tonneliers ou les huissiers (menuisiers). Le Livre des Métiers d'Étienne Boileau, dénombre un total de cent-trente associations corporatives, mais seulement six du bâtiment, aucune corporation de la couverture, ce qui ne veut pas dire qu’il n’y avait pas de couvreurs, mais pas encore organisés et indépendants, ils dépendaient des charpentiers et les recouvreurs de mésons avec eux. Dans le haut Moyen Âge, la couverture des maisons est faite par plusieurs métiers, en fonction du matériau utilisé, chacun des métiers ne pouvait empiéter sur un autre métier.
Il y a des recouvreurs de mésons pour la couverture en chaume, le charpentier pour la couverture en merrain (chêne), la tuile et l'ardoise sont encore posées par les maçons jusqu'au XVIe siècle et la couverture en plomb formée et posée par les plombiers. L'article XIV des statuts des couvreurs accordés par Charles IX en juillet 1566 précise que : « ...ne pourrons les maçons, charpentiers et autres, entreprendre et faire ou faire faire, ne marchander, pour les bourgeois ou autres, aucun ouvrage de couverture, soit en thuile ou en ardoise, sous peine de l'amande [...]. Avant cela [...] Dans les temps anciens, le charpentier couvrait en merrain, le maçon couvrait en tuiles et en ardoises [...] la tradition avait conservé ses droits les maçons et les charpentiers pouvaient encore, au XVIe siècle, faire eux-mêmes des travaux de couverture, au mépris des privilèges accordés aux couvreurs. »

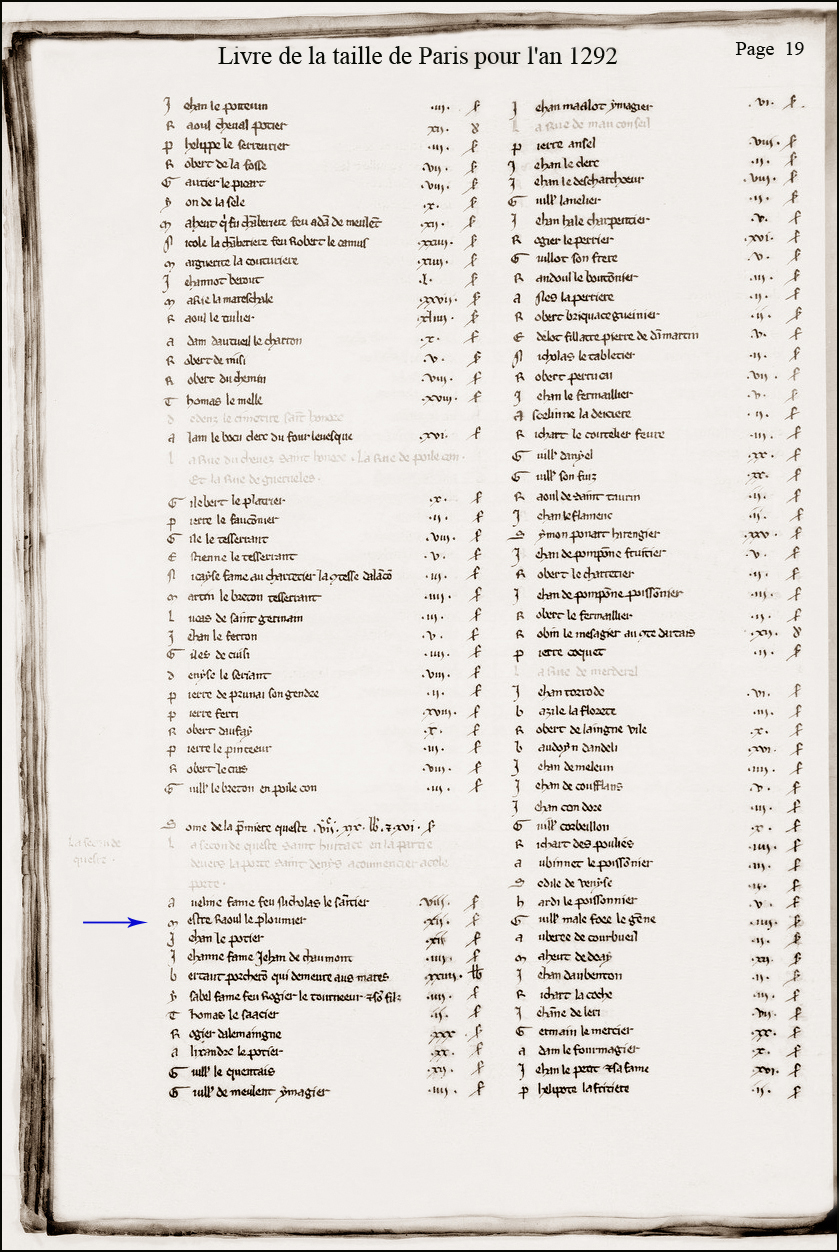
L'inscription de Mestre Raoul le ploumier.
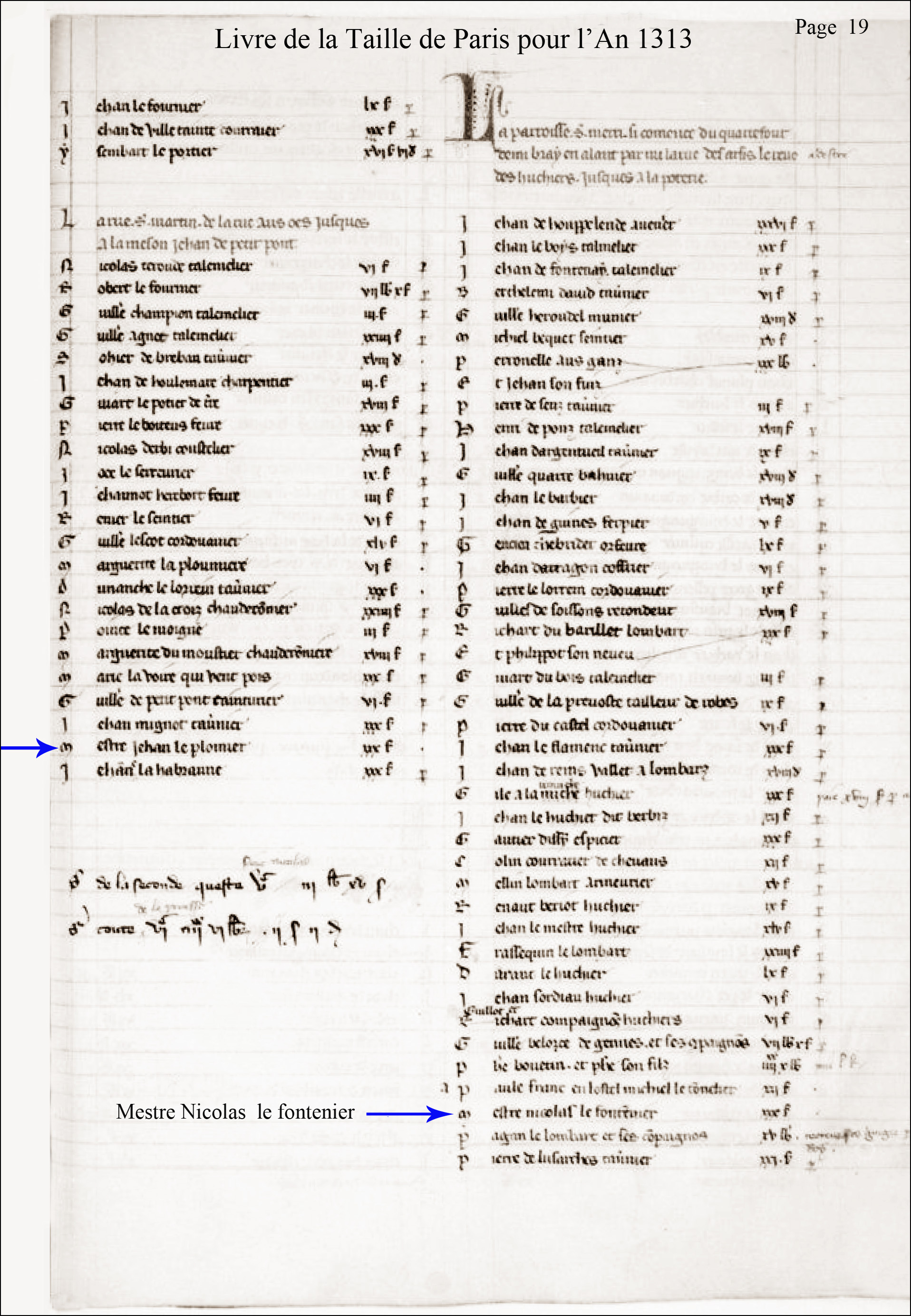
Le livre de la Taille de Paris pour l'an 1313. Plombier et fontainier.
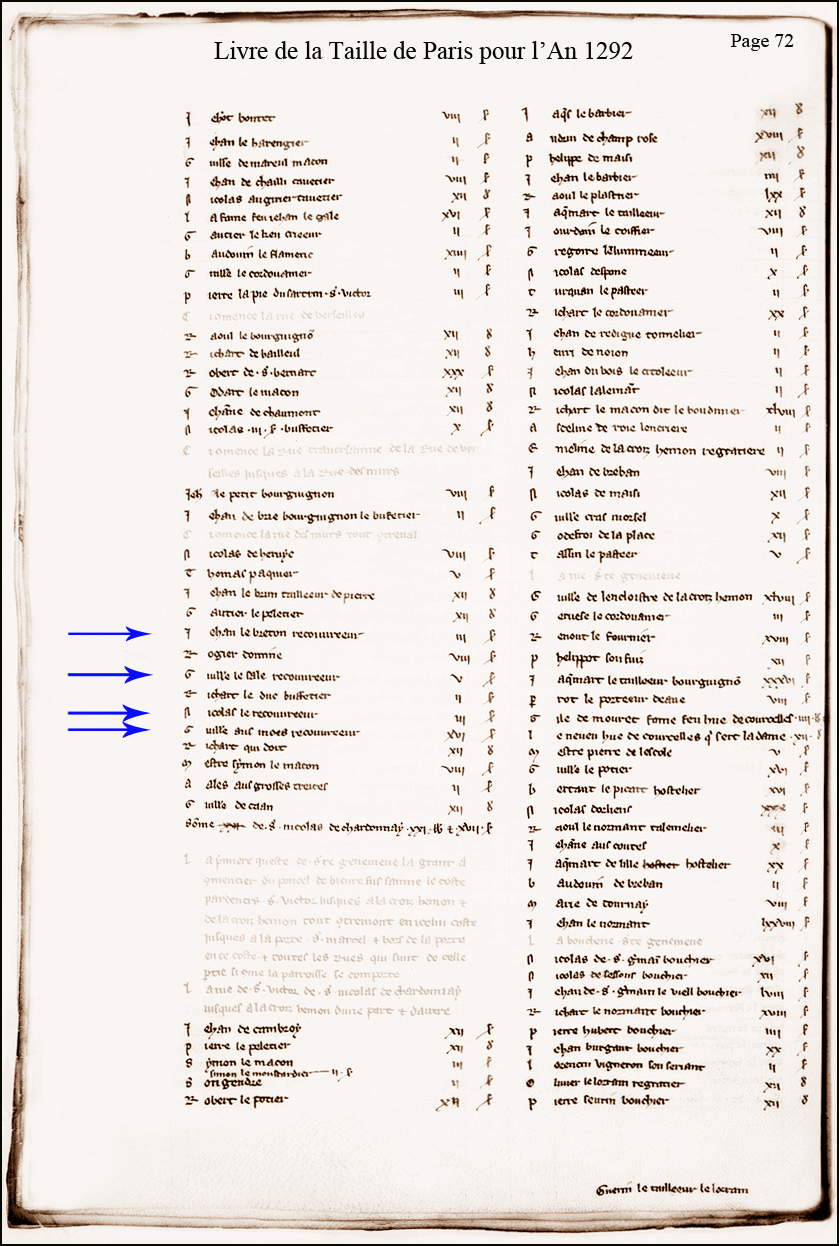
Le livre de la Taille de Paris pour l'an 1292. Les recouvréeurs.
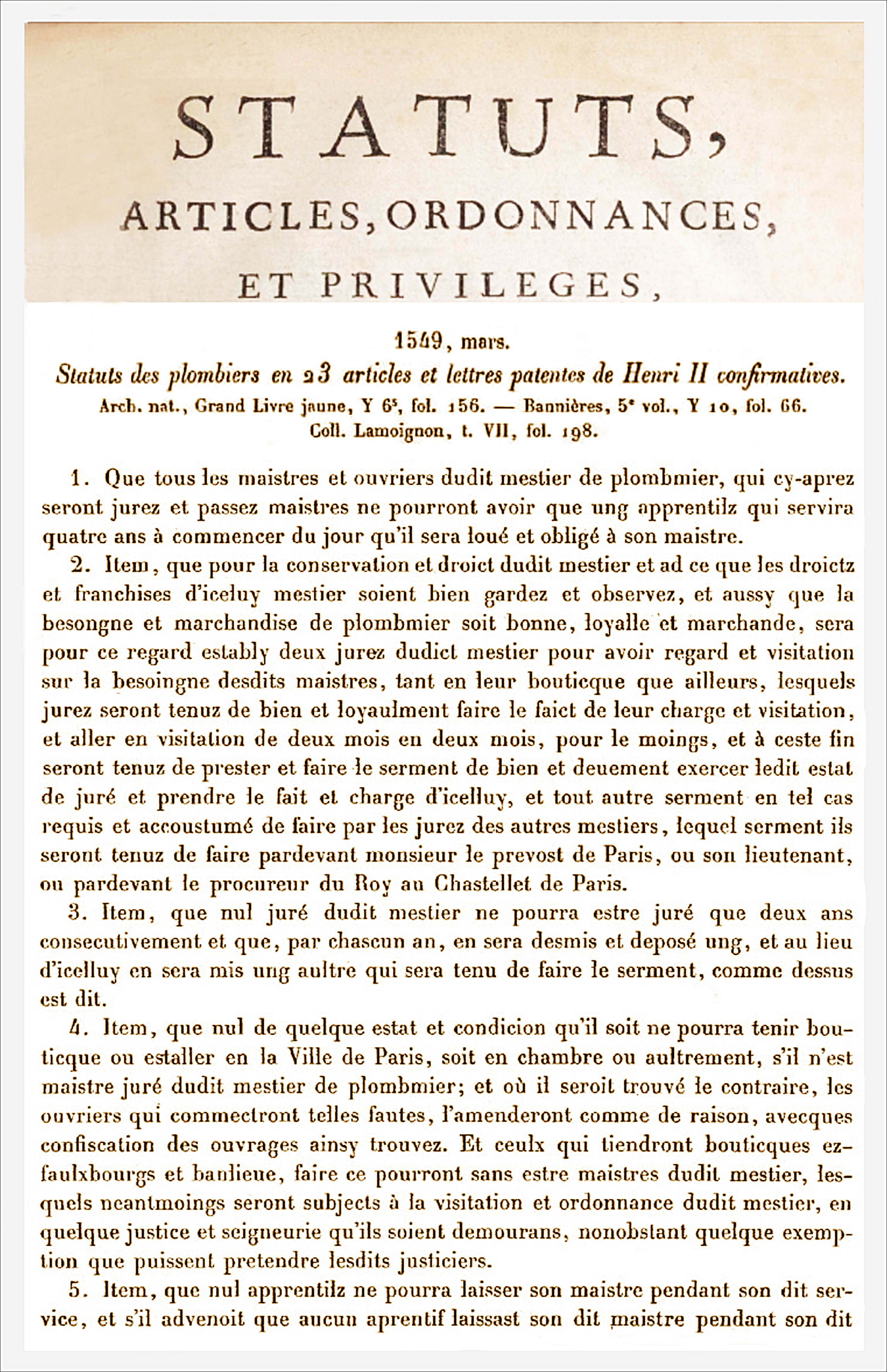
Premiers statuts des plombiers en 1549 en vingt-trois articles.
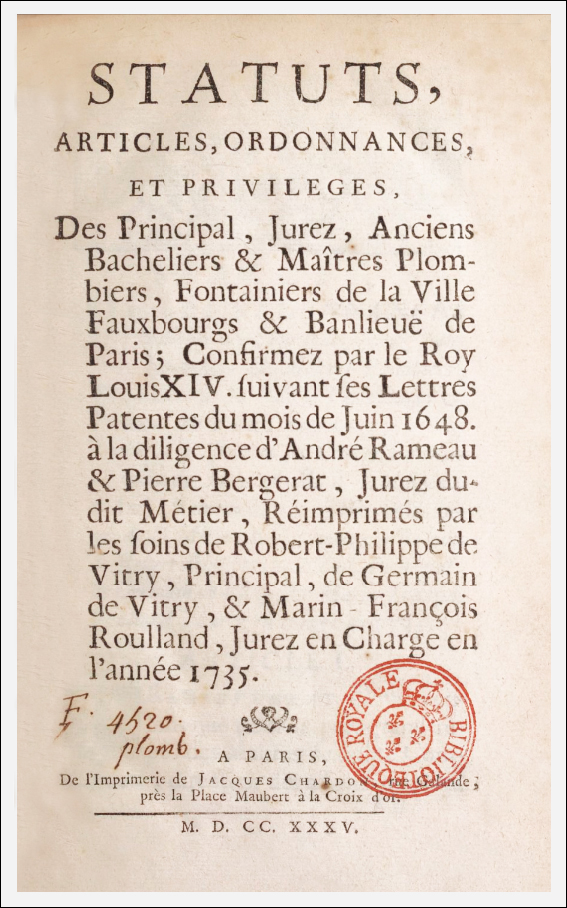
Confirmation par le Roi Louis XIV des statuts des plombiers en 1648.

Les couvreurs furent érigés en communauté distincte par le prévôt de Paris, Gilles IIaquin, qui promulgua leurs statuts le 23 février 1328. Ils furent corrigés et augmentés le 5 avril 1449, puis en 1566. « Dans les pays de souveraineté royale, le métier était une propriété du monarque qui l'accordait, à titre de récompense, comme il aurait donné un fief, à l'un des officiers de sa couronne. […] Dans les autres parties de la France, le droit d'accorder des statuts aux corporations et d'en nommer les officiers, était exercé par les seigneurs, les évêques et les abbés ».
Chaque communauté de métier avait sa confrérie, institution de tradition romaine ; la confrérie des maîtres couvreurs parisiens avait sa chapelle placée sous l'invocation de Saint-Blaise, dans l'église Saint-Julien-le-Pauvre. La confrérie des plombiers, instituée beaucoup plus tard, était placée sous le patronage de la Sainte-Trinité.

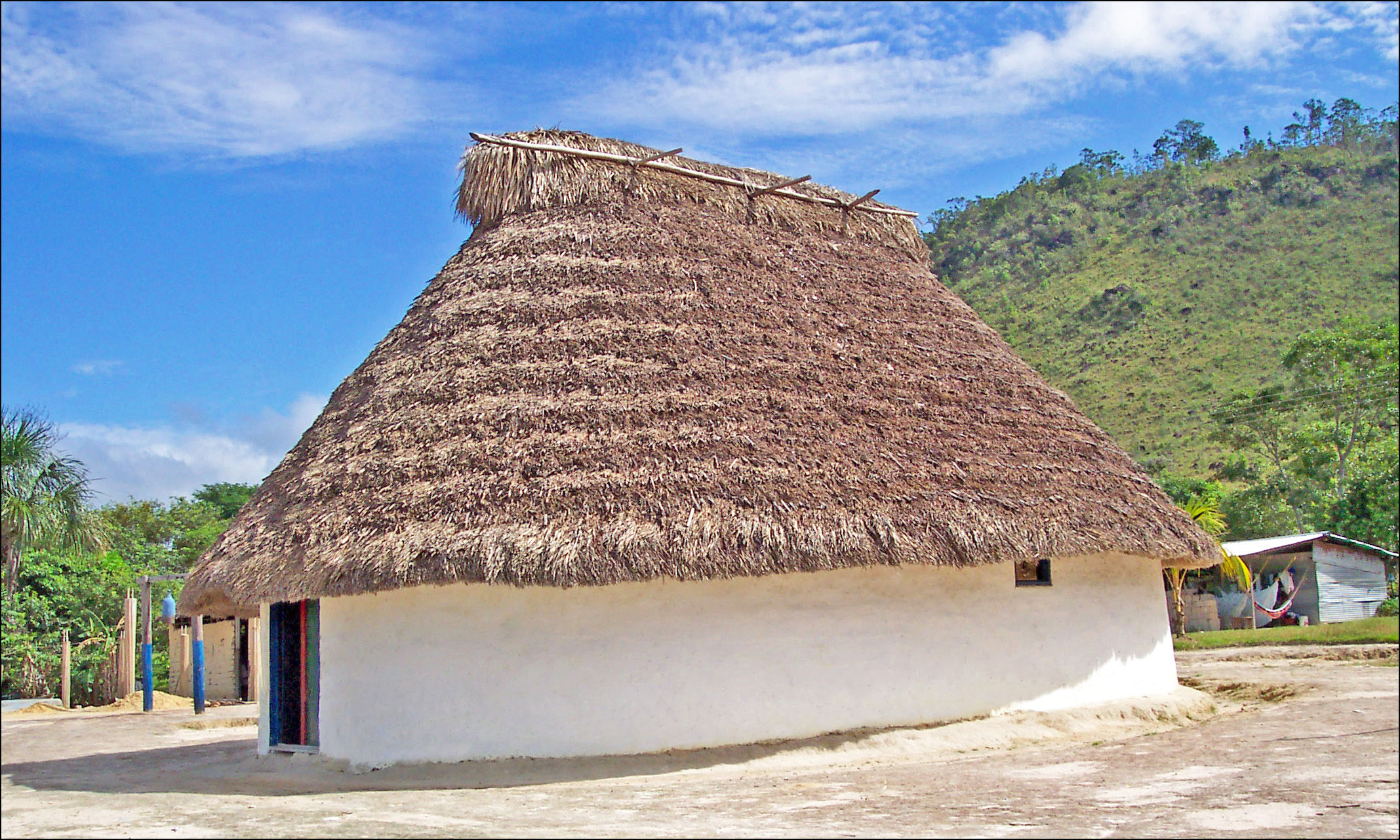
Couverture traditionnelle vénézuélienne en chaume.

Le Livre des Métiers, ne parle aucunement des plombiers. Quand il s'agissait de couvrir quelque édifice avec des lames de plomb, le travail était confié aux couvréeurs qui s'adjoignaient des ouvriers spécialisés dans le travail du plomb. Les plombiers, couvreurs d'édifices avec du plomb, se confondaient avec les couvreurs et recouvreurs de mésons jusqu'au XVIe siècle. «...quand l'on fera espiez (épis) pignons, lucarnes, enfaistements et aultres couvertures appartenant au dict mestier de plombmier, il conviendra... »
Le Livre de la taille de Paris, véritable impôt sur le revenu, concernait les chefs de famille, réparti arbitrairement d'après les signes apparents de richesse ; généralement, seul le nom du chef de famille est indiqué dans les registres. Son montant est fixé arbitrairement en fonction des besoins seigneuriaux et des capacités de la population, d'où la plainte des assujettis d'être taillables et corvéables à merci.
Pour l'an 1292, la taille (taille annuelle) est imposée à six couvréeurs, vingt-et-un recouvréeurs de mésons, trois chaumeurs, six tuiliers, trois fonteniers et un ploumier.
Pour l'an 1313, la taille (taille extraordinaire que Philippe le Bel leva pour armer chevalier, son fils aîné le roi de Navare) est imposé à trois couvréeurs, sept recouvréeurs de mésons, un fontenier, un soudeur et un plomier.

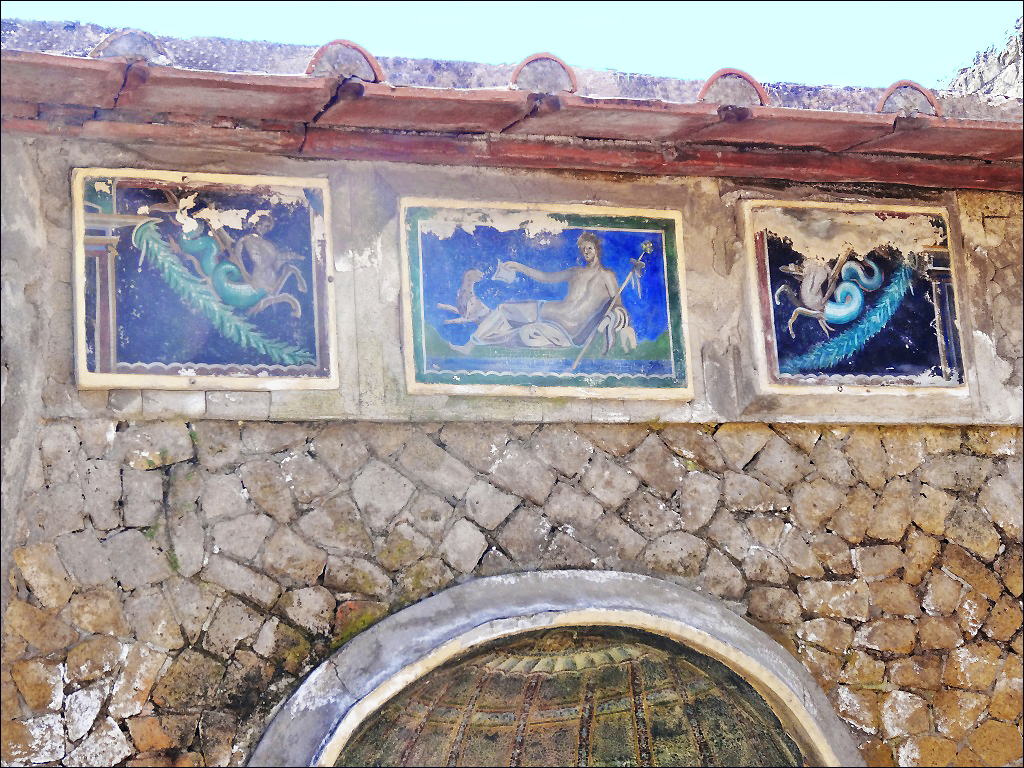
Couverture en tuile d’une maison à Pompéi.

Concernant le ploumier de la taille de 1292 – Mestre Raoul, il demeurait sur la paroisse Saint-IIuitace, en la partie devers la Porte Saint-Deny et le plomier de la taille de 1313, rien ne permet de croire qu'ils étaient des plombiers, au sens propre du métier. Aux XIIe et XIIIe siècles, les plombiers faisaient encore partie de la corporation des couvréeurs, eux-mêmes au sein de la corporation des charpentiers, avant d'obtenir leurs statuts en 1328. La littérature ancienne spécialisée ne parle ni de ploumier ni de plomier. Ils pouvaient s'apparenter à des marchands et fondeurs de plomb, mais également, à des brodeurs ou un faiseur de fléaux d'armes. Le chauméeur, peut désigner à la fois un marchand de paille, et/ou un couvreur en chaume. Les couvreurs de chaume étaient également désignés comme couvreurs d'estrain (du latin stramen paille).

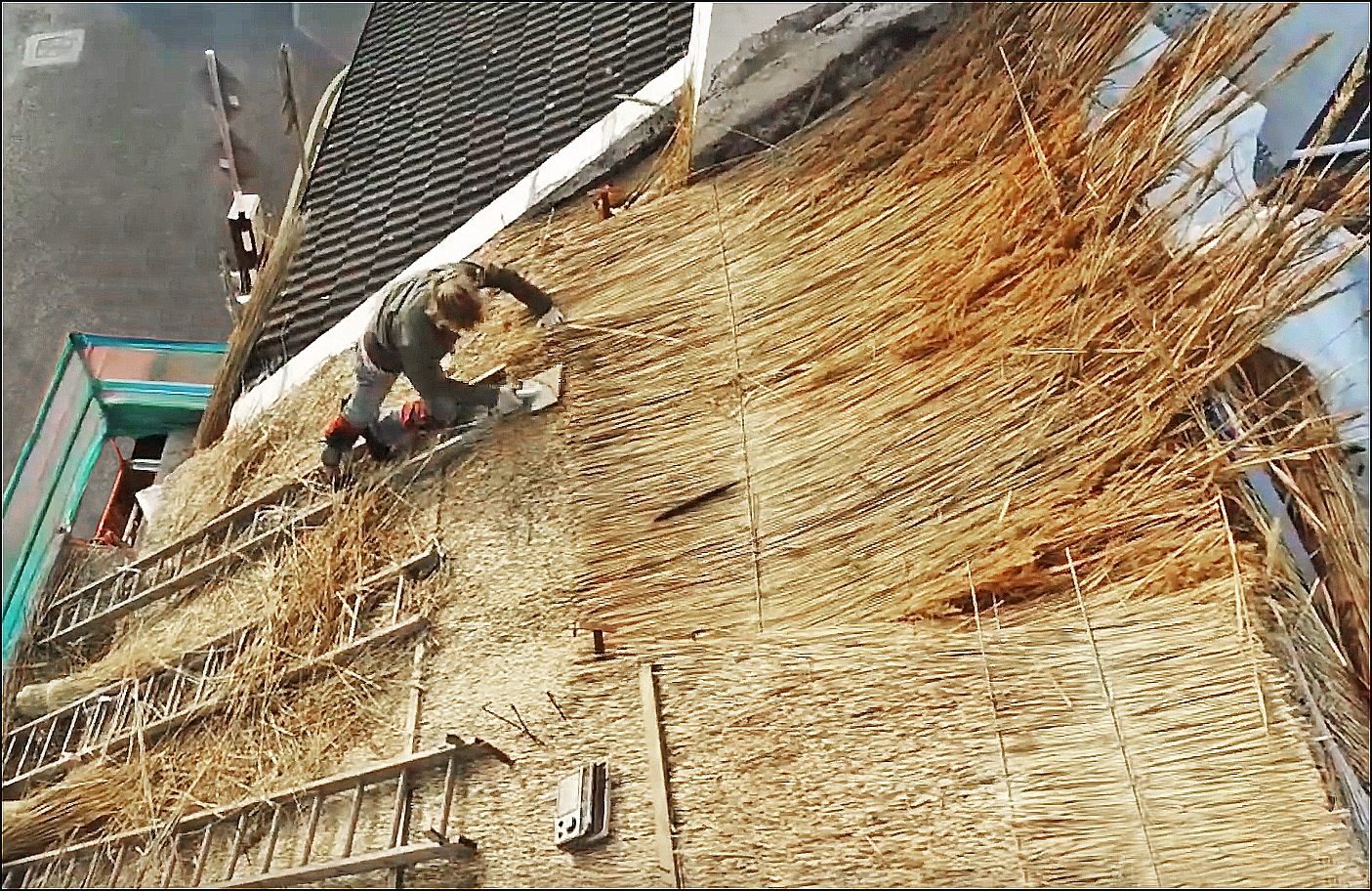
Chaumière au travail sur son toit.

Le soudeur, dont le nom de métier date de 1313 et spécifié dans la taille de 1313 du document de J.A. Buchon de 1827, est effacé ou illisible sur le manuscrit initial ; peut être un spécialiste de la soudure à l'étain, pour les tuyaux ou les tables de plomb, au service d'une entreprise de couverture.
Si en France, en ce début du XIVe siècle, les plombiers, spécialistes de la pose du plomb sur les édifices, sont encore appelés recouvreurs de mésons et font partie de la corporation des charpentiers, il n'en est pas de même en Angleterre où ils sont déjà appelés plumbers, ou du moins par le mot latin plombarius .
Pendant le règne du roi d'Angleterre Édouard II de 1307 à 1327, des travaux de réparation et de rénovation ont lieu sur le palais de Westminster Hall construit en 1097. Sur le chantier il y avait des carpenters, des tilers (couvreurs), des smiths (forgerons), des masons (stone masons) ou tailleurs de pierres, des torchiators ou plâtriers (du mot français torchis) et des plumbers ou plombiers. D'après le Grand Livre des dépenses, The Roll, le plombier John Valet était payé au prix de huit pences la journée, alors que son collège Semannus, du village de Estwelle, ne recevait que six pences par journée. Comme les charpentiers, le couvreur John le Tuler, ne gagnait que cinq pences par jour.

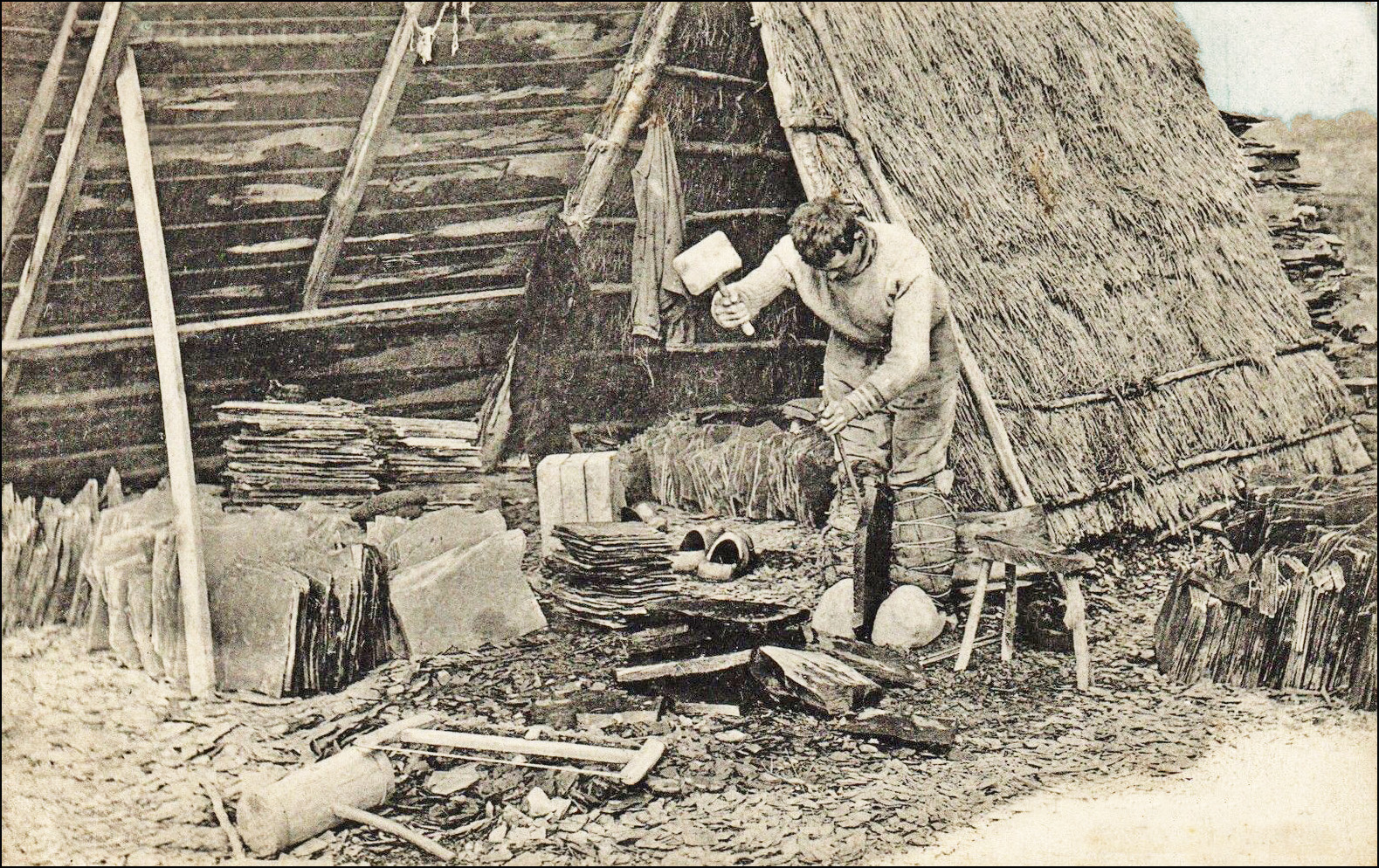
Fendeur traditionnel d'ardoises.

Il est indiqué également qu'avant les travaux de réfection, il fut procédé à la remise en état de l'atelier de plomberie « ... the old plumbing'shop - plumbaria... ». Il est également mentionné les paiements pour achat de charbon, charcoal et de lead and tin, (plomb et étain, pour préparer la soudure), pour les plombiers, ainsi qu'un quartern of tallow, (quartier de suif), (utilisé pour souder le plomb, faisant fonction de décapant avant l'utilisation de la stéarine).
Dans les Flandres, la charte du 3 septembre 1361, impose la présence aux processions pour les métiers de « ...charpentiers, maçons, couvreurs en tuiles, couvreurs en paille, plombiers... ». La charte des potiers d'étain appliquée aux plomiers ou plomcquiers (de l'ancienne orthographe flamande du mot plomb) indique : « Cependant les plombiers entreprenaient des travaux beaucoup plus considérables que les potiers d'étain, quand par exemple ils faisaient des toitures, et la ville avait son Maître Plombier. » Les plombiers étaient donc reconnus comme profession au XIVe siècle à Bruges par le Comte des Flandres, comme les cinquante-quatre autres métiers de la ville. »

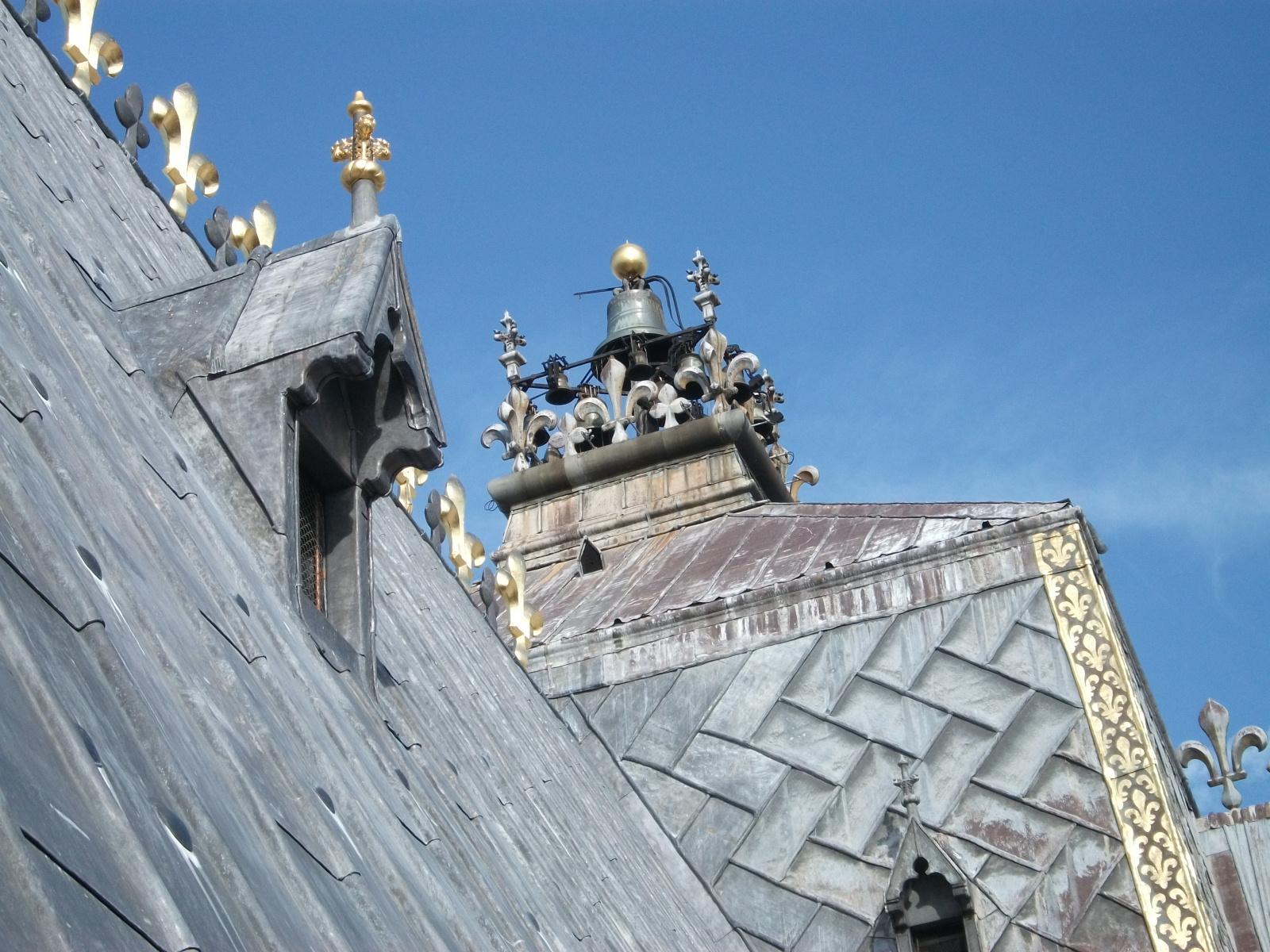
Couverture en plomb sur la cathédrale de Reims.

Après s’être organisé de longue date, la corporation des couvreurs et recouvreurs de mésons et donc des plombiers, qui façonnaient et posaient les tables de plomb pour couvrir les bâtiments, maisons bourgeoises ou cathédrales, se séparent de celle des charpentiers, ils sont érigés en corporation par le Préfet de Paris en 1321 et leurs statuts en six articles, promulgués le 23 février 1328, à la fin du règne de Charles IV. L’article Ier des statuts de la corporation des couvreurs, indique que chaque Maître ne pourra avoir qu’un seul apprenti, l’apprentissage durera six années et à la fin de celles-ci les statuts précisent : « …et en la fin du terme le valet aura toulz ses outiex frans du mestier... » en fait les outils sont laissés en pur don à l’apprenti devenu un valet, plus tard appelé compagnon. Les statuts des recouvreurs de mésons sont revus et corrigés en 1449 par le conseiller du roi Charles VII et chargé par celui-ci de la réforme des métiers de la ville de Paris.
L'ordonnance du roi de France Jean le Bon en février 1351, concernant principalement la réglementation des prix de facturation du travail, indique :

« Les maçons et les recouvreurs de maisons ne prendront à la saint Martin d’hiver jusqu’à Pâques que XXVI (26) deniers par journée et leur ayde que XVI (16) deniers et non plus. »

Le client était déjà une personne importante aux yeux du roi, puisque celui-ci, se préoccupait de son pouvoir d'achat. Si le mot couverture est utilisé déjà au milieu du XIIe siècle dans les écrits courants, le mot couvreur n’apparaît dans la langue française qu'au début du XIIIe La couverture des maisons est faite par plusieurs métiers, en fonction du matériau utilisé : il y a des recouvreurs de mésons pour la couverture en chaume, le charpentier pour la couverture en merrain (chêne), la tuile et l'ardoise sont encore posées par les maçons jusqu'au XVIe siècle et la couverture en plomb formée et posée par les plombiers. L'article XIV des statuts des couvreurs accordés par Charles IX en juillet 1566 précise que : « ... ni les maçons, charpentiers et autres [...] ne pourront faire ou faire faire des travaux de couverture, soit en tuile ou en ardoise... ». Avant cela « la tradition avait conservé ses droits : le charpentier couvrait en merrain, le maçon couvrait en tuiles et en ardoises. »

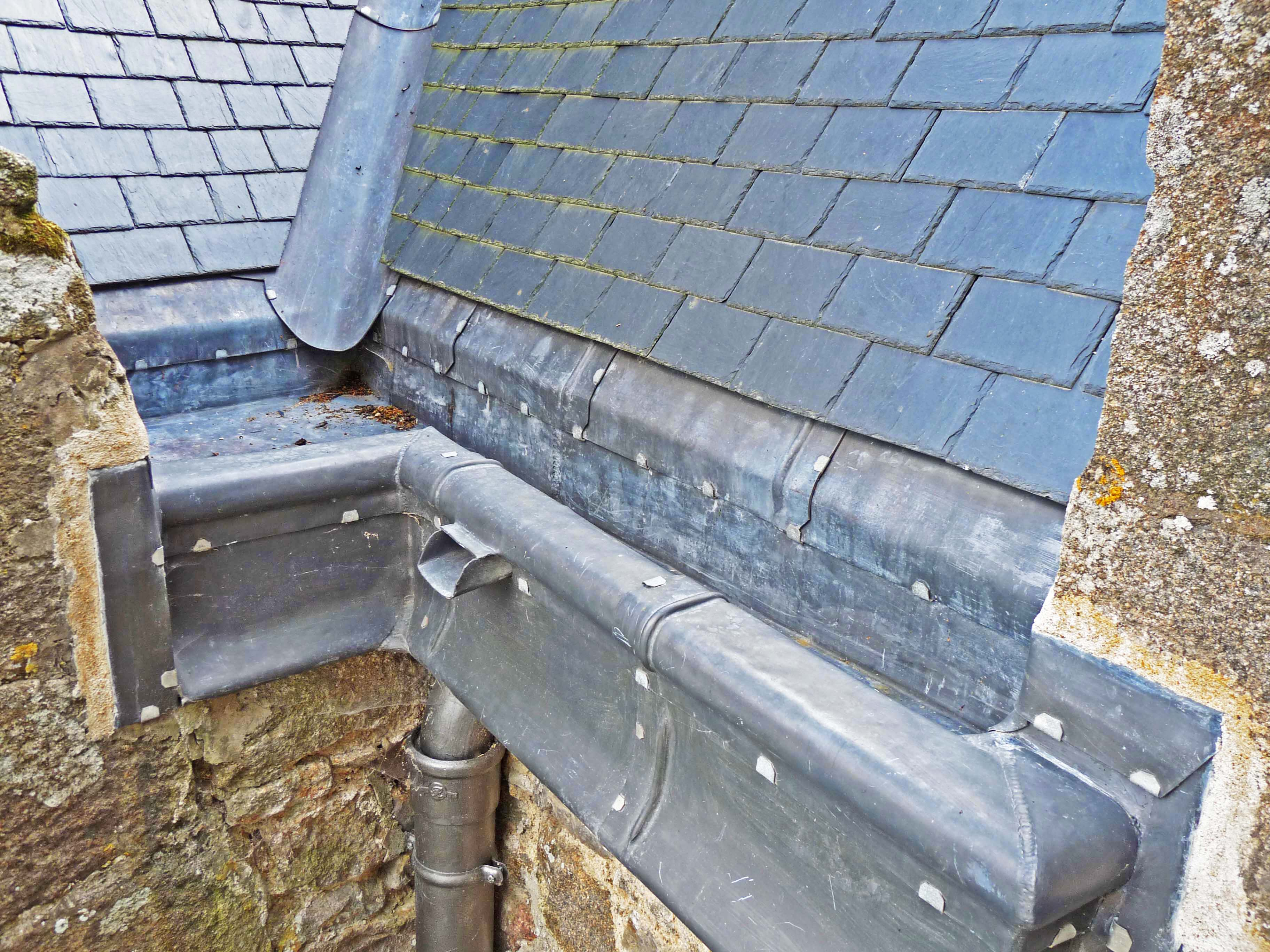
Chéneau, bande d'égout et noue en plomb. Château d'Harcourt. Travaux de rénovation.

Une charte du VIe siècle fait référence à une confrérie d'ardoisiers dans la ville de Funay dans les Ardennes. S'il y a du plomb, il y a des hommes spécialisés dans ce travail du plomb : les plombiers. La pose des tuiles et des ardoises, véritable métier, élevé en un art pour certains travaux, est totalement différente du travail du plomb dans la couverture d’un édifice tel une cathédrale, une flèche ou un poinçon, travaux de toiture, tuyaux de descente, gargouilles et autres revêtements de la pierre ou du bois.
L’esprit corporatif renaît avec les grands chantiers et le nombre d’ouvriers de plus en plus nombreux. Créée au sein même de la ville sinon du quartier, la corporation – appelée alors métier – regroupe des artisans d’un même métier et d’un même sentiment religieux, souvent dans la même rue. Lieu de rendez-vous des métiers du bâtiment, la rue de la Mortellerie, des maçons, commençait rue du Figuier et se terminait rue Jacques de Brosse, elle reçut le nom de l’Hôtel de Ville en 1835. « La place de Grève à Paris fut le rendez-vous des compagnons plombiers et couvreurs pour la recherche du travail ».

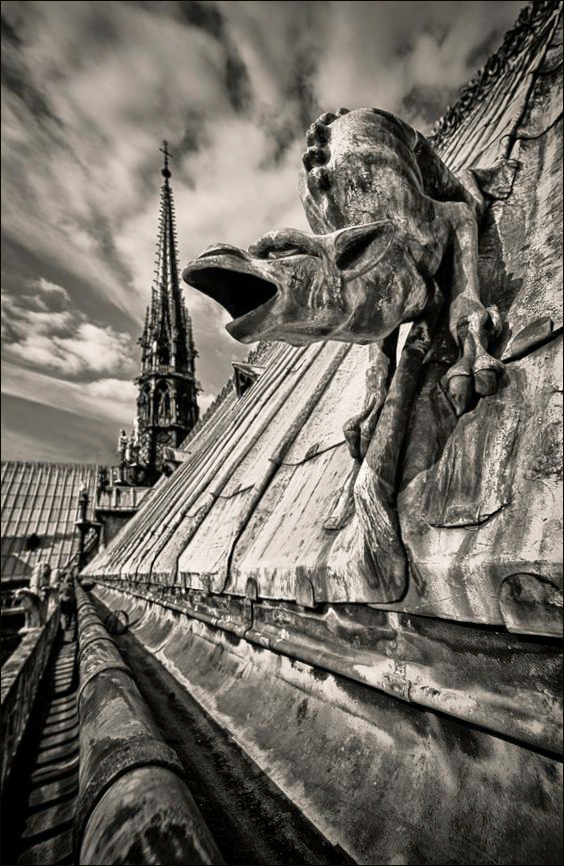
Gargouille-chimère, chéneau et couverture en plomb.

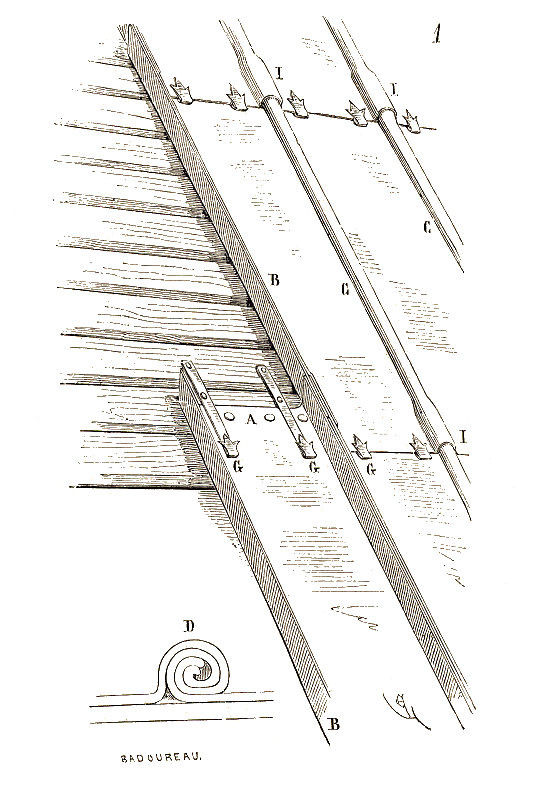
Mode d'assemblage en couverture plomb.

Au cours de cette période du haut Moyen Âge, les plombiers réalisent quelques travaux de ce qui deviendra leur vrai métier : celui de l’amenée et de l’installation de l’eau dans les maisons. Mais à la fin du Moyen Âge, à Paris, seules deux-cents maisons sont alimentées par des canalisations en eau de source du Pré-Saint-Gervais, Belleville ou Rungis. Les canalisations sont en plomb, certaines en bois. La majorité des habitants a donc recours aux fontaines publiques, pour leur alimentation en eau dite potable, ou bien est réduite à utiliser l'eau de la Seine. Le métier de base du plombier n'est pas encore très développé et ce n'est que trop lentement que l'eau arrivera dans toutes les maisons au cours des siècles suivants.
Au sein des corporations de plus en plus puissantes, l'artisan - le Maître - devient un privilégié, mais le métier devient très réglementé, à la fois par les règles de la corporation, mais aussi par le roi. Les règles des corporations touches non seulement les Maîtres mais aussi les ouvriers (valets ou compagnons) ainsi que les apprentis.

#### Monastères et abbayes

##### Monastère et eau
Chaque monastère dispose obligatoirement d'eau pour l'alimentation des lieux communs nécessaires à la vie des moines, ainsi qu'à l'alimentation des lieux liés à la vie spirituelle comme les baptistères.

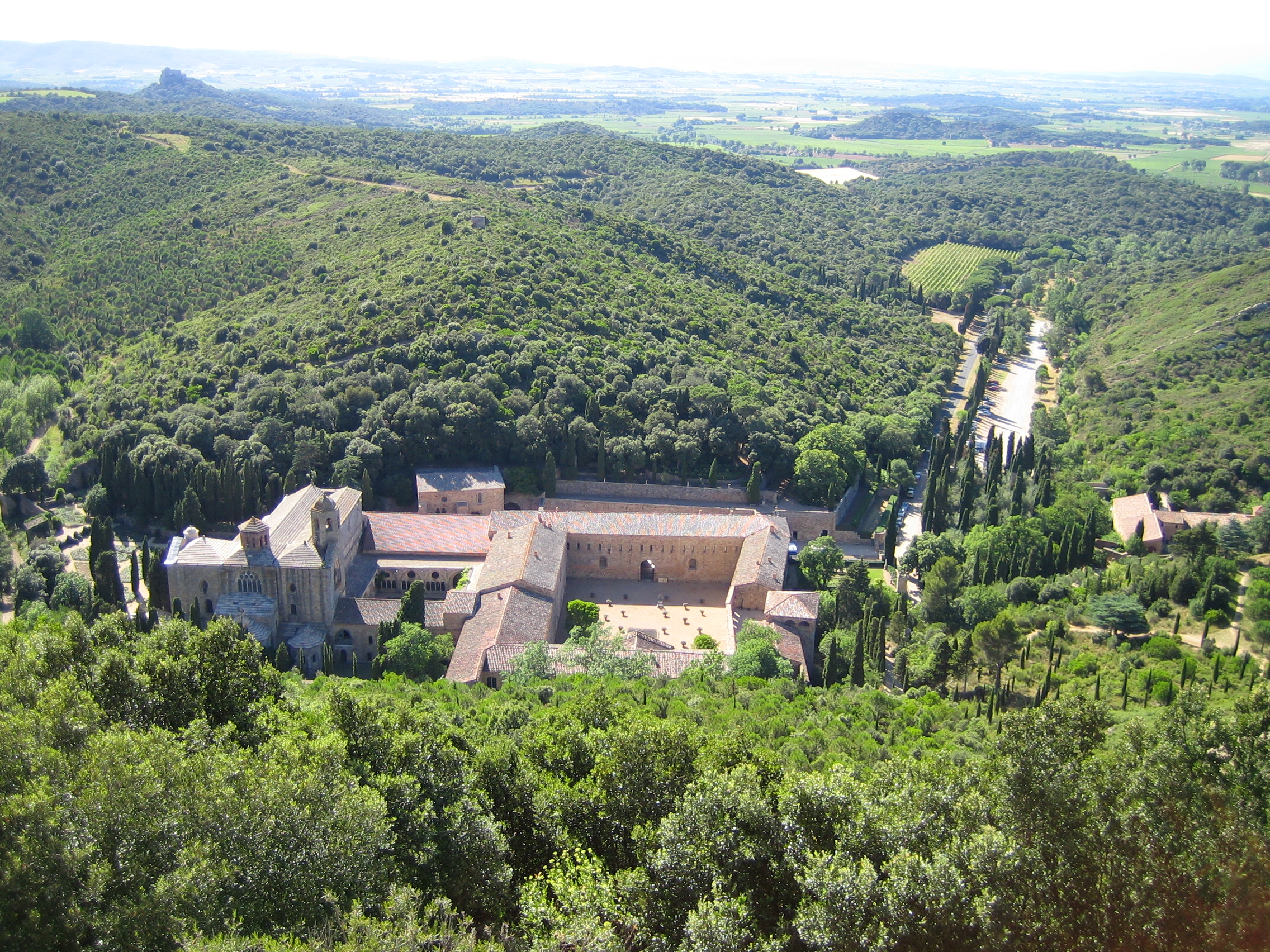
Abbaye de Fontfroide dans l'Aude.

Le Moyen Âge monastique donna un formidable élan dans la technique de construction de l'époque, même si les techniques utilisées, notamment dans l'hydraulique, furent moins des innovations qu'une transmission des savoirs et des savoir-faire de l'Antiquité. Dans les campagnes, les monastères pourraient avoir joué un rôle essentiel dans la transmission du savoir technique. Les abbés et les moines chargés de la construction des monastères, étaient instruits des techniques du captage, du transport et de l'utilisation de l'eau ; ils en furent les initiateurs et les concepteurs, les plombiers laïques en furent les réalisateurs.

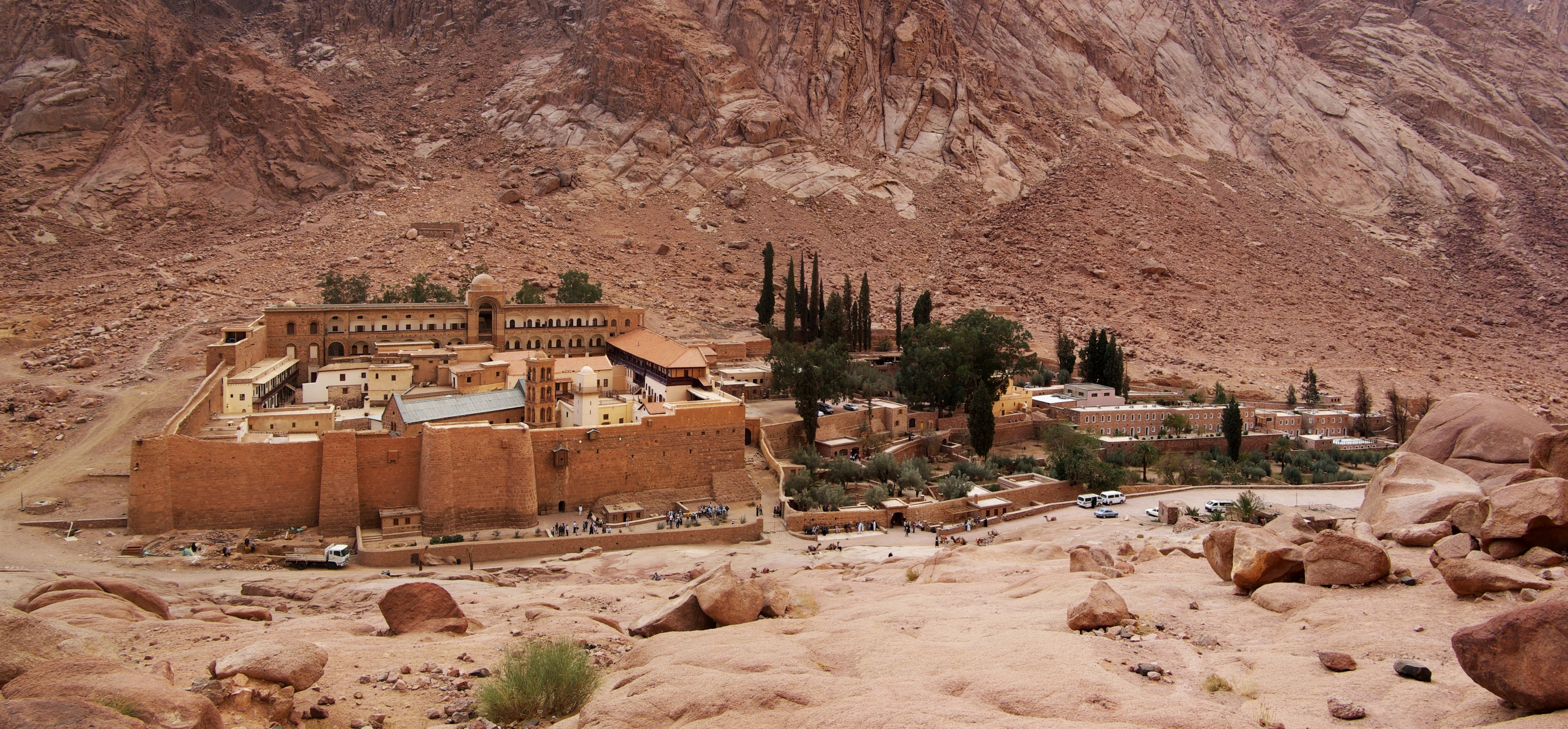
Monastère de Sainte Catherine du Sinaï.

L'eau est nécessaire à la vie du monastère ; celui-ci est souvent construit près d'un cours d'eau, mais parfois sur le flanc d'une colline. Le lieu d'implantation du monastère était important ; celui-ci devait être plus bas que le lieu de captation des eaux, afin d'avoir une certaine pression d'eau nécessaire pour alimenter les lieux d'utilisation dans le monastère et, être construit légèrement plus haut que le point de rejet des eaux usées, généralement une rivière ou un ruisseau. La récupération des eaux de pluie, des citernes de stockage et l'installation de réseaux séparatifs, venaient renforcer les besoins en eaux du monastère, avec parfois l'addition de l'eau d'un ou de plusieurs puits. Le plan hydraulique de l'abbaye Christchurch de Canterbury, réalisé vers 1150, illustre ces différents types d'approvisionnements en eau des monastères du Moyen Âge.

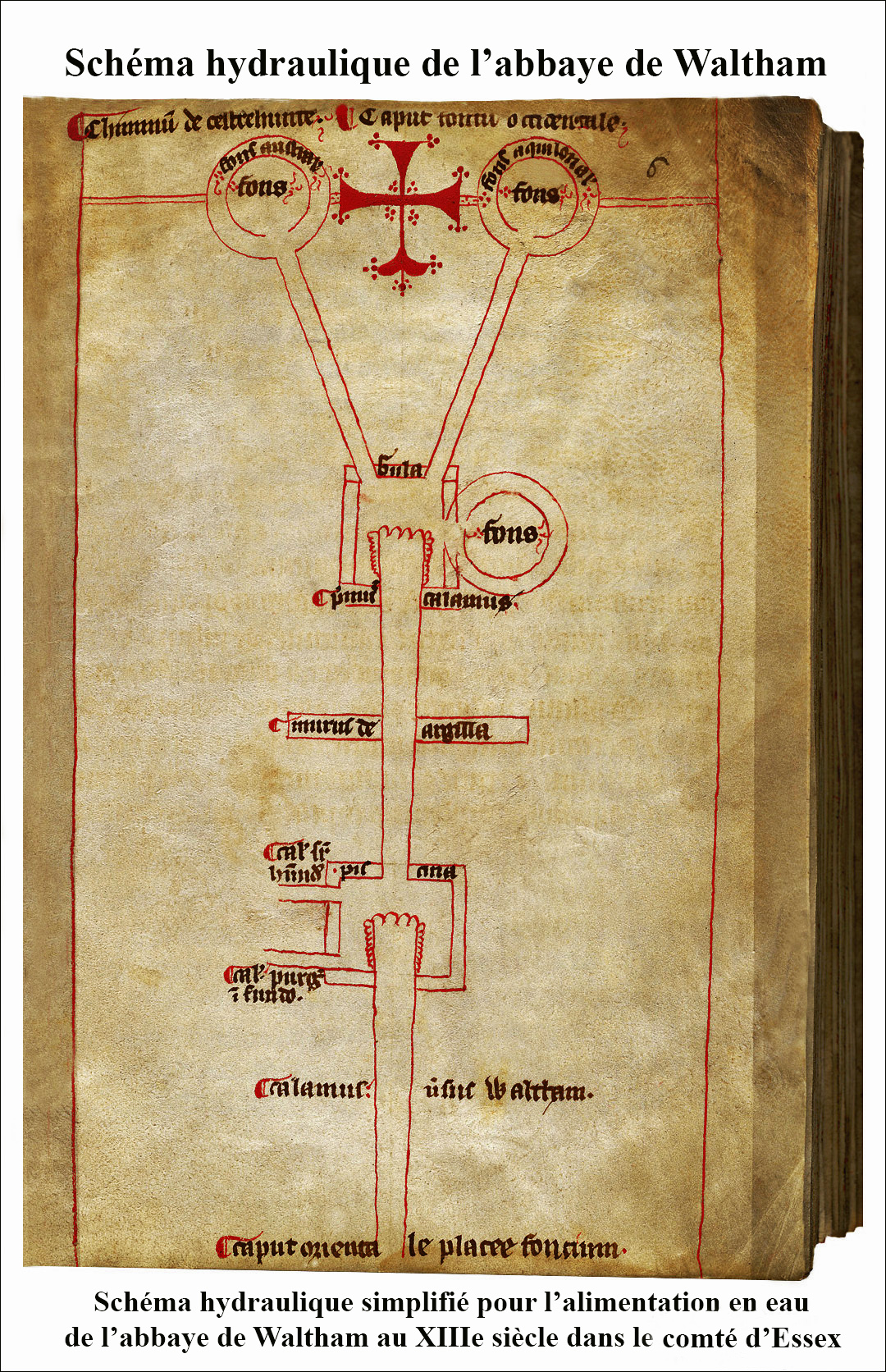
Schéma des sources, bassins et canalisations de l'abbaye de Waltham. Parchemin. Milieu du XIIIe siècle.

L'eau sera distribuée pour faire tourner le moulin, pour l'alimentation des viviers, l'arrosage des jardins, les besoins de la cuisine et de l'hygiène corporelle avec les fontaines et les lavabos, mais également pour l'évacuation des déchets, notamment ceux des latrines, (le monastère de Cluny a compté de 300 à 400 moines). L'eau est aussi utilisée pour le baptême, avec le bain rituel des populations : elle alimentera le bassin des baptistères ; l'eau s'oriente vers un usage liturgique. Le 25 décembre 498, Clovis est baptisé dans la religion catholique à Reims par l'évêque Rémi, avec 3000 de ses guerriers francs. Le plan de l'abbaye bénédictine de Saint Gall, en Suisse alémanique, daté des années 820, donne une disposition de chaque local nécessitant une alimentation en eau.

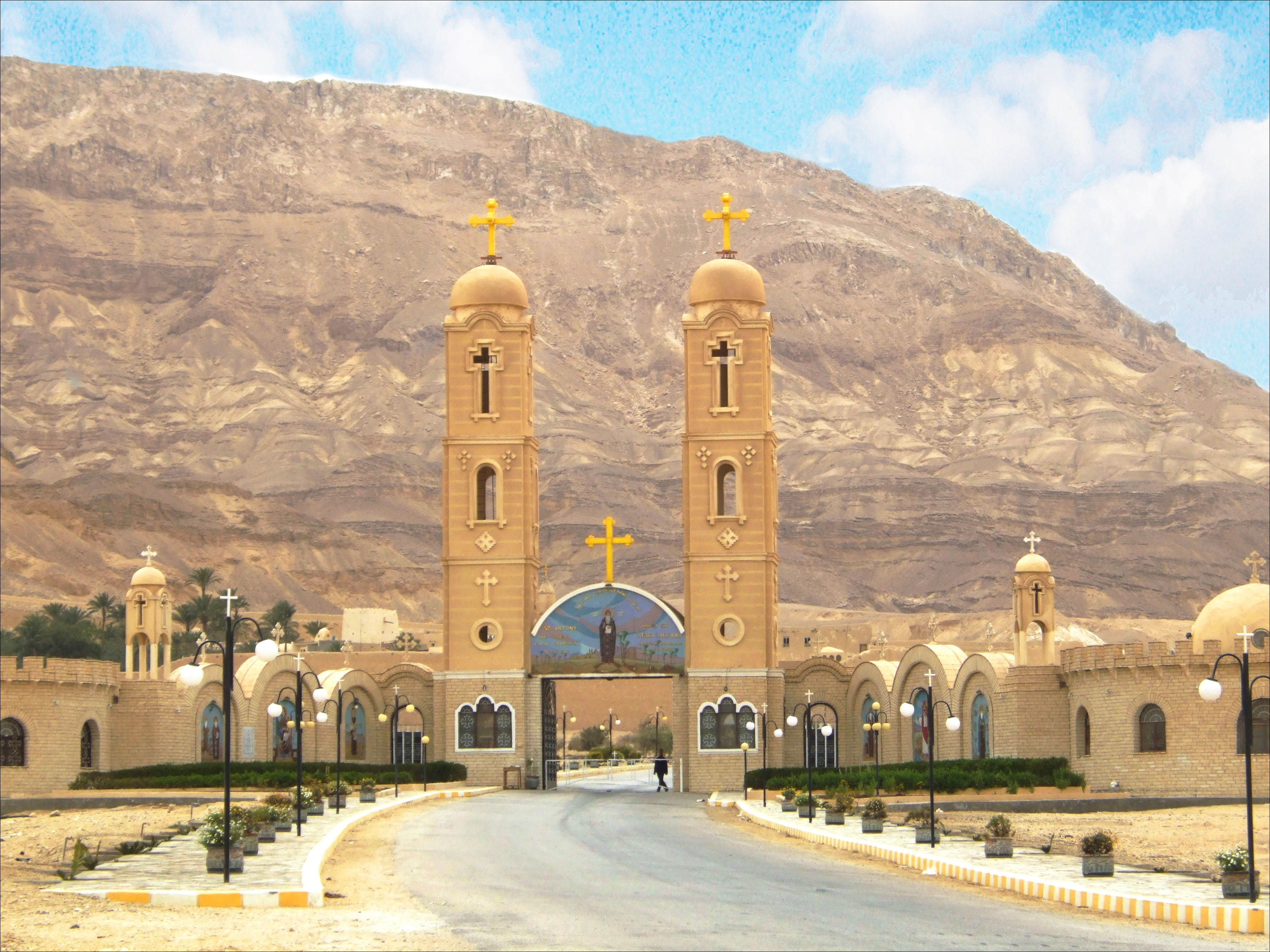
Monastère orthodoxe Saint Antoine près du Caire. XIIIe siècle.

Depuis les lieux de captation, l'eau sera amenée vers le monastère par des canaux maçonnés, des aqueducs de pierre (abbaye de Maubuisson), des réseaux en bois (monastère de Condate dans le Jura), ou en poterie (abbaye de Cluny), parfois des tuyaux en plomb (abbaye de Royaumont, abbaye de Canterbury), avant son stockage dans des réservoirs, à l'extérieur ou à l'intérieur des murs du monastère, pour être par la suite distribuée vers les lieux de son utilisation. En 1341 un conflit oppose le seigneur Jean de Chambly et les moines de l'abbaye cistercienne de Royaumont, au sujet des canalisations de plomb qui passent par les terres du seigneur et que les moines veulent faire réparer.
L'alimentation du monastère de Waltham en Angleterre, se faisait depuis des sources distantes de cinq kilomètres. Les canalisations en plomb, avaient un diamètre intérieur de cinq à quinze centimètres suivant leur emplacement (certaines parties du réseau comportaient plusieurs tuyaux) ; le poids de plomb utilisé pour ce réseau est estimé à 155 tonnes.

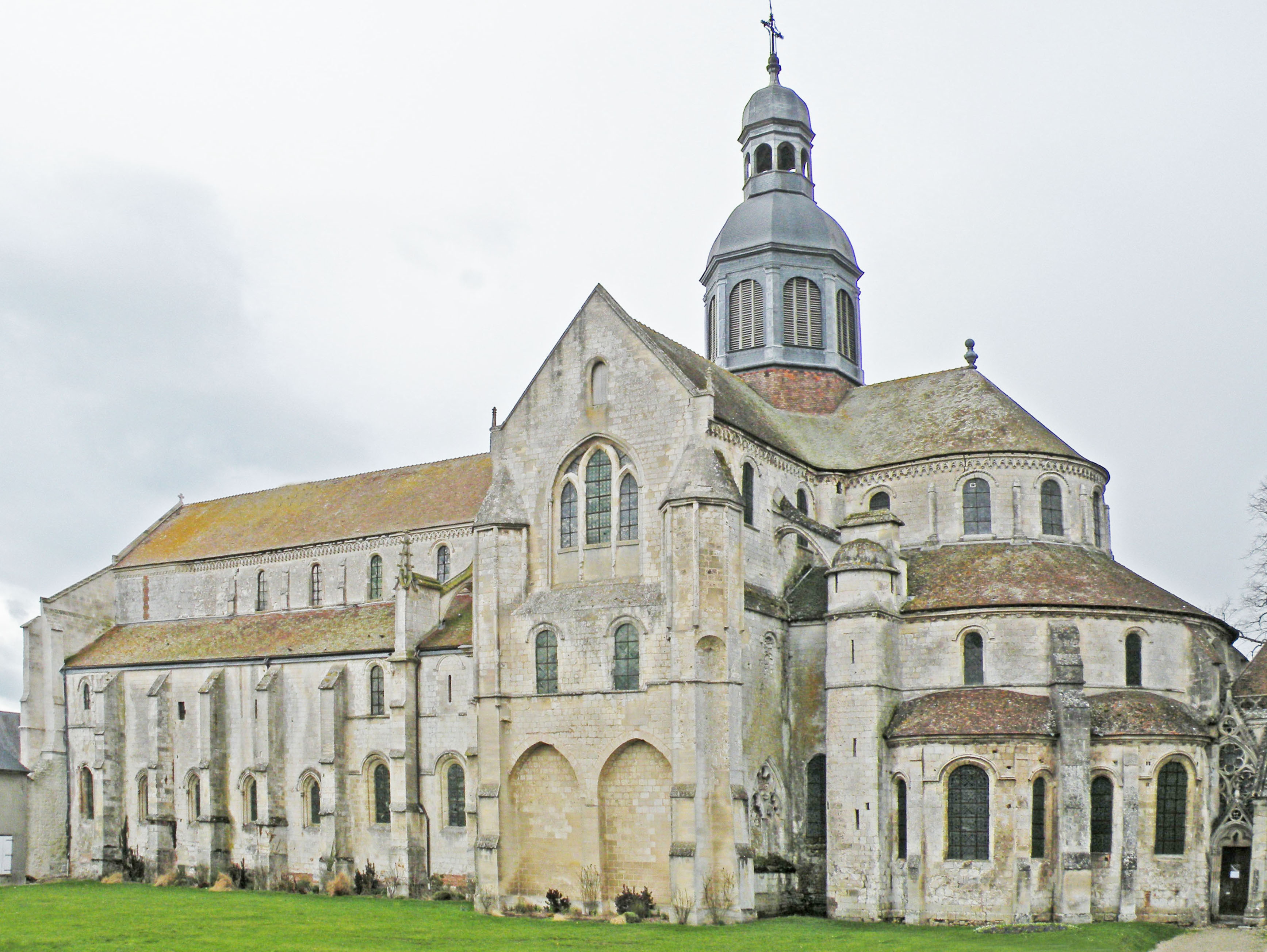
Abbaye de Saint Germer de Fly en Picardie.

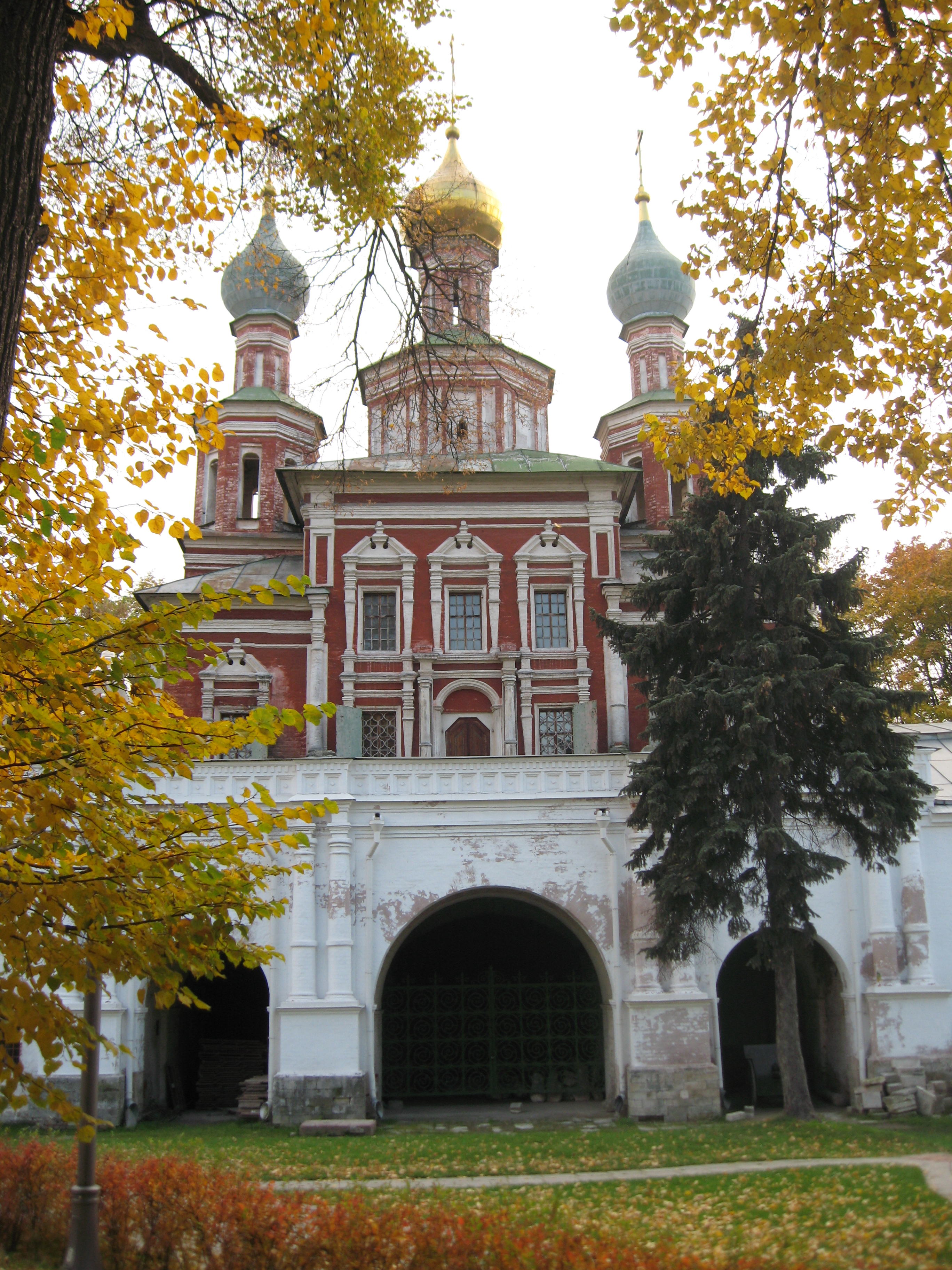
Abbaye de Novodevichy à Moscou.

À l'intérieur du monastère les réseaux étaient en bois, abbaye de Tournus, ou en poterie, parfois en pierre, monastère de Poblet en Aragon, souvent en plomb comme au baptistère de Sainte Marie du Désert à L'Isle-Jourdain, l'église Saint Gervais à Genève, l'abbaye de Maubuisson, l'abbaye de Cluny, l'Abbaye de Christchurch à Canterbury, les monastères de Clairvaux, Grandmont, Waltham. Des milliers de tonnes de plomb ont été mis en œuvre lors de la construction des monastères, aussi bien pour les besoins de la couverture de certains édifices, que pour la fabrication des tuyaux nécessaires aux réseaux d'eau sous pression et de certaines évacuations d'appareils.
Après le meurtre de Thomas Becket en 1170, le roi Henri II d'Angleterre (le mari d’Aliénor d'Aquitaine), afin d'améliorer ses relations avec l’Église, fit des dons de plomb à de nombreux monastères en France et en Angleterre : 280 tonnes pour l'abbaye de Clairvaux, 35 tonnes pour l'abbaye de Grandmont, 155 tonnes pour l'abbaye Sainte-Croix de Waltham, 230 tonnes pour l'abbaye d'Amesbury, Saint Bernard, Canterbury, etc..
De ces tonnes de plomb mises en place sur les toitures des bâtiments, pour les chéneaux et descentes pluviales, et l'installation des réseaux d'eau, il n'en reste que peu de traces ; quelques tuyaux retrouvés au cours de fouilles, la majeure partie a été pillée, soit pour les besoins de nouvelles constructions dans les villages des alentours, soit pour les palaces construits dans les siècles suivants, mais aussi pour les besoins de la guerre, pour les balles des fusils ou la production de bronze pour les canons.
Pour la construction des réseaux d'évacuation à l'intérieur et à l'extérieur du monastère, on retrouve le même type de conduit que pour les réseaux d'adduction : le tuyau de plomb, de poterie et de bois, puis le canal de pierre qui amène les eaux vers leurs différents lieux de destination : des eaux faiblement chargées pour terminer leur passage sous les latrines et le vivier, puis vers la rivière ou le ruisseau.

#### Lavabo ou fontaine

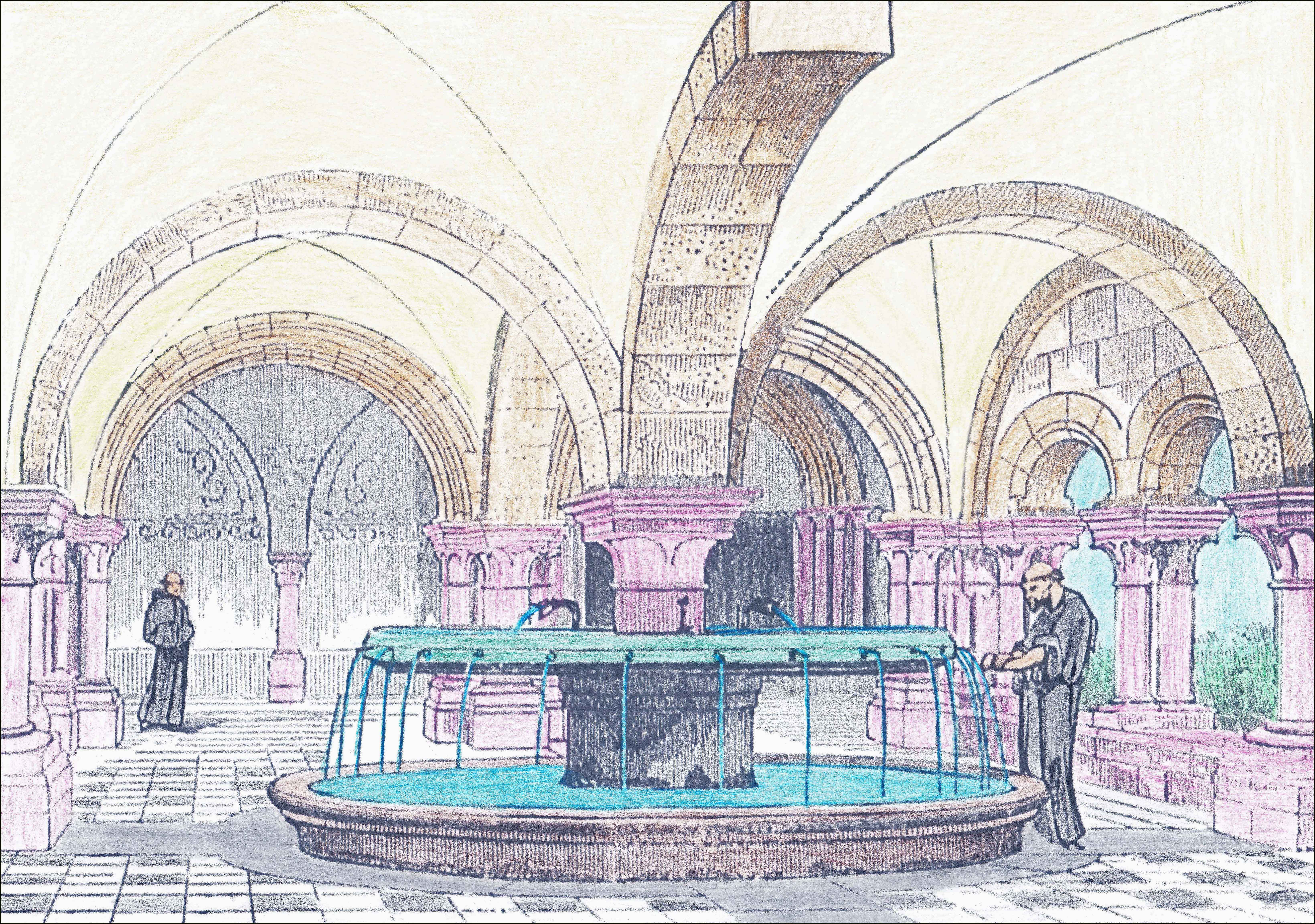
Principe d'une fontaine de cloître type.

Le lavabo est un symbole d’humilité et de fraternité, une purification de l’âme comme celle du corps ; « Je lave mes mains en l’innocence et tourne autour de ton autel, Seigneur ». Pour toutes ces raisons, le lavabo tient une place importante dans le cloître. Il doit fournir en tous temps de l’eau au cœur du monastère. L'alimentation principale du monastère arrive souvent directement à la fontaine, dont la vasque principale ou lavabo sert de distributeur pour les autres locaux ou vasques alimentés en eau. Le lavabo est généralement une grande vasque en pierre ou en marbre, répandant l'eau par une quantité de petits orifices percés autour de ses bords dans un bassin inférieur. L’alimentation de cette première fontaine exige donc un débit important et une pression suffisante pour atteindre le cloître et faire sortir l’eau à une hauteur convenable, permettant l'alimentation des autres points de puisage. Dans le haut Moyen Âge un bénédictin devait au moins prendre un bain à Pâques et à Noël ; les monastères cisterciens semblent ne pas posséder de bains. Le lavabo ou fontaine, sert aux ablutions indispensables avant d’entrer dans l’église pour la prière et au moment des repas.

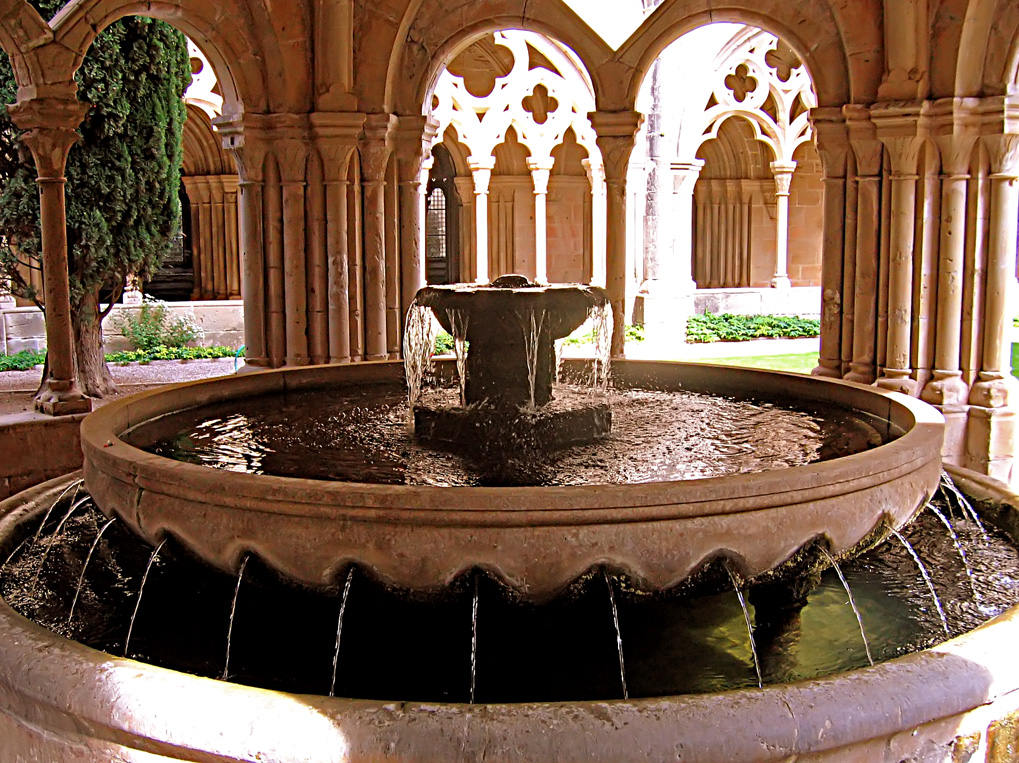
Fontaine de Poblet en Catalogne.

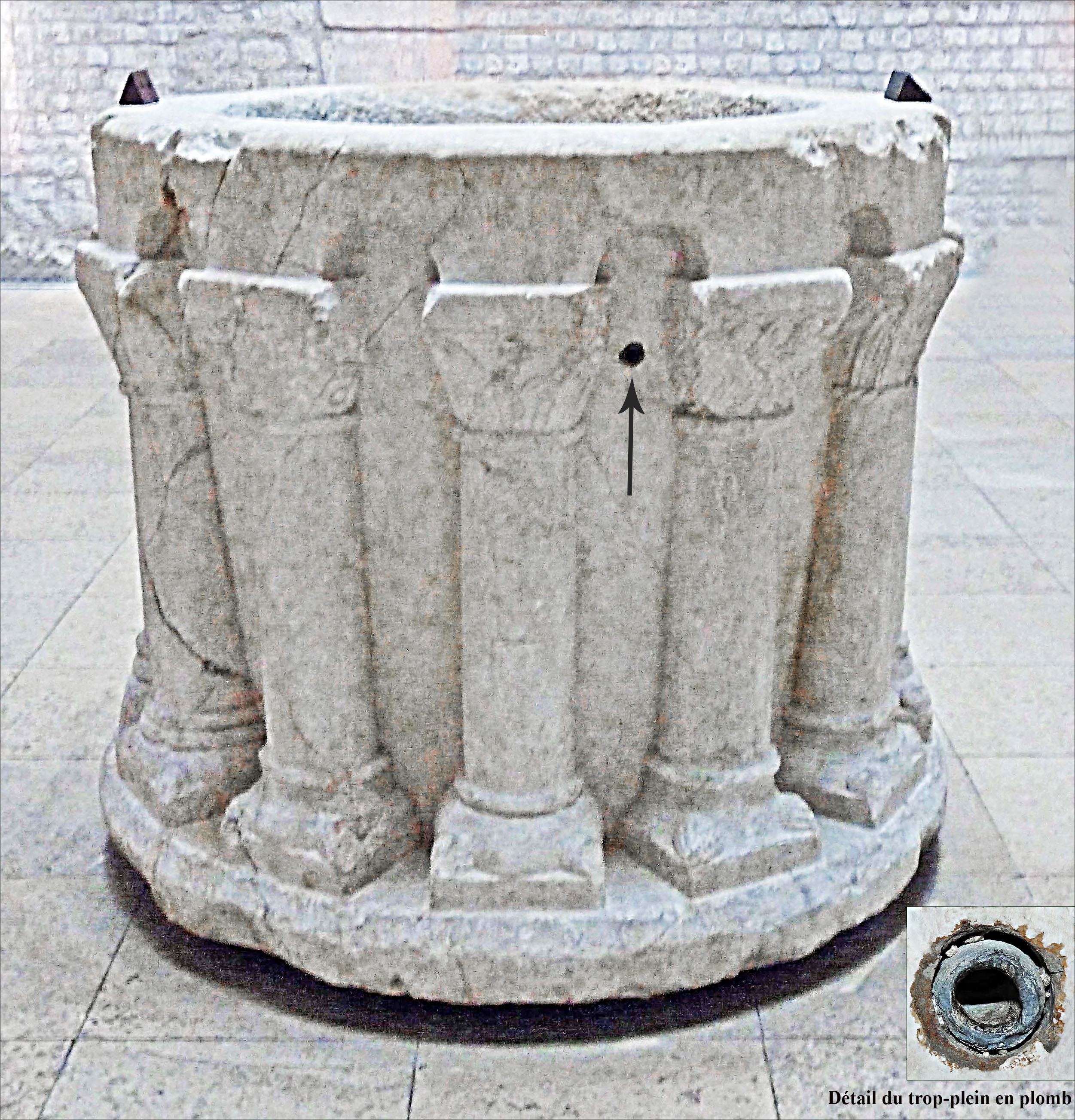
Vasque de la fontaine d'un cloître du XIIe siècle. Musée de Cluny.

En dehors de la prière les moines travaillaient de leurs mains, certains à des travaux d'enluminure et de recopiage de documents, d'autres aux travaux des champs, de jardinage, à la cuisine et la boulangerie. Si les moines aidaient à la construction de leur monastère, c'était pour des travaux de manouvriers mais pas d'ouvriers qualifiés et certainement pas de plombiers. « Au-delà de l’enceinte monastique, la mise en place de l’immunité clunisienne favorise la fixation d’une population d’artisans qui participent à leur manière à l’extension du site, par le développement du bourg monastique. » La description du monastère de Saint Gall en Suisse et les statuts de l'abbaye Saint-Pierre de Corbie en Picardie, ne parlent pas de métiers du bâtiment au sein de la communauté monastique.

#### Plan de plomberie du psautier d'Eadwine
Partie du psautier enluminé d'Eadwine, les deux manuscrits du réseau hydraulique de la cathédrale et du prieuré Christchurch à Canterbury en Angleterre, sont datés des années 1150 et auraient été réalisés sur demande du Prieur Wibert. Le manuscrit principal du réseau hydraulique, est formé de deux parties cousues ensembles pour former un plan de 64 × 45 cm et portant les références 284v et 285r. Un deuxième manuscrit sur une seule page, plus simple dans sa réalisation et par les informations qui définissent les différents réseaux, paraît ne pas être terminé et avoir été substitué par le premier document. Ces deux manuscrits ne sont pas complémentaires.
Le manuscrit principal comporte des réseaux rouge, vert, et jaune pour différencier les différentes eaux distribuées ou évacuées ; Le plan de plomberie du psautier d'Eadwine, est le premier plan de « plomberie » qui, à la fin du XXe siècle, soit arrivé jusqu'à la profession. Sur le plan d'architecture du monastère de Saint Gall, est indiqué l'emplacement des différents locaux, mais sans indication de leur besoin en eau, les réseaux de distribution ne sont pas indiqués. Sur le plan du réseau hydraulique de la cathédrale et du prieuré Christchurch à Canterbury, les réseaux d'adduction et d'évacuation sont dessinés et définis suivant des couleurs distinctives : le réseau en vert conduit l'eau d'une source extérieure vers la fontaine principale du cloître, à partir de cette fontaine un réseau en rouge distribue l'eau vers les points de puisage ; le réseau des eaux de pluie est dessiné en jaune/marron.
À partir du site de captation, distant d'un kilomètre, les eaux sont stockées dans des châteaux d'eau (Turris), filtrées, puis décantées dans quatre bassins de décantation, la conduite représentée en vert, passe dans les champs, les vignes vinea) et une pommeraie. Elle franchit ensuite les douves du monastère sur un pont. Un robinet de vidange est placé en partie basse des réservoirs de stockage/décantation afin de permettre le désembouage du réservoir. Le débit du réseau est estimé à 10 000 litres par heure ; la différence de hauteur entre la source et l'arrivée de l'eau au monastère était d'environ dix mètres.

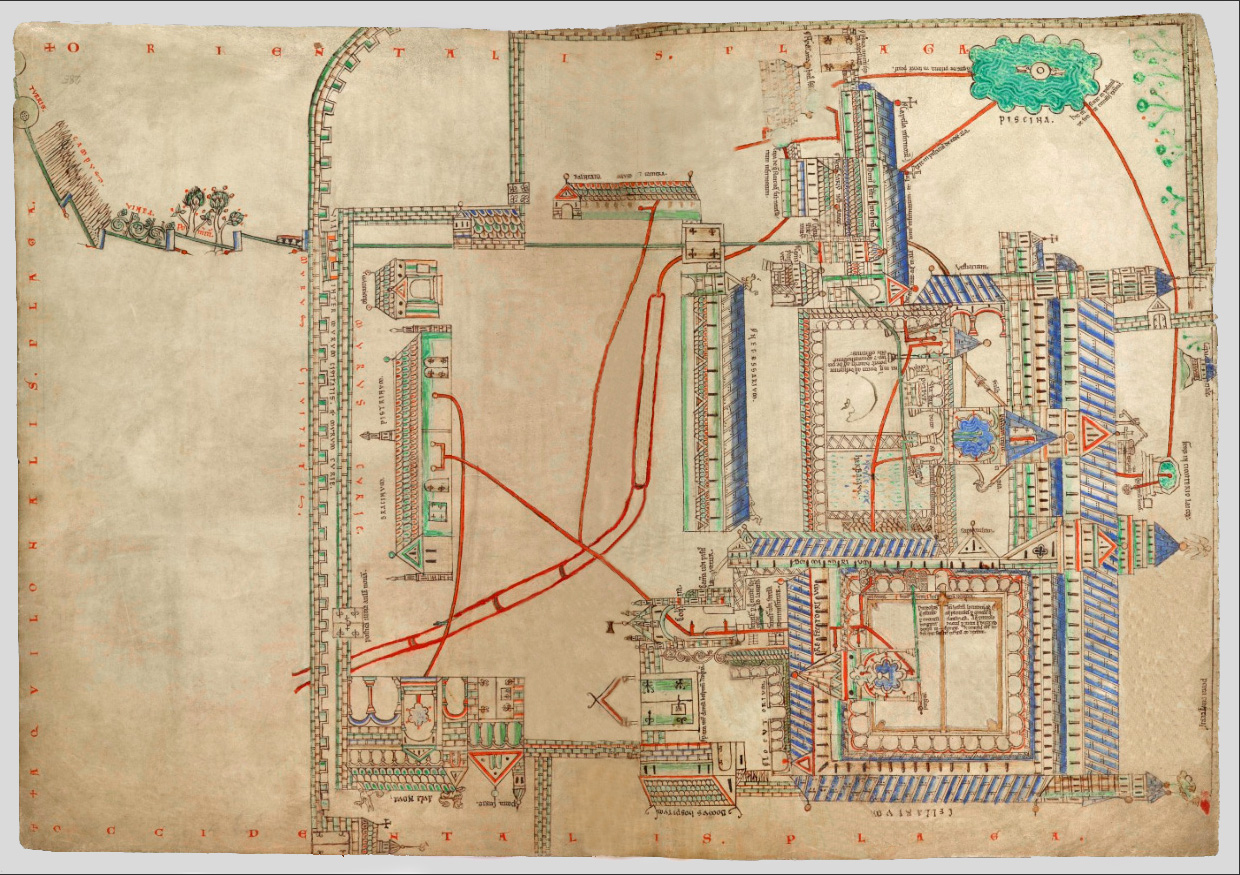
Réseau hydraulique du prieuré et de la cathédrale de Cantorbéry en Angleterre. Plan général du XIIe siècle.

Après son entrée dans l'enceinte du monastère, la conduite d'adduction circule en réseaux enterrés et traverse divers bâtiments, pour aboutir à la grande fontaine à l'étage d'un bâtiment. Cette fontaine, située sur le chemin de l'église au dortoir, servait aux moines pour leurs ablution avant d'aller à la prière.

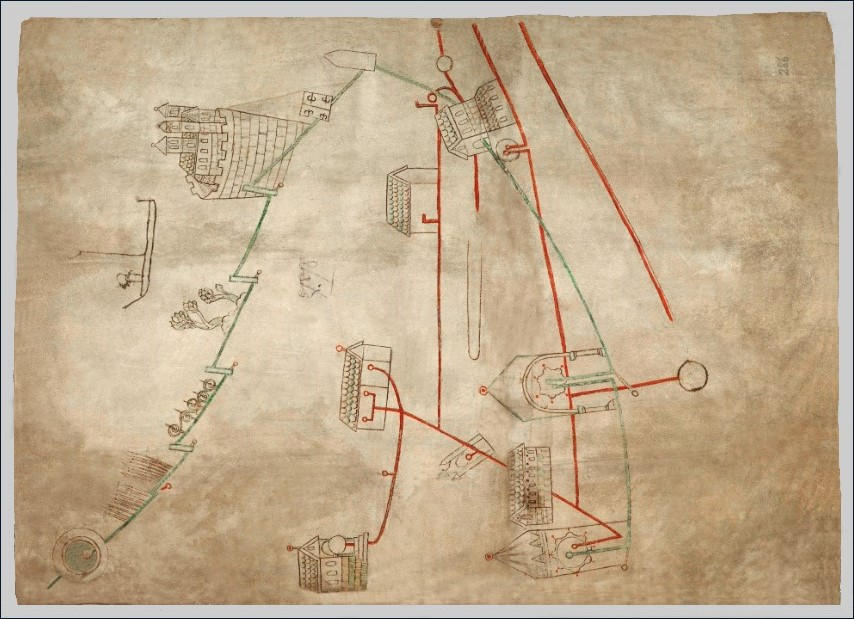
Réseau hydraulique du prieuré et de la cathédrale de Cantorbéry. Plan simplifié.

À partir de la partie basse de cette fontaine, un réseau de tuyauteries représenté en rouge, se ramifie en deux parties : l'une partant vers les le sud et les autres fontaines, à partir desquelles l'eau est distribuée dans l'ensemble de cette partie du monastère et rejoint le vivier. La deuxième partie du réseau, depuis la fontaine du cloître, part vers le nord pour alimenter divers bâtiment, cuisine, réfectoire, les bains, puis les latrines, avant d'être conduite en dehors de murs du monastère. Le vivier comporte lui aussi un trop plein qui conduit vers l'extérieur du monastère avant de passer également dans les latrines. Sur certaines parties du réseau des robinets d'arrêt sont dessinés.
Le troisième réseau, représenté en jaune/marron, a son origine dans la récupération de l'eau de pluie des toitures du cloître, dans des chéneaux et des descentes pluviales. Ce réseau récupère également les vidanges de certaines fontaines et de lavabo du monastère (lavabo des religieux, lavabo de l'infirmerie, fontaine du cimetière des laïcs, etc.) ; ce réseau d'eaux pluviales reprend aussi la vidange de certains réseaux d'alimentation.
Confirmé par les recherches archéologiques entreprises sur le site de l'abbaye, les tuyauteries trouvées sur le site des fouilles et amenant l'eau étaient en plomb.
Ce plan du réseau hydraulique de la cathédrale et du prieuré Christchurch à Canterbury, donne un état des techniques hydrauliques monastiques en vigueur au XIIe siècle. Le plan indique avant tout à cette époque, le principe d'alimentation en eau d'un prieuré. Le réseau des tuyauteries d'alimentation d'eau enterré, pour l'alimentation des chambres des prieurs, de la salle de bains, de l'infirmerie, des cuisines et du réfectoire est parfaitement bien défini. Cependant, si ce document unique est bien un plan du réseau de tuyauteries, ce n'est pas l’œuvre d'un technicien plombier, mais d'un moine du nom d'Eadwine. Ce n'est pas un plan d'installation, mais plutôt un plan de recollement, pour permettre les réparations ou le remplacement des tuyauteries. Cette installation avec ses réservoirs de stockage de l'eau et de décantation, est en conformité avec les recommandations de Vitruve dans son De Architectura du Ier siècle.

#### Couverture des monastères

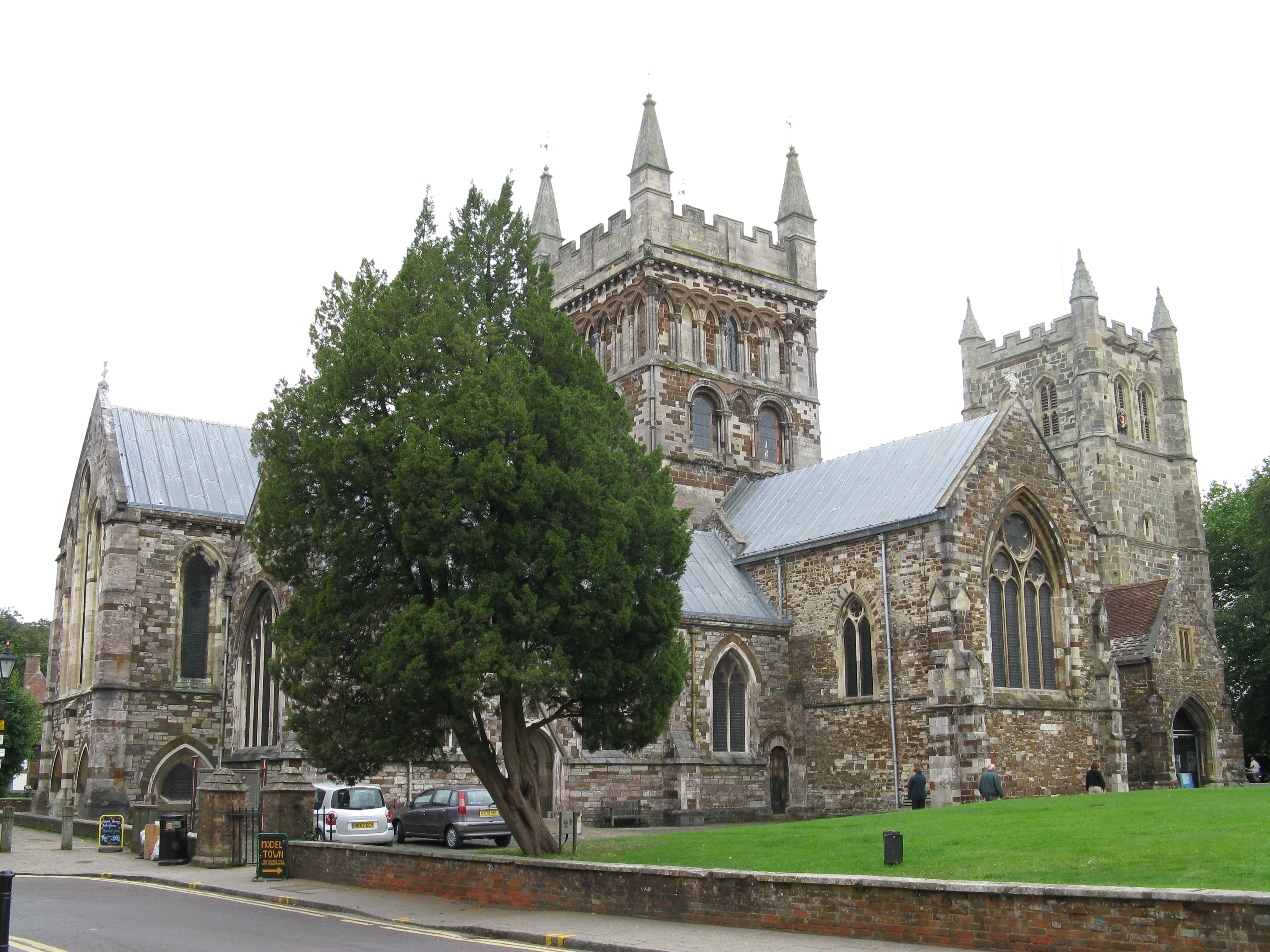
Abbaye de Wimborne au Wessex en Angleterre.

Plusieurs types de couverture étaient utilisés dans la construction des monastères : la tuile, plate ou le modèle canal, l'ardoise, la pierre et le plomb. Plus encore que pour les tuyauteries, ces matériaux ont disparu au fil des siècles ; pillages, incendies, réutilisation sur d'autres bâtiments. Cependant, si au cours des fouilles, les archéologues ont retrouvé très peu de ces matériaux, la description dans divers documents, ainsi que dans les peintures de certains monastères d'époque, sont encore disponibles, comme les pipe rolls en Angleterre.
À cette époque, en France comme en Angleterre, le travail de couverture en plomb des bâtiments, et principalement des bâtiments de prestige, était l’œuvre des plombiers et non de la corporation des couvreurs.
La construction des canaux et des aqueducs était l’œuvre des maçons et des tailleurs de pierres. Les réseaux d'adduction d'eau à l'intérieur du monastère étaient en tuyaux de plomb, de terre cuite ou de bois. La distribution de l'eau froide vers les différents bâtiments et leurs lieux d'utilisation, l'évacuation des eaux usées et pluviales après leurs différentes utilisations et stockage, ne peut être que l’œuvre de plombiers, dépositaires des techniques apprises auprès des plombiers romains et gallo-romains du début de notre ère.
Le travail du plomb, en plomberie ou en couverture de plomb, de la poterie ou du bois, dans le cadre de travaux d'hydraulique, c'est-à-dire le travail des plombiers, est un savoir qui se transmettait par l'apprentissage, de Maître à apprenti. Les moines n'étaient pas dans les monastères dans ce cadre d'approche du métier.

### Renaissance

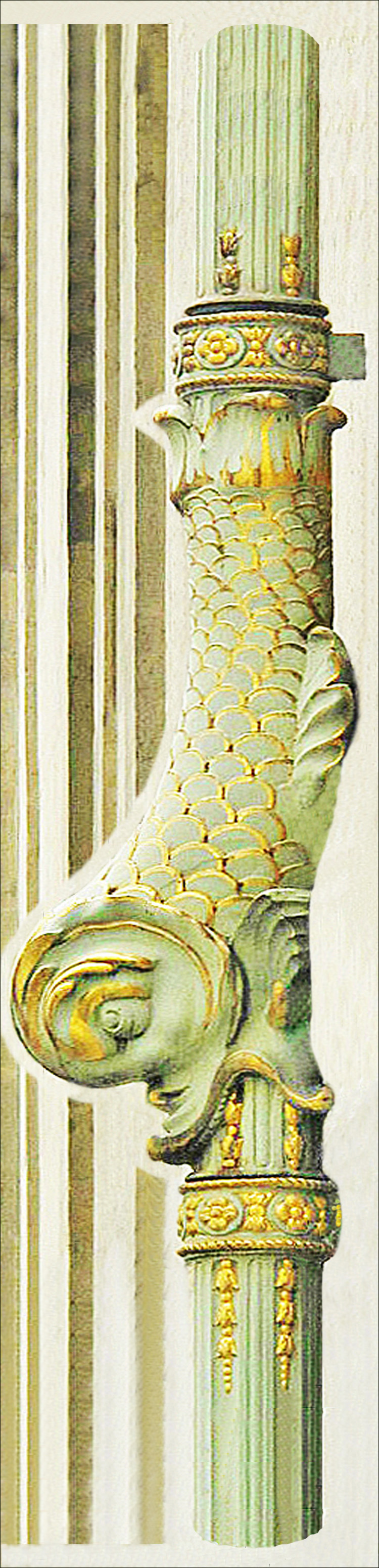
Descente pluviale en fonte.

Au XVIe siècle, la noblesse et de nombreux marchands font construire de luxueuses maisons et le métier de plombier devient un métier d’art dans l’habillement des toitures de ces palais et maisons bourgeoises, avec lucarnes et autres ornements en plomb. C’est alors que les plombiers qui se confondaient avec les couvreurs depuis plusieurs siècles, sollicitèrent leurs propres statuts. Le Prévôt de Paris, Martin de Bragelonne, en 1549 accepta leur demande.

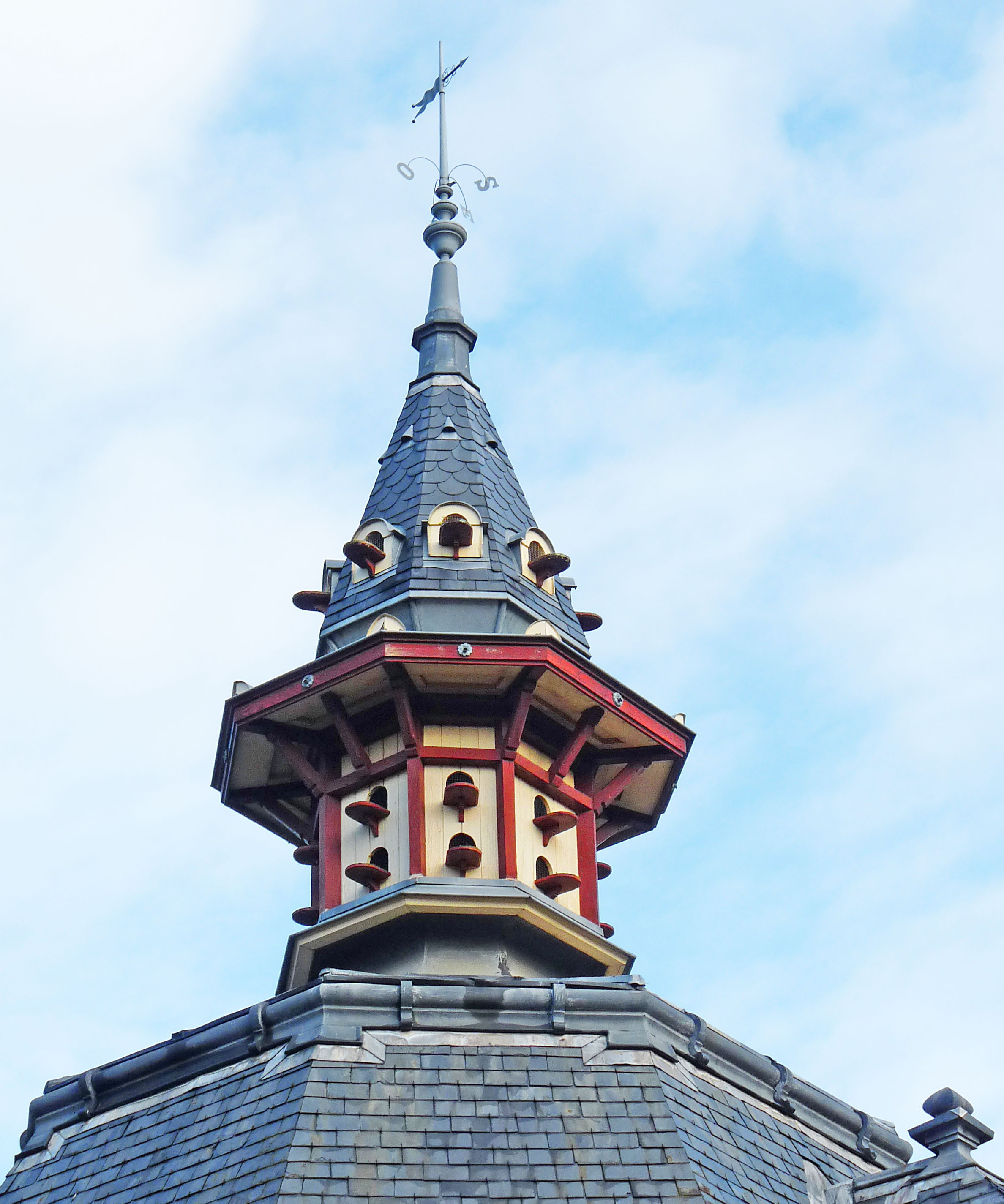
Pigeonnier avec plomb et ardoises en pays de Rennes.

Les premiers statuts des plombiers – les plombmiers - érigés en métier juré, c'est-à-dire en corporation régulière, furent donnés par lettres patentes au mois de mars 1549 par le roi Henri II. Le roi Louis XIV les renouvela en juin 1648.
Les jurés étaient au nombre de deux, élus par leurs pairs, ils étaient responsables de la qualité du travail exécuté par les plombiers de la ville et avaient à faire plusieurs visites chaque année sur les chantiers, faisant refaire le travail aux frais du Maître, ou de l’ouvrier qui l'avait mal exécuté et ceci après avoir payé une amende. Un peu dans l'esprit de la charge des plumbing inspectors canadiens.
Sur les horaires de travail, l’article XIV des statuts des plombiers précise :

« …la besoigne puisse estre et soit loyalle et marchande, nul maistre ne pourra besoigner ne faire besoigner sinon depuys cinq heures du matin jusque a huict heures du soir…» lors du renouvellement des statuts en 1648 il est rajouté et précisé enfin «...sans discontinuation que pour prendre leur réfection honnête et nécessaire... » une honnête journée d’à peine quinze heures. »

Pendant encore plusieurs siècles, les plombiers vont faire des travaux de couverture en plomb et cela en toute légalité, suivant leurs statuts royaux de 1549, qui les définissent comme seuls spécialistes pour couvrir en plomb toitures et lucarnes. « Les statuts des plombiers de 1648 article XXXVIII, précisent bien que les couvreurs et maçons « ...empiétaient souvent sur les fonctions des plombiers, il leur était défendu de se charger des ouvrages de plomberie, ces ouvrages mal faits et mal soudés par eux pouvaient être un danger pour les passants. » Ces deux corporations, les couvreurs et les maçons, étaient cependant autorisées à réaliser ces travaux, mais sans autorisation de faire des soudures, et avec l’accord du Maître plombier responsable du chantier.

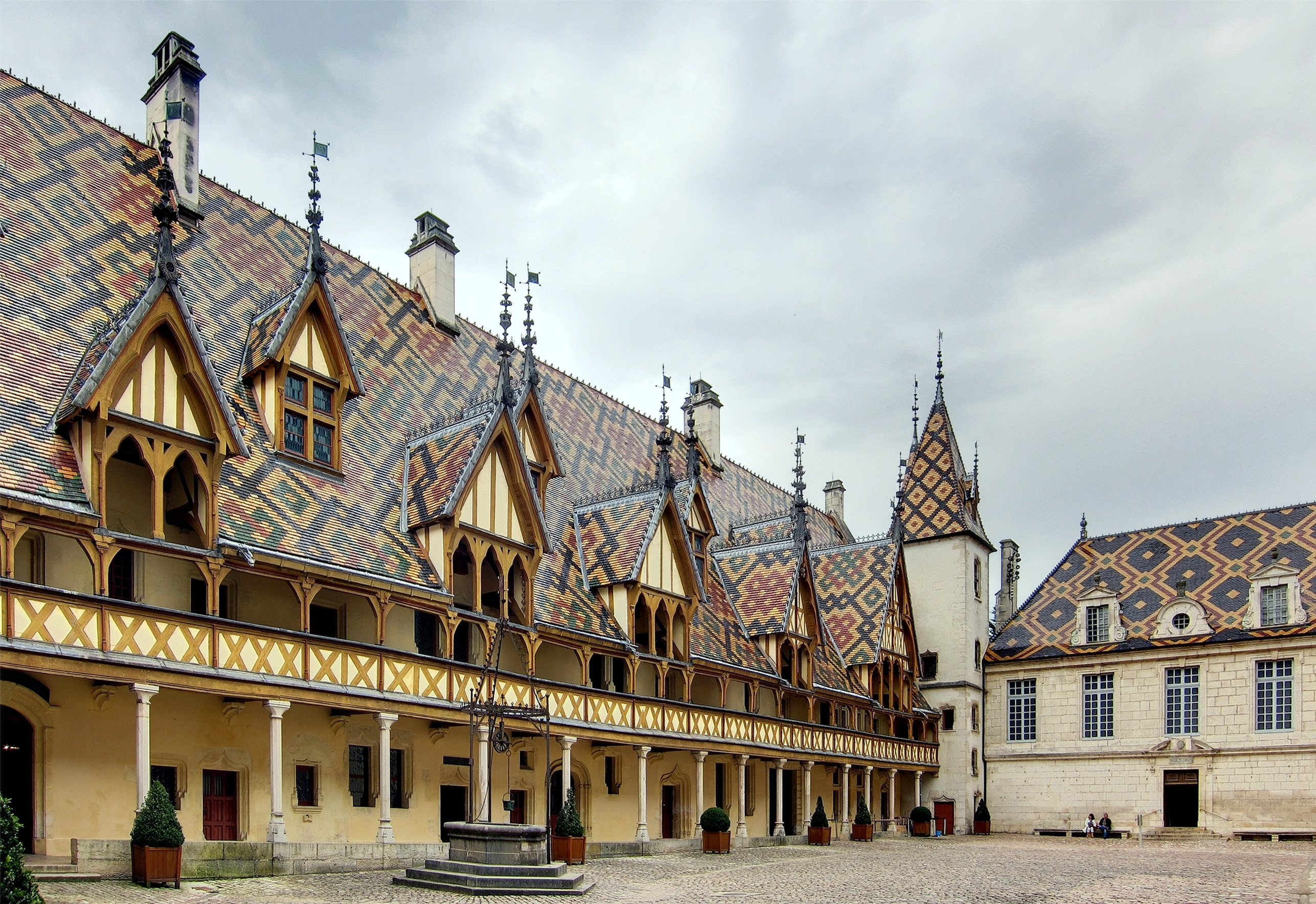
Couverture en ardoises vernissées et travaux de plomb - Hospices de Beaune.

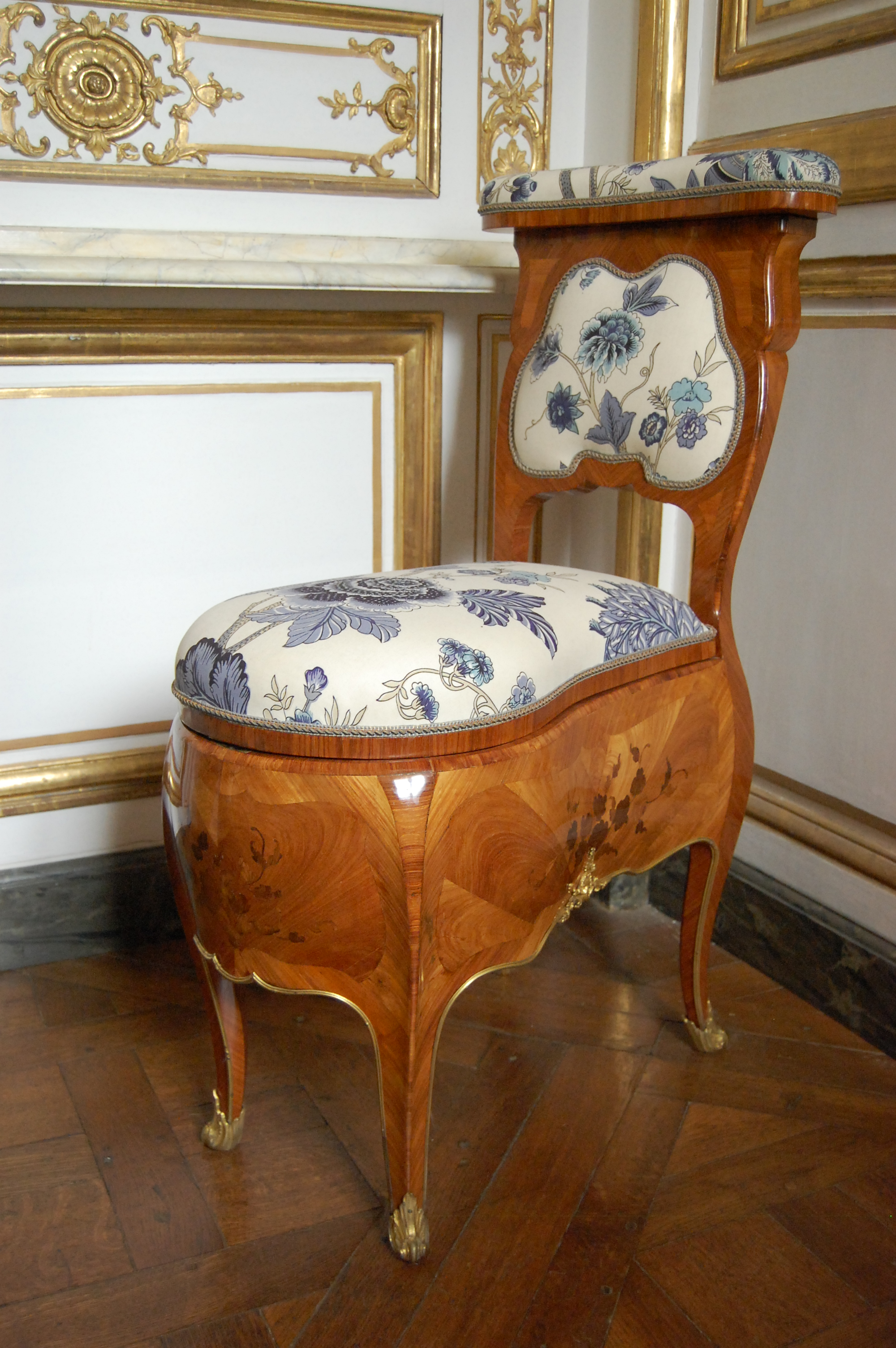
Chaise percée de Madame de Pompadour.

Un certain nombre de précautions sont à prendre lors de la réalisation d'une couverture en plomb, ceci afin que le plomb ne glisse pas au cours des siècles, à la fois par son propre poids et par l'effet de la dilatation sous les effets du soleil. Dans ces conditions les tables de plomb ne peuvent pas être soudées, mais assemblées suivant des règles d'assemblage et de fixation stricts : sur les toitures à fortes pentes, les jonctions latérales sont généralement assemblées par ourlets enroulés, parfois surélevées par une chanlatte placée en dessous. Les jonctions transversales sont exécutées par recouvrement sur la table inférieure, la fixation se faisant au moyen de pattes en cuivre étamé, fixées sur le support. En général les éléments doivent être soutenus par un ensemble en bois résineux - sapin ou peuplier - appelé voligeage, ou protégé par un papier anglais sur les supports de pierre, de plâtre ou de ciment.
C'est vers le milieu du XVIe siècle que l'on commença à remplacer les gargouilles, qui rejetaient l'eau sur les passants, par des descentes en plomb. Ces descentes recevaient l'eau des terrasses au moyen d'une cuvette et d'un moignon. Ces éléments étaient souvent ouvragés. Ils furent par la suite remplacés par des éléments en fonte, cuivre ou zinc.
En ces temps les besoins en eau pour la toilette étaient encore faibles, on se lavait peu, à la fois par manque d’eau et par manque d’appareils sanitaires, dont certains n’existaient pas encore, mais aussi peut-être que l’on ne voyait pas la nécessité de se laver. C'est l'époque où les rois et reines les plus illustres, utilisaient la fameuse chaise percée en des lieux qui surprendraient aujourd'hui. Les Anglais, dont les coutumes ressemblaient un peu aux pratiques françaises de l'époque, ont immortalisé la reine Élisabeth Ire par le fait que celle-ci «... prenait un bain chaque mois, qu’elle en ait besoin ou pas ».

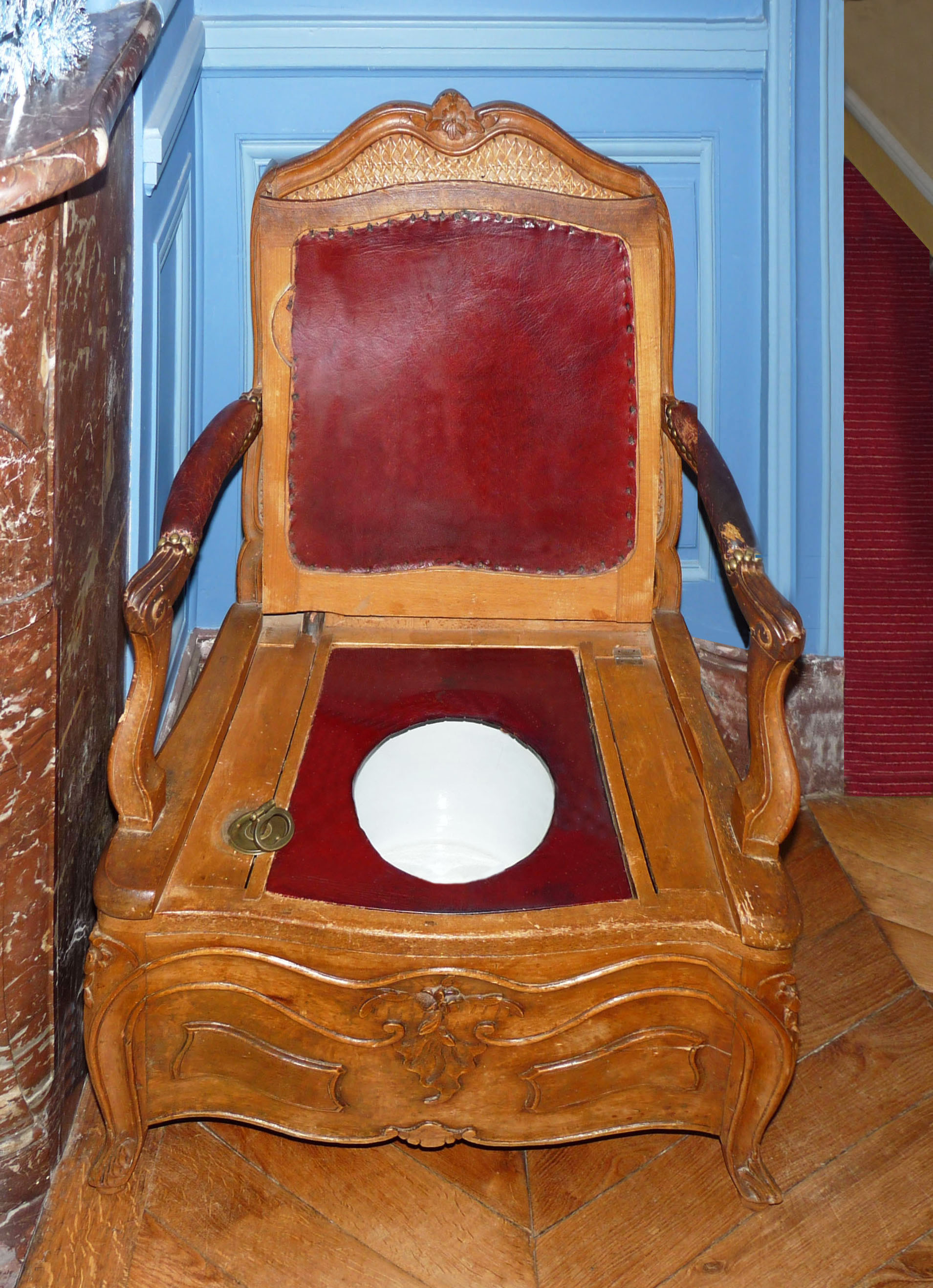
Château de Breteuil. Chaise percée du XIXe siècle et son pot de chambre.

La noblesse du château de Versailles avait cependant un nombre important de chambres avec salle de bains et c’était un grand privilège pour un personnage de la cour, que de se voir attribuer, lors d’un séjour au château, une chambre avec salle de bains.
En 1674, André Félibien dans son livre sur la Description sommaire du chasteau de Versailles décrit ainsi ce que pouvait être une salle de bains au château de Versailles :
A coſté de cette Sale eſt la chambre, & le Cabinet des Bains… où ſera une table en forme de bufet ſur laquelle doivent eſtre arrangez tous les vaſes & autres choſes neceſſaires pour les bains… c’eſt là que ſeront les petites Baignoires de marbre & au deriere eſt le reſervoir pour les eaux….

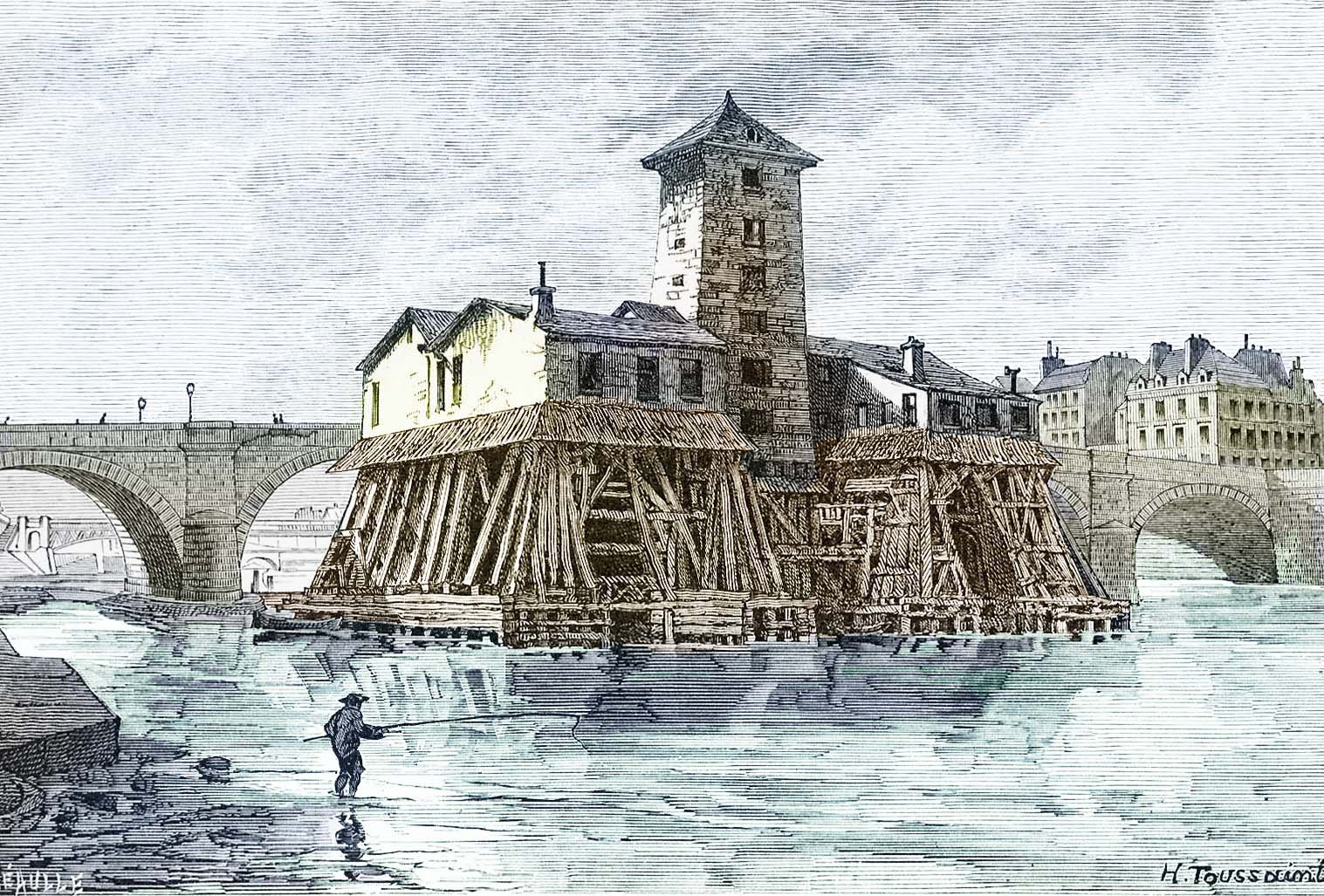
Les pompes du pont Notre Dame réalisées par Daniel Jolly et Jacques de Manse vers 1850.

Mais le Paris sous Henri IV manque d'eau ; en 1608 la pompe dite de la Samaritaine est mise en route. Première pompe hydraulique installée sur une des piles du Pont Neuf, avec ses quatre pistons entraînés par une roue actionnée par le courant du fleuve ; elle élève 700 mètres cubes d'eau de la Seine par jour pour alimenter le Louvre, le jardin des Tuileries et trois fontaines pour le peuple. La pompe fut plusieurs fois restaurée, en très mauvais état elle sera abandonnée en 1791 ; elle sera démolie en 1813.

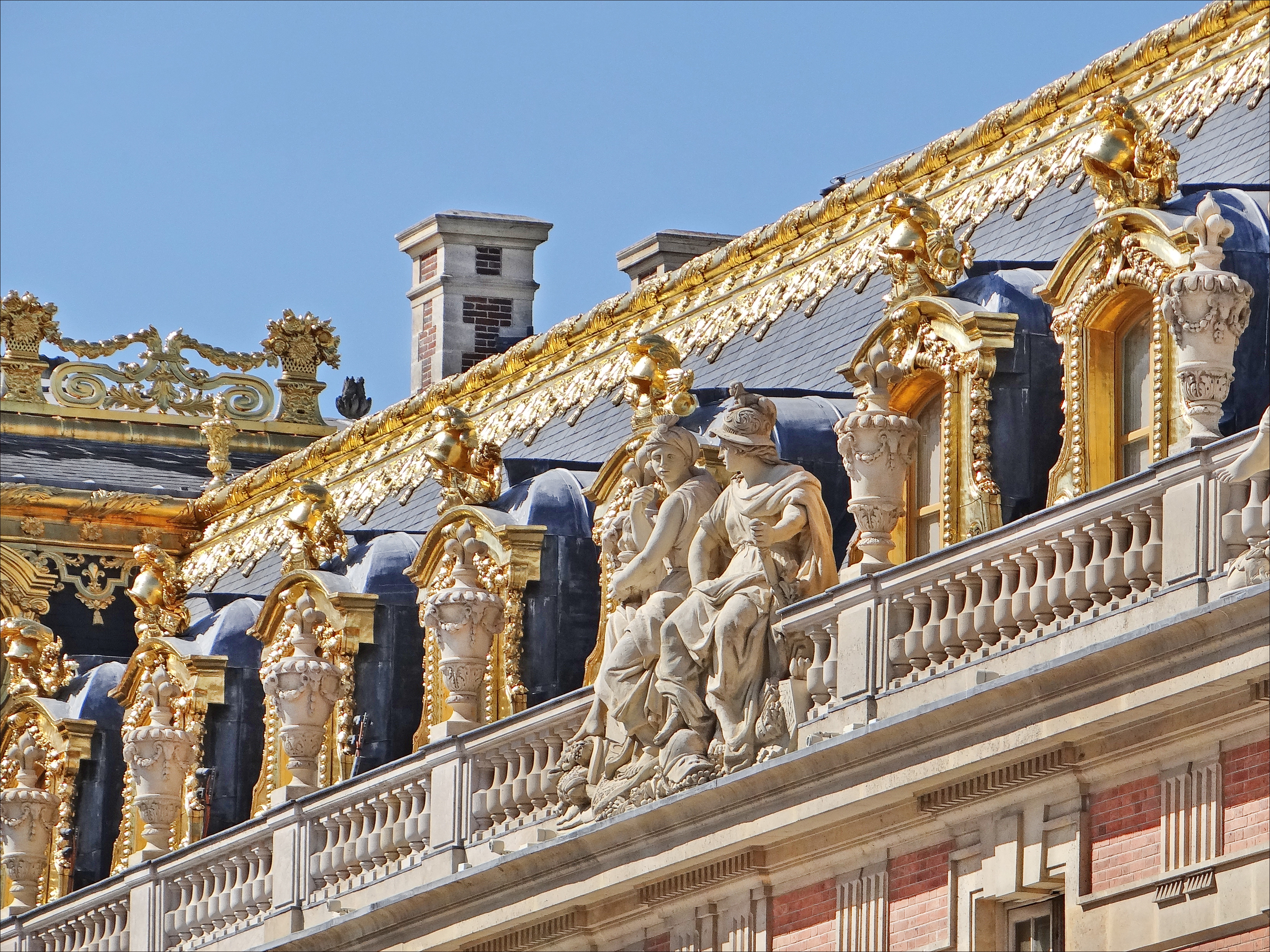
Décors en plomb doré - membrons et lambrequins de la toiture de la cour de marbre au Château de Versailles.

En 1615, la Reine Marie de Médicis, pour alimenter en eau, son nouveau Palais sur la rive gauche de la Seine, ordonna la construction de l'aqueduc d’Accueil dont les eaux seront réparties comme suit : un tiers pour le Palais, un tiers pour l'alimentation de quatorze fontaines sur la rive gauche et le dernier tiers à la discrétion de l'entrepreneur. Les rois et les reines se lavaient enfin. Le peuple c'est pour bientôt, pour l'instant il lui faut aller chercher l'eau aux fontaines publiques.
En 1650, Paris avec ses 500 000 habitants compte soixante-et-une fontaines publiques. Depuis les aqueducs d'amenée d'eau à diverses portes de la ville, les réseaux de distribution sont en plomb ; les tuyaux en bois et en poterie ne sont plus utilisés. Les fuites trop nombreuses en font des matériaux peu fiables avec l'augmentation progressive de la pression dans les réseaux. La fonte arrivera vers le milieu du XVIIe, avec l’alimentation en eau des jardins du château de Versailles.
Cependant, les réseaux d’égout sont pratiquement inexistants à cette époque. La salubrité et l’hygiène sont déplorables, très probablement responsables de beaucoup d’épidémies et de malheurs pour le peuple de France. En effet, Paris n'est pas la seule ville de notre pays dont l'eau manque et où les réseaux d'égouts sont à réaliser ; mais si ce n'est pas directement l'affaire du plombier, cela ne veut pas dire par là qu’il s’en lave les mains, mais à chacun son travail.
Après trois années de sécheresse, en 1670, Paris manque toujours d'eau. Deux projets amènent la construction de deux nouvelles pompes hydrauliques au pied du Pont Notre-Dame, lesquelles vont élever un peu plus de 1 000 mètres cubes par jour d'eau de Seine à vingt-cinq mètres dans une tour réservoir construite à cet effet. L'eau va servir à alimenter de nouvelles fontaines et quelques immeubles bourgeois, au moyen de canalisations en fonte et en plomb.
En 1781, une pompe à vapeur inventée par James Watts, est importée d'Angleterre par la Compagnie des Eaux de Paris. Cette nouvelle installation doit fournir l'eau du quartier de Chaillot et d'Orsay.

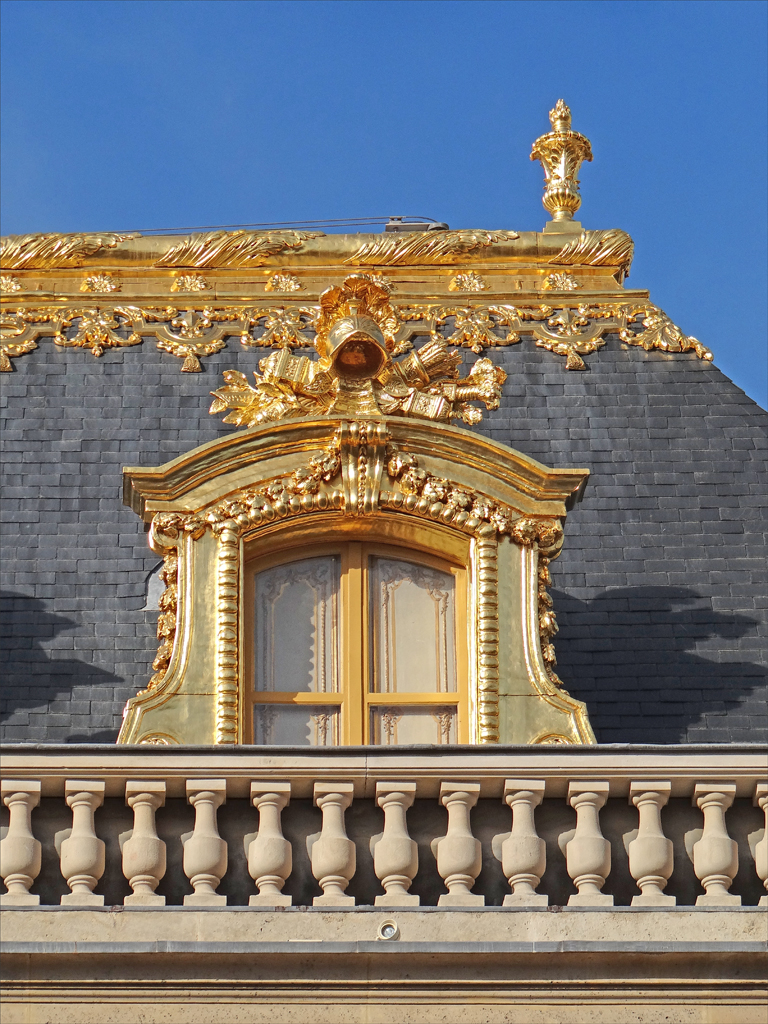
Détail de fenêtre et faîtage en plomb doré au Château de Versailles.

C'est alors, le retour d’une pratique que les plombiers de l’époque romaine connaissaient bien et qui va leur donner l’occasion à nouveau et dans un autre domaine, de montrer l’art de leur métier : c’est la reprise de l'alimentation des fontaines et leurs jeux d’eau. L’alimentation des bassins et des jets d’eau dans les châteaux va demander beaucoup d’eau, il faudra l'amener parfois de très loin avec un réseau d’aqueducs, de réservoirs et de tuyauteries souvent en plomb, mais également en fonte à partir du milieu du XVIIe. De prestigieux châteaux vont donner aux plombiers la possibilité de reprendre cette spécialité ancienne : la fontainerie, qui va donner les fontainiers. Les plombiers espagnols utilisent ce nom depuis l’occupation des arabes, qui les ont initiés à cette pratique du métier de plombier, pour l'alimentation en eau des jardins et des fontaines et qui ont pris le nom charmant de Fontaneros.
En France, les statuts des plombiers de 1648, articles 34 et 39, font état de cette branche des plombiers-fontainiers qui précise :

« ...nous faisons déffense aux dits maistres plombiers et fontainiers de vendre […], mais aussi [...] par ce que la nécessité des fontaines passe toutes les commodités que nos sujets peuvent imaginer les tuyaux seront souldés avec la soldure fondue. »

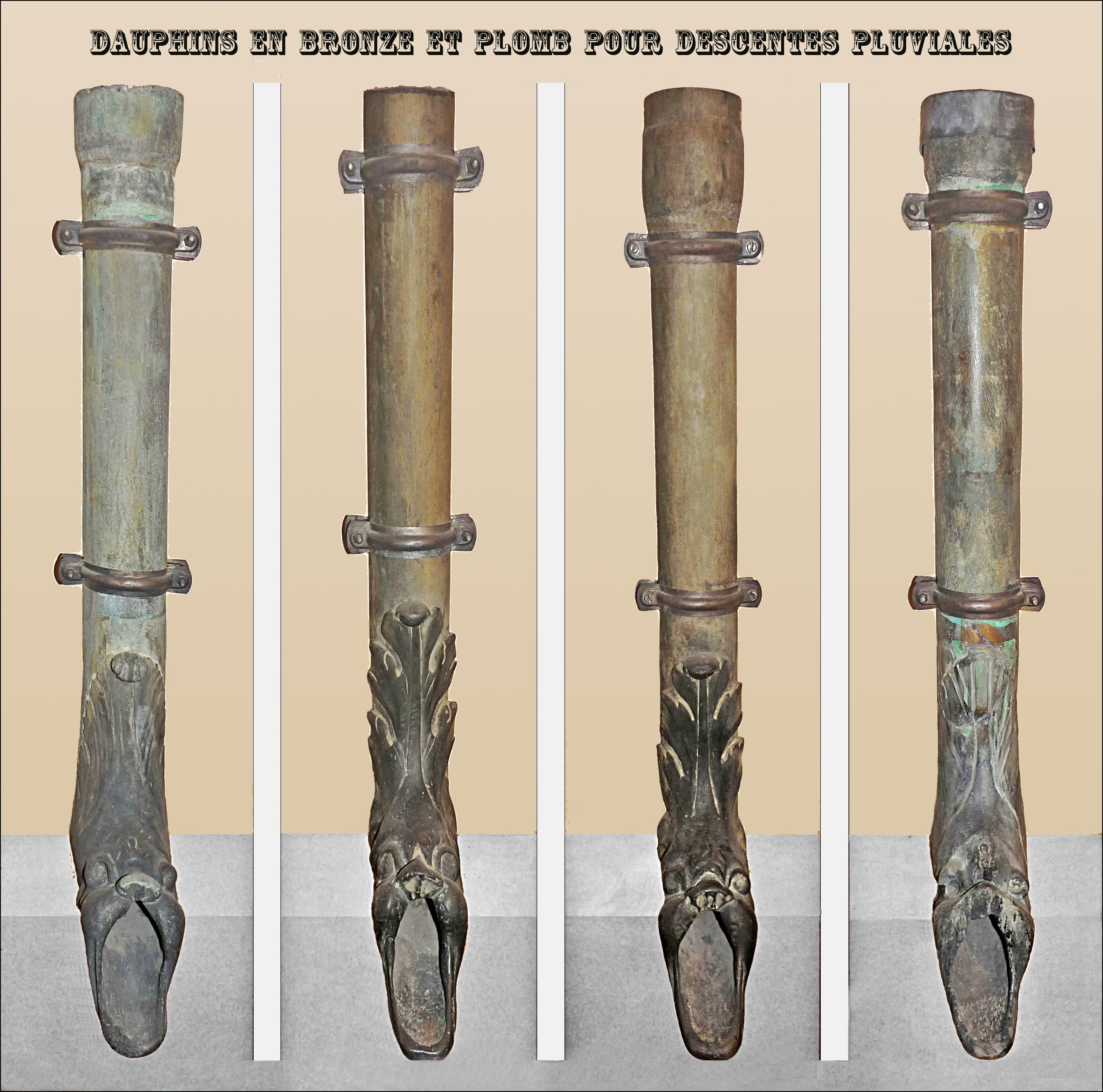
Tuyaux de descente pluviale en bronze et plomb au château d'Ecouen.

Alors que les statuts de 1549 n’en font pas encore état, les plombiers-fontainiers sont de retour, on se souvient qu'ils furent très actifs à Rome et lors de l'occupation romaine pour l'alimentation des thermes, fontaines, latrines et des Maisons Romaines. Ils sont même bien là puisque le Plombier du Roy en 1692 se nomme Monsieur Desgoutières. Monsieur Denis Jolly était premier fontainier du Roy ; ses deux fils exerçaient leur art, l'un à Versailles et l'autre au Trianon.

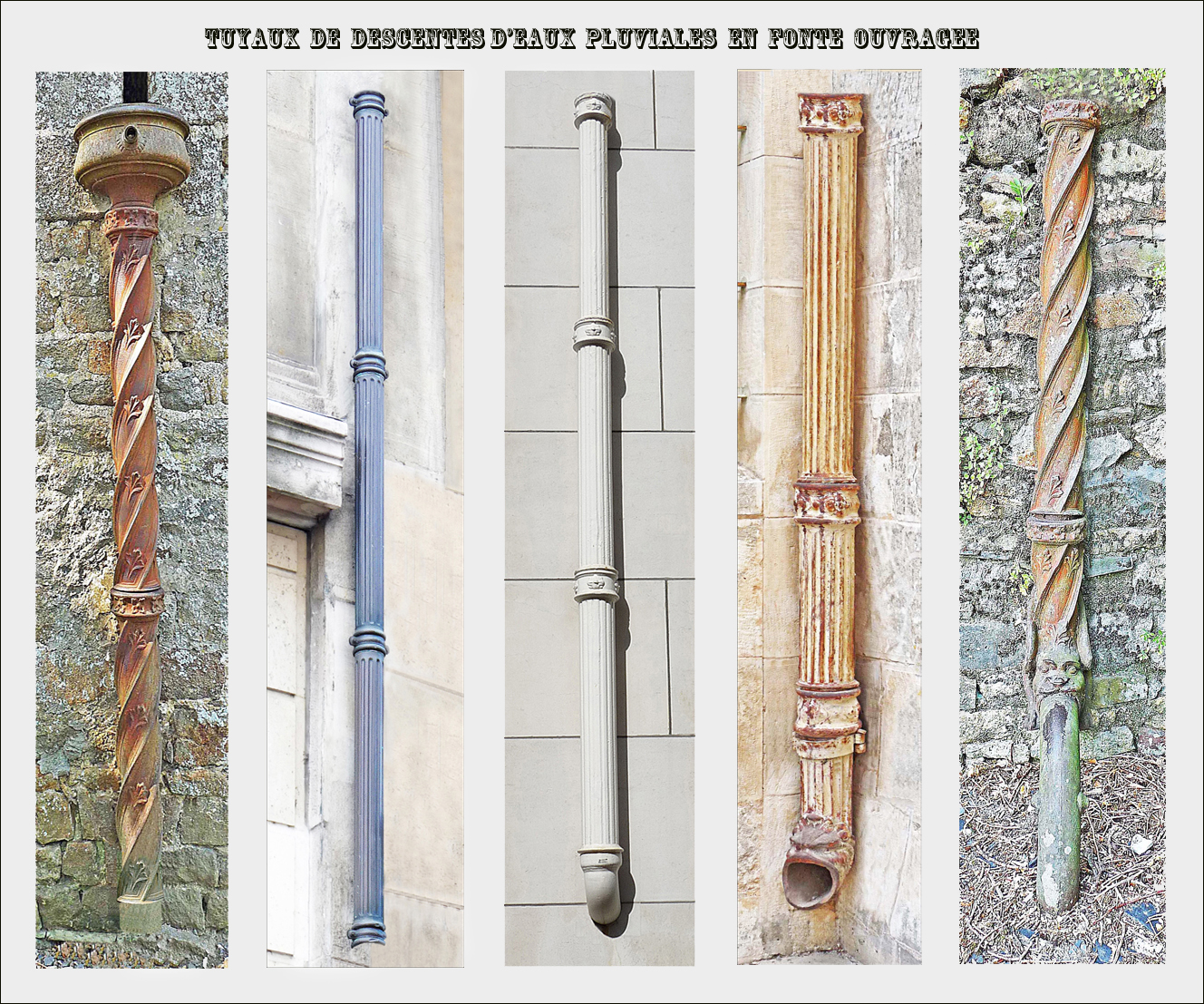
Différents modèles de tuyaux de descente pluviale en fonte ouvragée.

Au XVIIIe, les fontainiers faisaient encore partie de la corporation des plombiers. Jacques Savary, dans son Dictionnaire du Commerce, apprend qu’en 1759, il y avait quarante Maîtres plombiers à Paris, alors que les Maîtres fontainiers qui font partie de la corporation des plombiers, sont au nombre de cinquante, ceci dû certainement à la construction et l'alimentation d'un grand nombre de bassins et de fontaines dans les châteaux de l’Île-de-France.
En cette fin du XVIe, les plombiers-fontainiers œuvrent du lever au coucher du soleil sur les chantiers des châteaux et ils furent nombreux. Tel celui de Saint Germain et sa grotte d’Orphée, où «...l’eau faisait chanter les oiseaux. », le château de Saint-Cloud où mourut Louis XIV, le château de Maintenon, qui fut donné par Louis XIV à l’ancienne gouvernante de ses enfants et dernière compagne du roi ; ce château avait un avantage sur bien d’autres : il y avait de l’eau tout près et en abondance ; malheureusement la Révolution allait le saccager, jusqu’au plomb des conduites du jardin arrachées et fondues. Le château de Rambouillet où mourut François Ier et que Louis XVI acheta pour seize millions de livres au duc de Penthièvre, famille des acharnés à l’indépendance de la Bretagne.
Mais aussi le château de Marly, demeure royale qui fut le chef-d’œuvre de Jules Hardouin-Mansart et qui amena une construction spectaculaire : l’aqueduc de Buc, qui alimentait le château et drainait les eaux du plateau de Saclay. Les plombiers participèrent également à la mise en place et au raccordement de la machine hydraulique dite de Marly, qui allait alimenter le château de Versailles, chef-d’œuvre de tous les corps d’état du bâtiment, mais surtout des plombiers-fontainiers, avec l’aménagement des jeux d’eau dans les jardins du château.

#### Plombiers à Versailles

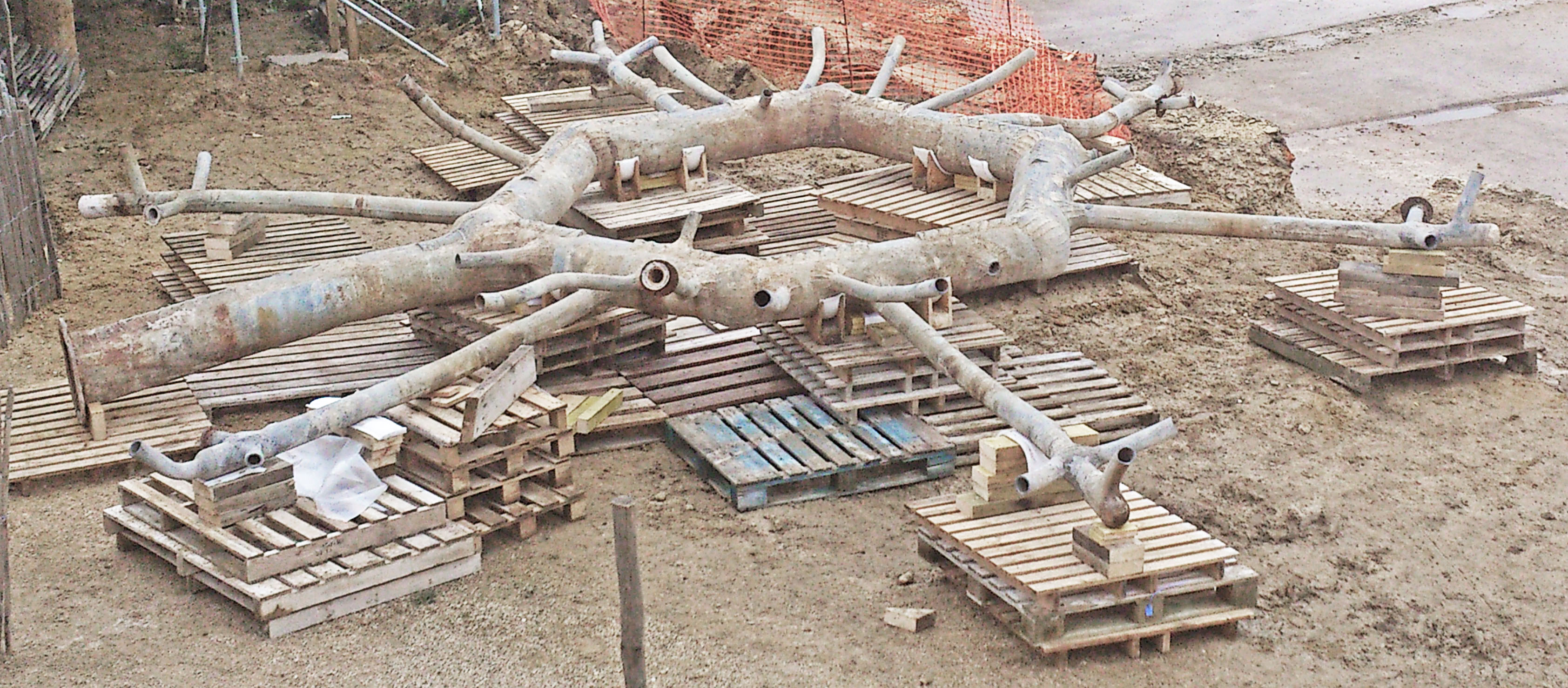
Dépose pour rénovation, de l'araignée en plomb de la fontaine Latone au Château de Versailles.

Avec Colbert, surintendant des Bâtiments de France, le concepteur des jardins Le Nôtre, l’architecte Louis Le Vau et sur les dessins de Charles Le Brun, de nombreuses fontaines vont être construites dans les jardins du château de Versailles. Mais il faut toujours plus d’eau. Le roi Louis XIV fait venir sur le chantier les Francine ou Francini, célèbres maîtres fontainiers florentins, qui ont déjà servi les rois de France de Henri IV à Louis XV, pour diriger les travaux d’installation des réseaux d’eau de plusieurs châteaux.

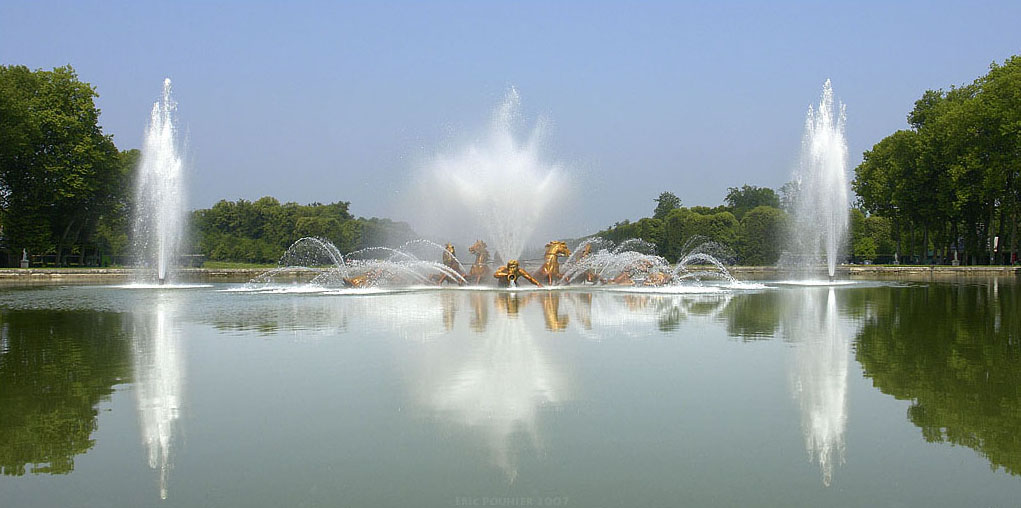
Le bassin du char d'Apollon dans les jardins du Château de Versailles.

Henri IV avait fait venir en 1599 le grand père Tommaso Francini, pour les jeux d’eau des automates du château de Saint Germain en Laye. Ils réalisèrent également les grandes eaux du château de Vaux-le-Vicomte. C’est les Francine qui auraient en 1672 développé l’utilisation des tuyaux en fonte pour les adductions d’eau en gros diamètres et en grandes longueurs, notamment sur le chantier de Marly. « On y travaille depuis près de vingt-cinq siècles, et c’est un maître de forges de la vallée de la Blaise qui sera retenu en 1681 pour fournir au château de Versailles des plaques de cheminées (400) et des tuyaux d’amenée d’eau. »
À Versailles, avec le fontainier du roi Denis Jolly, ils conçurent en 1665, les jeux d’eau de la fameuse grotte de Téthys qui, comme le définit si bien André Félibien, en 1679 : « Parmi les pointes de ces rochers on voit une infinité de petits oifeaux qui font un ramage très agréable par l'effet de l'eau. » Mais avec les Francini les plombiers-fontainiers étaient là.

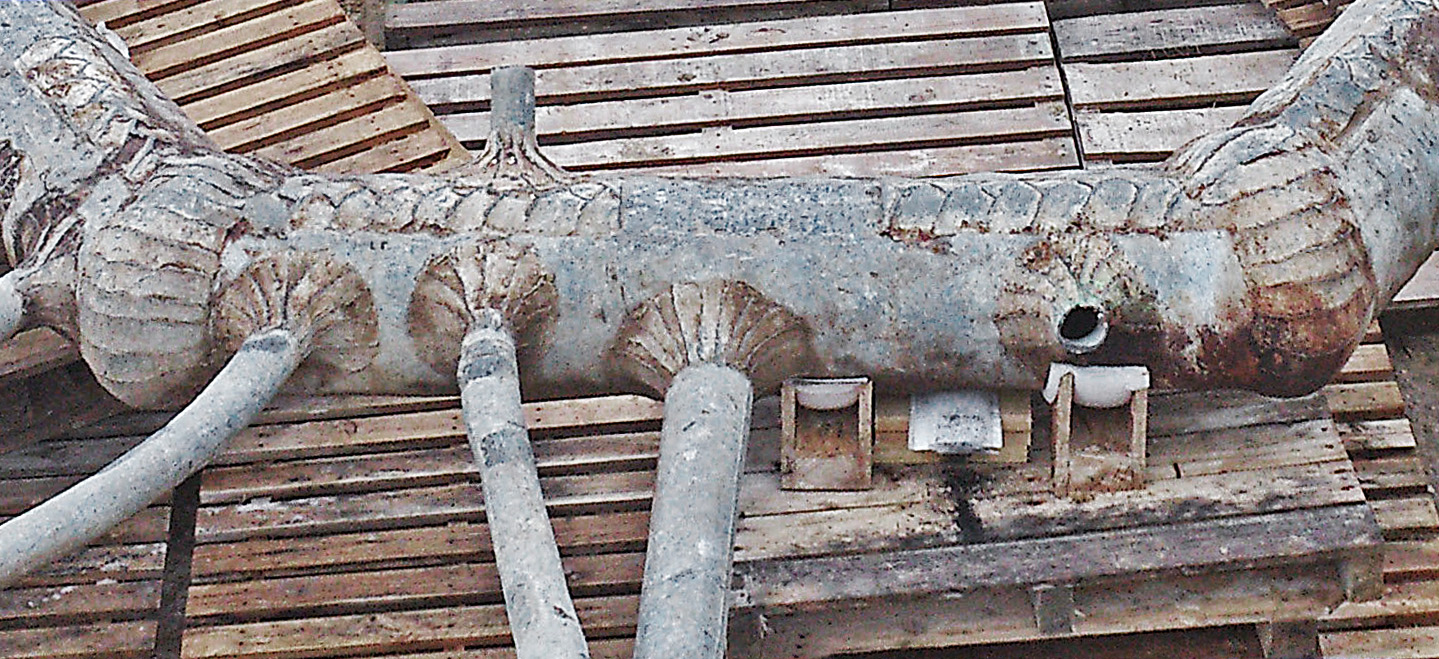
Détail des soudures à la louche, sur l'araignée de la fontaine Latone à Versailles.

Un travail gigantesque qui dura près de quarante années, afin de mettre en place les trente-cinq kilomètres de canalisations en fonte et en plomb. L’utilisation des tuyaux de plomb est réservée au raccordement des fontaines et jeux d’eaux, afin de pratiquer plus facilement les picages, certains coudes et le raccordement des ajutages en cuivre ou en bronze ; les jonctions fonte-plomb se font par bride et contre-bride (voir les photos de l'araignée). Les soudures sur les tuyaux en plomb se font suivant la méthode dite à la louche. Une partie des réseaux de fonte, encore utilisés sur les installations des jardins du château, daterait de l’époque de Louis XIV.
Certains de ces réseaux en fonte et en plomb sont donc toujours en service et ce depuis plus de trois siècles. Dans le cadre de la réfection de certaines fontaines, le réseau de tuyauteries en plomb est remplacé au fur et à mesure des travaux, mais toujours avec des tuyaux en plomb. C'est le cas pour le bassin de Latone en cours de réfection en ce début d'année 2014.

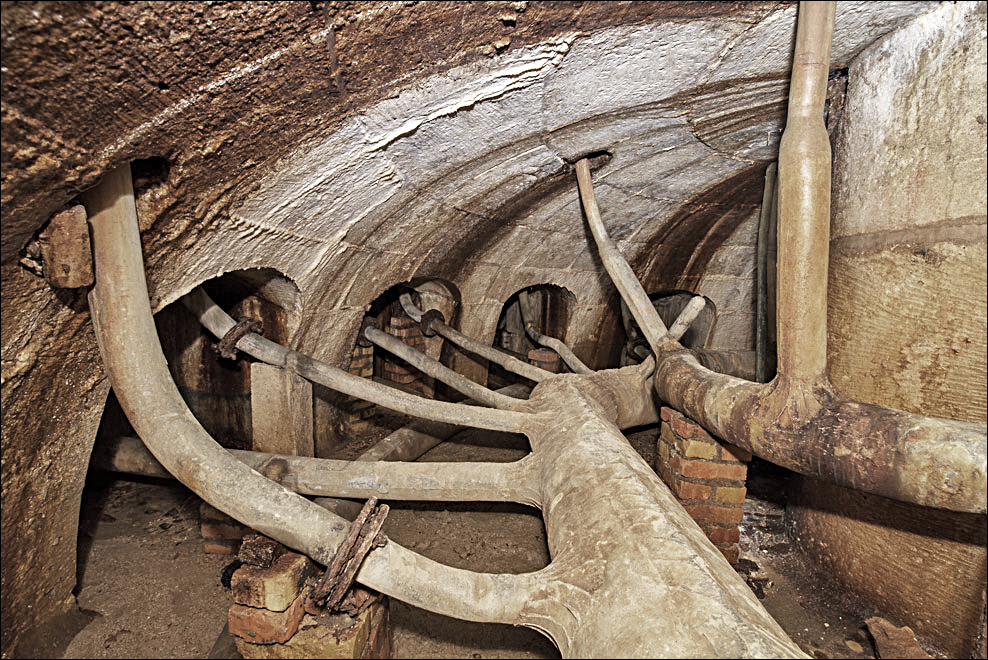
Une partie de "l'araignée" sous la fontaine Latone, dans les jardins du Château de Versailles.

Les fontainiers affectés au parc du château et qui travaillent encore suivant les méthodes du XVIe siècle (ou presque), réalisent l'entretien des nombreux réseaux en plomb et en fonte, qui alimentent les fontaines des jardins de Versailles. Certains réseaux en fonte d'époque ont été remplacés avec de la fonte moderne.
Depuis plusieurs siècles, de par le travail et les compétences des plombiers-fontainiers, à Versailles et dans les jardins de châteaux français, l’eau se donne toujours en spectacle.
À l'époque de Louis XIV, ces eaux amenées de si loin et au prix fort, servaient à l’alimentation en eau des jardins du château et des besoins en eau pour les cuisines, salles de bains et laveries. Sans oublier les nombreux branchements, privilèges accordés par le roi à la noblesse ayant fait bâtir de somptueuses demeures autour du château. « Mieux vaut les avoir auprès de soi, qu'en train de comploter dans leur domaine, disait le roi. »

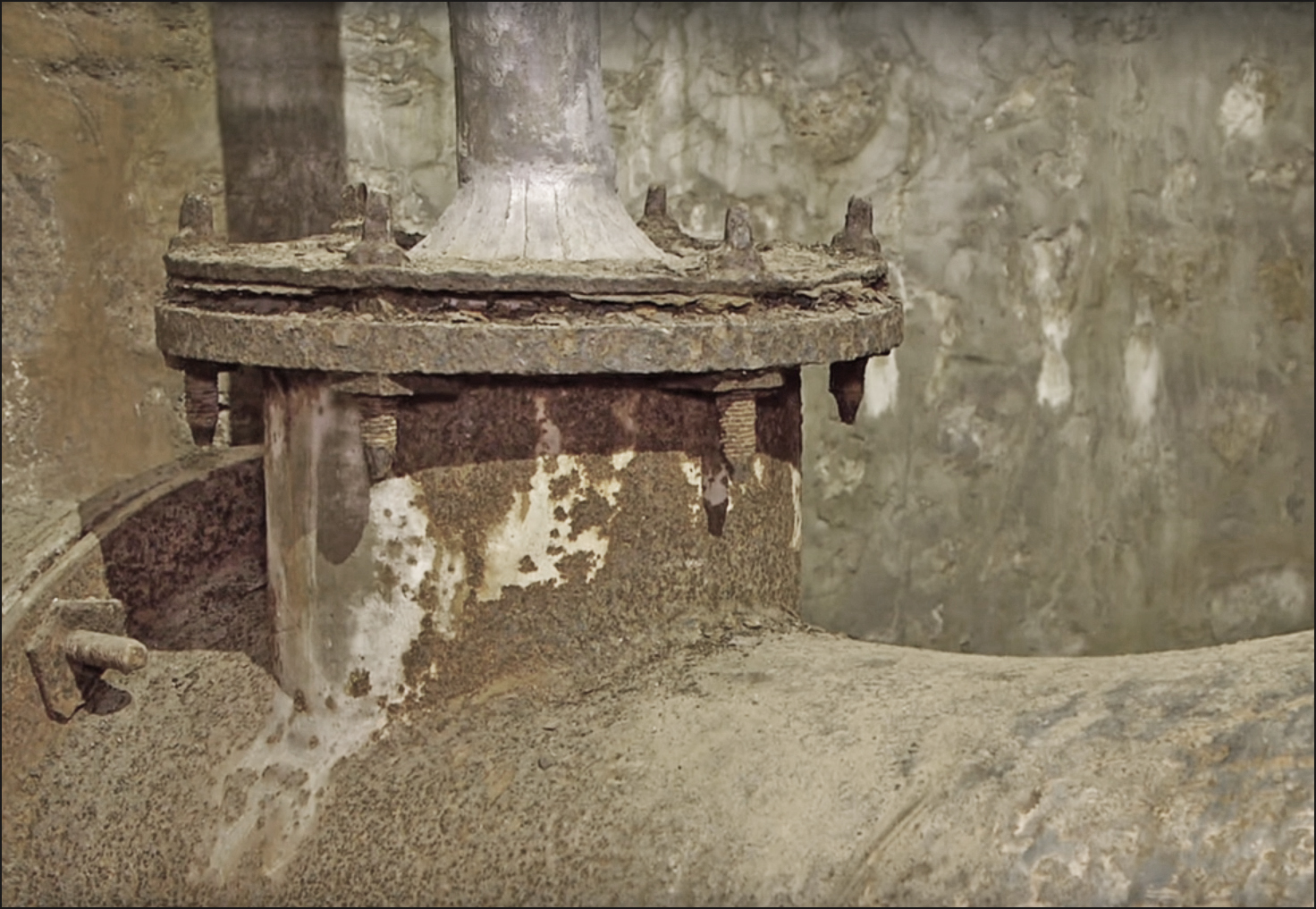
Assemblage fonte-plomb par bride, avec soudure à la louche.

Avec l'augmentation de la population de la ville de Versailles, celle-ci possède son propre réseau de captage et de distribution d'eau potable, totalement indépendant de celui qui alimente les jardins du château. Quant à l’eau pour le château et le parc, elle ne vient plus de sources lointaines, ni de la Seine, mais elle est recyclée à partir des eaux du Grand Canal, au moyen de bassins de stockage en partie basse des jeux d’eau et renvoyée dans le canal puis vers les différents bassins et jeux d’eaux toujours aussi gourmands en eau, ce qui provoque quelques problèmes lors des années de grandes sécheresses.

### Dans les villes et dans les campagnes

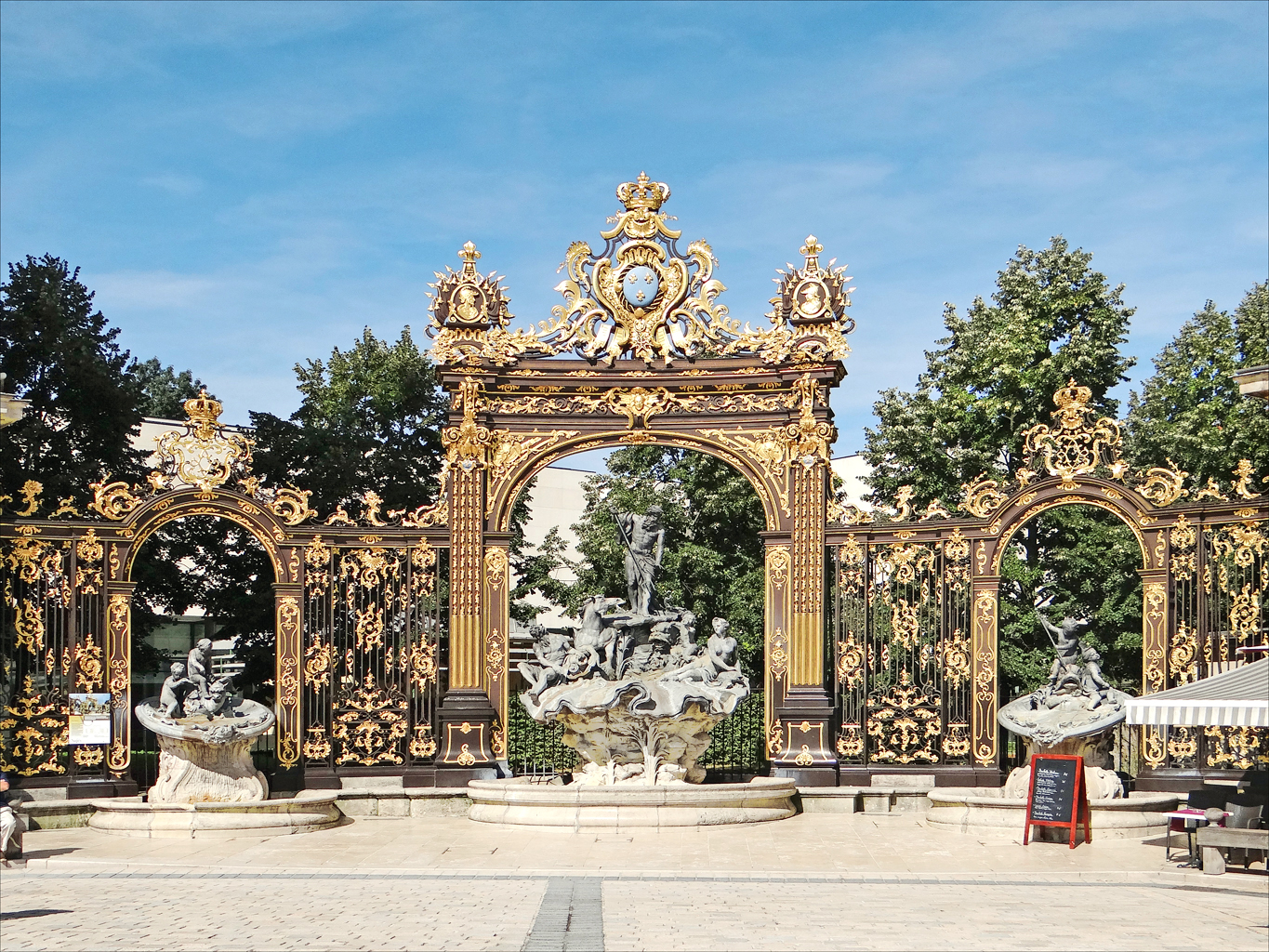
Fontaine Neptune place Stanislas à Nancy.

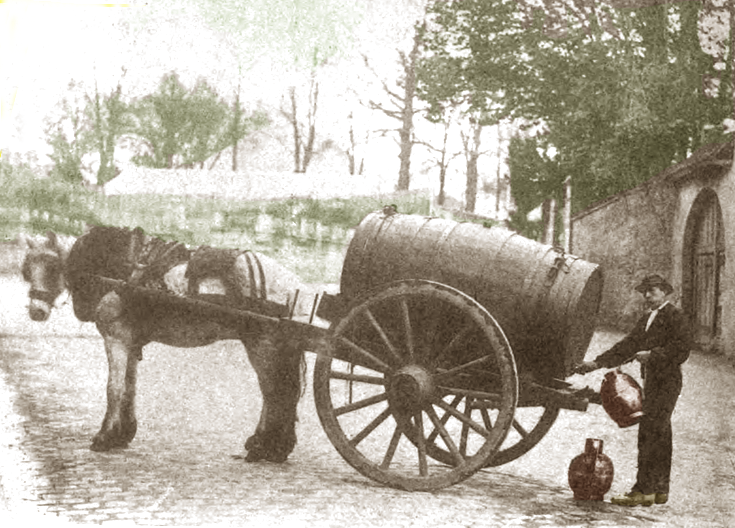
Porteur d'eau au pays de Rennes.

Le XVIIIe siècle a été une époque de transition après le développement des villes françaises au cours du XVIIe siècle, dû grandement aux efforts de Colbert et au développement poussé par Louis XIV. Mais au début du siècle, c’est la reprise en main des corporations ouvrières, le pouvoir royal les discipline et en fait un instrument du gouvernement. Certains droits donnés aux siècles précédents sont supprimés, la journée de travail est toujours aussi longue, très souvent de 12 heures par jour. C'est encore un travail artisanal dans les villes et les campagnes, l'artisan travaille seul ou avec un ouvrier et un apprenti. Les plombiers se partagent entre le travail de couverture en plomb et la pose de canalisations d'adduction, le raccordement des fontaines publiques et des maisons bourgeoises.
En mars 1776, le roi Louis XVI signe un projet de loi présenté par le ministre Turgot concernant une loi supprimant les jurandes, les Maîtrises et les corps de métiers.

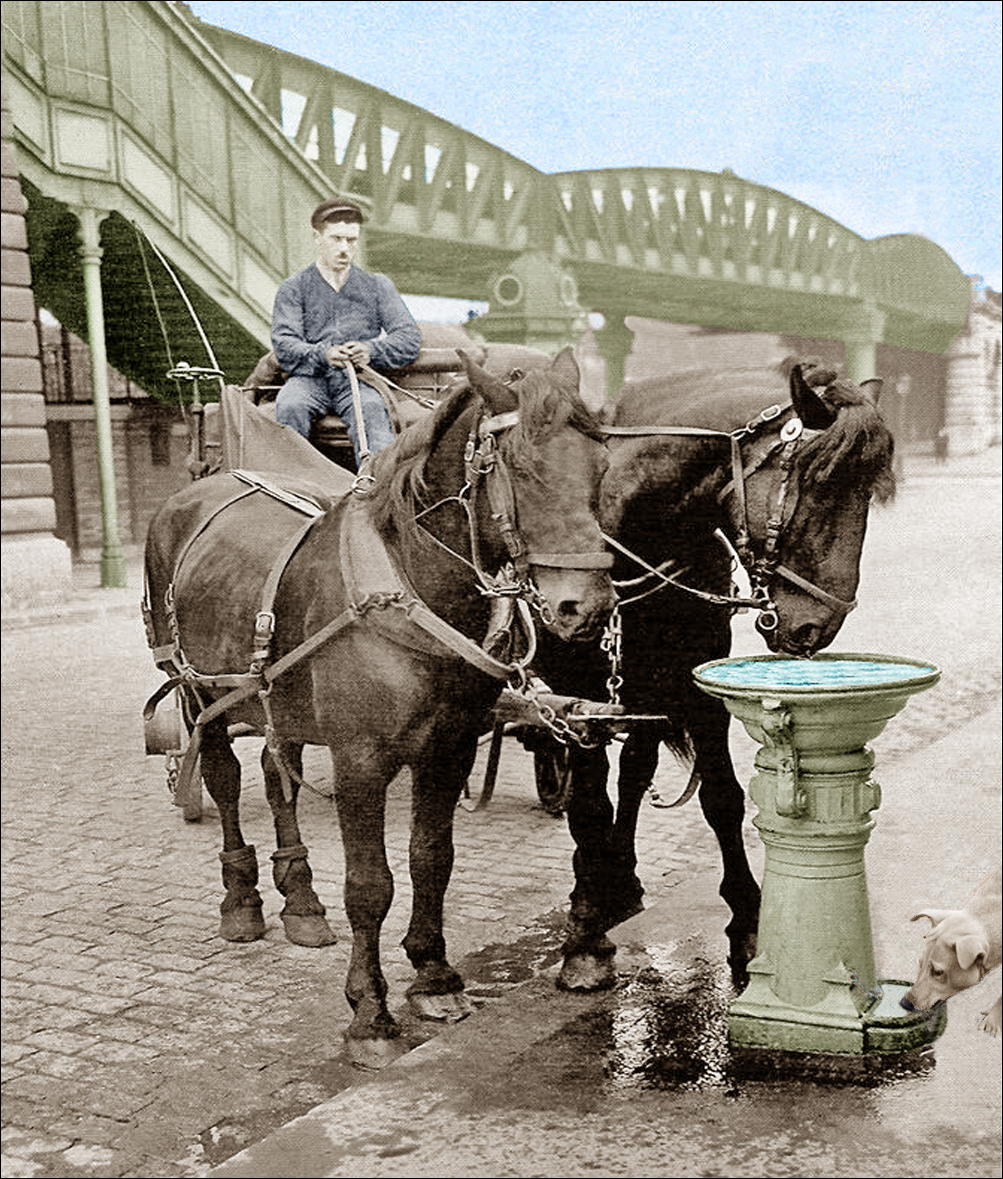
Abreuvoir pour chevaux et chiens à Paris vers 1900.

L'article Ier sur les vingt-quatre de l’édit, définit comme suit la suppression des corporations : « Il sera libre à toutes personnes, de quelque qualité et condition qu'elles soient, même à tous étrangers, encore qu'ils n'eussent point obtenu de nous des lettres de naturalité, d'embrasser et d'exercer dans tout notre royaume, et nommément dans notre bonne ville de Paris, telle espèce de commerce et telle profession d'arts et métiers que bon leur semblera, même d'en réunir plusieurs : à l'effet de quoi nous avons éteint et supprimé, éteignons et supprimons tous les corps et communautés de marchands et artisans, ainsi que les maîtrises et jurandes. » Cette réforme combattue par les privilégiés et le Parlement, fut annulée par le Conseil en mai de la même année.

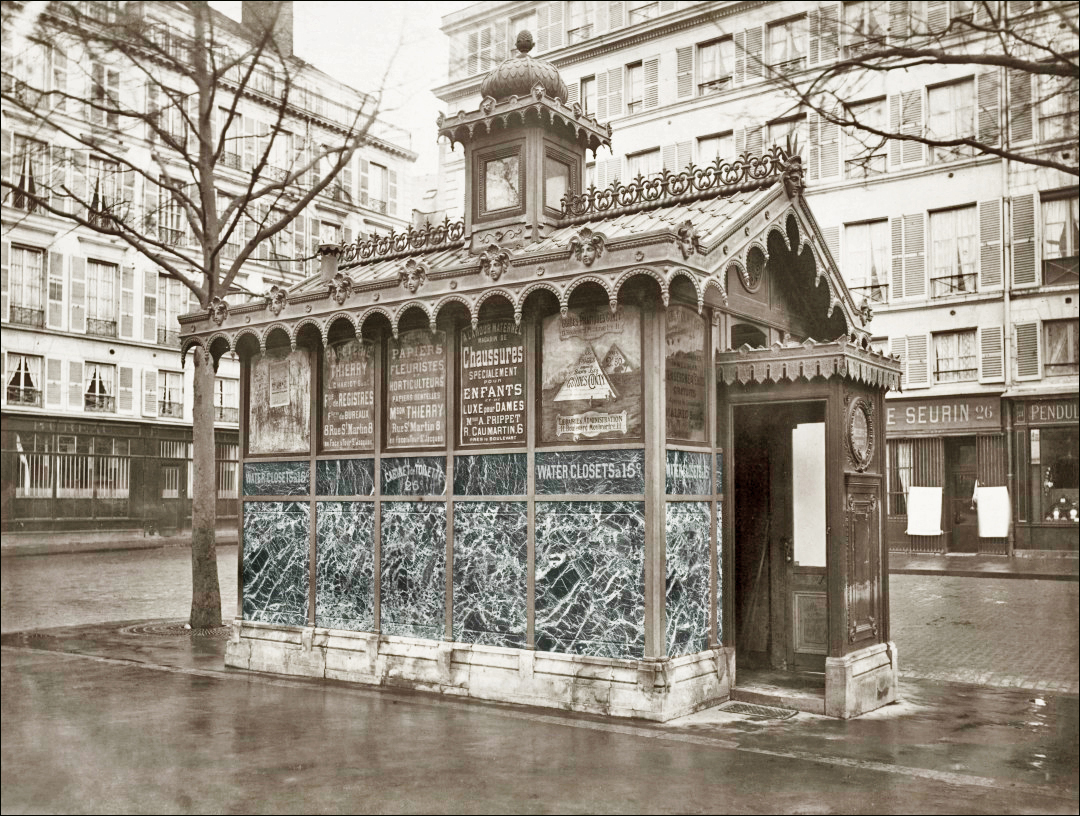
Chalet de nécessité ou toilette publique à Paris en 1865.

L'historique nuit du 4 août 1789, supprime (progressivement) tous les privilèges. En reprenant l'idée de Turgot, c'est la loi des 2 - 17 mars 1791 qui supprime les corporations, reprise par la loi Le Chapelier du 14 juin, qui renforce l'interdit des corporations, mais également tout droit d'association des ouvriers et des paysans, ainsi que le Compagnonnage ; un décret de mars avait déjà interdit le droit de grève. Il faudra attendre 1884 pour que la loi Waldeck-Rousseau reconnaisse à nouveau le droit d'association pour le monde ouvrier.

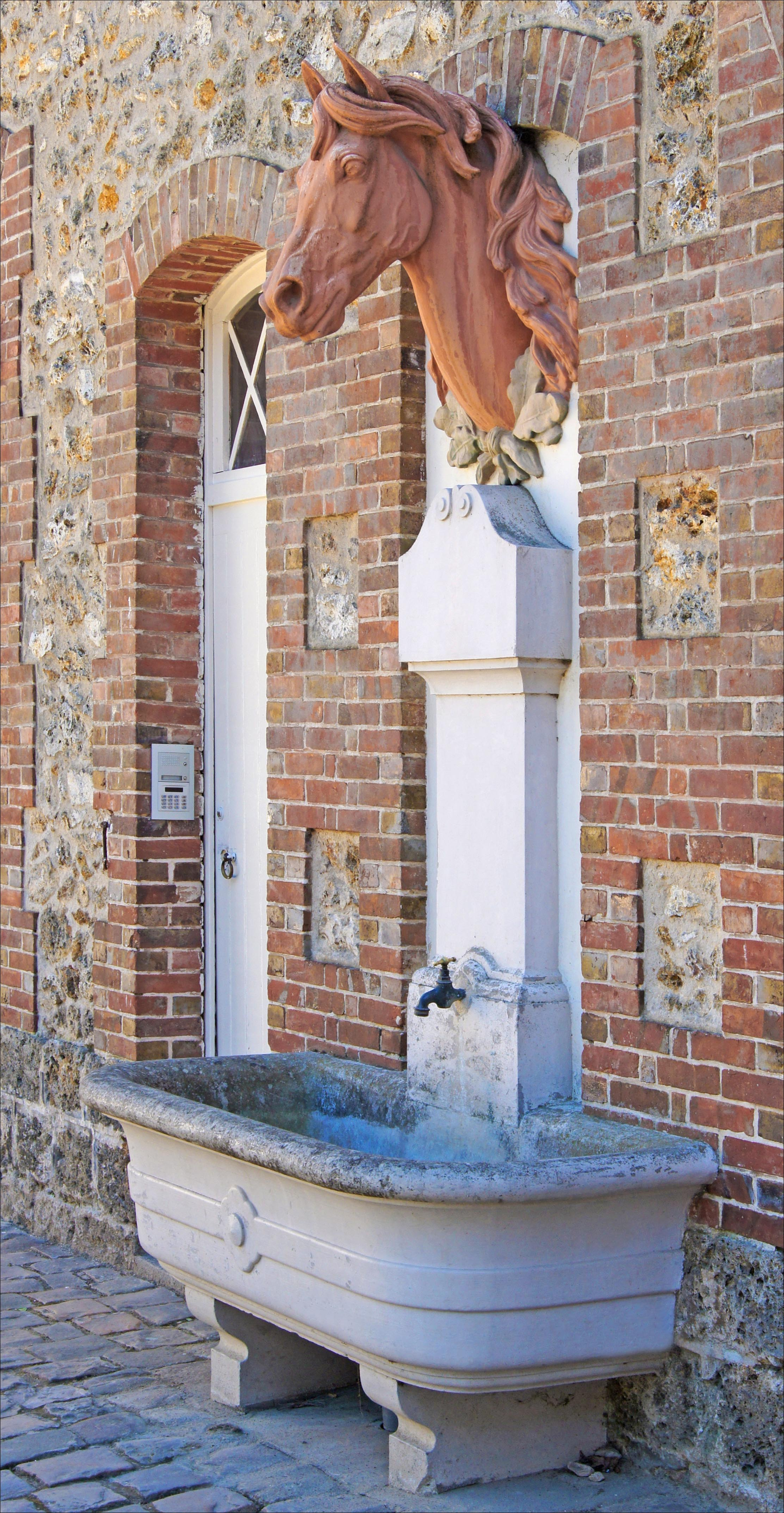
Abreuvoir à chevaux au château de Breteuil.

En cette période troublée, les plombiers comme une grande partie du monde ouvrier, s'engagent pour défendre la patrie ; avec en 1792 la déclaration de guerre à l'Autriche, les suites de la Révolution, puis les guerres napoléoniennes, la paix n'est pas pour demain. Pendant la Révolution et cette fin du XVIIIe siècle, il y eut peu de travaux de construction dans le bâtiment. Les artisans étaient aux armées ; les plus influents et les plus intelligents des citoyens siégeaient dans les comités de sections. Abattue par les récentes lois, la Terreur et les guerres, l'industrie du bâtiment est au plus bas, l'apprentissage abandonné, le métier va mal et les plombiers comme tous les ouvriers du bâtiment sont en peine. Un siècle de tristesse et de pauvreté s'installe pour le monde ouvrier.
Au XVIe siècle, l’hygiène dans les villes est toujours déplorable, seuls quelques riches habitants dans les beaux quartiers ont l’eau à volonté dans leur demeure, la majorité des logements, souvent dans des étages ou des combles au-dessus des échoppes, est alimenté en eau par les porteurs d’eau.

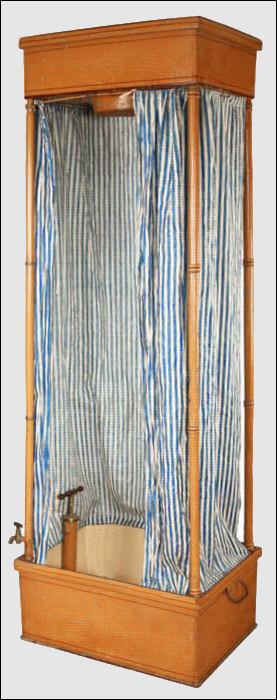
Manoir d'Erddig. Douche portative vers 1800.

Au début du XVIe siècle Paris comptait seize fontaines, dix-huit seulement à la fin du siècle, alimentées par les aqueducs de Belleville et du Pré Saint Gervais. Puis en 1625 l'aqueduc de Rungis vint alimenter quatorze nouvelles fontaines. L’île de la Cité était alimentée par l'eau de la Seine. Sous Louis XV, vers 1750, le nombre des fontaines augmente, mais elles sont souvent sans eau ; le Paris des pauvres manque d'eau. L'eau étant, en partie, interceptée au passage des réseaux par les concessions religieuses et les privilégiés.

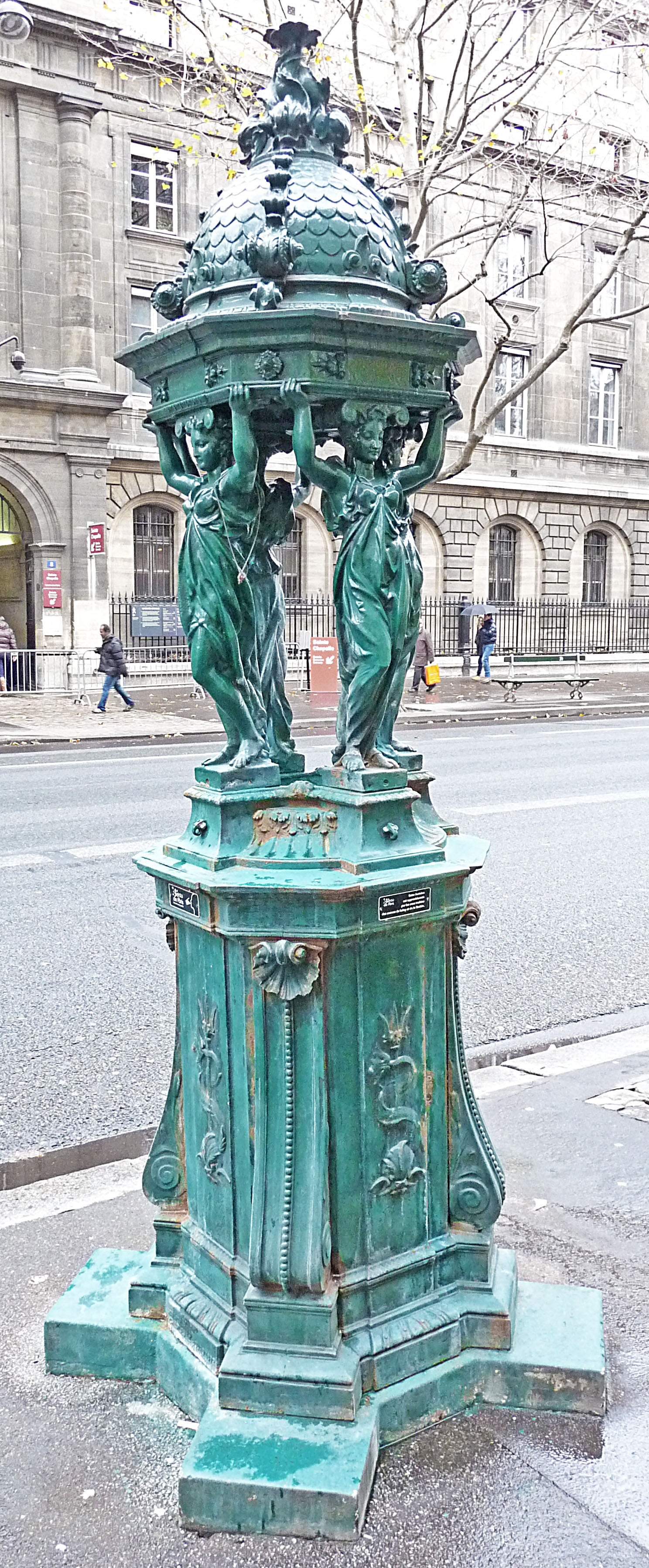
Fontaine Wallace à Paris.

Sous Napoléon Ier, quatre-vingt-quatre fontaines alimentent les parisiens et en 1850 leur nombre a encore augmenté, c'est l'époque des fontaines monumentales dont il subsiste quelques exemples. Dans les immeubles bourgeois l'eau monte dans les étages, des fontaines murales sont installées et raccordées dans les couloirs des derniers étages, alors que les salles de bains sont installées dans les appartements. Ceci avec l'arrivée conjointe du gaz et donc de l'eau chaude. En plus, à Paris, 1500 bornes fontaines sont créées pour le lavage des rues. Libérés des corporations, les plombiers sont sur tous les fronts. Malmené par la Révolution, l'apprentissage reprend timidement et tente de s'organiser.
Mais la majorité des Français se lave peu. Si les principales villes de France sont près d’un fleuve, Paris, Lyon, Bordeaux, Toulouse, etc., elles ont toujours manqué d’eau pour les populations dites laborieuses. Il faudra donc attendre le milieu du XIXe siècle pour qu’un réseau d’adduction d’eau digne de ce nom voit le jour à Paris et cela, avec les grands travaux du baron Haussmann et d'Eugène Belgrand qui était chargé des travaux d’adduction et de salubrité de la capitale.
C’est à Eugène Belgran, un inconnu célèbre, que l’on doit d’avoir de l’eau à tous les étages. Son réseau est toujours en activité, constamment rénové, entretenu et étendu au fur et à mesure de nouvelles constructions, de l’extension de la capitale et des matériaux nouveaux. Les travaux réalisés dans la capitale sont également entrepris dans les autres grandes villes de France : Lyon, Bordeaux, Marseille. Comme pour beaucoup d'autres époques, les documents de références pour Paris sont beaucoup plus disponibles que pour les villes de provinces. Un siècle d’or pour les plombiers venus de tous les coins de France, avec tous les autres ouvriers travaillant sur cet immense chantier que furent les grands travaux du Baron.

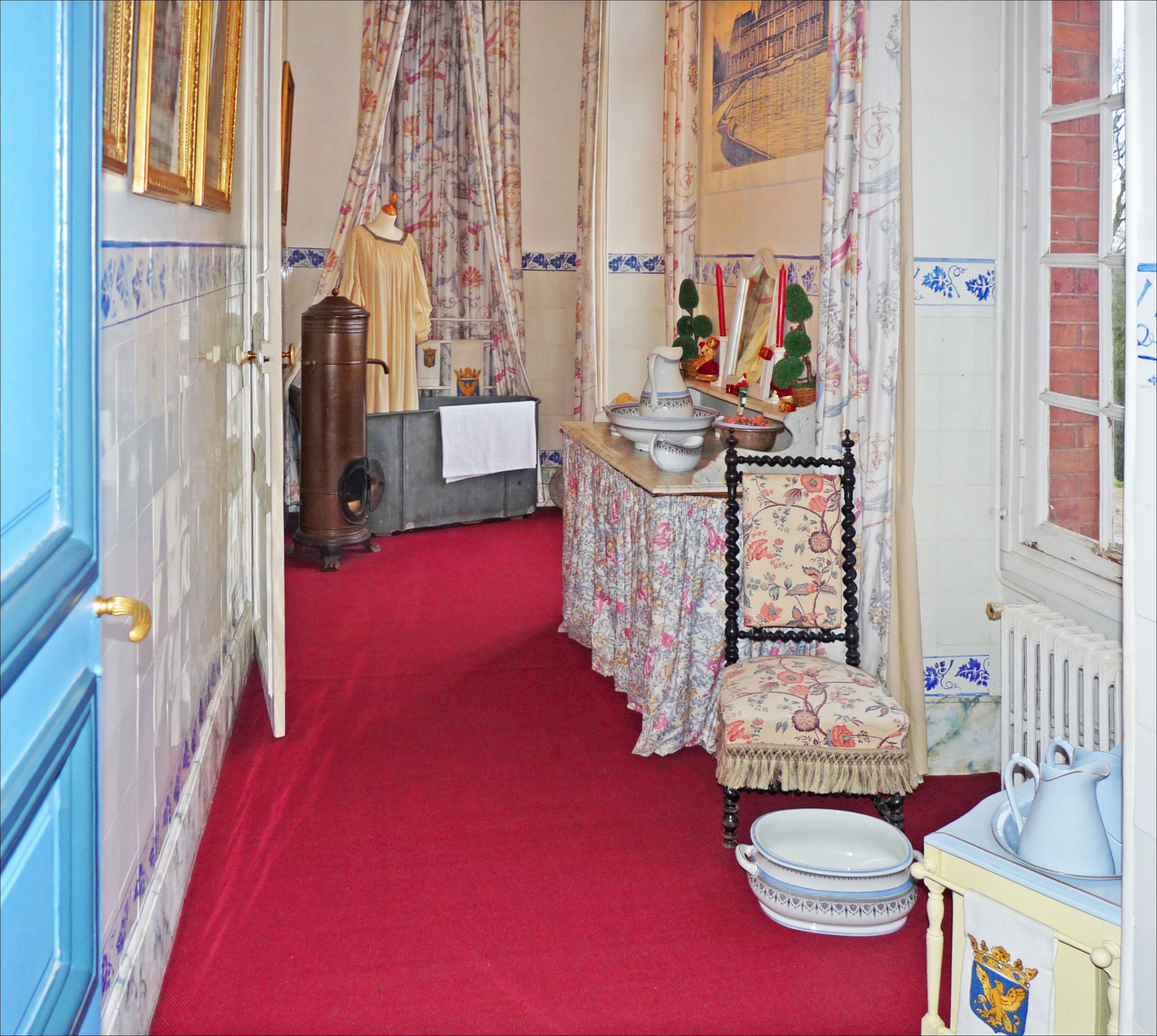
Château de Breteuil. Salle de bain XVIIIe siècle
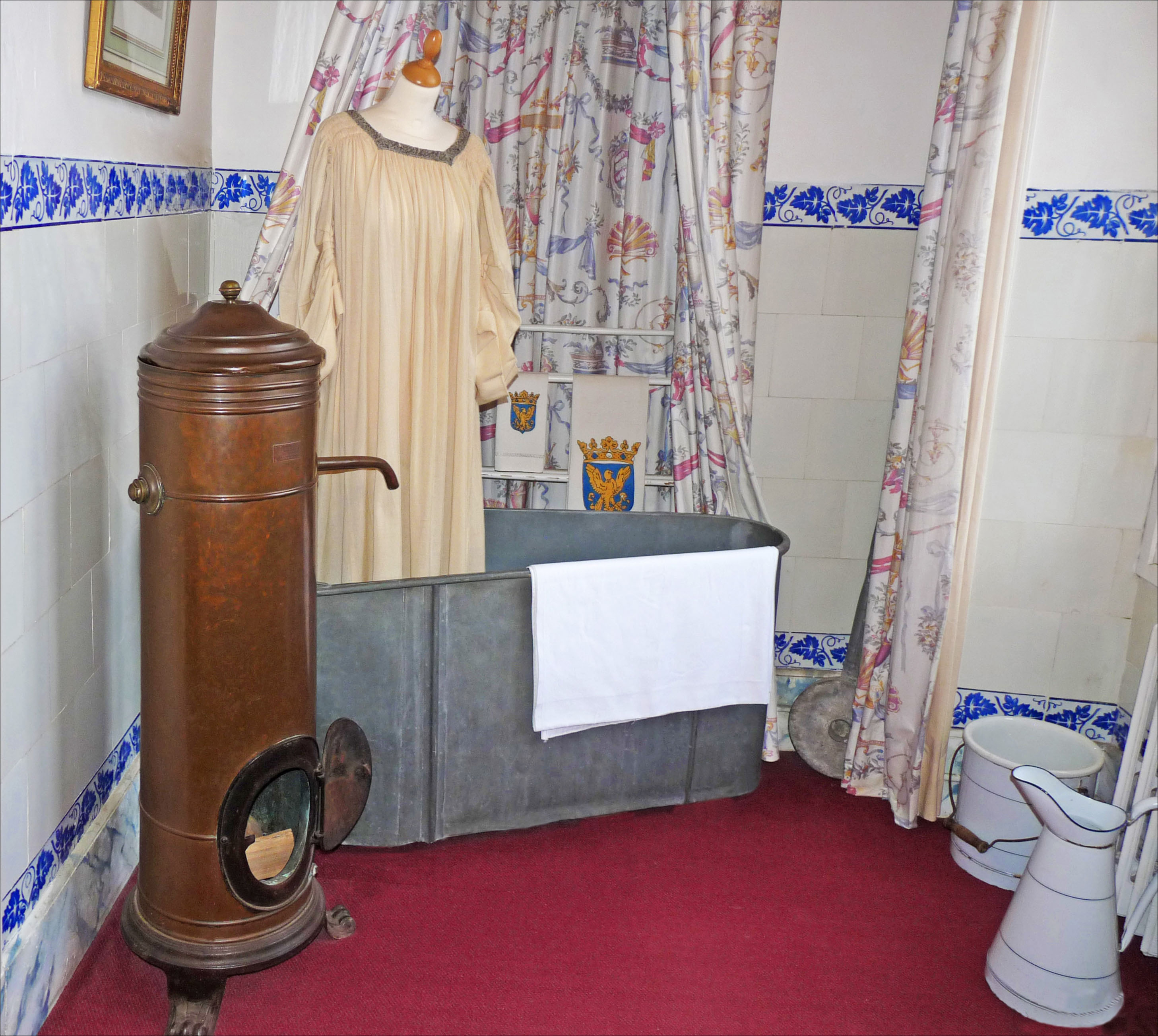
Château de Breteuil. La baignoire et son chauffe eau.
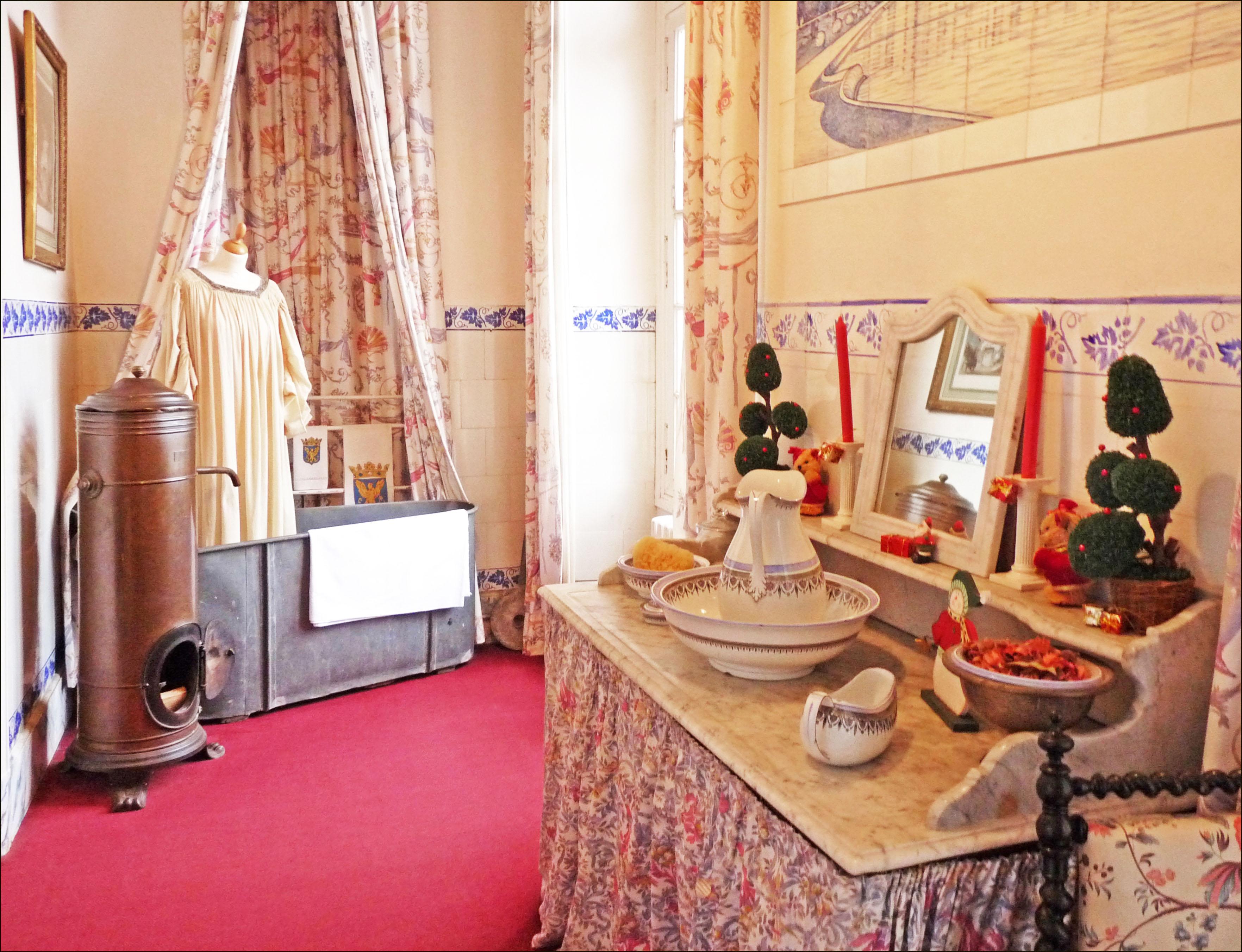
Château de Breteuil. Baignoire et plan de toilette.
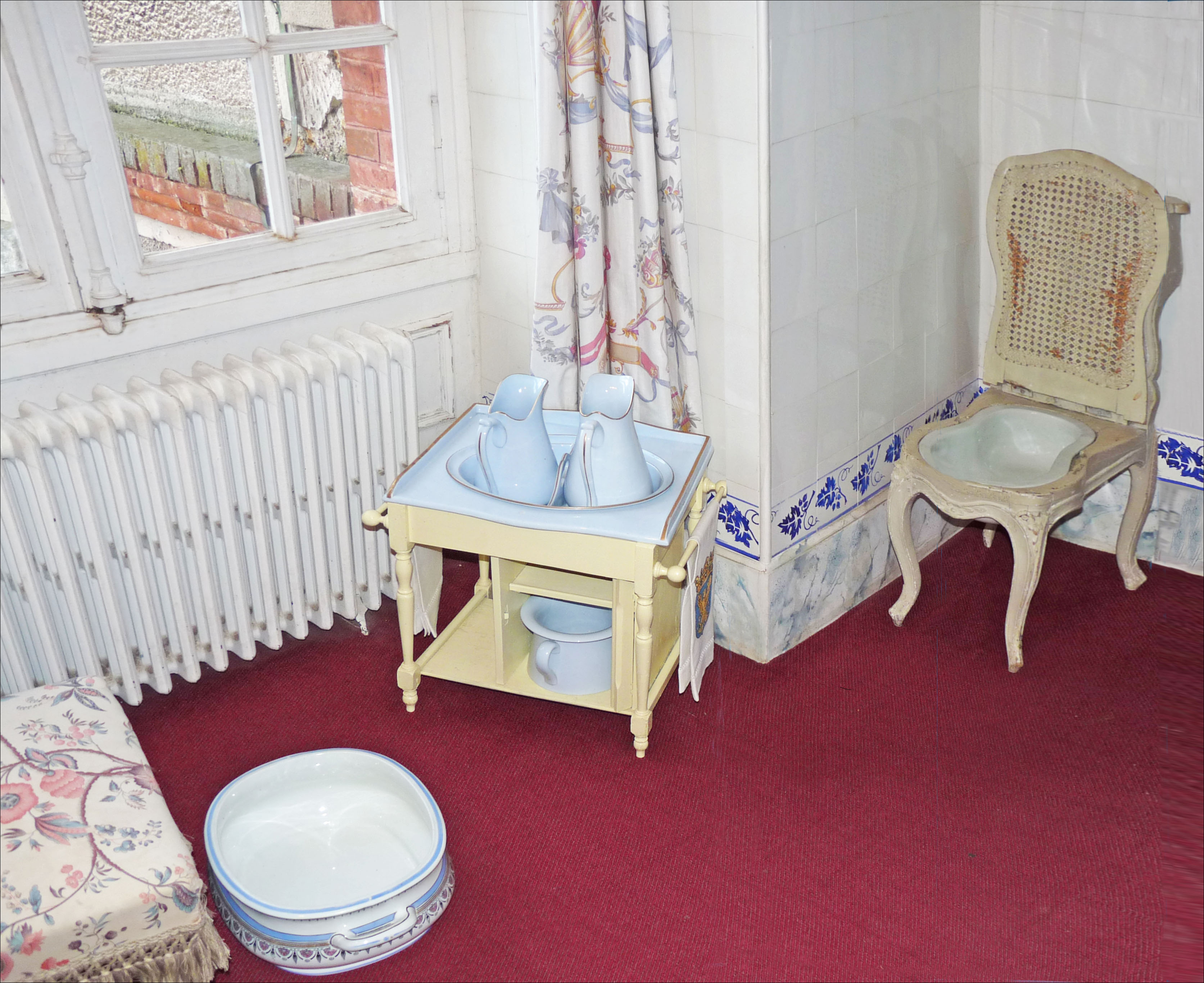
Château de Breteuil. Table de service de toilette du XIXe siècle.
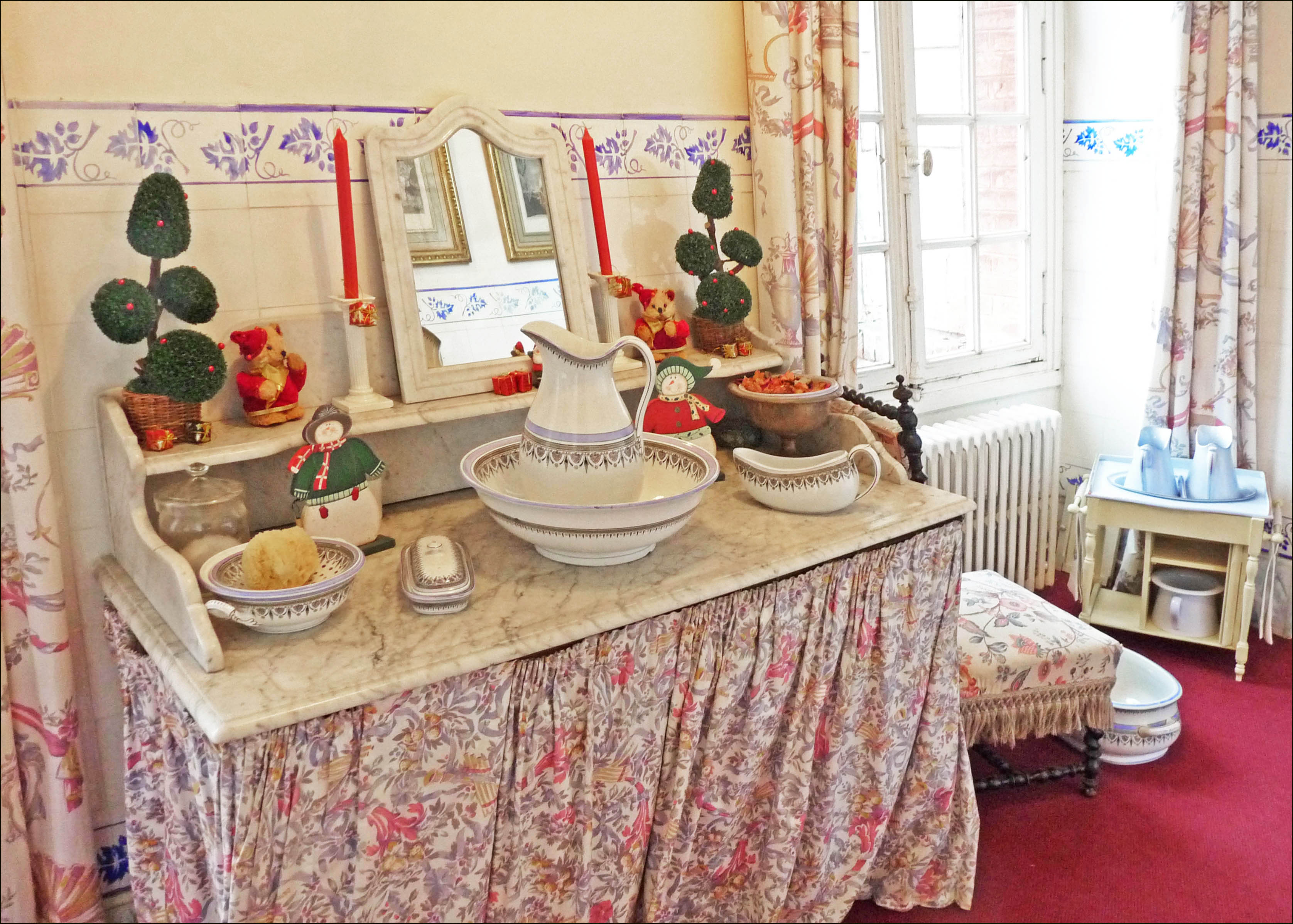
Château de Breteuil. Table de toilette au XIXe siècle.

À partir des bassins et aqueducs qui leur amenaient l’eau, une armée de plombiers posait les tuyauteries en fonte dans les tranchées et les galeries creusées sous le sol parisien. D’autres plombiers réalisaient les branchements en plomb pour raccorder les immeubles dont le propriétaire acceptait le raccordement – seulement 921 abonnés en 1831 - sinon il y avait la fontaine sur la rue et le robinet dans la cour de l'immeuble. Par la suite, ce fut la montée de l'eau dans les étages avec la pose et le raccordement de la fontaine d’étage. Nous n’en sommes pas à la salle de bains et aux toilettes dans chaque appartement, ce n’était d’ailleurs pas encore le cas il y a peu d’années. Mais pour certains, plus besoin d’aller à la fontaine publique ou marchande à plusieurs rues de là, ou de faire venir le porteur d’eau.

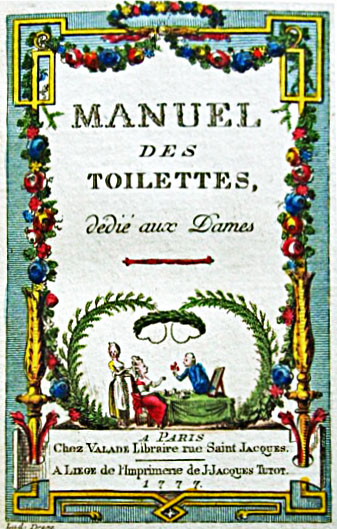
Sans commentaire.

La capacité de distribution de l'eau passe de 8 000 m3/jour en 1800, à plus de 268 000 m3/jour en 1875. En 1876, la ville de Paris décide d’installer, à titre facultatif, les premiers compteurs sur son réseau d’alimentation d’eau des immeubles. Encore du travail pour les plombiers avec cette mise en place du compteur et de son robinet d’arrêt, qui suivant les modèles se fermaient à l’envers, modèle dit anglais. Près de 40 000 en 1874, alors qu'il n'y avait que 921 raccordements d'immeubles en 1831. Les travaux du Baron et de Belgrand avaient encouragé les propriétaires d'immeubles. Entre 1852 et 1870 on détruit à Paris plus 20 000 maisons et on en construit près de 40 000. Le bonheur pour les nouveaux occupants, mais l'histoire ne dit pas ce que sont devenus les habitants des maisons détruites.
Mais l'adduction d'eau va avec le rejet et le traitement des eaux usées, d’où la modernisation des égouts de Paris. Les rejets des eaux usées ne se font plus dans la Seine en plein Paris, mais plus en aval. Que dire pour les habitants de ces villes, sachant que le traitement des eaux usées n'était pas encore à l'honneur.
Mais si l'eau est claire, sans odeur, limpide, enfin propre, ou presque, les microbes sont toujours là avec les maladies, comme le choléra. Il faudra attendre les travaux de Pasteur et l'avancée de la bactériologie, avec John Snow en Angleterre et les travaux de Darnall en France, pour que débute avec succès au XXe siècle le traitement chimique de l'eau par la chloration, ceci d'ailleurs avec pas mal de réticences des populations, sujet toujours d'actualité dans certaines communes. Mais les hommes ne pensent plus que ces maladies sont le fait de punitions divines, comme ce fut le cas pendant longtemps dans le passé. Les adductions d'eau s'accélèrent tout au long du XXe siècle, à la fois dans la capitale et les grandes villes de France et cela pour une meilleure qualité de l'eau distribuée.
Mais la France va mal. Les concurrences commerciales européennes, aussi bien dans l'agriculture que dans les industries, déstabilisent les prix et appauvrissent le peuple qui se révolte...Notre société commerciale et industrielle a sa plaie...cette plaie ce sont ses ouvriers. Les classes moyennes et la bourgeoisie ne comprennent pas les résultats de cette révolution industrielle, qui risque à terme à l'amener à sa perte, car... Elle fait avec ses barbares ce que l'Empire romain faisait avec les siens.

« ...les Barbares qui menacent la société ne sont point au Caucase ni dans les steppes de la Tartarie ; ils sont dans les faubourgs de nos villes manufacturières ; et ces barbares, il ne faut point les injurier ; ils sont, hélas ! plus à plaindre qu'à blâmer : ils souffrent ; la misère les écrase. [...] Comment ne seraient-ils pas tentés d'envahir la bourgeoisie ? ils sont les plus forts, les plus nombreux. [...] ils souffrent horriblement de la misère. [...] nos expressions de barbares et d'invasions paraîtrons exagérées ; c'est à dessein que nous les employons.[...] une population de prolétaires qui s'agite et qui frémit, sans savoir ce qu'elle veut, sans savoir où elle ira [...] c'est de là que peuvent sortir les barbares... »

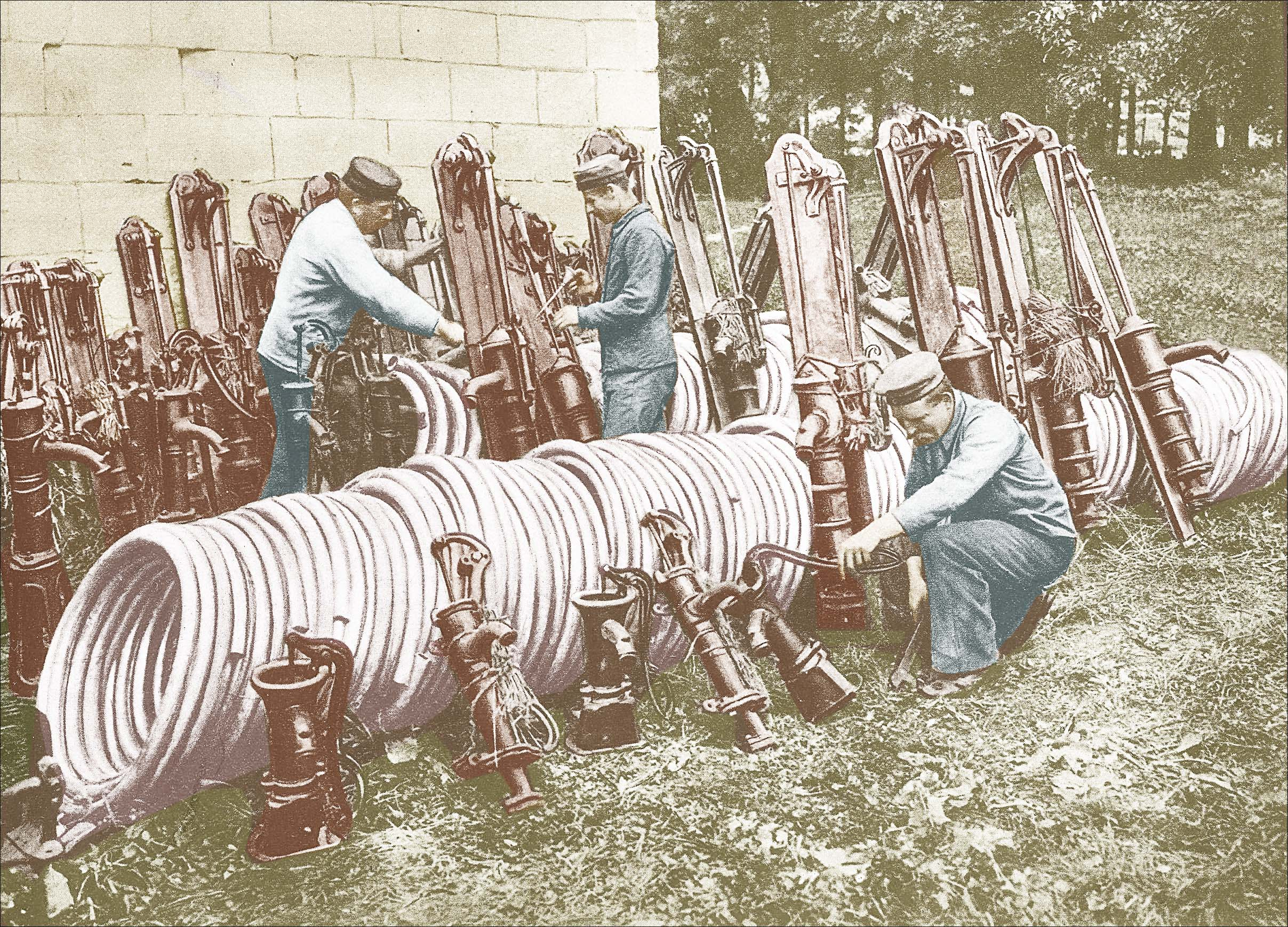
Une équipe de plombiers au travail, à l'arrière du front de l'ouest en 1915.

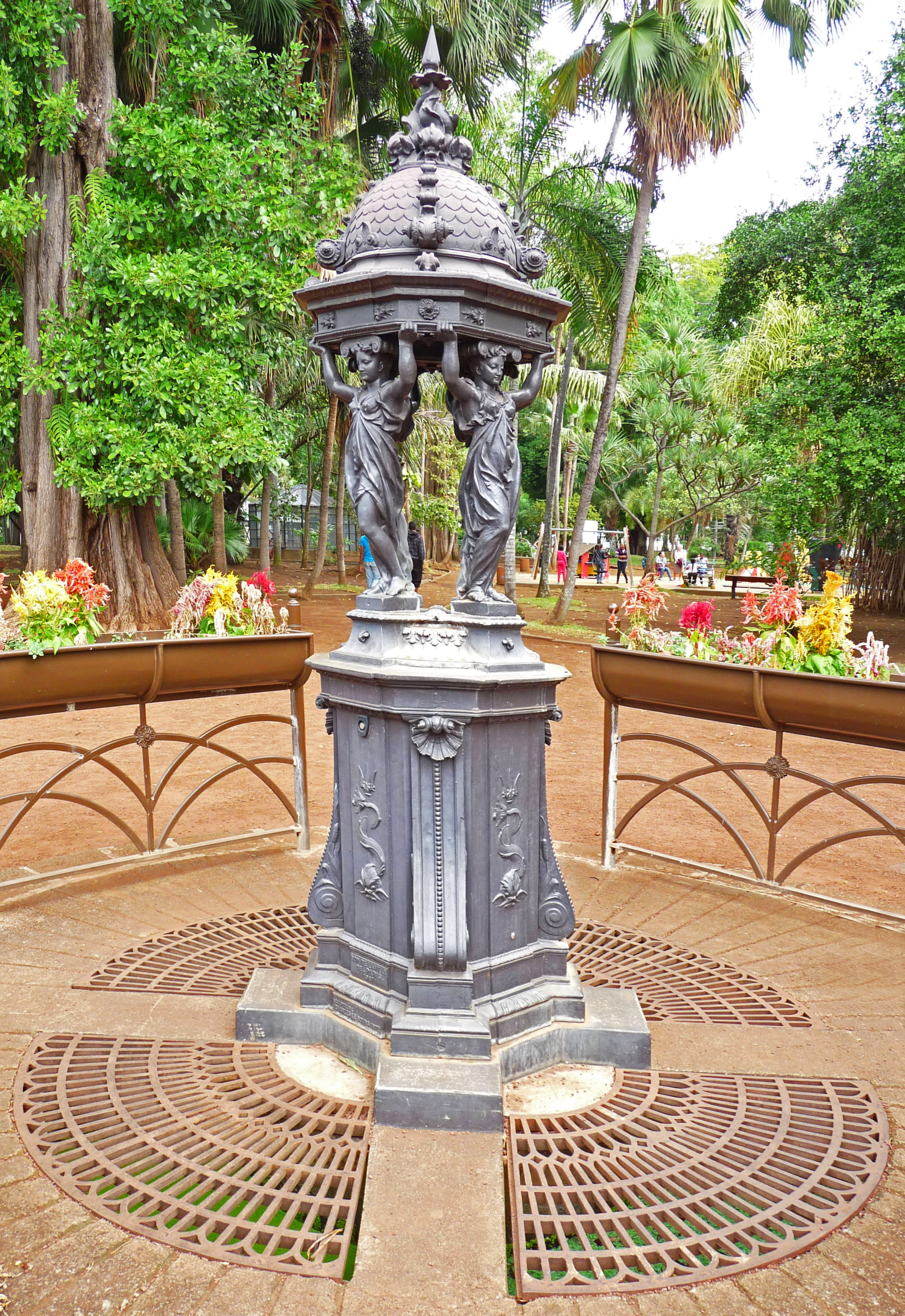
Fontaine Wallace dans un parc de l'île de la Réunion.

En ce milieu du XIXe siècle le Préfet Haussmann, va sonner le glas des plombiers recouvreurs de mésons ; en effet, par le règlement du 27 juillet 1859 et le décret de 1884, il est permis, entre autres pour les nouvelles voies percées dans Paris, que les façades des immeubles atteignent désormais vingt mètres de hauteur. Cette disposition va permettre avec ce que l'on appelle le Comble à la Mansart, de construire un étage supplémentaire en retrait de la façade. Pour des raisons de réglementation et de légèreté, le dernier étage sera construit en matériaux plus légers : murs extérieurs, charpente et avec l'utilisation massive de la feuille de zinc pour la réalisation de la couverture. Les toits de Paris se transforment et avec eux le métier de plombier avec l'arrivée des plombiers-zingueurs, puis par la suite des couvreurs-zingueurs.

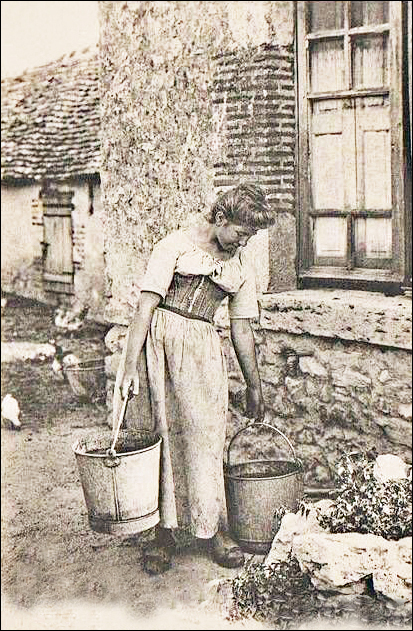
L'eau à la ferme en France au début du XXe siècle.
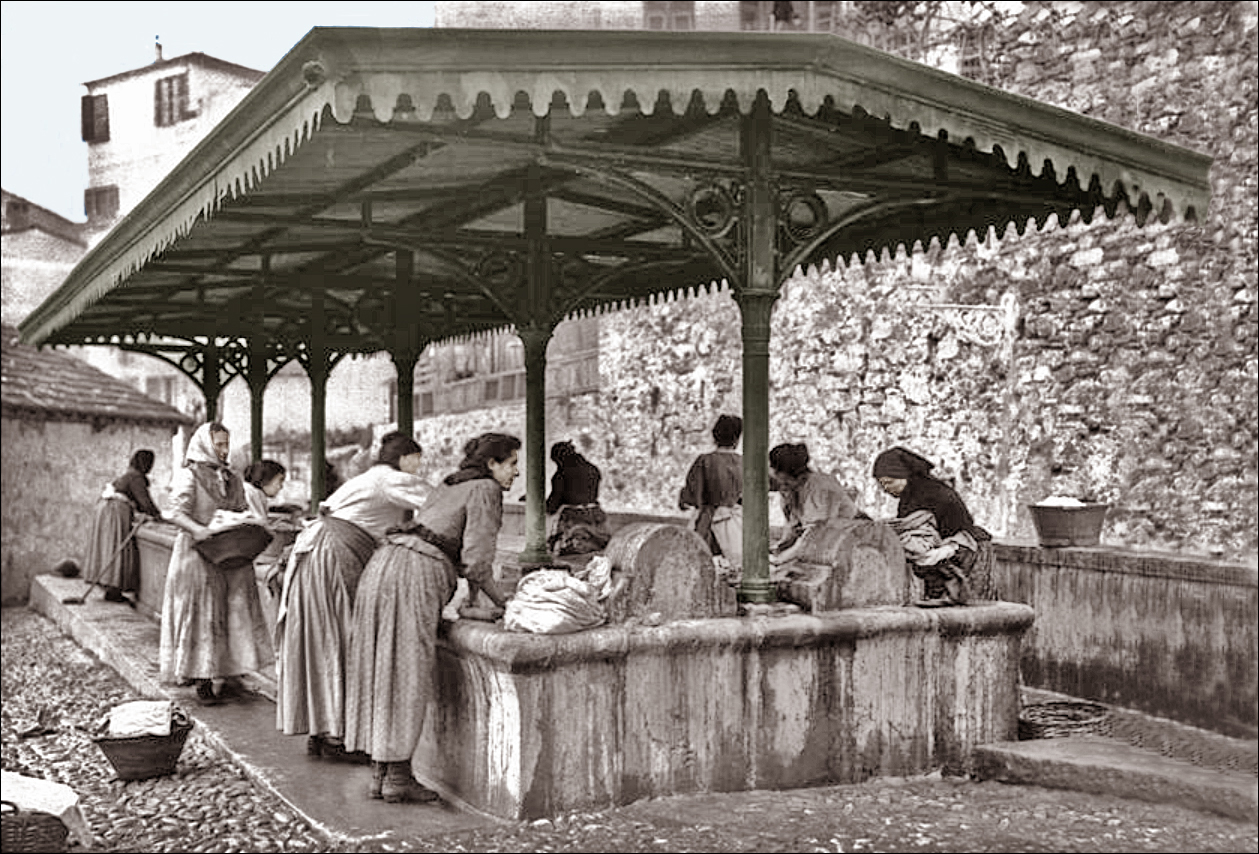
Les femmes au lavoir vers 1850 en France.
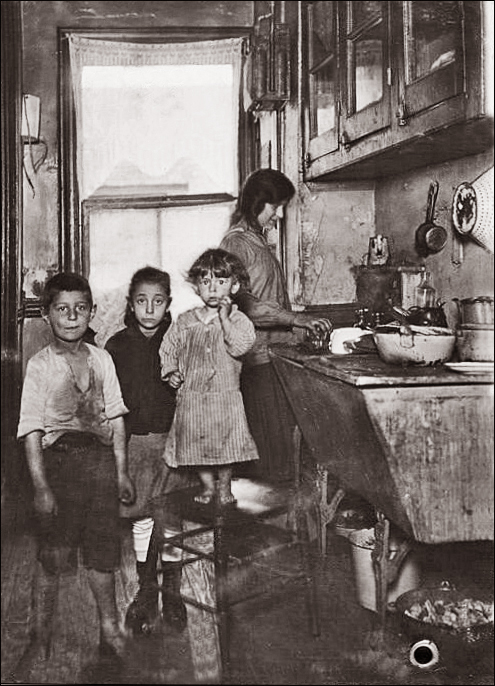
Une cuisine des classes populaires au début du XXe siècle aux États-Unis.
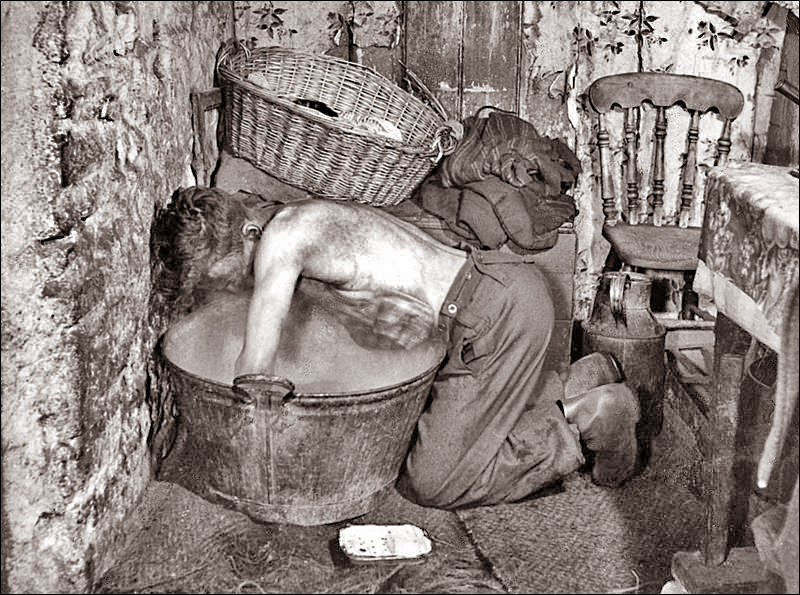
Salle de bain du mineur. Pays de Galles début du XXe siècle.
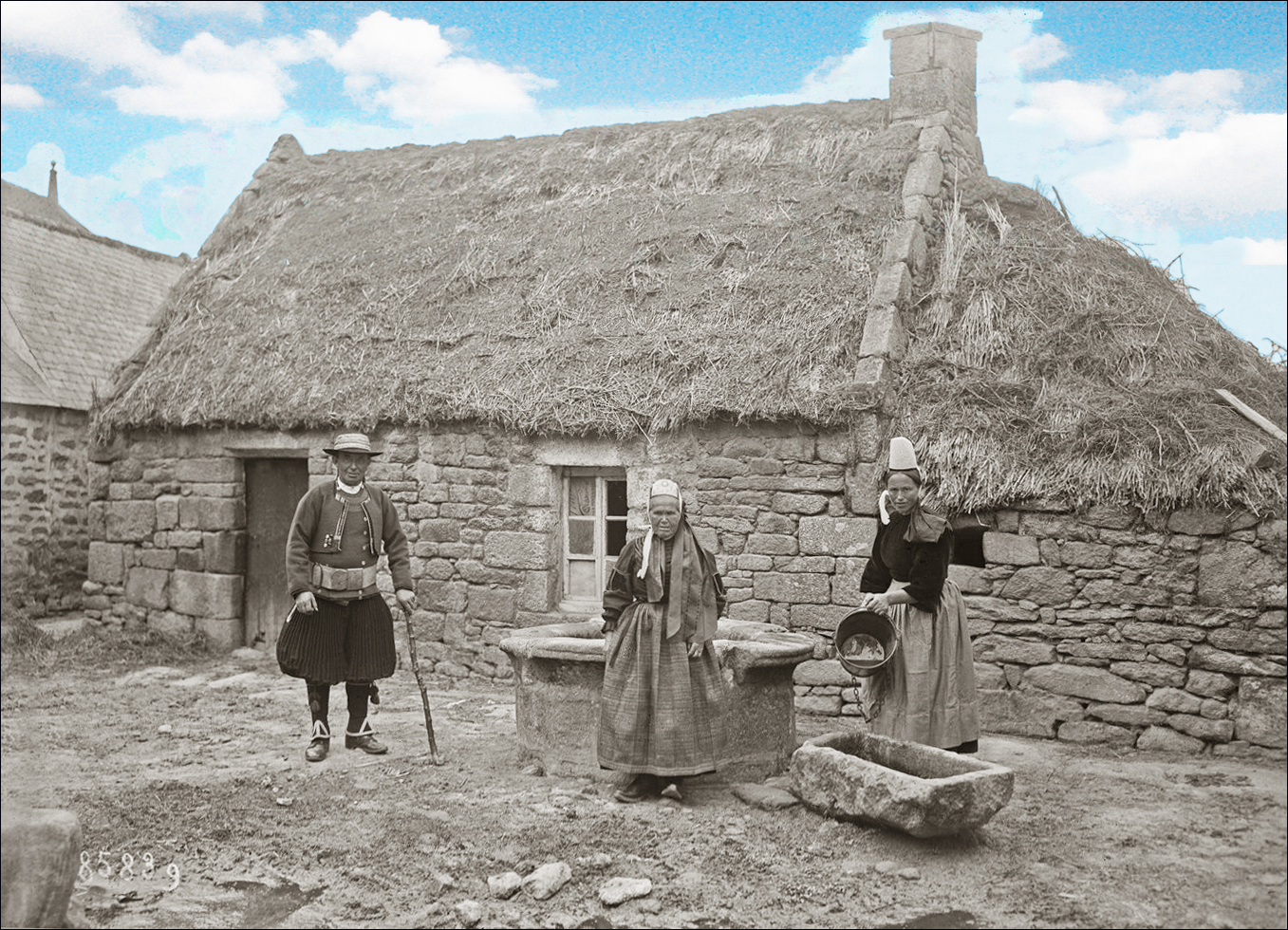
Tirage de l'eau du puits devant la vieille maison en Bretagne.

Le XXe siècle, fut un siècle de construction et de reconstruction pour l'industrie du bâtiment en général et pour les plombiers en particulier. La première partie du siècle a vu la poursuite de l'industrialisation du pays et un bon début d'activité avec ce que pour certains on a appelé la « Belle Époque ». Ce développement dans le bâtiment a été important, surtout dans les grandes villes. Dans les campagnes c'est encore le puits avec le seau et les toilettes au fond de la cour. La première guerre mondiale mit un frein à ce développement et avec la grippe espagnole, c'est toute une partie de la jeunesse, notamment ouvrière et paysanne qui disparaît des villes, des villages et des chantiers de construction. Les années 1920 furent pour les Français l'époque de la reconstruction de la France, une fois de plus et ce n'était pas fini.

### Renouveau de la profession

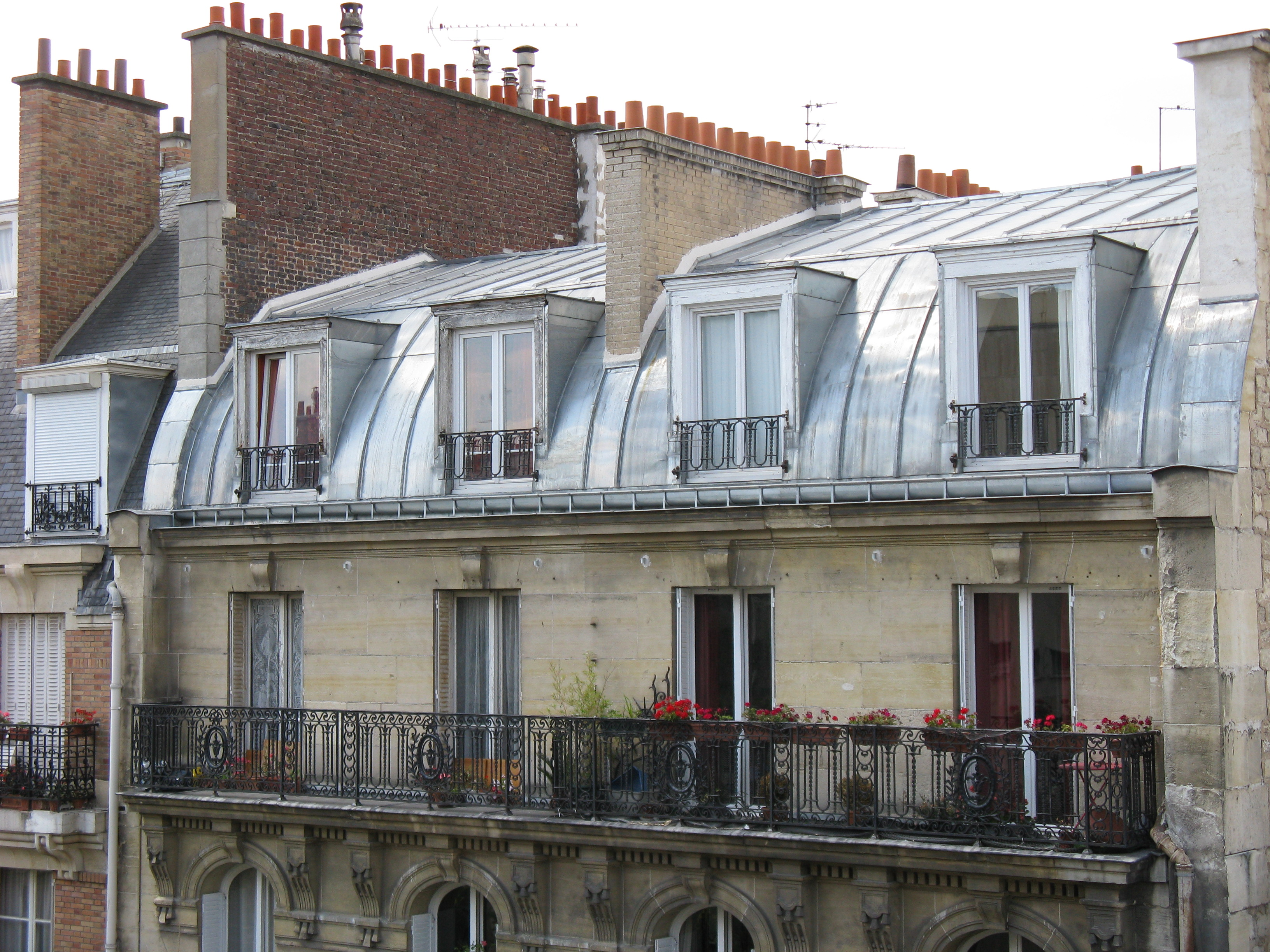
Les toits de Paris habillés de zinc par les couvreurs-zingueurs, après les lois de Mansard.

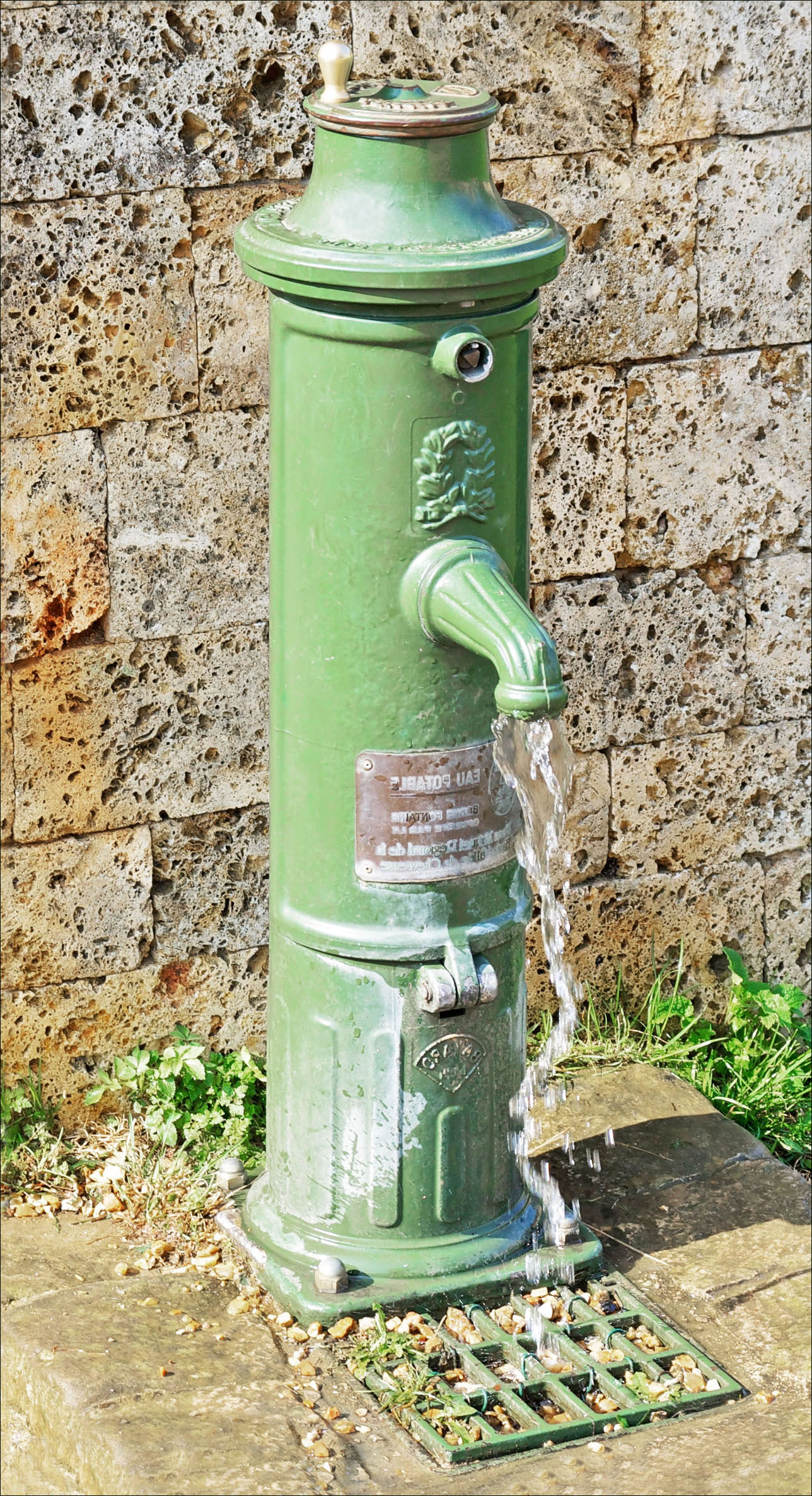
Borne-fontaine Bayard modèle à volant.

En 1939, le développement du pays fut stoppé par la Seconde Guerre mondiale qui affecta les avancées de la construction dans le bâtiment. À la fin des années 1940, la nouvelle génération de plombiers participa à la reconstruction, à la fois dans le cadre des « dommages de guerre » et ce besoin d'un nouveau style d'habitation plus moderne et plus fonctionnel.
Cette reconstruction dans les années 1950, permit un nouvel essor dans la construction, non plus seulement dans les villes, qu'il fallut pour certaines d'entre elles reconstruire, mais aussi dans les campagnes. Les zones rurales voient arriver les réseaux d’adduction d'eau, les maisons ouvrières sont raccordées, d'abord un évier dans la cuisine ou la « souillarde », puis quelques années après c'est le cabinet de toilette ou la salle de bains avec l'eau chaude. Les cités commencent à fleurir un peu partout. Les plombiers suivent les gros chantiers ou restent au village où le travail ne manque pas. Ce sont les Trente Glorieuses. « Au sortir de la Seconde Guerre mondiale, la France manque d'environ quatre millions de logements. Les Trente Glorieuses seront l'occasion d'une vague de constructions. Et verront apparaître les grandes banlieues d'aujourd'hui. »
Les plombiers posent des pompes à mains et des pompes électriques partout dans les campagnes, que ce soit dans les fermes ou dans les jardins, les maisons ouvrières voient arriver l'eau froide sur leur évier tout neuf. Dans les villes, la cuisine et son évier ainsi que la salle de bains font leur apparition dans de grands immeubles tout neufs. Les pavillons commencent à fleurir dans les banlieues de plus en plus lointaines des villes surpeuplées et ceinturées de bidonvilles,.

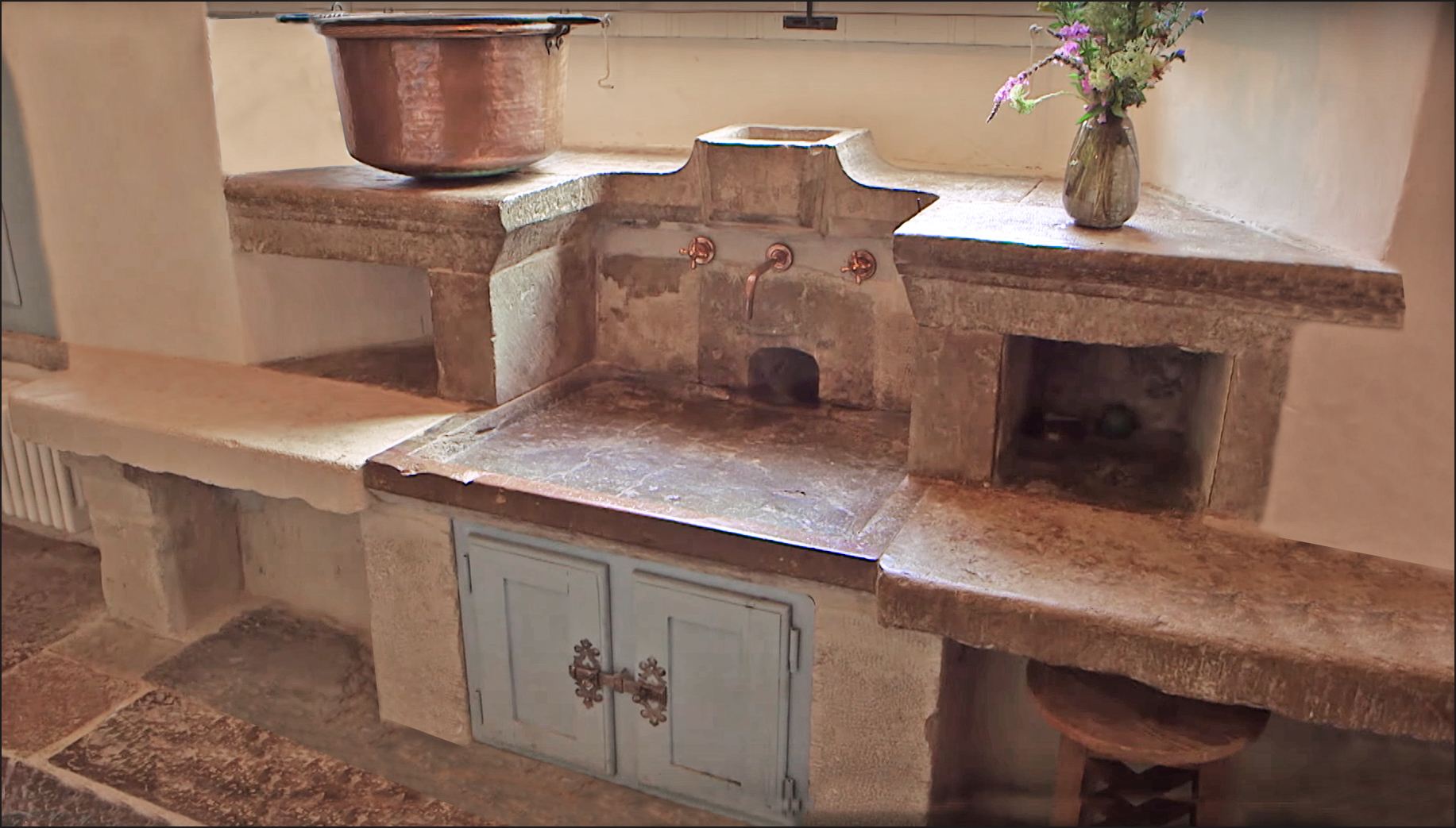
Pierre évier dans une cuisine bourgeoise vers 1900.

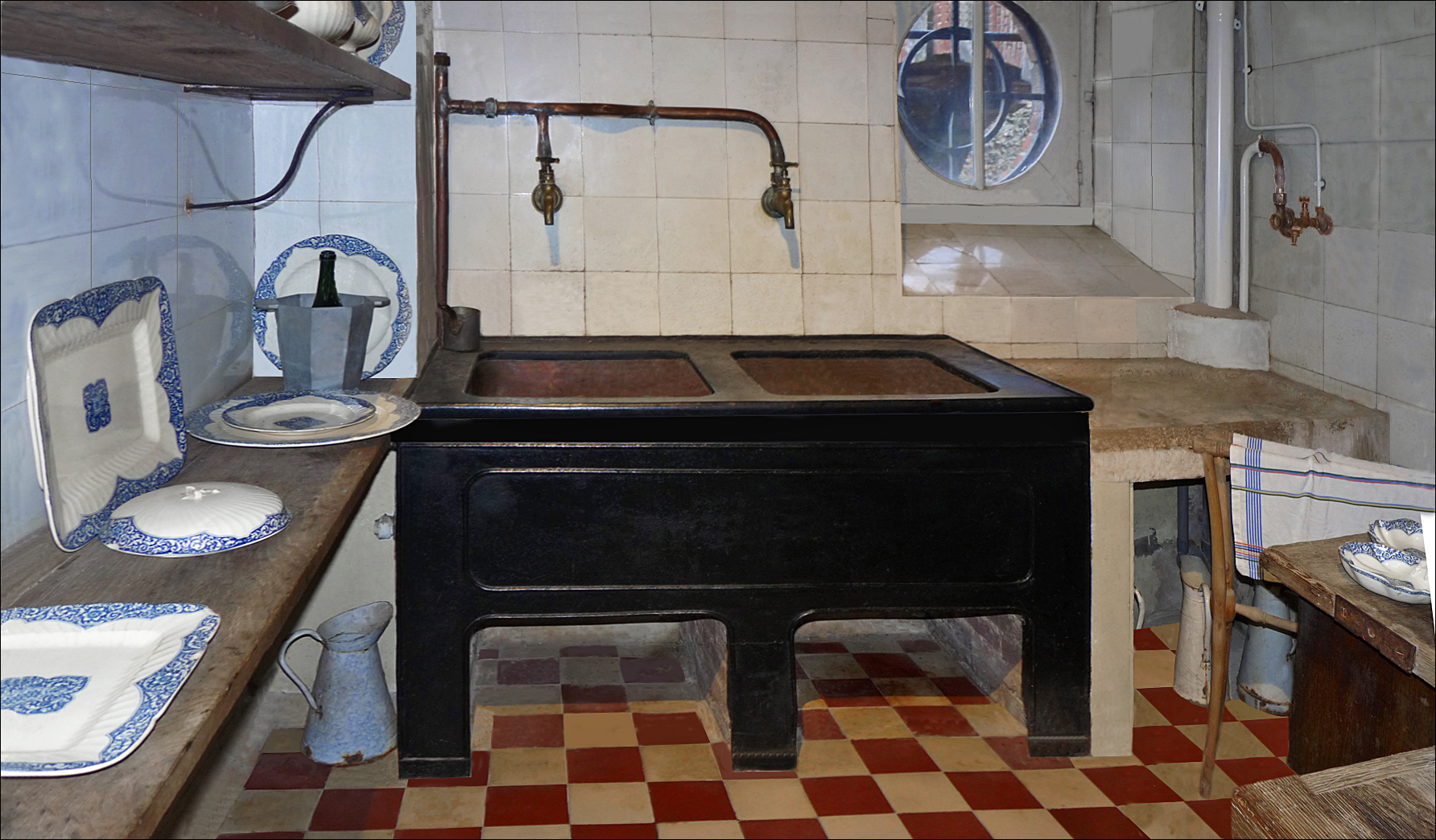
Château de Breteuil. Plonge ou salle de lavage de la vaisselle.

Dans les années 1950 et 1960, c'est l'utilisation de ce nouveau matériau qui arrive sur les chantiers : le tube cuivre, qui remplace peu à peu le plomb. Ce dernier perdurera encore un demi-siècle, en attendant l'arrivée des tubes en PVC et du pot de colle, puis plus tard de la pince à sertir. Le tube en acier est toujours fidèle, noir ou galvanisé, avec cintreuse et filière à main, puis électrique, toujours proches de la filasse et du pot de jaja. Le remplacement des nouvelles installations de chauffage central où les circulateurs remplacent les anciens systèmes par thermosiphon ; mais c'est là avec l'arrivée de la climatisation, une autre spécialité et un autre métier.
Le chalumeau à gaz remplace la vieille lampe à souder. La lampe à acétylène pour s'éclairer dans les sous-sols a déjà été remisée au fond de l'atelier. Avec les nouveaux chalumeaux les plombiers soudent à l'étain par capillarité des raccords préfabriqués en usine, avec beaucoup de fuites au début, brasent au brox.
Pendant quelques années encore, les plombiers vont travailler le long des façades d'immeubles bourgeois, pour le remplacement des descentes d'eau pluviale en fonte. Accrochés à la corde à nœuds, grimpant à l'aide des jambières et assis sur la sellette, les plombiers vont remplacer par des tuyaux en fonte ou en cuivre, les anciennes descentes souvent éclatées par le gel.

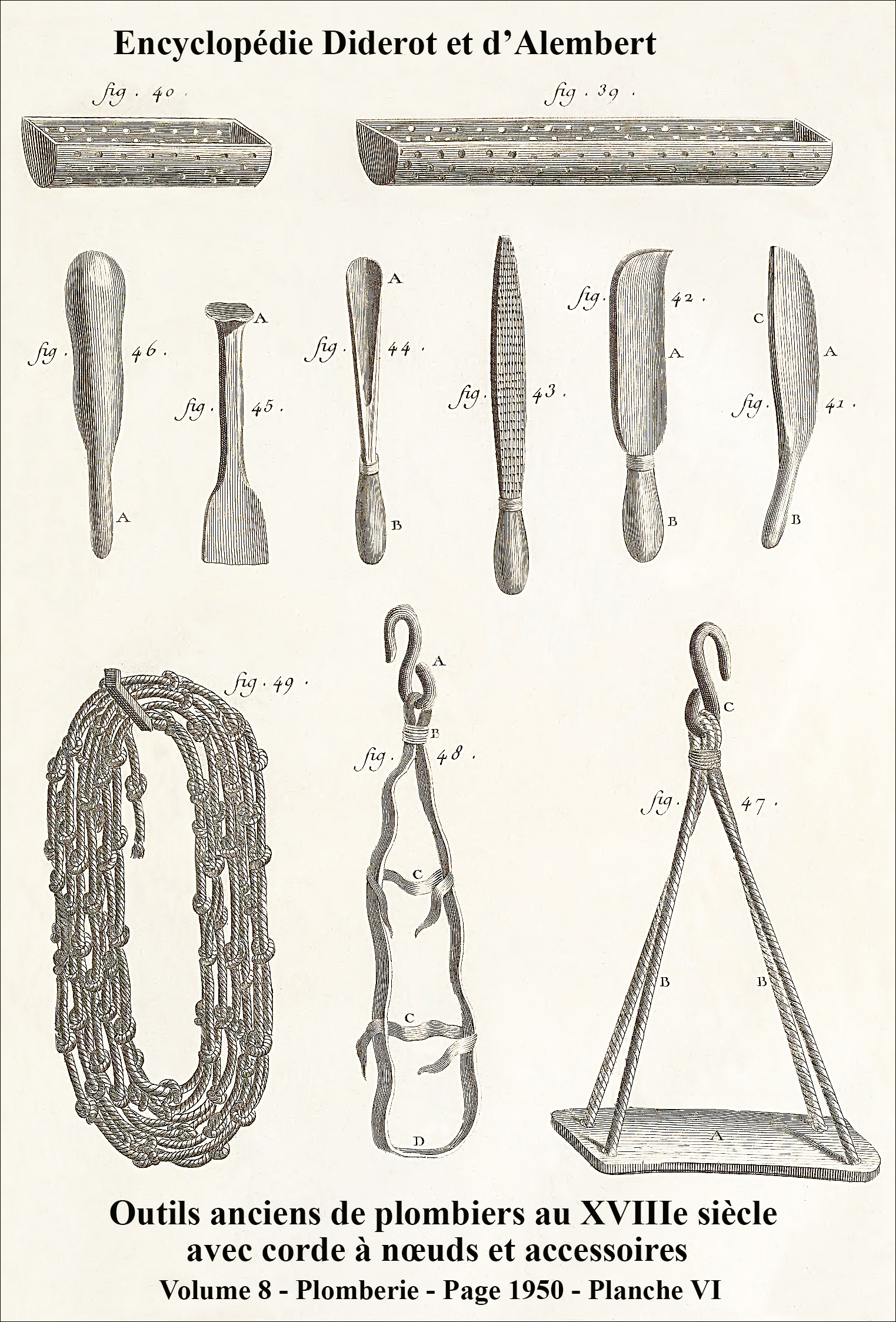
Outils anciens de plombier au XVIIIe siècle et corde à nœuds.

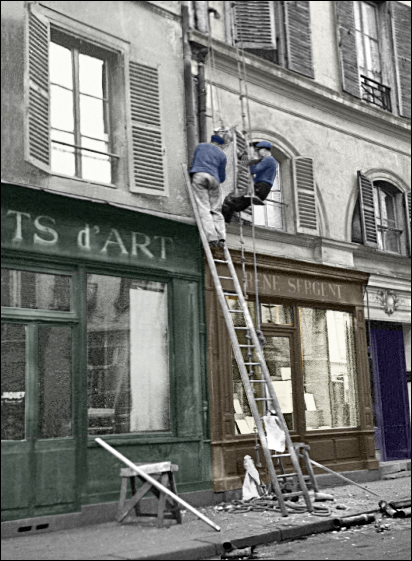
Le plombier sur sa sellette. Travail à la corde à nœuds en façade des immeubles.

Une nouvelle génération de jeunes plombiers arrive au début des années 1950 avec leur CAP à la fin de leurs trois années d'apprentissage ou des centres de l'AFPA qui a vu le jour en 1948. Ces plombiers formés aux besoins de la profession, vont devoir s'adapter aux nouveaux matériaux et aux nouvelles techniques, à tous ces nouveaux chantiers qui fleurissent dans toute la France.

## Plombier, gaz et gazier

### Origine du gaz

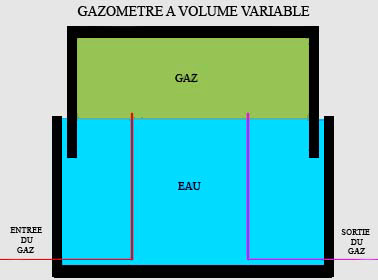
Schéma de principe d'un gazomètre du type à volume variable.

Le gaz manufacturé, que l'on a longtemps appelé le gaz de ville, est à l'origine une découverte du début du XIXe siècle, que s'attribuent à la fois un Français, Philippe Lebon, un Anglais, William Murdoch et un Allemand, Albert Winsor. Ce gaz est produit par la combustion du charbon, entre autres et stocké dans d'énormes cuves généralement placées dans les banlieues des grandes villes, appelées gazomètres.
Si les réseaux d'eau restituent le fluide véhiculé tel qu'il est, les réseaux de gaz, à l'arrivée chez l'utilisateur, peuvent convertir le gaz en lumière, en chauffage ou en force motrice. Cependant dans les débuts de l'utilisation du gaz, c'est à l'éclairage des villes puis des bâtiments que le gaz fut utilisé, à la fois en France et dans beaucoup d'autres pays - Angleterre, Allemagne, Autriche, États-Unis, etc. En 1860 il y avait dix-neuf gazomètres dans la région parisienne, soixante-sept en 1907, il n'en restait seulement que vingt-sept en 1945. La diminution du nombre des gazomètres se fait dans un premier temps par l'augmentation du volume stocké : de 15 000 m3 en 1860 on passe à 225 000 m3 en 1951 avec la construction de l'unité d'Alfortville, puis dans les années 1970 avec l'arrivée du gaz naturel. Le volume total de gaz stocké dans l'agglomération parisienne en 1945 était de 1,5 million de mètres cubes. Les autres grandes villes de France telles Bordeaux, Marseille, Lyon, etc. se dotent elles aussi de ces énormes cuves de stockage plus ou moins discrètes et rarement esthétiques. Ces cuves de stockage, il va falloir les raccorder aux appareils de cuisson et d'éclairage dans les rues et les appartements, et ceci au moyen de réseaux de tuyauteries principales de gros diamètres et de réseaux secondaires. Cela va être là encore le travail des plombiers.

## Matériaux

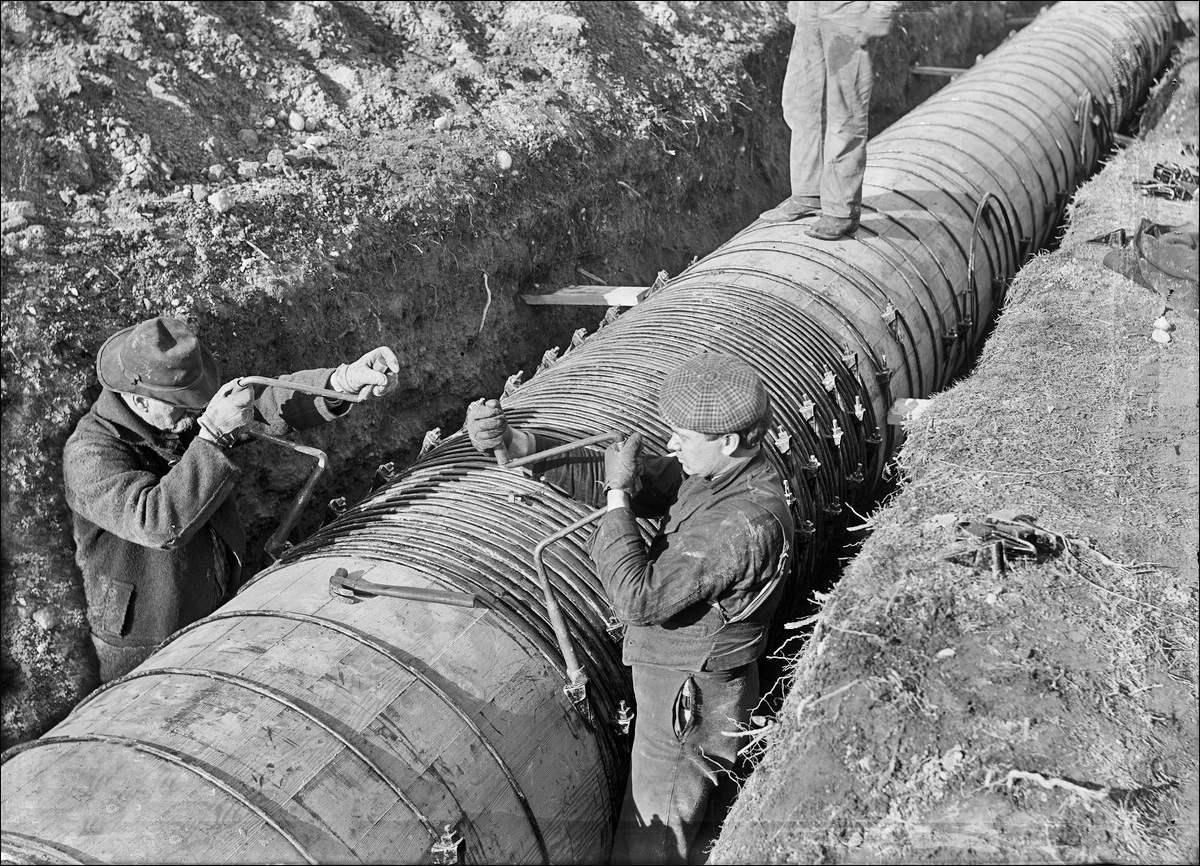
Installation d'une tuyauterie en douelles de bois, en Amérique du Nord.

De tous les matériaux utilisés par le plombier, c'est certainement avec les appareils sanitaires, les tubes et les tuyaux qui lui sont les plus familiers :
- le tube en cuivre, normal[C'est-à-dire ?] ou dégraissé pour les gaz à usage médical,
- le tube acier noir,
- le tube acier galvanisé,
- le tube en inox,
- le tube PVC,
- les tuyaux en polyéthylène réticulé,
- les tuyaux en fonte ductile et fonte d'évacuation,
- les tuyaux en plomb[N 21],
- les tuyaux en bois[N 22],
- les tuyaux pour la ventilation mécanique contrôlée (VMC) en acier galvanisé ou en inox, souples ou rigides,
- et bien d'autres comme les tubes de verre pour le transport du sang lyophilisé.

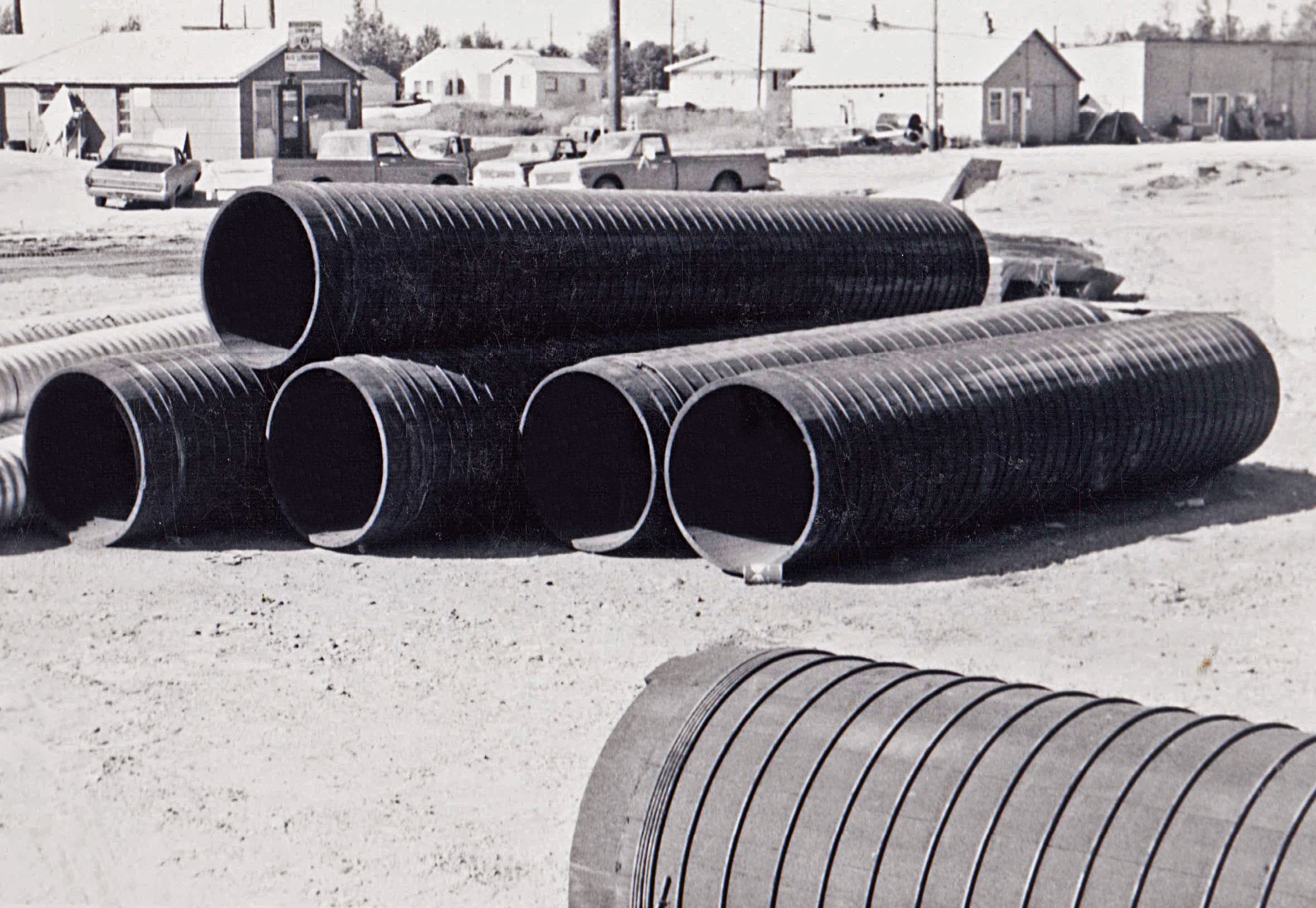
Tuyaux de gros diamètre à douelles en bois sur un chantier en Alaska.

Le plombier n'a pas pour habitude d'utiliser tous ces matériaux sur le même chantier, mais dans sa vie professionnelle, il peut avoir l'occasion d'en utiliser un certain nombre, sinon plus.

## Plomberie et apprentissage du métier

### Apprentissage du métierchez les anciens[évasif]

#### En Mésopotamie
Dans la cité de Babylone, l'artisanat des métiers existait depuis longtemps[évasif] ; au musée du Louvre se trouve la stèle en basalte, dite du Code de Hammurabi, érigée à Babylone vers 2000 av. J.-C., gravée en écriture cunéiforme et en langue akkadienne, un passage de la stèle précise : «...à condition que les artisans enseignent leur métiers aux jeunes... » (voir la suite en référence). En Mésopotamie, avec tous les travaux d'adduction d'eau pour l'alimentation des bassins, palais et autres jardins, le nombre d'apprentis plombiers devait être important, même si l'histoire n'a pas retenue leur nom, ni celui de leurs Maîtres. Les deux-cent-cinquante différents paragraphes et les 3 600 lignes du code d'Hammourabi dont on peut prendre connaissance et notamment les passages sur les contrats d'apprentissage, ne font pas de différences entre les hommes libres et les esclaves, Maîtres ou apprentis. Cependant, il y a 4 000 ans en Mésopotamie, le roi Hammurabi prenait soin des apprentis de son royaume et faisait graver leur contrat sur un monolithe de basalte noir.

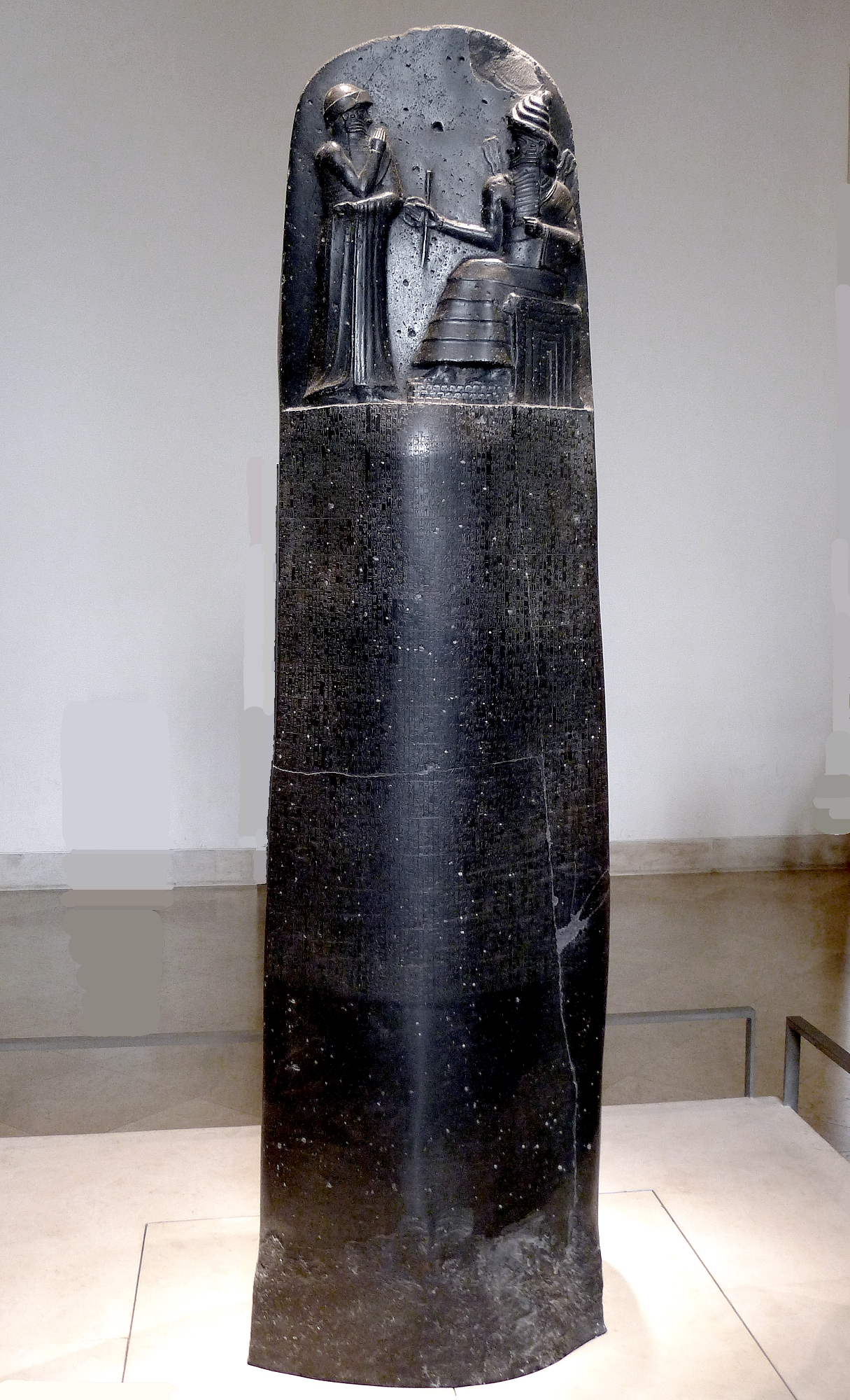
Stèle du code d'Hammourabi au musée du Louvre.

Si les textes sur les métiers et leur apprentissage sont rares en ces temps lointains de l'Irak actuel, depuis les temps immémoriaux les professionnels ont transféré leurs compétences d'une génération à l'autre dans une certaine forme d'apprentissage. À nouveau en Mésopotamie, trente-cinq contrats d'apprentissage en écriture cunéiforme et en langue akkadienne, entre la période du VIIe et le Ve siècle av. J.-C., sont rapportés par Sivan Kedar, de l'université de Tel Aviv. Ces contrats portent sur plusieurs métiers dont un charpentier, son contrat a été établi le 23 juin de l'an 407 av. J.-C. à Babylone. Les contrats sont tous pour des jeunes garçons et comportent une clause donnant la nature du contrat, l'identité des deux parties ; l'apprenti n'est pas partie prenante dans la négociation. Si l'apprenti n'est pas signataire du contrat qui le lie à son nouveau maître, il se peut que le statut social de ces apprentis ne leur ait pas permis d'apprendre à lire et à écrire, spécialement pour les jeunes esclaves.
Structure des contrats :

« Arad Nergal, fils de Bēl Usuršu, le serviteur de Bēlšunu Gouverneur d'Eber-nāri’, a donné Nabû-bullitanni, le serviteur de Bēlšunu, à Bēl-ittanusson fils de Nabû-usuršu, pour une durée de six années, pour lui apprendre le travail du bois.
Il (Bēl-ittanusson) enseignera à Nabû-bullitanni le métier du travail du bois (la charpente) et la connaissance du métier, comme il l'a appris lui-même.
S'il lui apprend, Arad Nergal donnera un tiers d'argent de Mina à Bēl-ittannusson en cadeau.
S’il ne lui apprend pas, (Bel-ittannusson) il donnera (à l’apprenti) un mina d'argent à Arad Nergal pour le montant du loyer.
Jusqu'à la fin de la période d'apprentissage, Arad Nergal fournira à Nabû-bullitanni la nourriture et l'habillement.
Les Témoins Le secrétaire
Babylone, 12e de Simānu, la 17e année de Darius, roi des pays. »

La durée de l'apprentissage est de six années pour un certain nombre de métiers dont le charpentier, métier qui pour l'époque et le lieu regroupait l'ensemble des métiers de la construction ; pour d'autres métiers la durée est de deux années (suivant les autres contrats d'apprentissage disponibles). Il est précisé la somme qui devra être versée par le représentant de l'apprenti et les devoirs du Maître : entre autres la nourriture et l'habillement pendant toute la durée de l'apprentissage. Les apprentis sont des jeunes hommes libres placés par les parents, ou des esclaves (ce qui semble être le cas pour ce futur charpentier), que leur Maître place pour qu'ils apprennent un métier et qu'utilisera plus tard le propriétaire du jeune esclave. Les Maîtres d'apprentissage sont souvent des hommes libres, mais il peut y avoir des esclaves, professionnels reconnus, comme Maître d'apprentissage. Nous retrouverons ce même genre de contrat deux millénaires plus tard en France, sans les esclaves naturellement.

#### Dans l'Égypte antique
Comme présentés précédemment, les travaux de plomberie étaient une réalité dans l'Égypte antique. L'apprentissage de ces futurs plombiers était également donné aussi bien à des jeunes gens libres qu'à de jeunes esclaves. En effet, suivant les travaux de madame Biezunska-Malowist, il apparaît en ces temps lointains, une augmentation de jeunes esclaves nés à la maison du Maître, avec moins d'esclaves à la vente sur les marchés (sic), ceci comme conséquence de la Pax Romana. Ces jeunes esclaves étaient mis en apprentissage par leur propriétaire vers l'âge de douze ou treize ans, afin qu'une fois devenus de bons ouvriers, ils puissent être rentables, soit en travaillant à la maison du Maître, soit loués en qualité d'ouvrier à un artisan.

« Les contrats d'apprentissage, relativement nombreux dans les papyrus concernent aussi bien les enfants libres que les enfants esclaves [...] l'âge des enfants donnés en apprentissage n’est pas précisé d'une façon très nette [...] l'expression souvent employée dans ces documents que l'enfant libre ou esclave est mineur [...] c'est-à-dire au-dessous de quatorze ans [...] On donnait donc en apprentissage les enfants à l'âge de douze ou treize ans [...] Comme il résulte des contrats d'apprentissage de certains métiers, l'enfant commençait à gagner un peu d'argent dès le début de son apprentissage. »

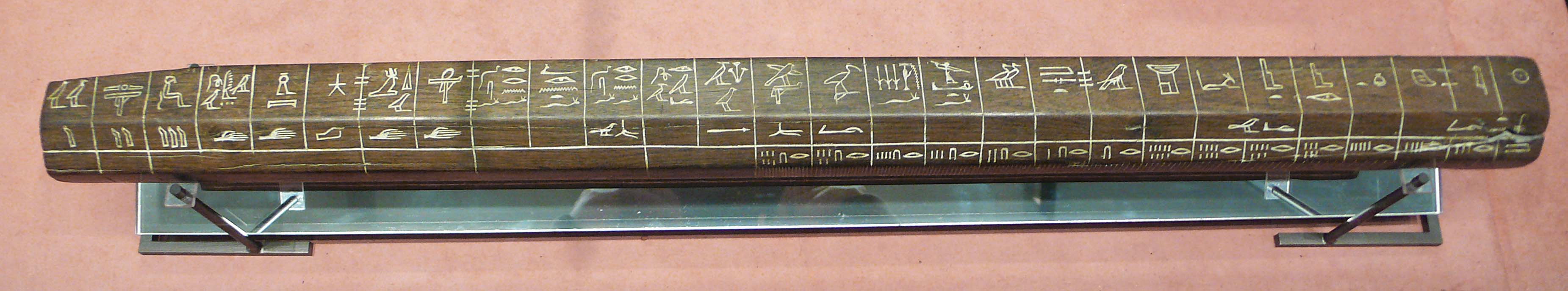
Coudée (règle) de Maya, ministre des finances du pharaon Toutânkhamon.

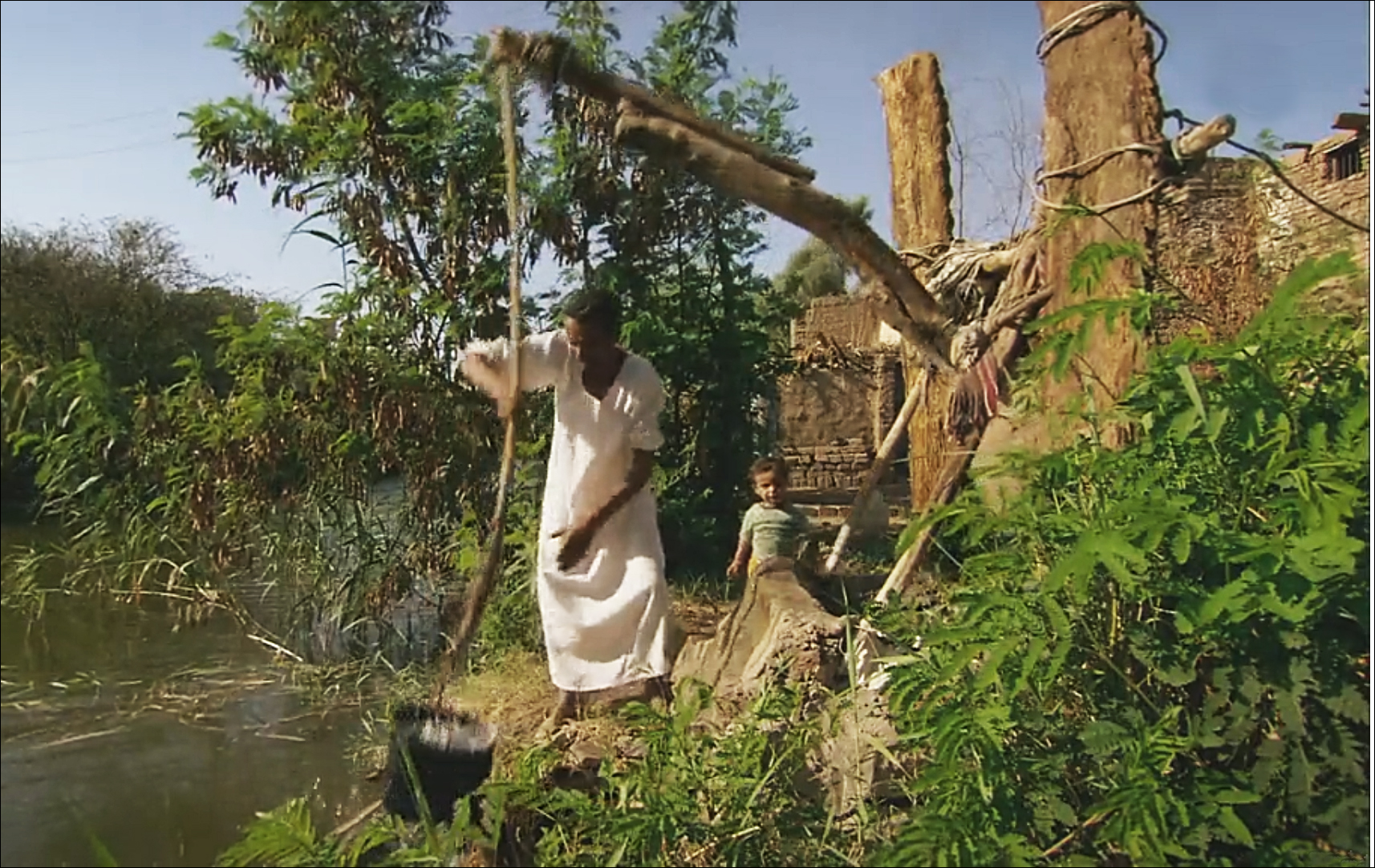
L'apprentissage du chadouf familial en Haute Égypte.

Une sorte de retour sur investissement, ou la loi du vainqueur. Væ victis, ou malheur aux vaincus, comme disait le gaulois Brennus après la prise de Rome.
Une lettre privée de la fin du Ier siècle, relevée par madame Biezunska-Malowist, parle d'un jeune esclave travaillant chez un charpentier d’Oxyrhynque en basse Égypte, qui pouvait gagner deux drachmes par jour. Comme pour la Mésopotamie, le terme de charpentier, semble à cette époque ainsi que dans l'Égypte antique, regrouper l'ensemble des métiers de la construction. Le temps de l'apprentissage pour les métiers de la construction n'est pas précisé dans les nombreux documents à la disposition des archéologues et autres égyptologues.

#### Dans la Grèce antique

##### Sparte
L'apprentissage du guerrier mise à part, il est difficile de trouver pour Sparte, une référence à un enseignement technique quelconque. Le citoyen voué au métier des armes est une classe privilégiée ; en dehors de cette classe sociale on trouve les non-citoyens subdivisés en deux groupes : Les périèques, hommes libres qui sont souvent des artisans et des commerçants, le deuxième groupes, les Hilotes, qui sont cultivateurs et attachés à l'état. Il est probable que les périèques s'occupaient de la formation de leurs propres enfants, la transmission du métier se faisant sur le tas, pour une passation de l'atelier de père en fils.

##### Athènes

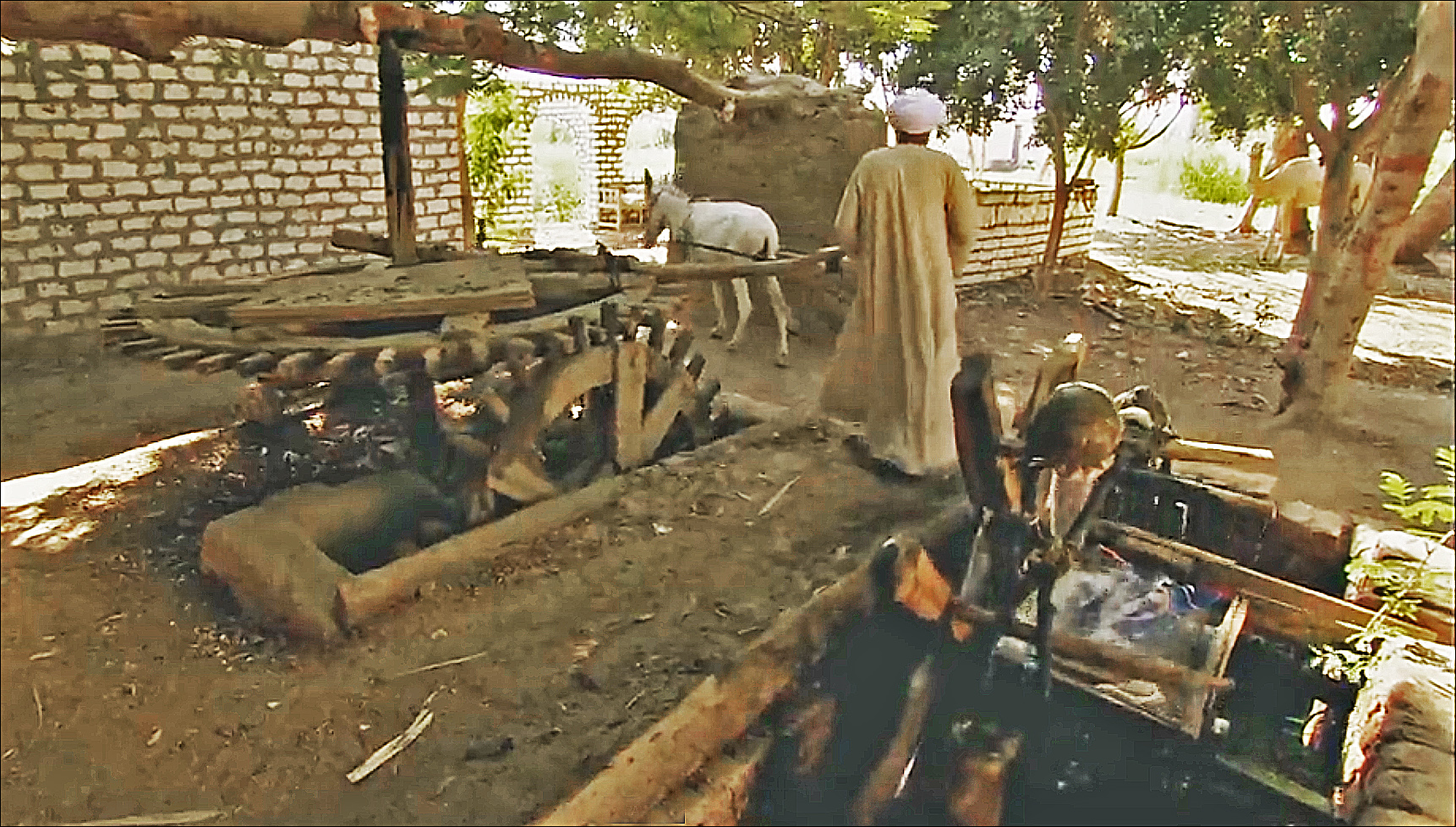
Chadouf à aubes déportées, système à godets.

Athènes sera un peu moins guerrière que Sparte. Après les troubles, notamment des artisans, au VIIe siècle av. J.-C., une nouvelle constitution sera mise en place, mais à la différence des classes riches, les pauvres doivent être formés à l'agriculture ou aux métiers de l'industrie. Pour ces derniers il n'est même pas question d'apprendre les mathématiques ou les sciences qui sont pourtant des matières technologiques. Comme le disait Cicéron : «  Donc, on doit regarder comme quelque chose de bas et de vil le métier de tous ceux qui vendent leur peine et leur industrie... » . L'apprentissage se réalise par l'expérience et la routine ; il s'agit d'un lien personnel entre Maître et apprenti, l'apprenti se forme au contact de l'homme. dans la Grèce antique on ne se préoccupe pas de ce qui est technique ; l'apprentissage des métiers est du domaine privé, sinon familial, il ne concerne pas l'État.

#### À Rome et dans l'Empire Romain
À Rome, l'enseignement technique n’existe pas de façon formelle pour le niveau le plus bas : c'est-à-dire l’apprentissage d’un métier manuel. Mais le pouvoir impérial l'a inféodé de façon obligatoire et héréditaire. Le métier se transmettait de génération en génération, de père en fils sinon de père en gendre. Il était très difficile de pouvoir transmettre son atelier à une autre personne qu'à sa filiation directe. Cette pratique d'ailleurs se retrouve dans les corporations du Moyen Âge en France, mais organisé par les corporations elles-mêmes. Le fils apprend de son père et transmettra le métier à son propre fils.

#### Dans la Gaule
Dans le pays qui deviendra la Gaule à l'arrivée des romains et la victoire de Jules César, les métiers de la construction étaient assez rares, sinon inexistants, les Celtes bâtissaient leurs maisons en bois et en torchis, lesquelles n'ont pas résistées aux ravages du temps ; ils ne connaissaient ni le mortier ni la tuile. Celle-ci, et principalement le type canal ou tige de botte suivant les régions, se retrouve dans tout le bassin méditerranéen 500 ans av. J.-C., mais ce sont les Romains qui vont en étendre l’utilisation dans tout l’Empire et donc, en Gaule. De plus, l'écriture n'était pas développée comme elle le sera par la suite au cours de l'occupation romaine. Pas d'apprenti plombier chez les Celtes et donc pas de transmission d'un métier qui n'existait probablement pas encore.

Carte topographique des principales voies romaines.

Au Ier siècle av. J.-C., les Romains ont apporté avec leur armée de nombreux corps de métiers et avec eux les fameux collèges d’artisans, avec leurs ouvriers souvent soldats eux-mêmes. Rome possédait depuis longtemps ces associations d'artisans libres et esclaves, plus ou moins bien acceptés par le pouvoir et souvent méprisés par le peuple qui refusait le travail manuel.
Sénèque s'indignait encore qu'un écrivain eût osé attribuer aux philosophes l'invention des arts. « Elle appartient aux plus vils des esclaves [...] La sagesse habite des lieux plus élevés : elle ne forme pas les mains au travail ; elle dirige les âmes.... » Que de belles pensées. Plus encore lorsqu'il écrit : « Le sage ne diffère de Dieu que par la durée. » Les charpentiers ou tignerii étaient de ceux-là. Jean-Pierre Waltzin confirme l’existence des collèges d’artisans à Nice, Aix, Arles, Lyon, etc. Lors des fouilles à Paris en 2006, il aurait été mis au jour des inscriptions relatant des Collèges d’artisans à Lutèce.

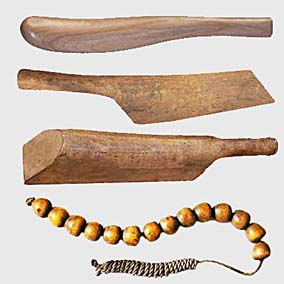
Divers outils en buis pour le travail des tuyaux et des tables de plomb.

Après avoir travaillé à construire les ponts pour le passage des armées de César et la fabrication des catapultes, les charpentiers ont aidé à construire les maisons des riches Romains, lesquels deviendront ensuite Gallo-Romains. Avec les tignerii, sont venus des couvreurs pour les travaux de couverture et des plombiers ou plombarius, pour l'alimentation des fontaines, des thermes des latrines et des points d'eau des maisons, à partir des aqueducs construits par les maçons et les tailleurs de pierres.
À l'arrivée des Romains en Gaule, des hommes, les celtes, étaient prêts à être formés, lesquels au contact des ouvriers romains, ont acquis les techniques pour le travail du plomb et l'alimentation de ces nouveaux points d'eau : fontaines, thermes, etc., et ont eux-mêmes formés leurs successeurs qui sont devenus des plombiers gallo-romains et gaulois.
L'apprentissage a bien fonctionné chez les plombiers gaulois, car c'est dans la France entière et dans une grande partie de l'Europe, que l'on retrouve le passage de des plombiers avec les ruines de maisons romaines, des thermes, des jardins et des fontaines, dans lesquels on retrouve des tuyaux de plomb et autres vestiges des adductions d'eau, datant de cette époque généreuse pour le métier de plombier.

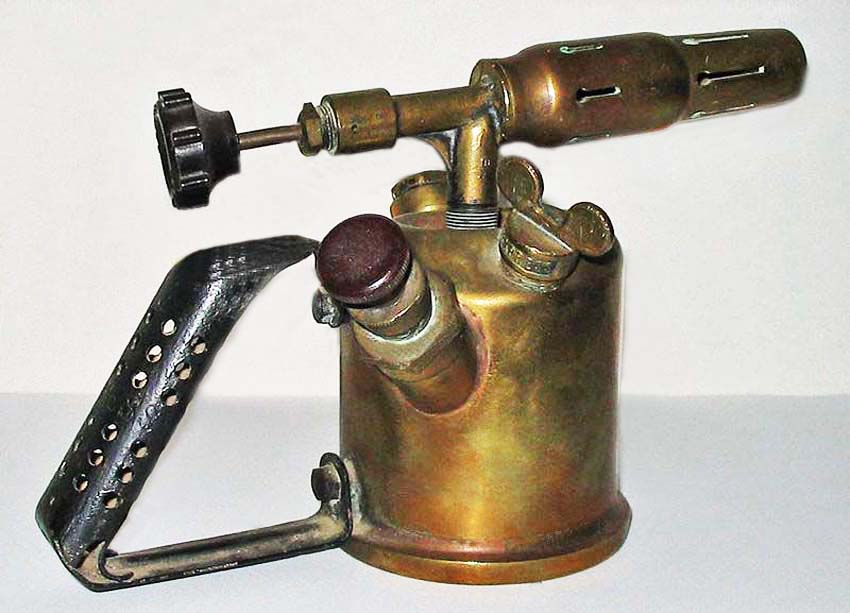
Lampe à souder à essence.

Malgré toutes ces preuves de plombiers gallo-romains œuvrant en Gaule sous l'occupation romaine, les témoignages sur l’apprentissage des métiers sont évasifs. Les devoirs de chacune des parties, le temps de l'apprentissage, la rémunération ou le passage de l'état d'apprenti à celui d'ouvrier puis de Maître, sont à ce jour absents des travaux sur cette période. Dans son ouvrage sur les Corporations de Métiers, Martin Saint Léon reprend certaines des recherches de J.P. Waltzing, qui précise que les Romains ont apporté avec eux les idées des corporations d'artisans, lesquelles ont été très nombreuses dans le sud de la Gaule, mais peu présentes dans les villes du nord. Ces corporations gallo-romaines régissaient dans le métier représenté, à la fois les règles professionnelles du métier, dont les Maîtres, les ouvriers et les apprentis, mais également le code de vie moral et religieux de la corporation. Il faudra attendre le Moyen Âge et son esprit de charité et de générosité, pour que renaissent ces corporations qui vont se mettre en sommeil pendant les siècles à venir.
La période faisant suite au départ des Romains, a été avec les invasions dites barbares, peu propice aux métiers et donc à l’apprentissage et la formation des hommes de métier. La construction et l'aménagement des châteaux forts ne demandaient pas beaucoup la présence de plombiers et donc d'apprentis. Seuls quelques travaux de couverture en plomb vont permettre de conserver cette tradition du travail du plomb dans les siècles à venir.

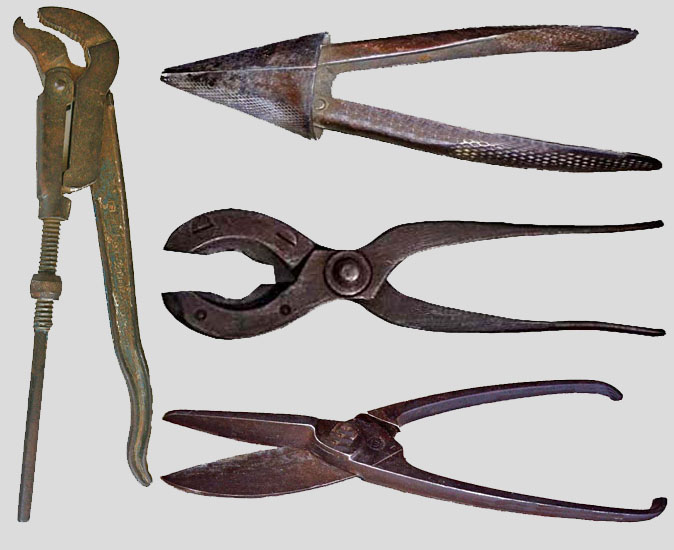
Ancien outillage pour le travail du plomb.

#### DuVeauXIIesiècle
La pratique venue avec les Romains chez les nobles francs - la possession d'esclaves et de serfs, forgerons et charpentiers et probablement d'autres corps d'état - permet d'exécuter les gros travaux de la maison et de la propriété, mais aussi dans les villes à aider les quelques artisans qui pratiquent les métiers, comme c'était le cas à Rome et dans l'Empire Romain ;

« ...il est permis de penser que primitivement un certain nombre de métiers furent la propriété du seigneur. Celui-ci les faisait exercer à son profit par des hommes à lui, des serfs. »

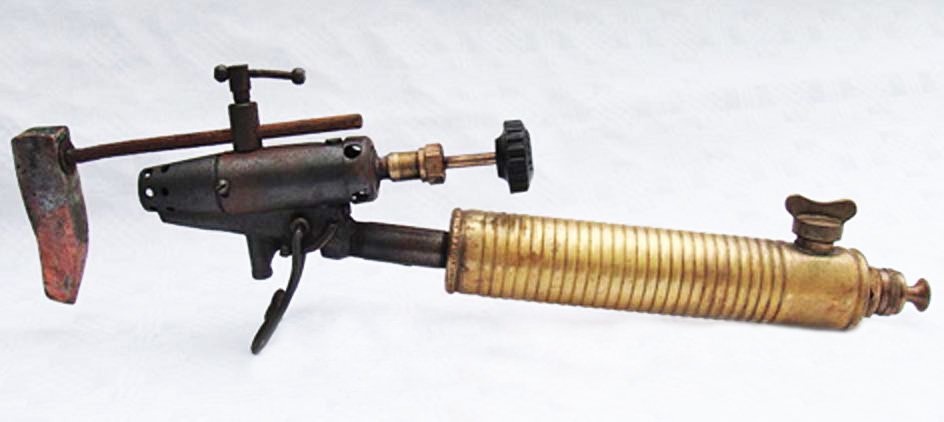
Fer à souder à essence.

D'où le terme qui décrit joliment l'état de corvéable à merci. On se souvient que ce n'est qu'en 1125 que l'abbé Suger affranchit les serfs de Saint-Denis, près de Paris, au moment de la construction de l’abbatiale.
Après tant de détresse, de privation et de misère, il est extraordinaire qu'un métier ait pu se perpétuer et s'enrichir de techniques nouvelles, chaque génération apportant sa pierre, ou son tuyau, à l'édifice dans la construction du métier de plombier. Seul l'amour du métier dans l’excellence du travail bien fait, la belle ouvrage, pouvait permettre cette continuité qui perdure depuis des millénaires.

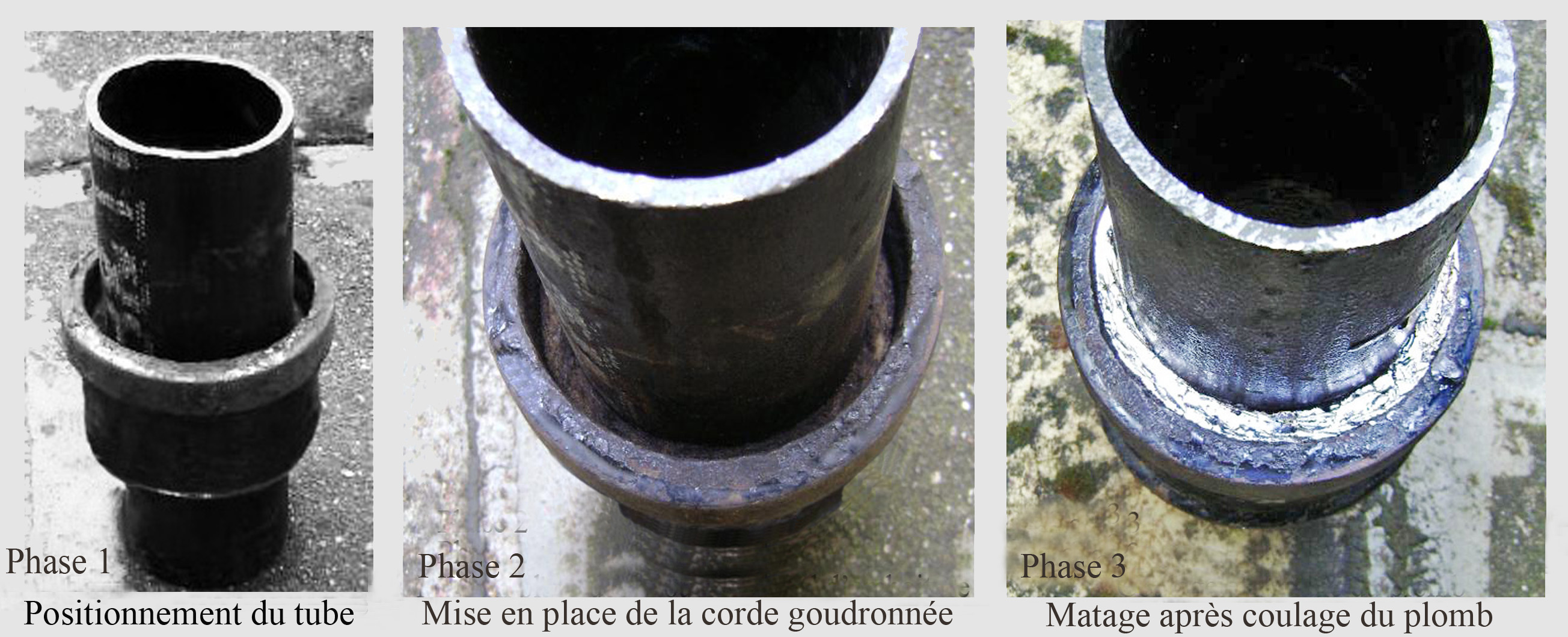
Principe de joint au plomb sur tube fonte.

À partir du XIIe siècle, après la difficile période des grandes invasions, et dans la continuité de l'édification des monastères, la construction reprend, notamment avec les cathédrales et les palais. Très certainement sur l’exemple des anciennes associations romaines, les collèges d'artisans, les corporations de métiers se mettent en place, l'apprentissage se généralise et s'organise, souvent d'ailleurs au profit du Maître, mais malgré cela le métier se transmet.
Après l'esclavage, puis l'appartenance au seigneur, on passe sous la coupe du Maître. Comme le disait le poète «...Ah ! Misère de moi ! Est-ce que ça ne finira pas ! Mais la mort vaudrait mieux ! »

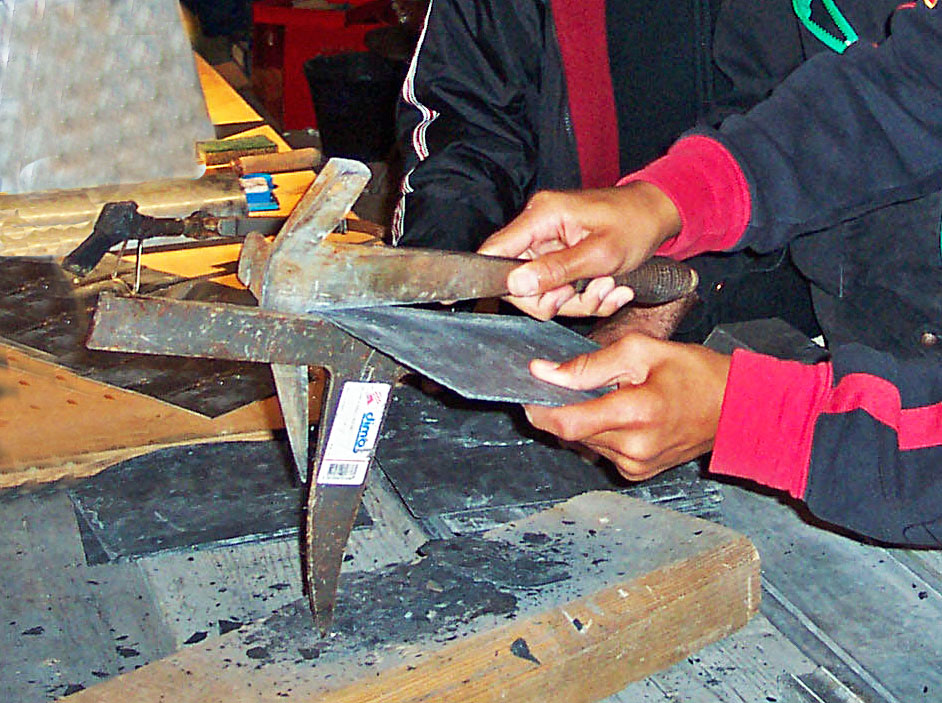
Apprentissage de la taille de l'ardoise.

En ces temps, la corporation a pour base la division de tous les hommes de métier en trois classes : les apprentis, les valets (qui seront appelés plus tard compagnons) et les Maîtres. Une division avec à chacun ses droits et ses devoirs : ceux qui s'instruisent, ceux qui servent et ceux qui commandent. Au XIIe siècle, les plombiers, non encore dénommés par ce nom, sont avec les recouvreurs de mésons sous la domination de la corporation des charpentiers. L'apprentissage est la première étape dans la vie d'un futur ouvrier ; l'apprenti a un devoir de soumission à son Maître, lequel en retour doit le former moralement et professionnellement. L’apprenti commence son apprentissage très tôt : dix à douze ans en général. Un grand nombre de restrictions et de devoirs sont demandés à l’artisan, le Maître, qui veut prendre un apprenti. Tout d’abord il doit être Maître, ne peut avoir qu’un seul apprenti - il y aura des exceptions et des modifications dans les statuts de la corporation par la suite - il doit pouvoir nourrir et entretenir convenablement son apprenti, mais surtout une obligation imposée au Maître : « c’est que l’enfant soit bien traité et reçoive une instruction professionnelle sérieuse. » Il ne semble pas qu'à cette époque un contrat d'apprentissage soit établit entre le représentant de l'apprenti et le Maître.

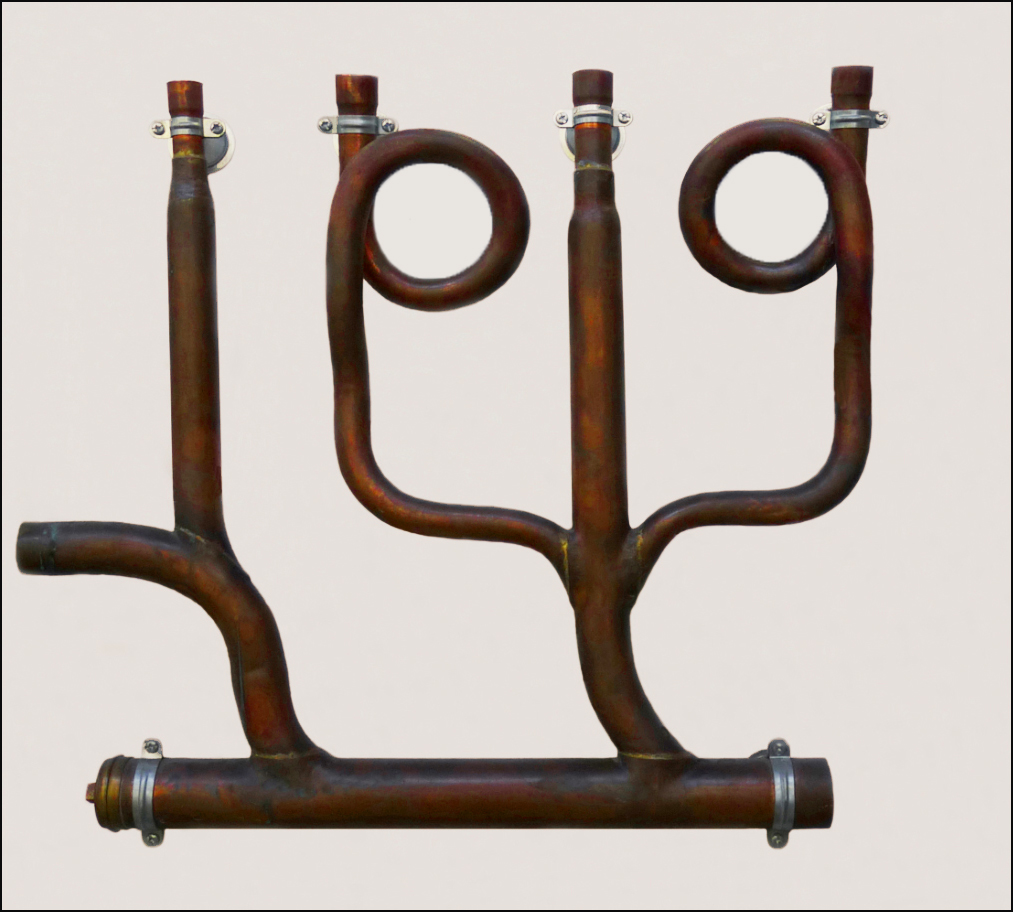
Travail du cuivre à l'ancienne.

Des dérapages existent dans toutes les professions, en voici un exemple tiré tout droit d’une sentence du Châtelet de Paris du 3 septembre 1399 :

« Droit de correction du Maître sur l’apprenti : En la présence de Jehan Prevost, huchier d'une part (le Maître) et de Lorin Alueil (l'apprenti), prisonnier au Chastelet a la requeste dudict Prevost d'autre part, nous avons condamné ledict Alueil a servir ledict Prevost, son maistre, selon la forme et teneur des lettres obligatoires sur ce faictes dont il nous est apparu sans despenz […] et nous avons enjoint et commandé audict Prevost que il traite ledict Lorin, son aprentiz, comme filz de preudomme doit estre et l’en quiere les choses contenues en ladite obligacion senz le faire batre par sa femme, mais le batre lui mesmes s’il mesprent…. L’apprenti n'était pas plombier mais menuisier, mais tout de même. »

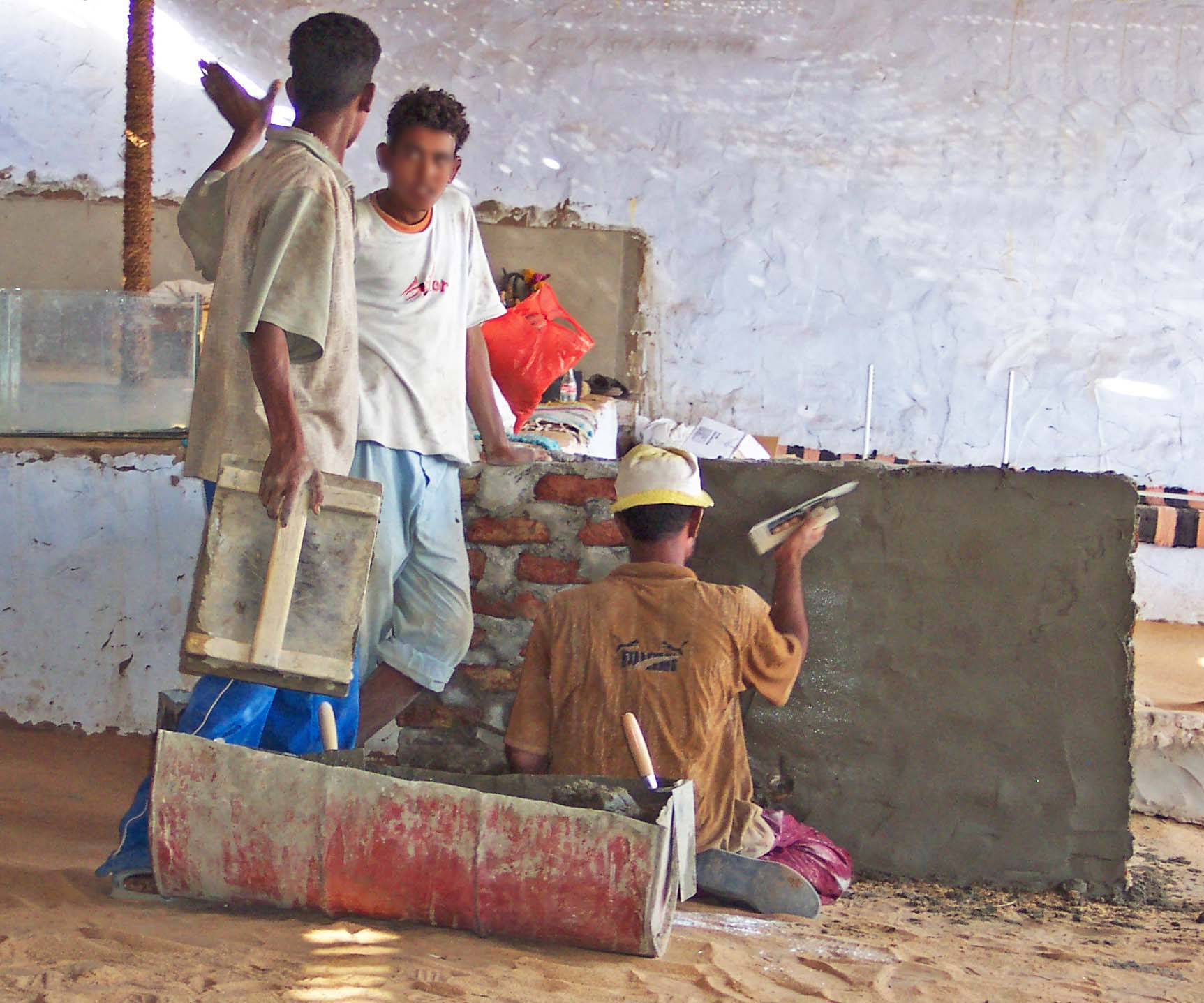
L'apprenti écoutant avec intérêt les conseils de son Maître.

Mais peu à peu les artisans s’enrichissent et se fixent dans les villes, avec les commerçants ils dominent la vie sociale et politique, la hiérarchie et la transmission des métiers s’établissent sur d’autres critères que la formation et l'apprentissage classique : appartenance à une famille, l'argent et l’influence des corporations de Maîtres de plus en plus puissantes. L'exigence d’un chef-d’œuvre pour accéder à la maîtrise devient obligatoire pour les apprentis à la fin de leur apprentissage, mais la réalisation de ce chef-d’œuvre est onéreuse et les fils de Maîtres en sont souvent dispensés. Beaucoup d'ouvriers ne passeront jamais Maître, beaucoup d'apprentis resteront ouvriers. « Afin que les étrangers, par leur établissement en notre dite Ville, ne puissent dorénavant emporter le gain que les Maîtres peuvent faire dans l'emploi de leurs Ouvrages, nul ne sera reçu Maître Plombier-Fontainier s'il n'est originaire François (Français) et né notre sujet, ou qu'il n'ait obtenu de Nous nos lettres de naturatité, dûement verifiées où besoin sera. ». » Nous voici au XVIe siècle, la Renaissance voit la naissance d'une unité européenne dans notre pays. Le peuple ne vit plus dans le pays élu de Dieu, mais sur un continent : l'Europe, quoiqu'aux contours géographiques encore assez mal définis.
En 1539 François Ier proclame le français comme la langue officielle pour toute la France, notamment pour les documents officiels (ce qui aide pour la lecture des documents anciens), même si les dialectes resteront encore présents et pour longtemps en province.

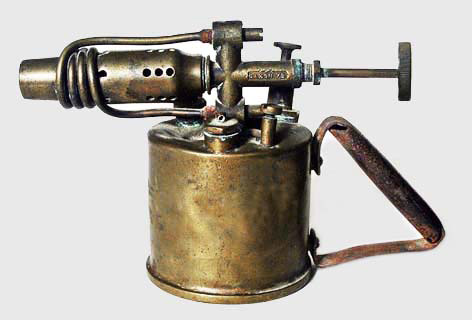
Lampe à souder à essence.

C'est la diffusion de l'information par l'imprimerie et la remise à l'honneur de la technique. Du château-forteresse on passe au château-palais, avec plus de confort intérieur, des jardins et leurs eaux à l'extérieur.
C'est l'époque où Colbert, ministre de Louis XIV, à la politique très dirigiste, développa l'industrie de notre pays, réforma l'apprentissage, du moins tenta de réformer l’apprentissage. L’apprenti se doit de vivre chez le Maître, celui-ci remplaçant ses parents, a un rôle de professeur et d'éducateur assez dirigé :
«...et demeure aussi chargé de nourrir et coucher le dit aprentif pendant le dit tems et l'elever et l'instruire dans la crainte de Dieu et bonnes mœurs comme il est convenable à un père de famille... ». Suivant un acte d'entrée en apprentissage datant de avril 1725.

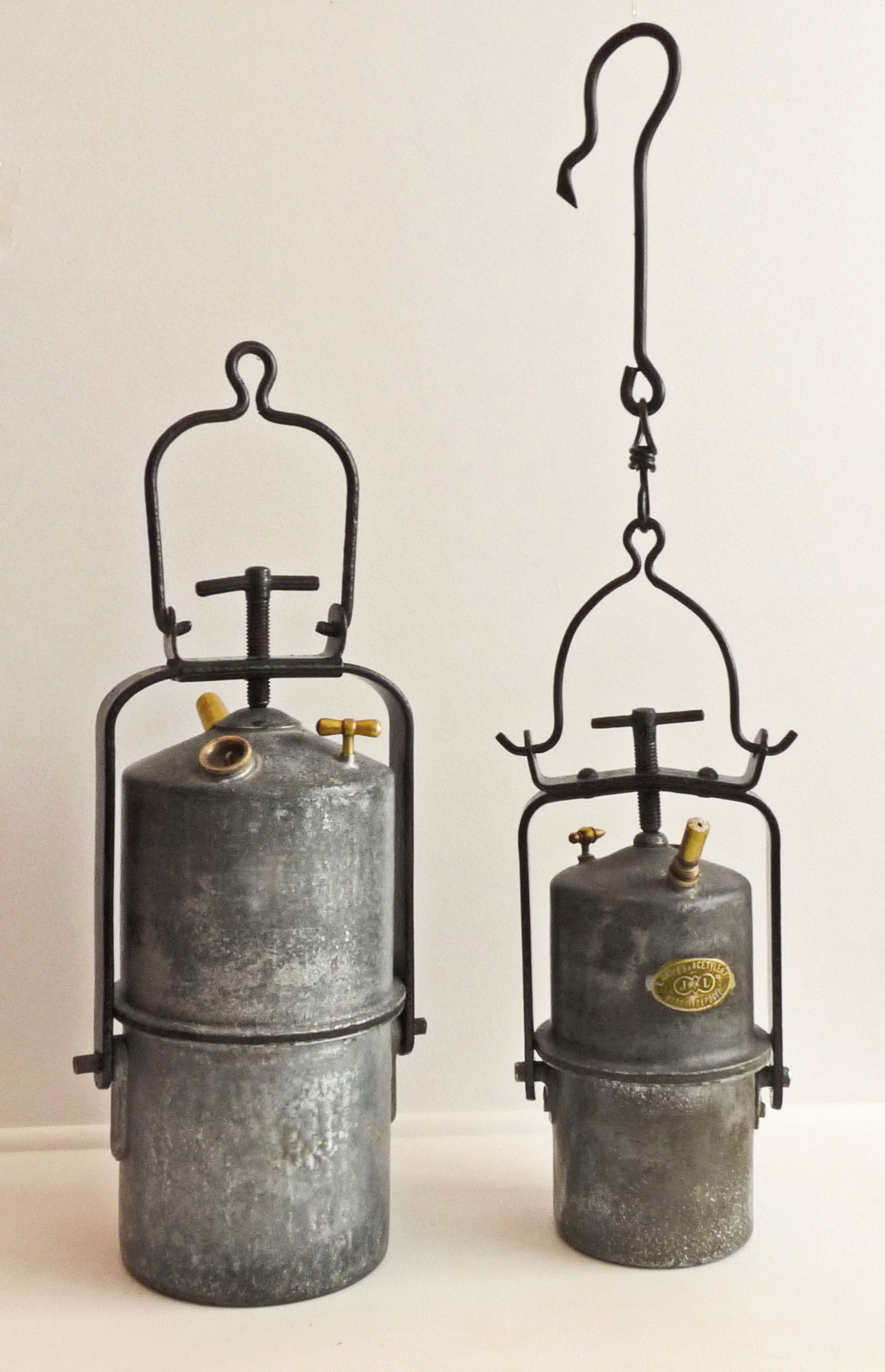
Lampes à acétylène utilisée par les plombiers dans les années 1950.

Un règlement de Colbert fixe en 1667 la durée de l'apprentissage à cinq ans, mais chaque corporation définit bien souvent sa propre durée de l'apprentissage. La durée de l'apprentissage pour les plombiers est de quatre années. Le statut des plombiers de 1648 précise :

« Chaque Maître pouvait avoir à la fois deux apprentis et la durée de l'apprentissage était de quatre années. Les fils de Maître ne servaient que deux années, et chez leur père. Tout apprenti voulant aspirer à la Maîtrise devait faire chef-d’œuvre de ses propres mains en la maison d'un des jurés, les fils de Maître étaient tenus seulement de l'expérience »

— Que vienne la nuit du 4 août.

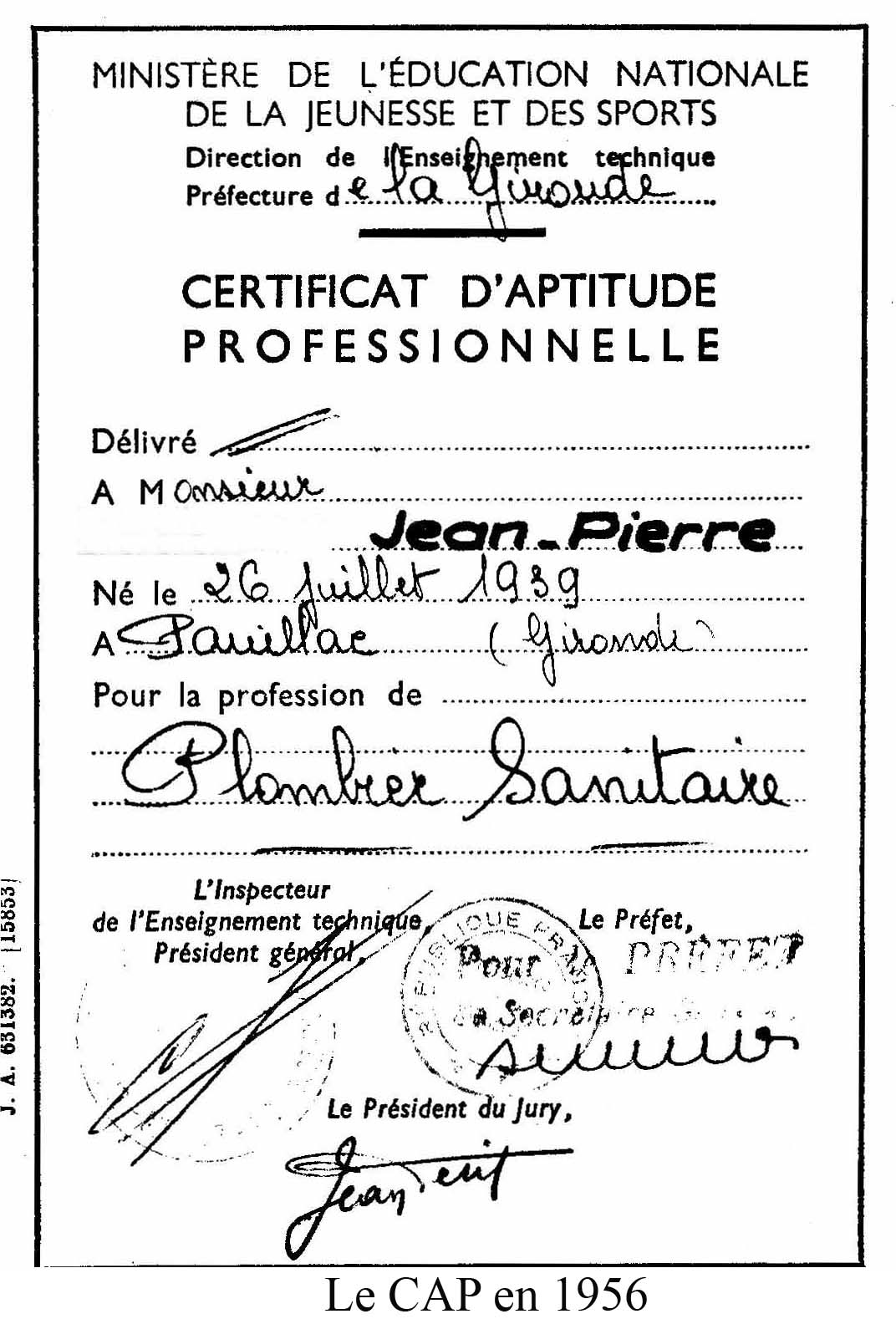
Le CAP de plombier en 1956.

Les ouvriers étaient astreints au travail de cinq heures du matin à sept heures du soir, parfois huit heures, sans discontinuation, sinon pour «...prendre leur réfection honnête et nécessaire. ».
Il est vrai qu'en ce temps là, la corporation tient le métier et lui impose sa loi, souvent la loi du plus fort et du mieux organisé : celle des Maîtres. Parfois même contre la loi de l'État et donc du Roi, ce qui n'est pas pour lui plaire.
Cet état de choses durera tant bien que mal jusqu'à la Révolution et le vote de cette loi historique pour le monde du travail : la loi Le Chapelier de 1791, qui supprime tous les rassemblements d'ouvriers et d’artisans d'un même métier et donc la suppression progressive des corporations qui étaient chargées, entre autres, de l'apprentissage du métier. L'apprentissage s'effondre pendant un siècle, alors que d'autres pays d'Europe poursuivent ce genre de formation théorique et en entreprise. Mais la Révolution ensanglante le pays et l'ennemi est aux portes de la France. Ce ne sont pas les guerres que lance le petit caporal qui va relancer le travail des métiers et l'apprentissage en France.
Au XIXe siècle, l'industrialisation du pays et l'essor des industries, ne privilégient que rarement l'apprentissage et même la formation des masses d'ouvriers peu qualifiés, l'apprentissage traditionnel se perd au sein d'un artisanat en pleine mutation et que n'aide pas un Compagnonnage en pleine décadence, à la fois par ses tensions internes et lui aussi touché par une nouvelle forme d'économie, laquelle ne privilégie pas toujours la retransmission d'un métier en perdition. Le devenir des jeunes plombiers est incertain.

### Apprentissage contemporain

#### En France

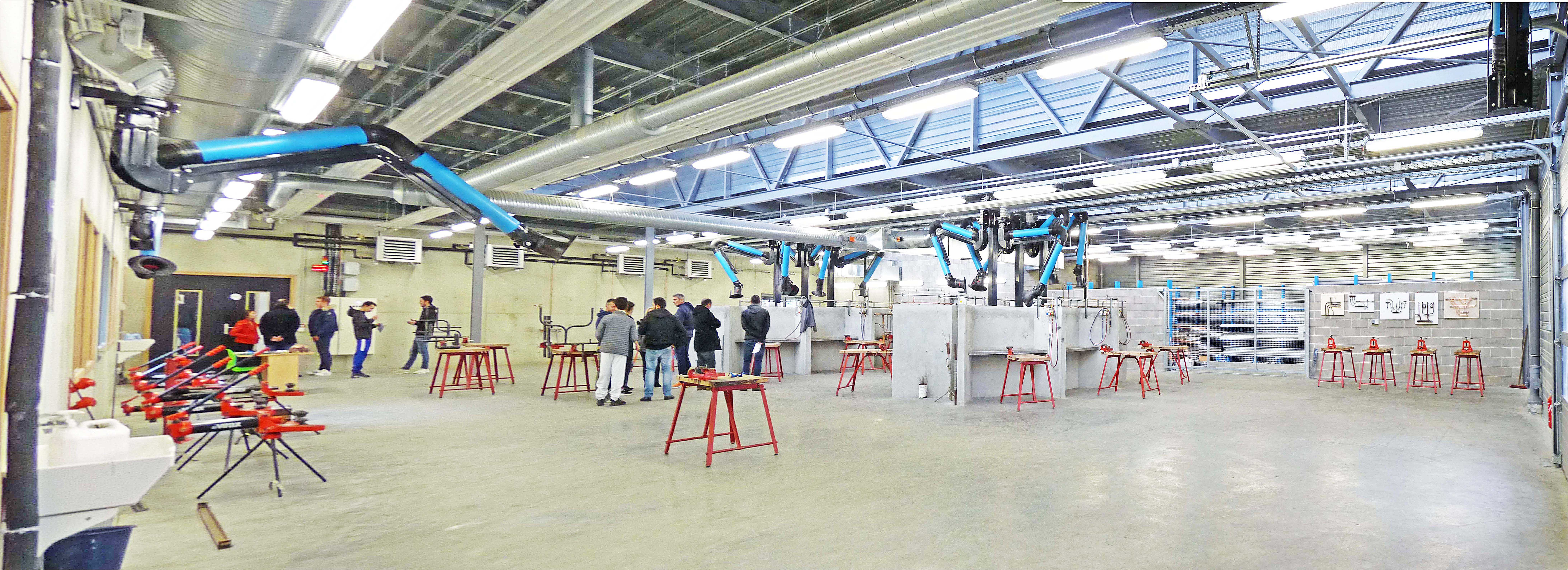
Atelier de plomberie moderne dans un CFA du bâtiment.

Au cours des siècles passés, l'apprentissage du métier de plombier fut une chose plus ou moins bien établie, mais qui allait de fait avec la continuité du métier. Pas d'apprenti pas d'ouvrier, pas d'ouvrier pas de Maître.
« L’apprentissage concourt aux objectifs éducatifs de la nation. » C'est en 1992, que le législateur inscrit ce postulat dans la loi de la République.
L'apprentissage est la plus ancienne des formations en alternance, jusqu'à la Révolution, elle était régie par les corporations de métiers, le statut des plombiers de 1549 en est un parfait exemple. Puis, en 1791, la loi Le Chapelier interdit les corporations en France. L'apprentissage des métiers est alors un peu à la dérive.

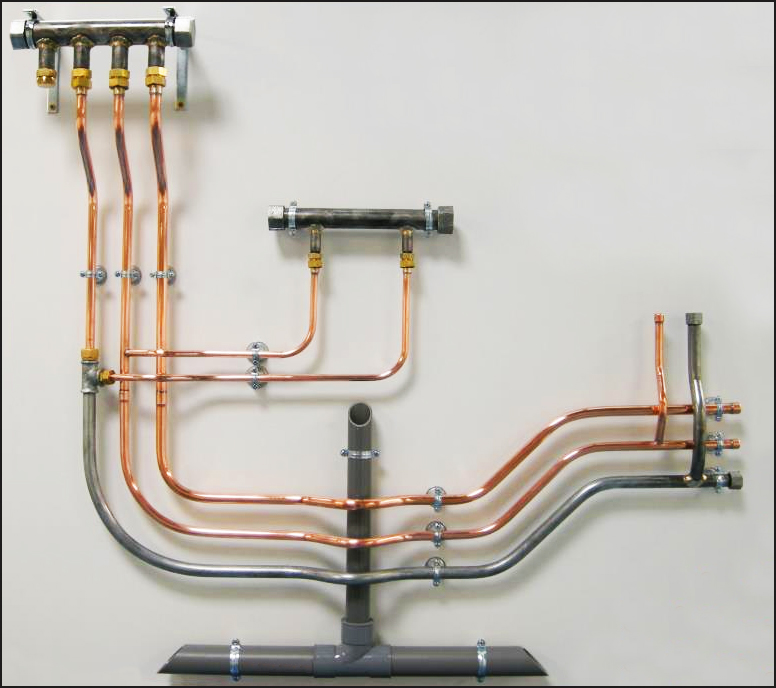
Travail de plomberie pour MAF.

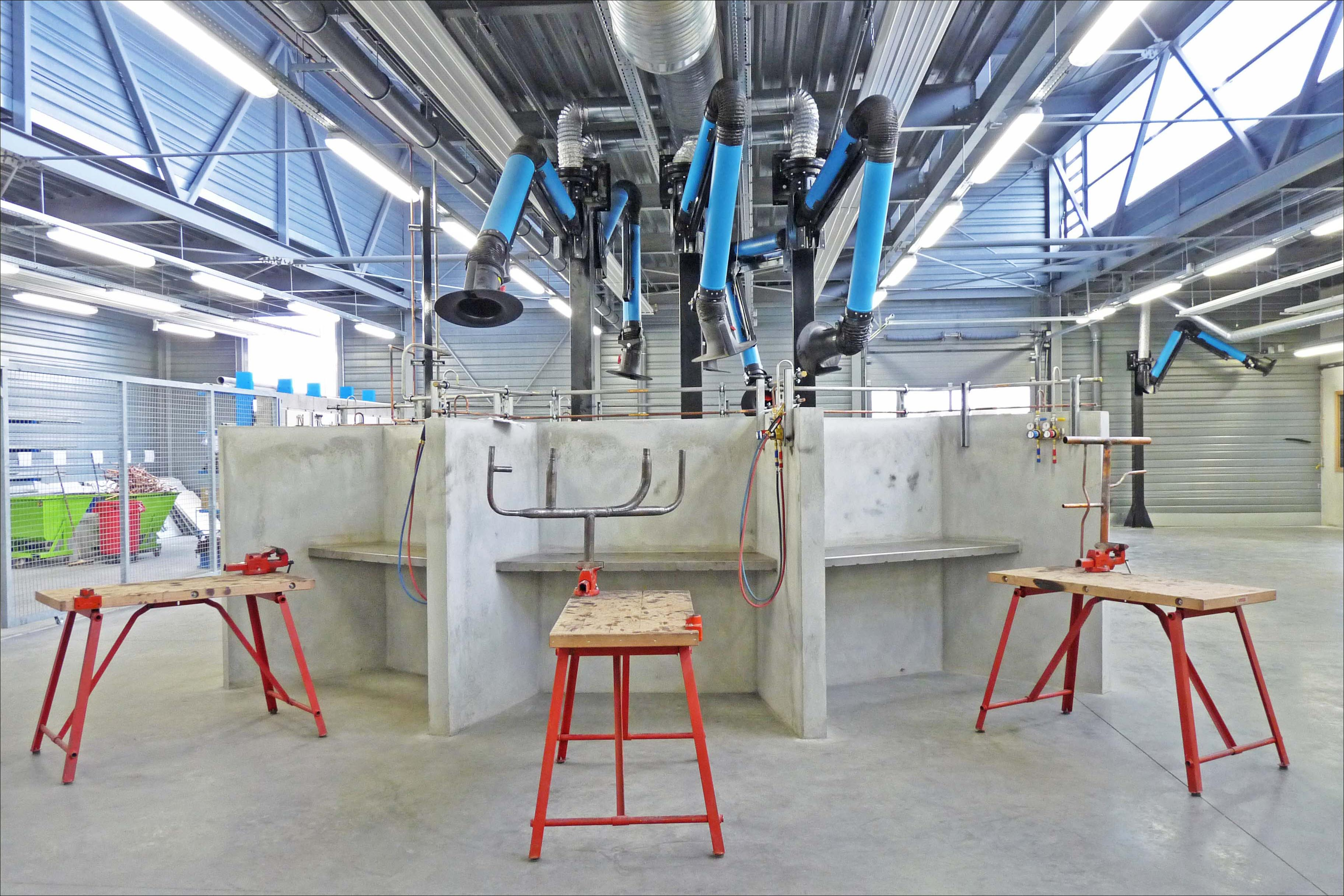
Poste de travail moderne section plomberie dans un CFA du bâtiment.

La deuxième partie du XIXe siècle voit la mise en place de plusieurs lois post Révolution, tendant à réglementer enfin l'apprentissage des métiers :
- En 1880 Jules Ferry crée les Écoles Manuelles d'Apprentissage, c'est le début de la scolarisation, bien timide, des apprentis. Mais au fil des gouvernements deux courants s'opposent sur la formation professionnelle : celui qui représente les milieux patronaux veut privilégier la formation au métier et celui de l'Instruction Publique voulant en conserver le privilège lui préfère un enseignement plus théorique[277].
- En 1919, la loi Astier pose le fondement des cours professionnels pour les apprentis. Déjà 45 000 apprentis en cette année d'après guerre. En 1925 sont créées les Chambres des Métiers et la taxe d'apprentissage qui servira à financer les premières formations technologiques et professionnelles[278].
- Travail du cuivre d'un apprenti plombier.

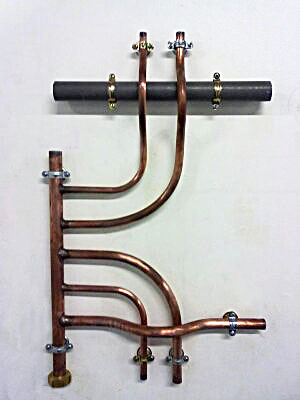
Travail du cuivre d'un apprenti plombier.

En 1928 revient le Contrat d'Apprentissage écrit, qui existait déjà au Moyen Âge et même bien avant dans certains pays, mais aussi l'obligation pour l'apprenti de suivre les cours professionnels. L'école est obligatoire jusqu'à treize ans (onze ans pour les titulaires du Certificat d’Études Primaires). Il faudra attendre 1936 pour que la scolarité passe à quatorze ans et en 1959 pour qu'elle soit amenée jusqu'à l'âge de seize ans. Ce qui repousse d'autant le début de l'apprentissage du métier.
- En 1937, la loi Walter et Paulin donne un rôle important aux Chambres des Métiers en instituant la formation technique des apprentis avec examen en fin d'apprentissage, le certificat de fin d'apprentissage, le fameux CAP. Les apprentis ne sont toujours pas payés, et donc pas les apprentis plombiers. Cela jusqu'en 1960, sauf pour les apprentis maçons qui avaient dans les années 1950 un petit salaire, du fait que dans le cadre de leur apprentissage ils faisaient souvent le travail des manœuvres (préparation des mortiers, nettoyage du chantier, amenée des matériaux, etc.)[280].
- En 1948, dans la France de l'après guerre, des villes entières étaient à reconstruire, petites et grandes, mais le pays manquant d'ouvriers qualifiés, sont alors institués les AFPA. Les plombiers et d'autres ouvriers qui sortaient de ces écoles, étaient au début souvent délaissés par les entreprises qui leur reprochaient leur manque de compétences. Les entreprises mettaient en balance les dix mois de formation en AFPA, face aux trois ans des jeunes sortant de l'apprentissage artisanal. Les AFPA sont toujours là, avec des formations dans de nouveaux métiers tout en ayant conservé les métiers traditionnels, pour le bonheur de ceux qui suivent encore leur formation[281].
- Du matériel pour les cours de plomberie en CFA bâtiment.

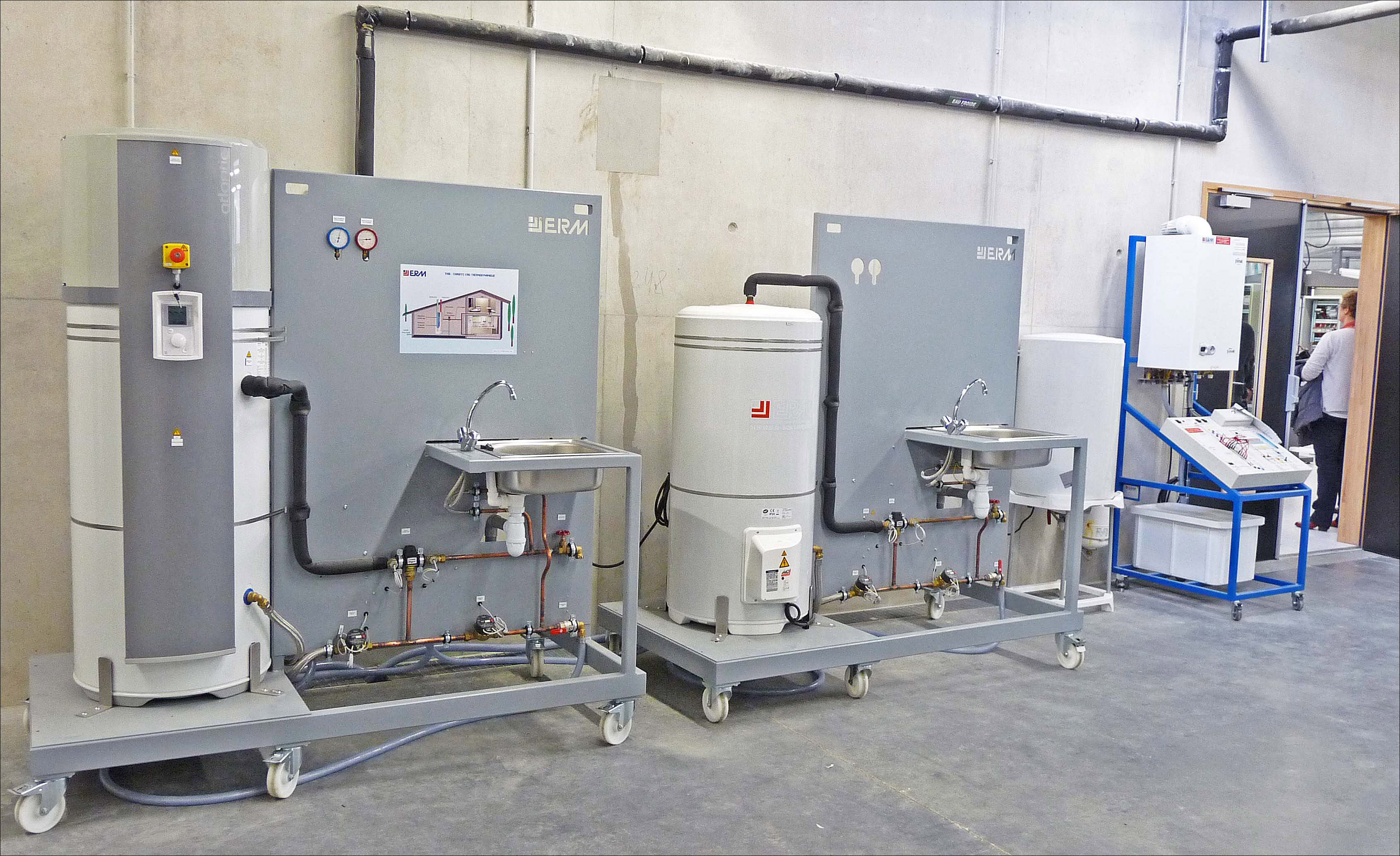
Du matériel pour les cours de plomberie en CFA bâtiment.

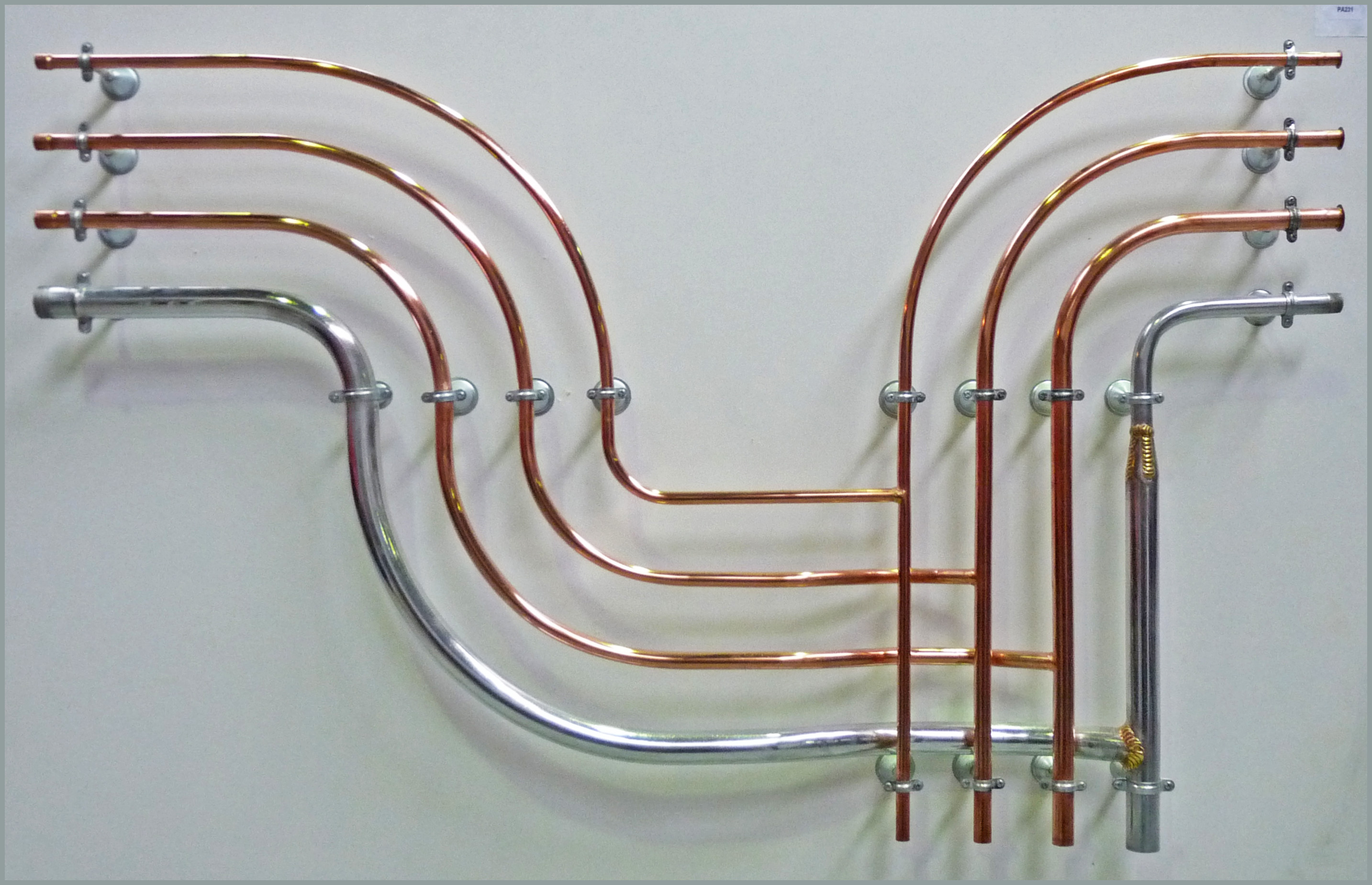
Travail du tube cuivre et acier pour le concours MAF de 2015 au CFA de Brétigny.

En 1949 sont institués les Collèges d'Enseignement Techniques, puis les Lycées Techniques, lesquels commencent à sonner le glas de l'apprentissage en alternance, encore appelé artisanal. L'arrivée de ces formations encadrées par le Ministère de l'Éducation Nationale, ne serait-elle pas un peu la faute des artisans qui délaissent la formation d'apprentis, dont ils n'ont pas le temps de s'occuper ?[non neutre] Si en 1960 il y avait en France 350 000 jeunes en apprentissage dans les entreprises et surtout dans l'artisanat, dans les années 1970 ils ne sont plus que 250 000. Allongement de la scolarité obligatoire, désaffection des métiers de l'artisanat et du bâtiment, le personnel du bâtiment n'a plus la faveur du public et avec eux les plombiers ; il y a pourtant du travail sur les chantiers. Et cela malgré les belles affiches : « TU SERAS PLOMBIER MON FILS », que l'on pouvait voir dans les Chambres de Métiers.
- En 1971, la loi de juillet est le texte fondateur de l’apprentissage artisanal moderne. Créée en 1966, c'est dans les CFA ou Centres de Formation d'Apprentis que ceux-ci seront scolarisés et formés à la technologie et au dessin spécifique à leur métier et cela tout au long de leur apprentissage : un temps en entreprise et un temps au CFA. Le contrat d’apprentissage devenait un contrat de travail. L'apprentissage en alternance du métier de plombier a évolué au rythme des lois et décrets. On l'apprend en deux années en alternance en entreprise ou en collège et lycée technique, avec un BEP ou CAP en fin de formation, mais aussi en dix mois avec un contrat de professionnalisation, sans oublier les contrats à durée déterminée. Le CAP de notre enfance, diplôme un peu ringard pour certains des jeunes[non neutre], qui sont d'ailleurs des apprentis de moins en moins jeunes, leurs préfèrent le Bac Pro en trois ans, puis le BTS et la licence[N 27].

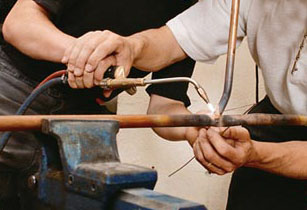
Apprentissage de la brasure tendre à quatre mains sur cuivre.
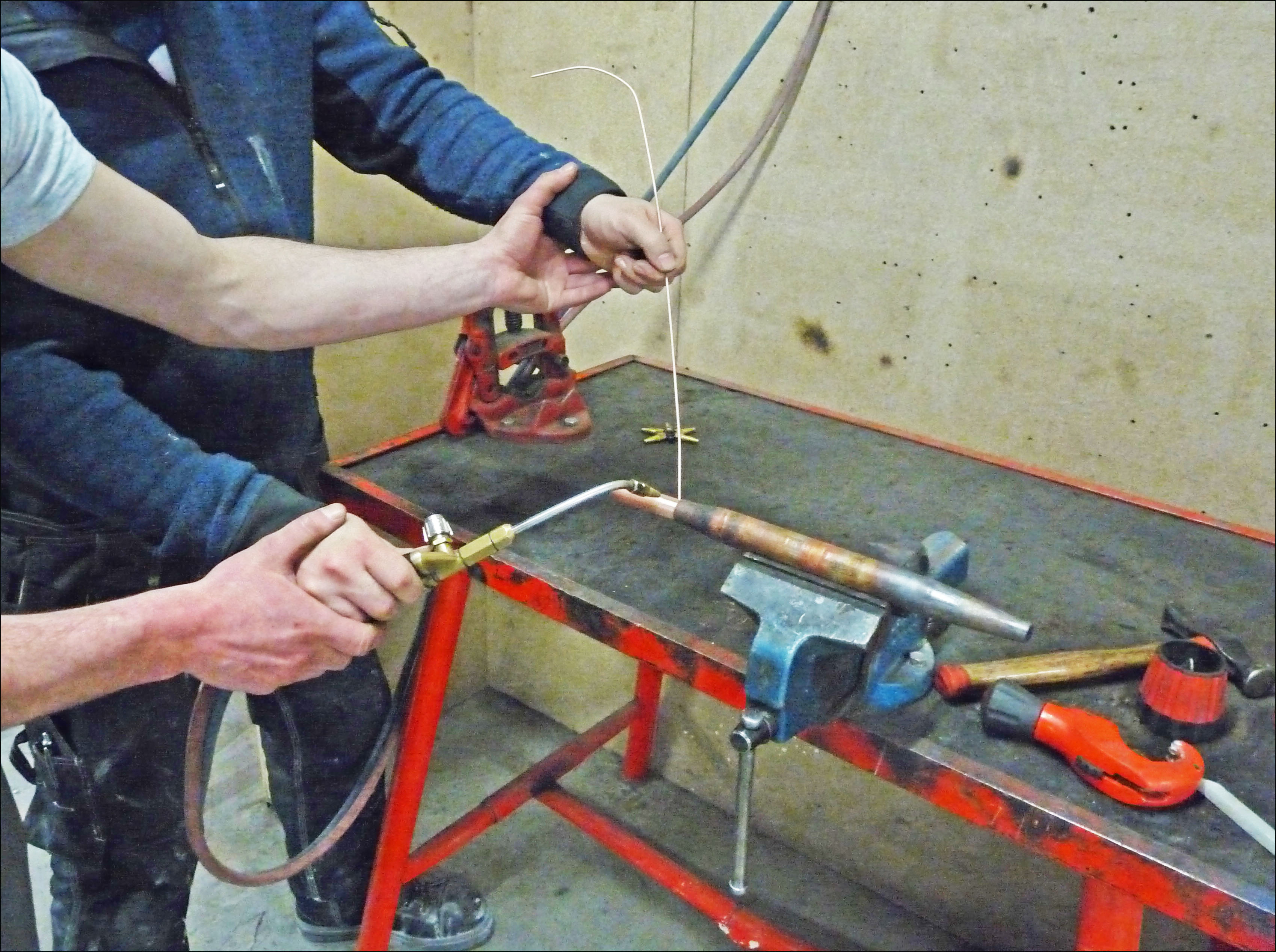
La transmission des savoirs. La brasure sur cuivre : préparation.
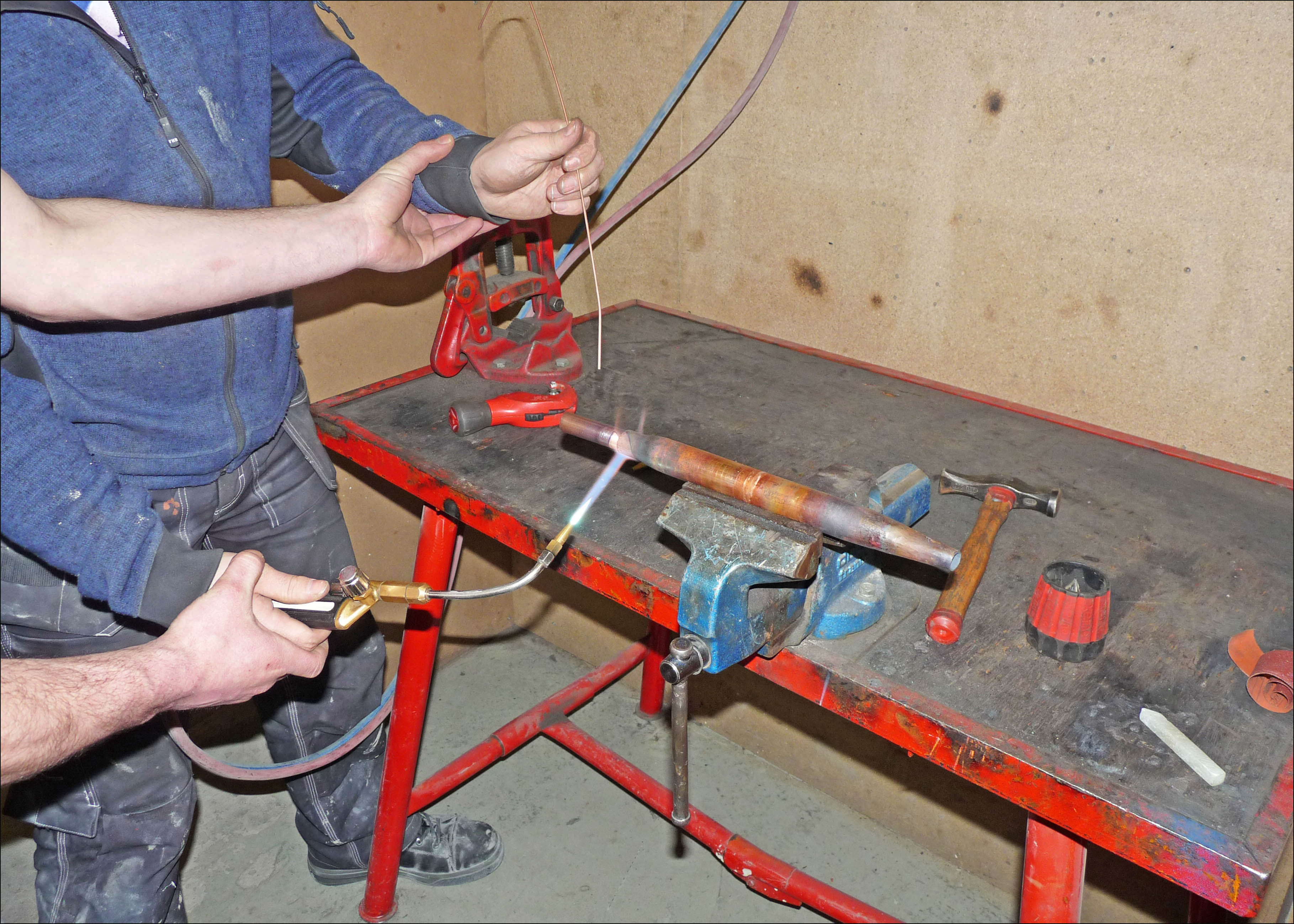
La transmission des savoirs. La brasure sur cuivre : la chauffe.
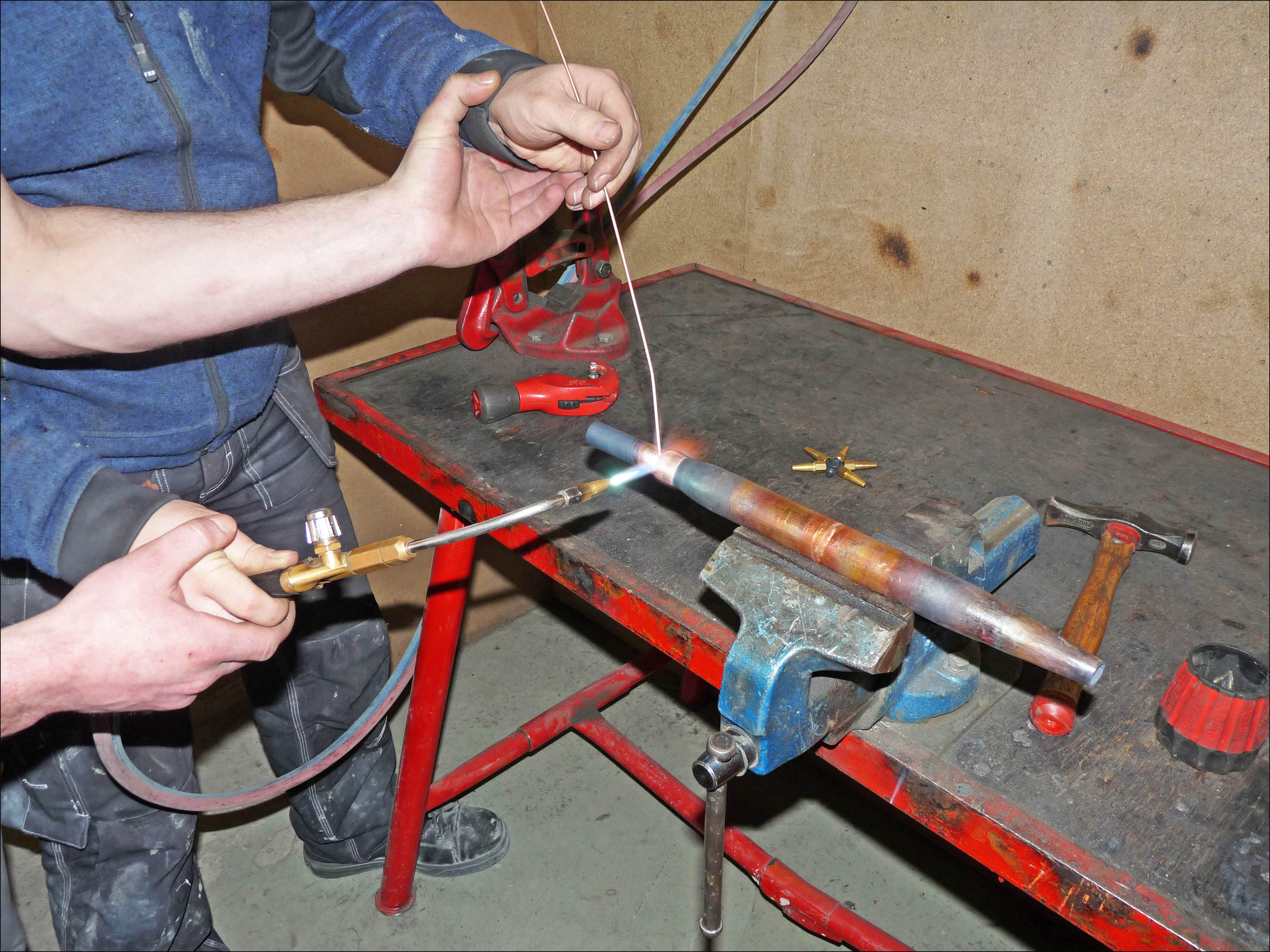
La transmission des savoirs. La brasure sur cuivre. La brasure.
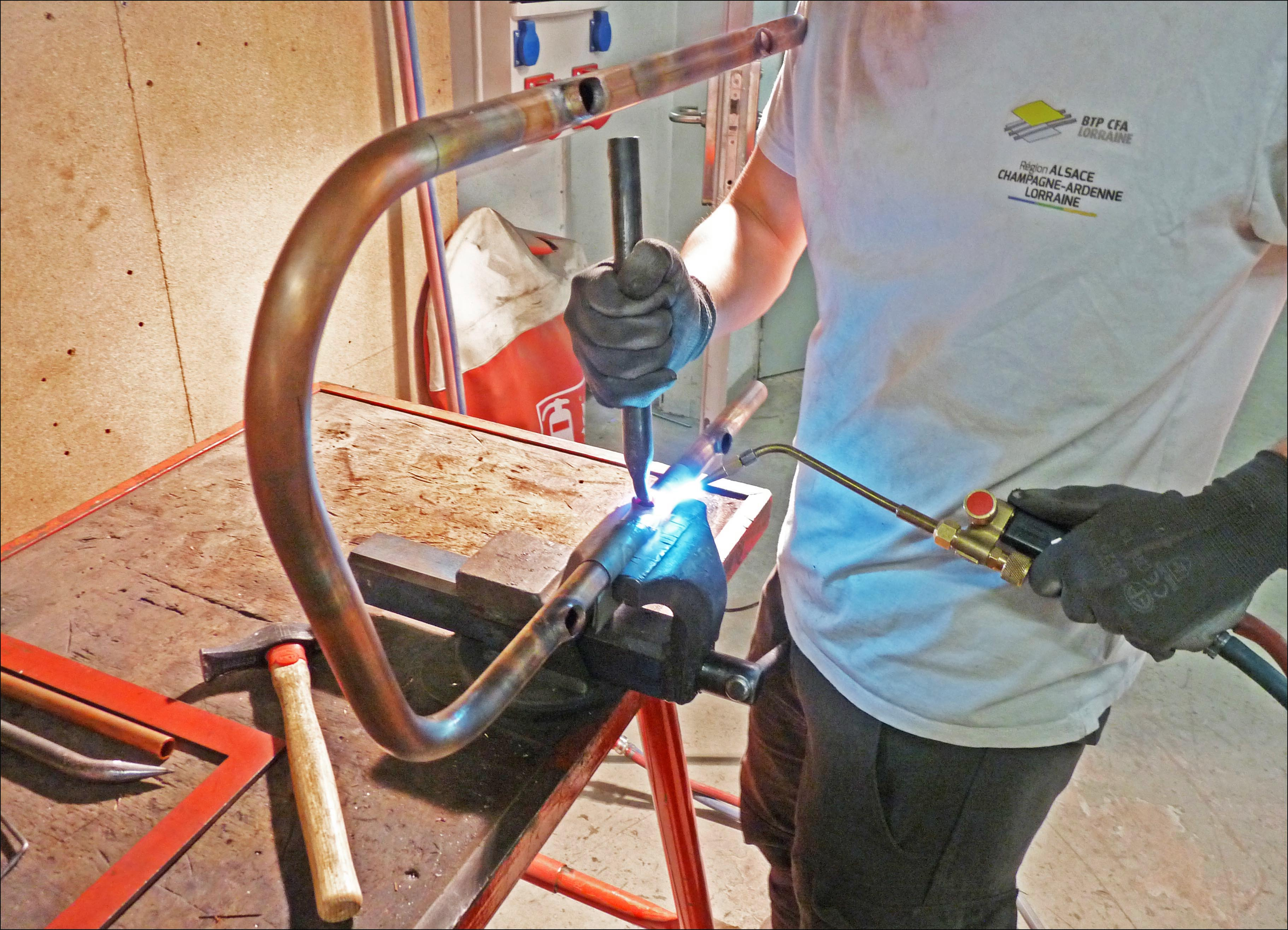
Le travail du tube cuivre à l'ancienne.

Le CAP est cependant encore prisé par les jeunes apprentis à la fin de leur apprentissage, pour les métiers du bâtiment. « Le CAP reste le diplôme le plus répandu dans l'apprentissage avec cinq apprentis sur dix. Beaucoup de secteurs nécessitent le passage par un CAP, c'est le cas de la boulangerie, de la boucherie, de la coiffure, du bâtiment..., même si certains lui préfèrent le Bac Professionnel en trois années. »
Avec le CAP et autres examens professionnels pour les apprentis et professionnels chevronnés, il existe les concours nationaux et internationaux, de plus en plus populaires auprès des jeunes des métiers de la construction et autres branches qui participent à ces différents concours.
Parrainé par les MOF, le travail des plombiers réalisé aux concours des MAF (Meilleurs Appentis de France) est de qualité. Travail du cuivre, de l'acier, des brasures et soudures vraiment de qualité qui doivent faire la fierté de leurs Maîtres d'apprentissage. C’est à travers cette «... solidarité intergénérationnelle que les MOF assurent la pérennité de savoir-faire exceptionnels et la promotion du travail manuel [...] Les Meilleurs Ouvriers de France ont la volonté, à travers ce concours, de proposer aux apprentis un chemin de progression professionnelle et humaine ainsi que des perspectives d’avenir valorisantes et économiquement viables. ».

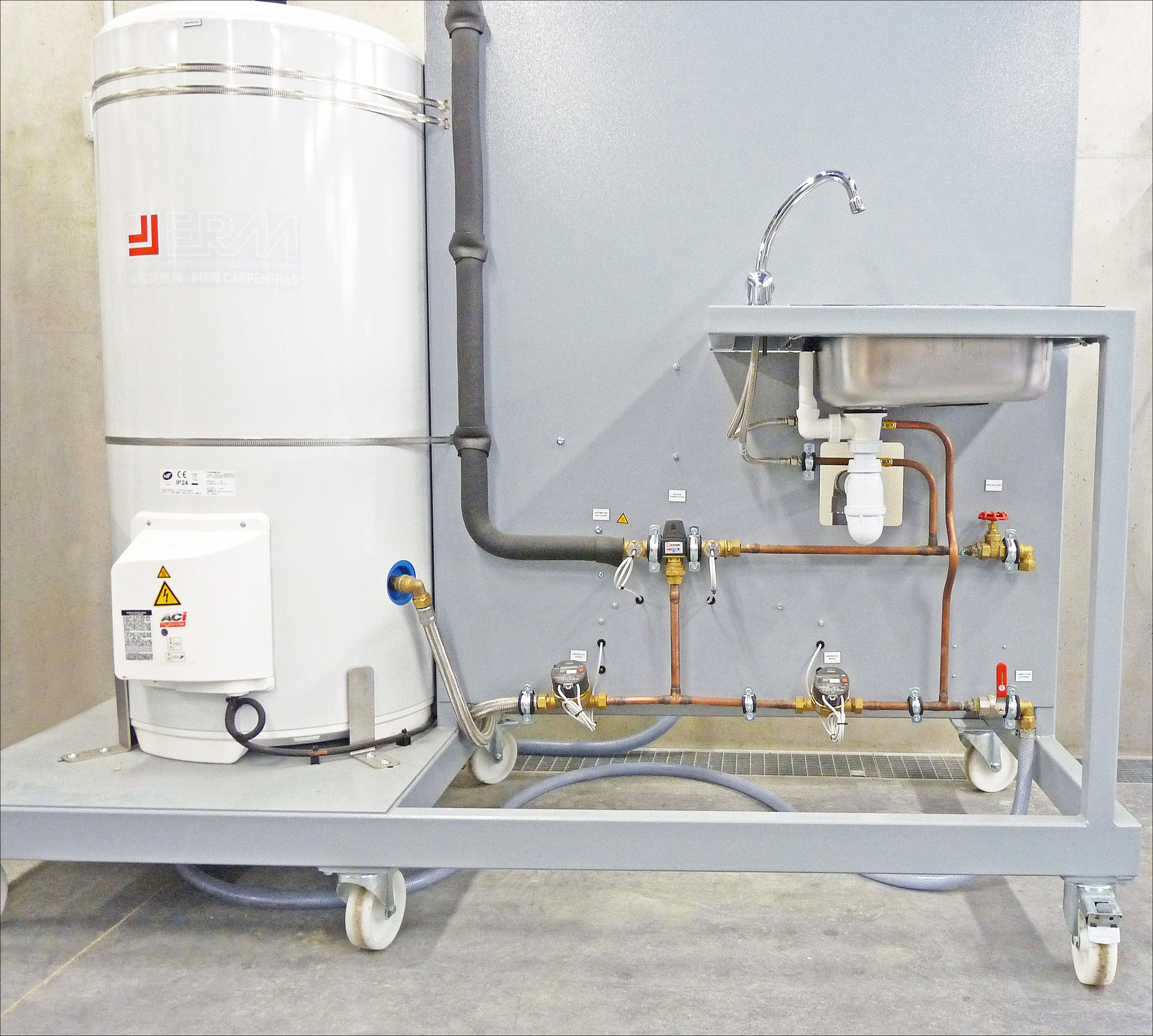
Du matériel pour les cours de plomberie en CFA bâtiment.

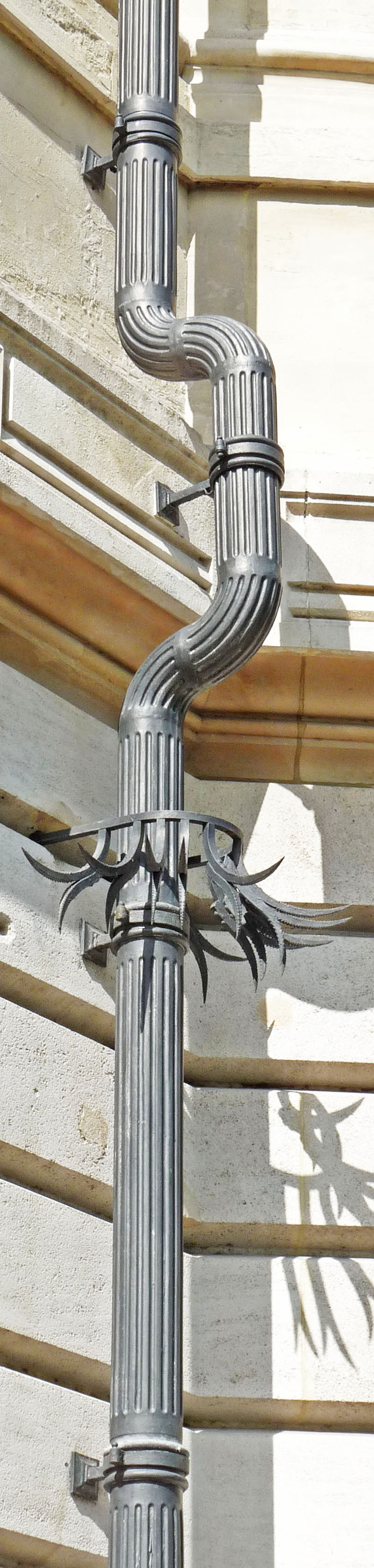
Tuyau pluviale cuivre.

Les olympiades des Métiers. C'est en 1950 que l'Espagne organise la première olympiade. Cette compétition professionnelle internationale regroupe près de 800 jeunes d'une cinquantaine de métiers, venant de soixante-dix pays des cinq continents. Cette compétition a lieu tous les deux ans dans un pays différent ; la France les a reçu à Lyon en 1995. Après des sélections régionales, puis nationales, la compétition se passe en quatre jours ; c'est dire si la formation professionnelle ne suffit pas à elle seule pour obtenir des résultats. Un coach pour le physique et un autre pour le mental accompagnent les jeunes tout au long de leur préparation. Les Meilleurs Ouvriers de France, les MOF. C'est : « Une Recherche constante du progrès et de la perfection à travers l’excellence du travail. » Peu de professionnels font partie de ces artistes du métier, au mérite et à la professionnalisation d'un très haut niveau. Le titre de Meilleur Ouvrier de France (MOF) est décerné uniquement en France, par catégorie de métiers dans un concours entre professionnels. C'est un titre que le MOF garde à vie et qui correspond au niveau BTS dans la hiérarchie des diplômes du Ministère du Travail. Un certain nombre de plombiers portent ce titre, mais on les connaît peu, car il ne portent pas le liseré bleu blanc rouge sur leur tenue de chantier.

## Plomberie et compagnonnage
Qu'il soit Savoyard, Vosgien ou Bordelais, le plombier sur le Tour de France va sans crainte pour son avenir professionnel[réf. nécessaire]. Les plombiers furent toujours parmi les métiers et corporations les plus actifs au sein des divers compagnonnages, au cours des époques qu'ils ont traversées avec beaucoup de fougue et de persévérance, avec foi dans l'avenir de leur métier et avec une seule volonté : le perfectionnement, le travail bien fait et la retransmission de leur métier dans les valeurs du compagnonnage.[réf. nécessaire]

« Rafraîchi dans les années 1940 avec la fédération de nombreux métiers dans les associations telles que les Compagnons du Devoir, la Fédération Compagnonnique des Métiers du Bâtiment et l'Union compagnonnique, le compagnonnage a su se redéfinir, se rénover et permettre à toute une jeunesse de suivre la voie du métier et de la perfection léguée par les anciens. Lors du renouveau du compagnonnage dans les années 1940, les plombiers furent parmi les premiers à rejoindre ces nouvelles associations de métiers. »

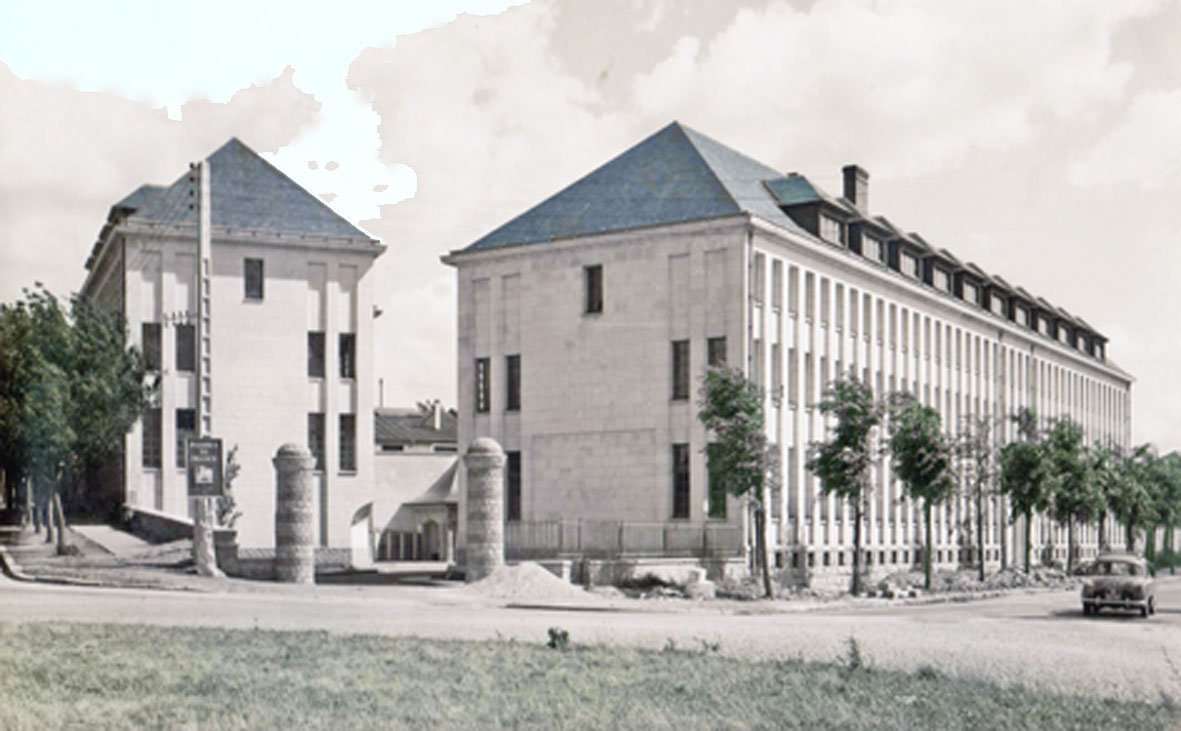
Maison des Compagnons de Devoir à Angers sur les bords de la Maine en 1970.

Le 16 novembre 2010, l'UNESCO a inscrit le compagnonnage au Patrimoine culturel immatériel de l'humanité. Les Compagnons du Tour de France sont désormais reconnus mondialement pour la spécificité de leur enseignement professionnel et moral, leurs traditions mais également pour la capacité à les transmettre à travers les valeurs du Tour de France.
« Le compagnonnage est par excellence une tradition ouvrière française : une partie du peuple français en verra sa condition morale transformée... ».

## Ère contemporaine
Dans la seconde moitié du XXe siècle, le métier de plombier a évolué de façon très rapide, car les plombiers ont pu assimiler, à la fois de nouveaux matériaux, matériels et techniques au fur et à mesure de leur arrivée. Il leur a fallu s'adapter et apprendre, mais aussi perdre quelques coups de mains qui leur avaient pris tant de temps à maîtriser.

### En France
La branche du bâtiment en France compte près de 460 000 entreprises pour 1 485 000 actifs dont 1 160 000 salariés et 325 000 artisans. Il y a en couverture - plomberie 49 600 entreprises de moins de dix ouvriers. Malgré certaines réticences, l'assistance de l'ordinateur et de l'informatique a révolutionné une partie du travail et du métier de plombier[style trop lyrique ou dithyrambique]. À la fin des années 1980, le DAO et AutoCAD, ont remplacé dans les bureaux d'études des entreprises de plomberie, les tables et le matériel de dessins, comme vingt ans plus tôt les calculettes avaient remplacées la règle à calculer. De nombreux logiciels dédiés aux calculs de plomberie pour les calcul des réseaux d'eaux d'eau froide, chaude et les évacuations, ont remplacé les classeurs d'abaques et autres tables de calcul. Le plombier est là aujourd'hui pour la production de l’eau chaude sanitaire par panneaux solaires, mais également pour la production de l’eau chaude dans le cas d’installations de chauffage par le sol. Il met en place et installe les réseaux de tubes en cuivre et de polypropylène pour les systèmes de conditionnement par split système. Les piscines, les SPA et autres centres nautiques.

## Futur de la plomberie
Le travail du plombier c'est aussi la préfabrication et la pose dans des délais et une organisation du travail remarquables, pour l'ensemble des installations sanitaires que l'on retrouvent sur les immenses paquebots de croisière qui sillonnes les océans. Le plombier est encore là pour alimenter en eau, sans en oublier l'évacuation, les immenses tours de plus en plus hautes qui fleurissent de par le monde. Il doit amener cette eau tout en haut, aussi bien pour les besoins classiques que pour l'incendie. Sans oublier de la faire redescendre et de la traiter. Seules les techniques nouvelles, de nouveaux matériaux et des moyens de formation modernes permettent de réaliser de telles installations[style trop lyrique ou dithyrambique].

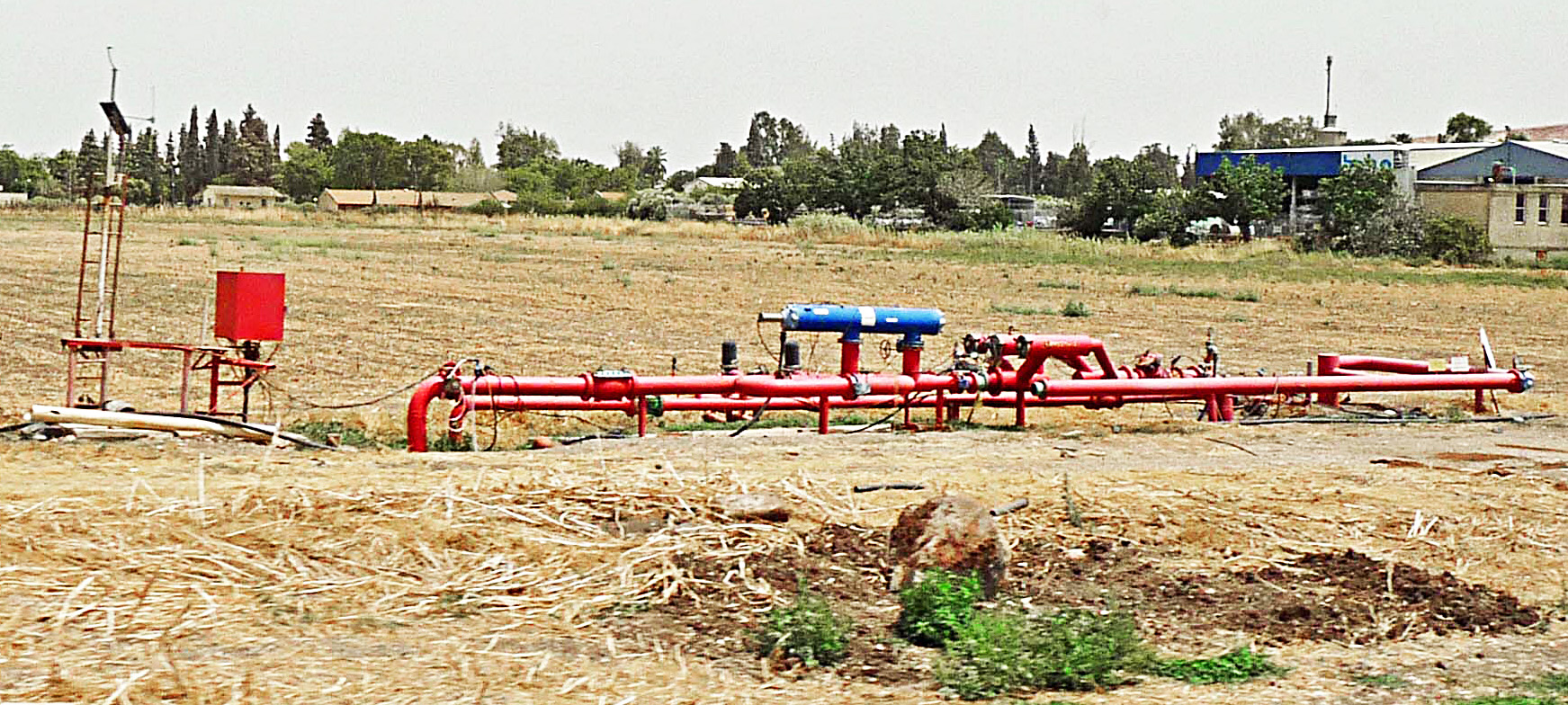
Sous station pour l'irrigation en agriculture

Dans les campagnes, le plombier est un des spécialistes qui participent à la mise en place de la robotisation sur les trayeuses automatiques dans les grandes fermes du pays, avec l’utilisation des tuyauteries en acier inox pour le transport du lait vers les cuves de stockage ; les réseaux de lavage et d'évacuation pour le nettoyage des zones de traite, l'alimentation en eaux pour l'abreuvement des vaches après la traite, la production de l'eau chaude et l'installation de la pompe à vide et de son réseau de tuyauteries. C’est le plombier qui travaille aux installations pour la méthanisation de lisiers et autres résidus des fermes d’élevage, de même que pour les installations de biomasse.
Des tuyauteries en carbone ou un quelconque matériau de synthèse, qui d'ici là sera mis au point, lesquelles pourraient être parfaitement auto-nettoyantes, facilement formables et aux jonctions faciles et sûres. Des tuyauteries en matériaux composites : fibre de verre et résine, sont actuellement utilisées dans certaines industries. Les scientifiques espagnols ont développé un polymère capable de se régénérer et de se réparer seul. À développer. Avec l'évolution actuelle à la fois dans les besoins, les matériels et les techniques, les hommes de métiers vont changer : vont apparaître les plombiers des villes et les plombiers des campagnes. Ces deux catégories sont déjà une réalité dans un certain nombre de régions de France.

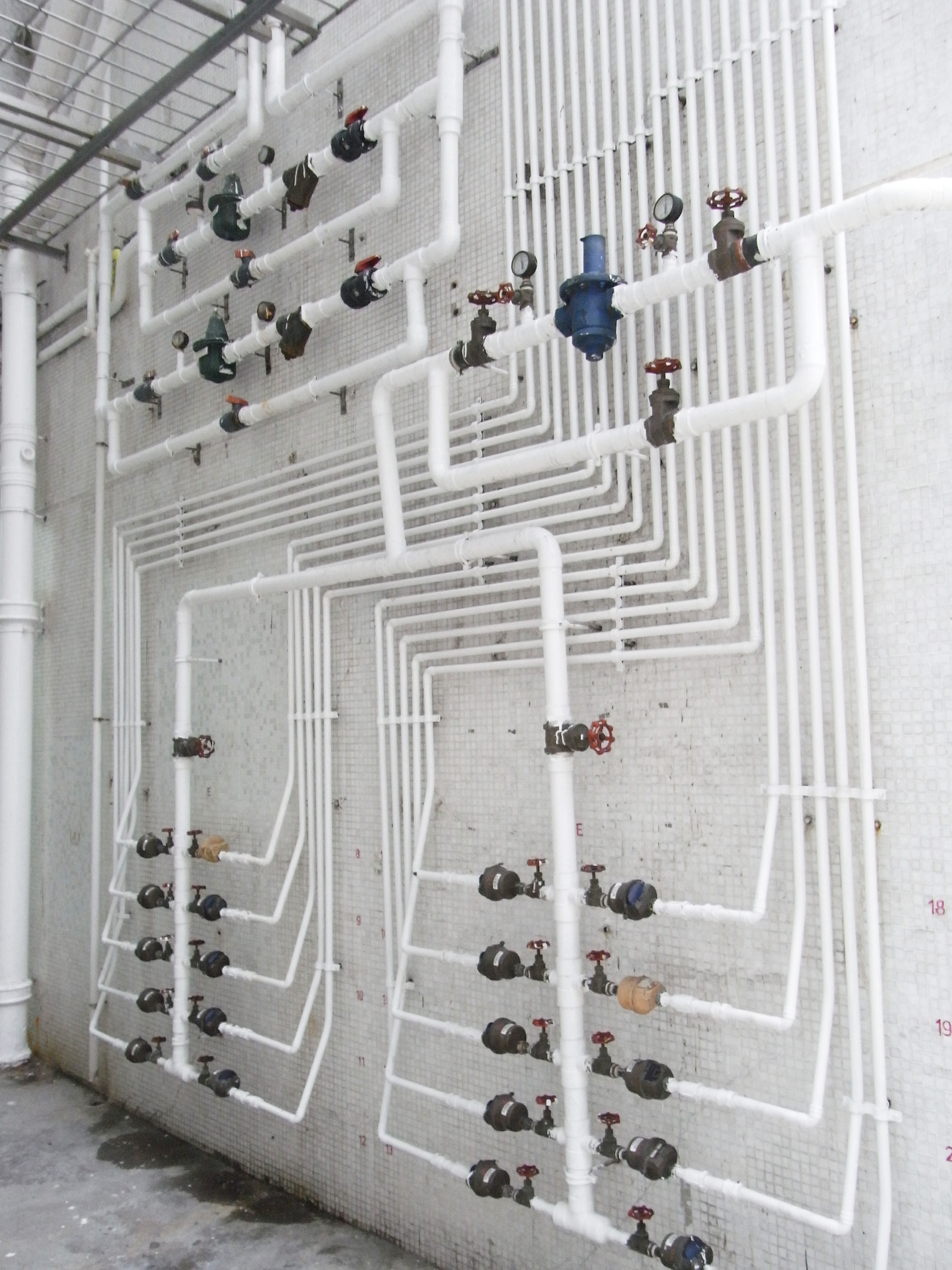
Compteurs d'eau froide avec raccordement en tube cuivre.

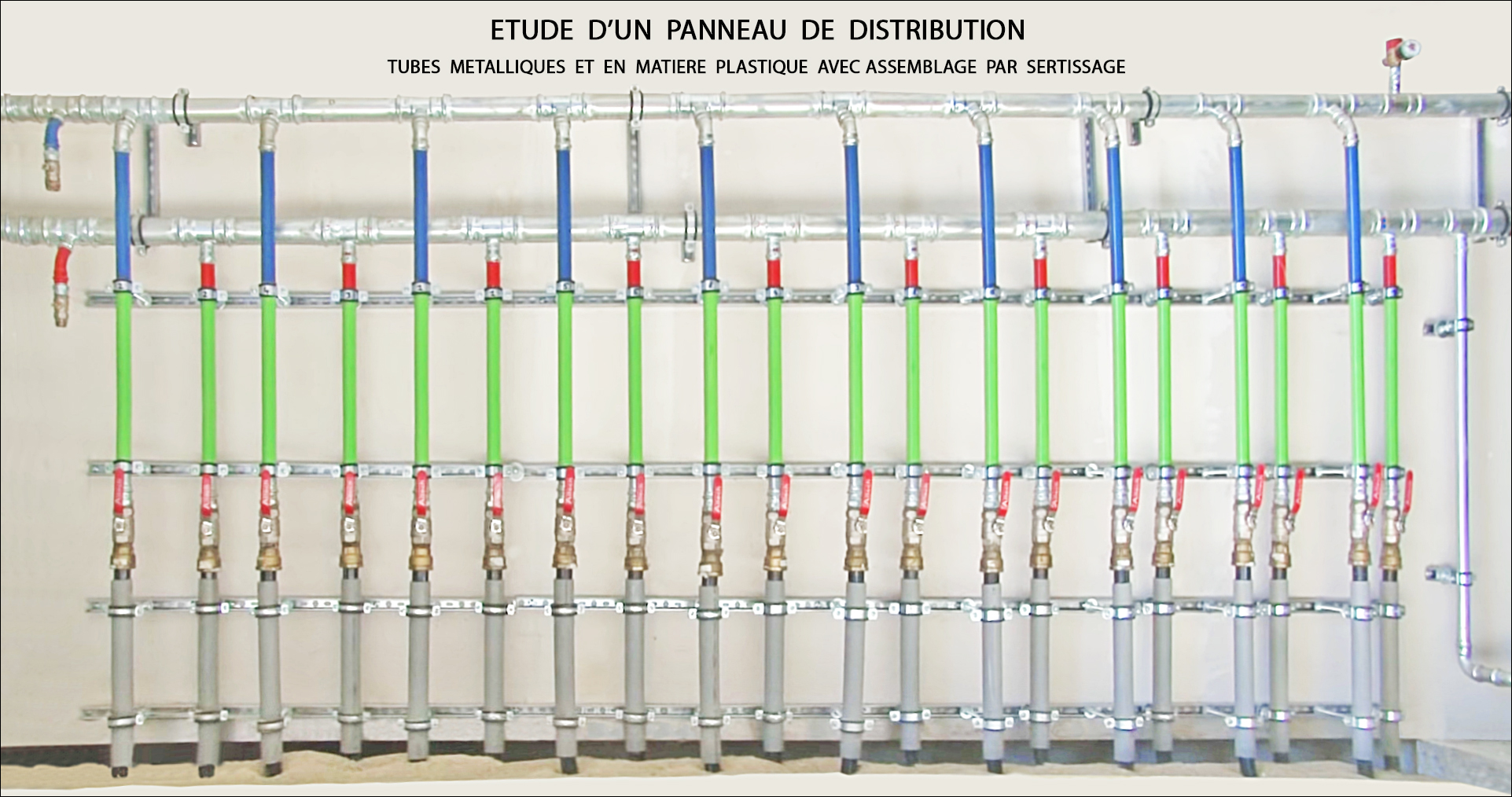
Étude d'un panneau de distribution en tube métallique et tube plastique.

Dans les années 1990 sur un projet immense pour l'époque, les eaux usées des tours de bureaux ou logements et de l’hôtel étaient récupérées - eau des lavabos collectifs et des salles de bains - cette eau une fois traitée et stockée dans les sous-sols du complexe, était réutilisée pour l'alimentation des toilettes à partir d'un réseau séparé. Ce procédé de récupération des eaux usées, dans les mêmes années que le précédent, a été également réalisé sur des hôtels dans d'autres pays soucieux d'économiser cet or bleu. Ceci implique à la fois un problème de conception et d'adaptation des normes et d'entretien des différents réseaux de distribution.

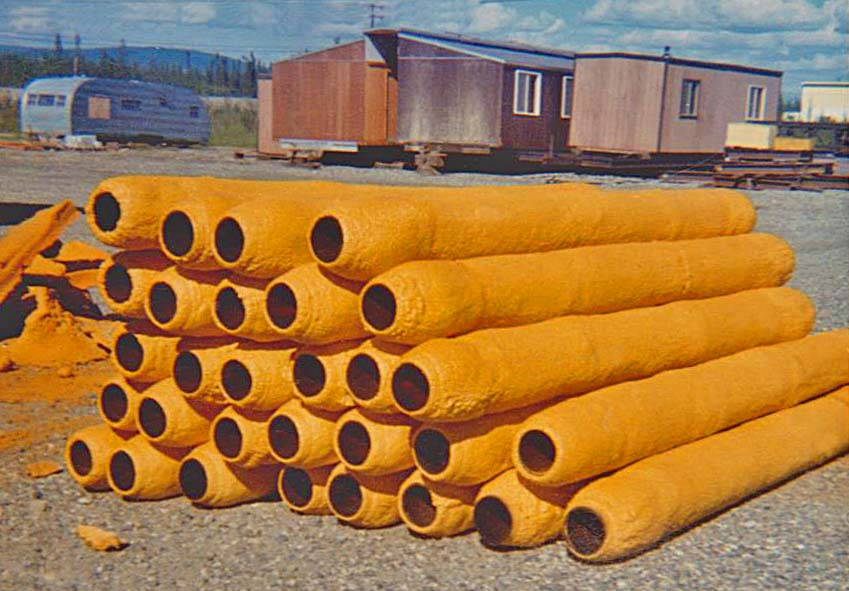
Tuyaux en douelles de bois calorifugés, sur un chantier en Alaska.

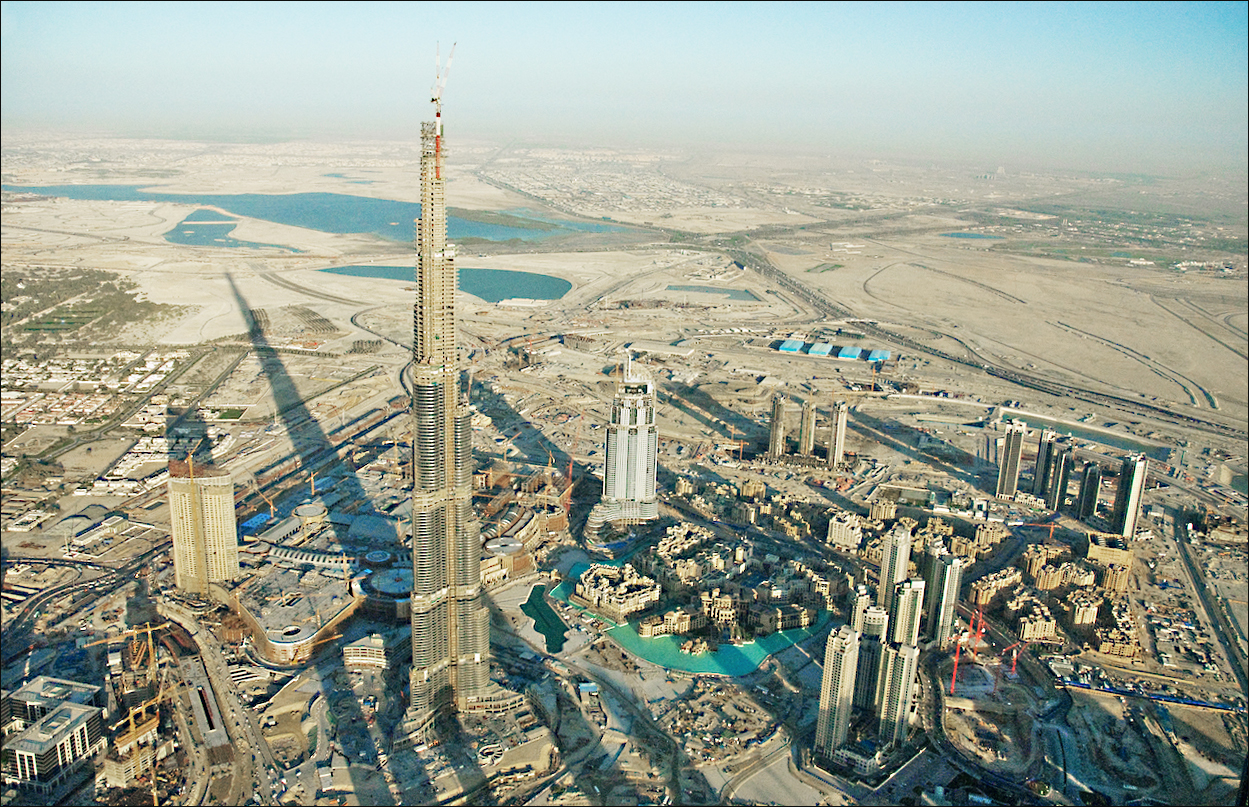
La tour Burj Khalifa en construction à Dubaï en 2008.

Mais ce ne sont là que des techniques à courte échéance, simplement l'amélioration des techniques et des matériaux actuels, dont certains sont vieux de près de 5 000 ans. Le futur de la profession et des plombiers est ailleurs.
Il faut revoir également le principe de fonctionnement de ces grosses consommatrices d'eau et d'énergie pour le traitement des déchets spécifiques que sont les toilettes. Dans ce domaine la science est en marche. « Nul ne connaît la valeur de l'eau jusqu'à ce que le puits tarisse. »
L'université de Delft aux Pays-Bas, financée par un la Bill & Melinda Gates Foundation, a réussi à créer en laboratoire des toilettes générant de l'électricité lors de leur utilisation. Ces toilettes utilisent la technologie des micro-ondes sur mesure, pour sécher les déchets humains, puis les gazéifient par le système de la torche à plasma à cathode froide, ce qui donne un gaz de synthèse – mélange de monoxyde de carbone et d'hydrogène. Ce gaz peut ensuite être introduit dans des piles à combustible pour produire de l'énergie électrique. Une partie de cette électricité pourra servir pour activer la gazéification du plasma et le gaz d’échappement de la pile à combustible servira au séchage des déchets. Ces toilettes ne sont raccordées à aucun réseau d’eau, d’évacuation ou d’électricité, elles fonctionnent en totale autonomie. Ce ne sont pour l'instant que des essais en laboratoire, mais la technique est en marche, ce n'est plus là un gadget de WC avec abattant chauffant, c'est une révolution qui est en marche dans le futur métier de plombier.
Car c'est là l'image projetée de la construction future d'un immeuble, sans tuyauteries d'eau d'alimentation ni d'évacuation, ou presque, où les eaux seraient recyclées sur l'appareil sanitaire lui-même et les déchets des WC désintégrés. Les eaux de pluie seraient récupérées pour l'arrosage ou le maintien de l'humidité des terrasses et des façades végétalisées.

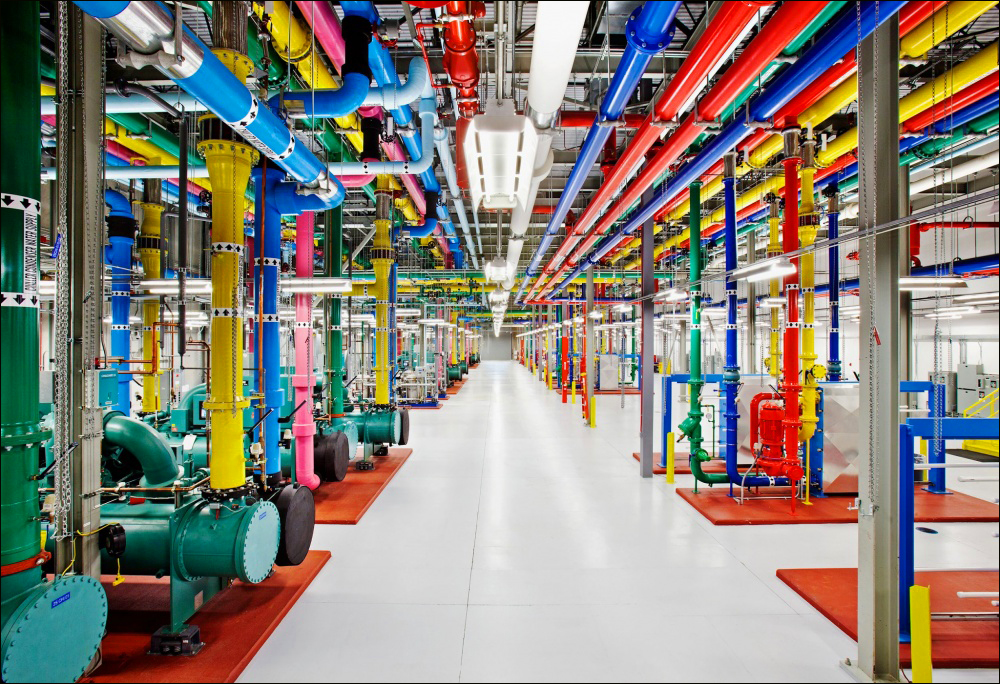
Réseaux de tuyauteries d'une sous station. Les différentes couleurs définissent les fluides transportés.

### Adaptation à un usage moindre des ressources
La conjonction d'appareils sanitaires nouveaux et des techniques de recyclage, devra réduire drastiquement la consommation en eau. C'est là tout d'abord le travail des chercheurs et des ingénieurs. Ce sont des recherches coûteuses[réf. nécessaire], mais qui au regard du gaspillage actuel de richesses naturelles paraissent nécessaires, sinon obligatoires. Ces innovations vont devoir une fois de plus remettre en cause la profession et les plombiers, lesquels, comme les autres métiers du bâtiment, vont devoir s'adapter à ces nouvelles techniques, avec ces nouveaux matériels et matériaux, de nouvelles normes, et cela pour former des hommes[non neutre] nouveaux : les plombiers du XXIe siècle. Suivant les affirmations des spécialistes sur les réserves disponibles, il reste encore du gaz pour cent-cinquante ans et du pétrole pour autant ; les chaudières ont encore un bel avenir, mais il faudra toujours chauffer les maisons et préparer les repas, faire fonctionner les usines et cultiver les champs, transporter les marchandises et élever le bétail. Le solaire, énergie disponible pour encore quelques milliards d'années, va, avec d'autres énergies moins polluantes, progressivement remplacer pétrole, gaz, charbon et autres polluants. La profession doit s'y préparer, cela peut aller très vite.